# 愛知県
愛知県（あいちけん）は、日本の中部地方（東海地方）に位置する県。県庁所在地は名古屋市。

## 概要
日本列島の中央部にあたり、人口約750万人は東京都、神奈川県、大阪府に次いで4番目に多く、総人口の約6.03%を占める。県内総生産は東京都、大阪府に次いで3位、1人当たりの県民所得は東京都に次ぐ全国2位である。政令指定都市である名古屋市は、中部地方・東海地方最大の人口を擁し、同地方における中心都市となっている。同市を中心とした中京圏（名古屋都市圏）は首都圏や近畿圏とともに日本三大都市圏の一角に数えられ、その範囲は東海3県（愛知県・岐阜県・三重県）に及ぶ。
トヨタ自動車（トヨタグループ）の本拠地である豊田市や刈谷市、名古屋市などの工業都市を中心に日本最大の工業地帯である中京工業地帯の中核を成す工業県でもあり、自動車産業や航空宇宙産業などが盛んである。年間製造品出荷額は48兆円に達し、全国最大である（45年連続全国1位）。
その他、年間商品販売額（2021年）は39兆4,199億円で全国3位、農業産出額（2022年）は3,114億円で全国8位 と工業・商業・農業いずれも国内上位である。
県内は大きく分けて名古屋市を中心とした県西部の尾張地方、県中東部の三河地方に分けられ、三河地方は更に豊田市や岡崎市を中心とした西三河地方、豊橋市を中心とした東三河地方に分けられる。尾張地方・西三河地方・東三河地方の面積比はほぼ1:1:1、人口比はほぼ7:2:1と名古屋市の位置する県内西部の尾張地方に偏在している。
戦国時代から江戸時代初期にかけての最重要人物である織田信長、豊臣秀吉、徳川家康の3人は愛知県出身である（信長と秀吉は尾張国、家康は三河国出身である）。
郡名が県名にされた県のひとつで、古代の律令制下において現在の名古屋市の中心部が属していた愛知郡の名を採用したものである。県名の元となった「愛知郡」の由来については愛知郡#郡名の由来を参照。

## 地理・地域

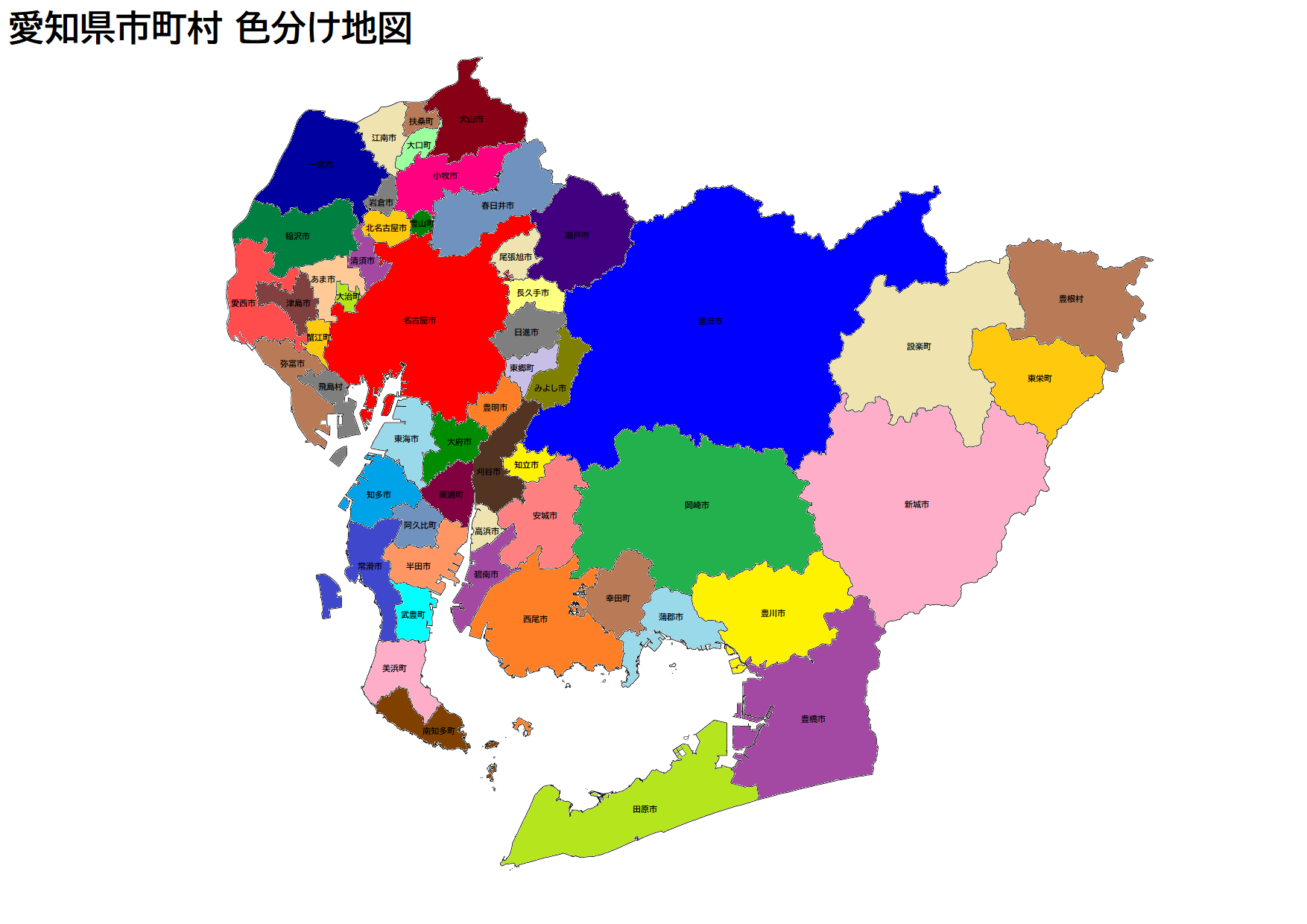
愛知県市町村 色分け地図

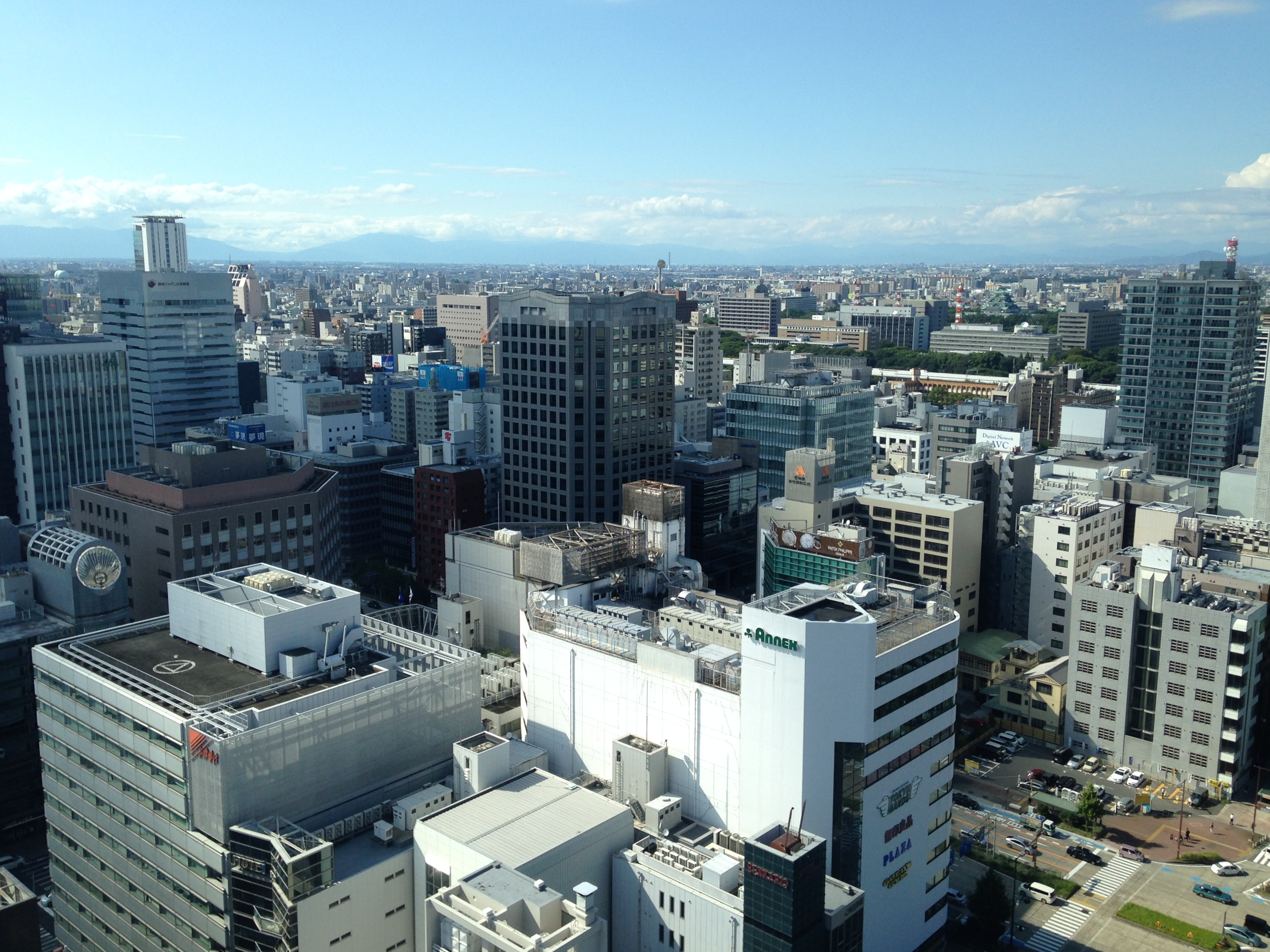
名古屋都心から臨む濃尾平野

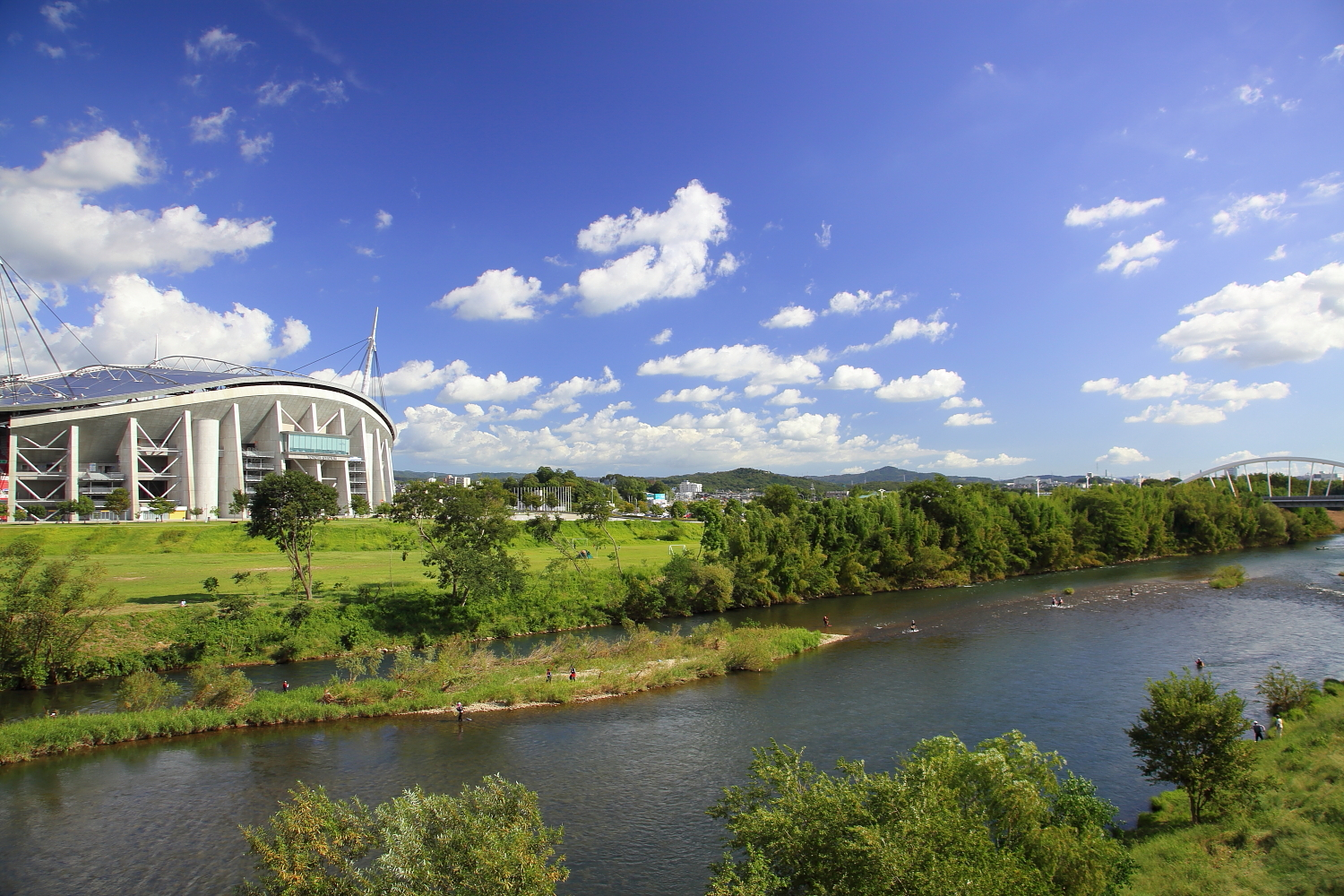
豊田市中心部を流れる矢作川

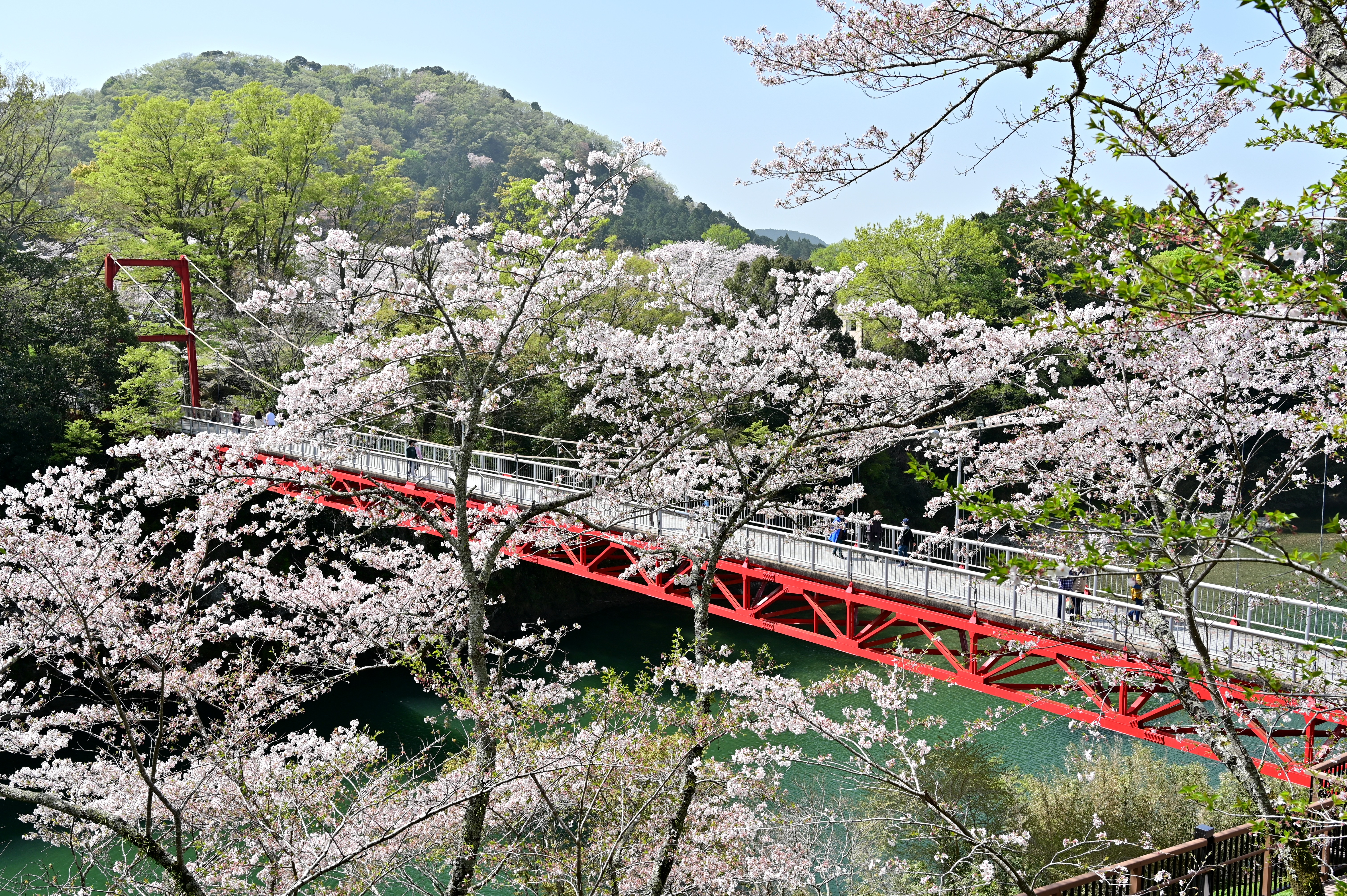
宇連川と桜淵公園

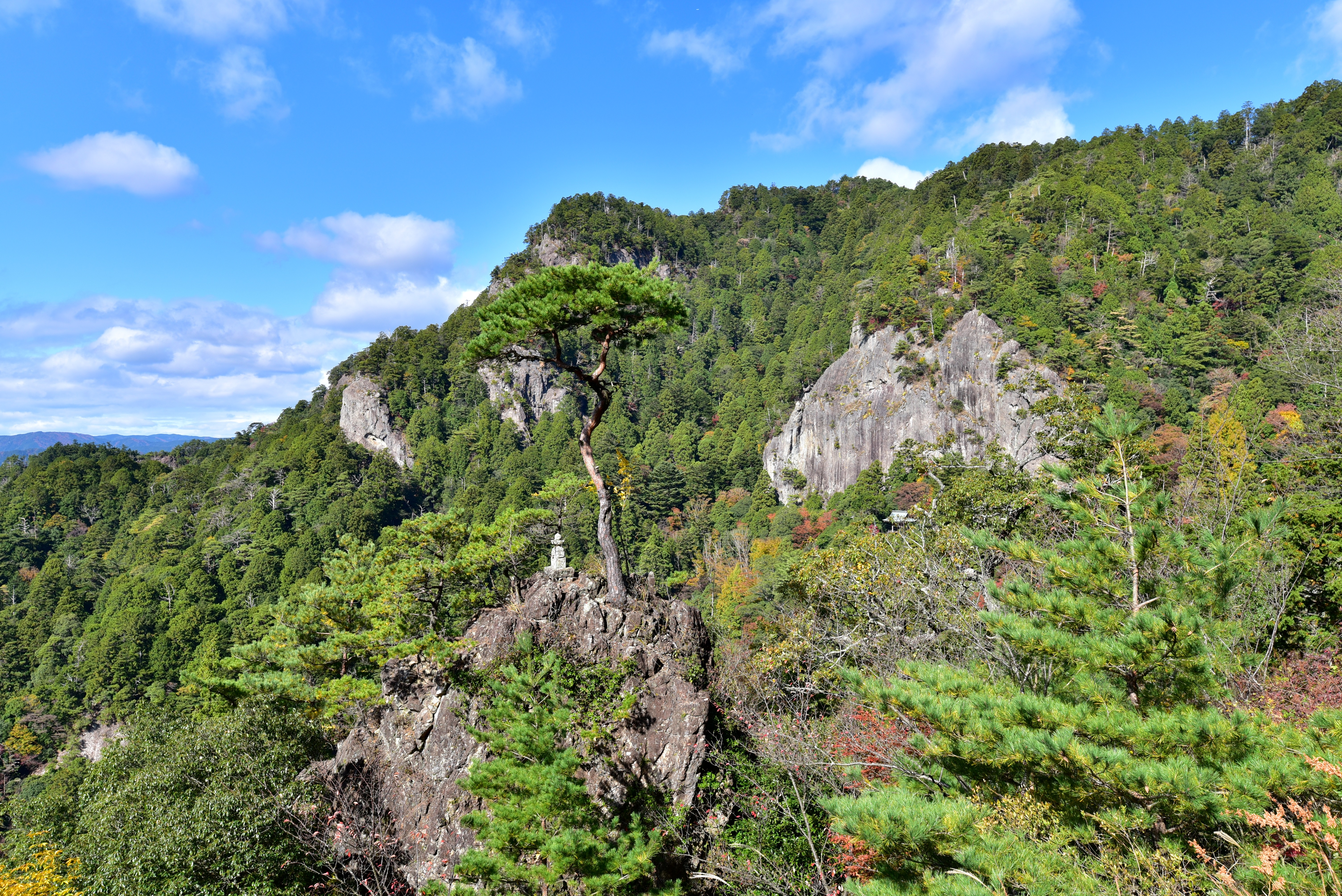
鳳来寺山

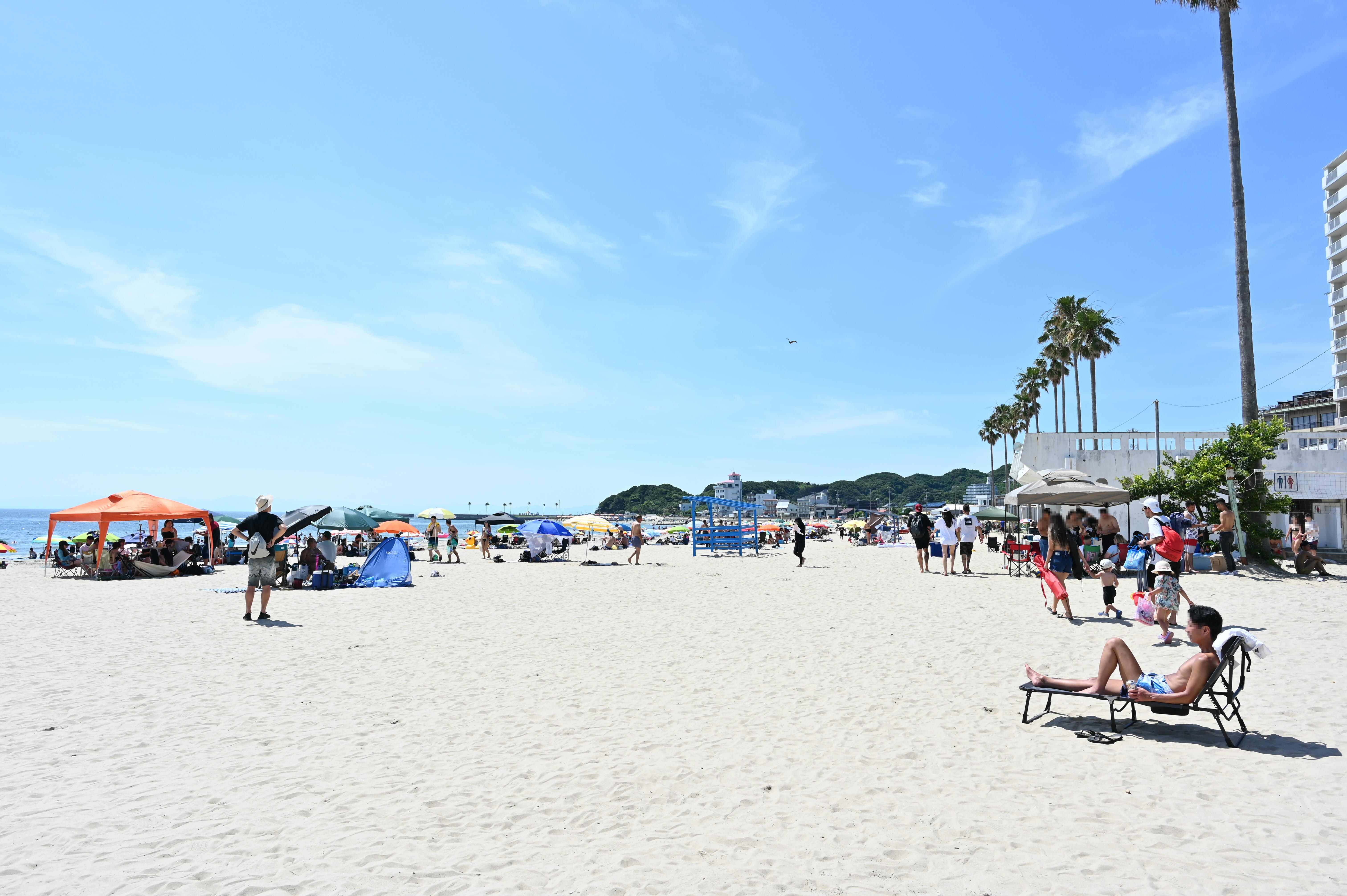
千鳥ヶ浜

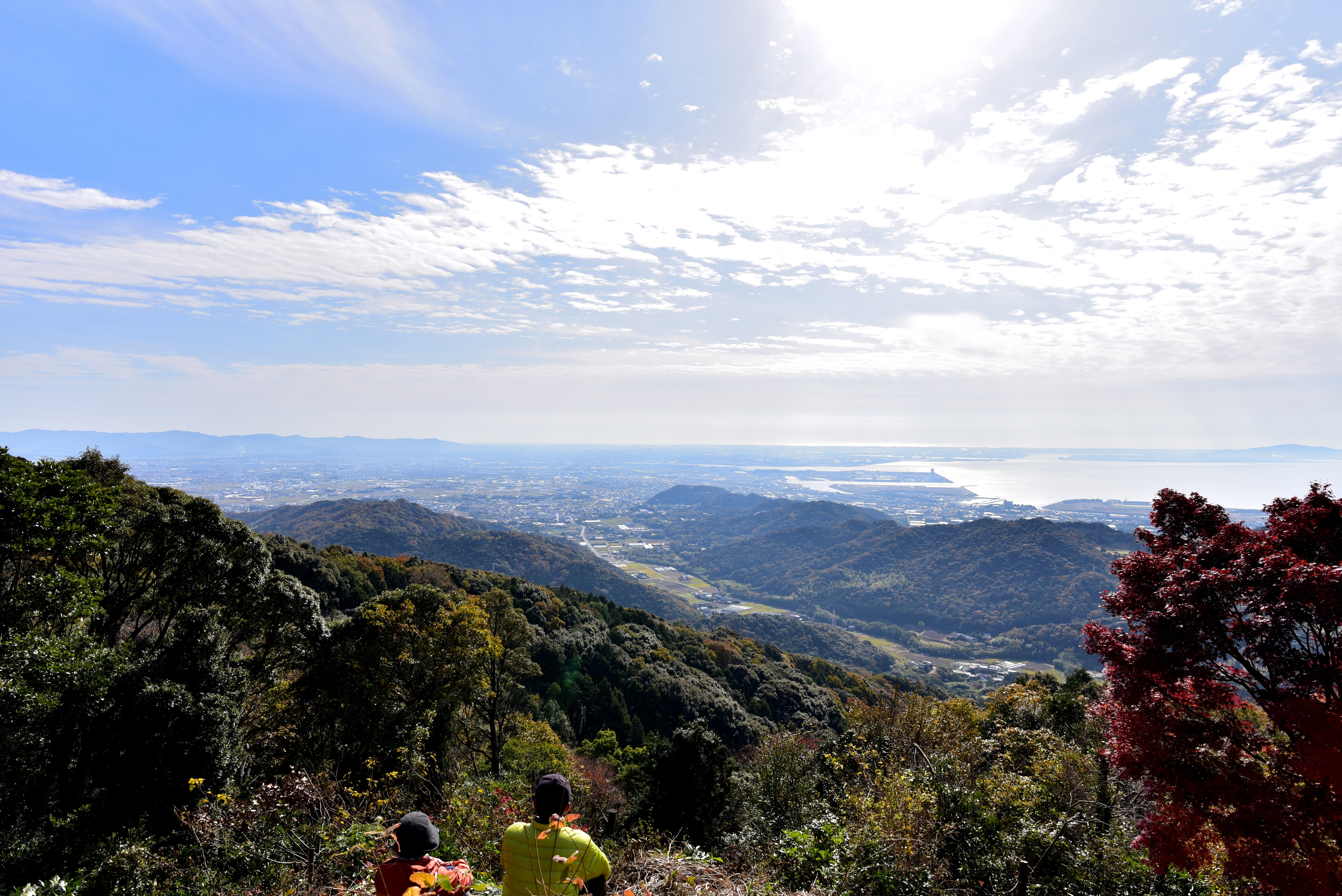
宮路山山頂から三河湾方面を望む

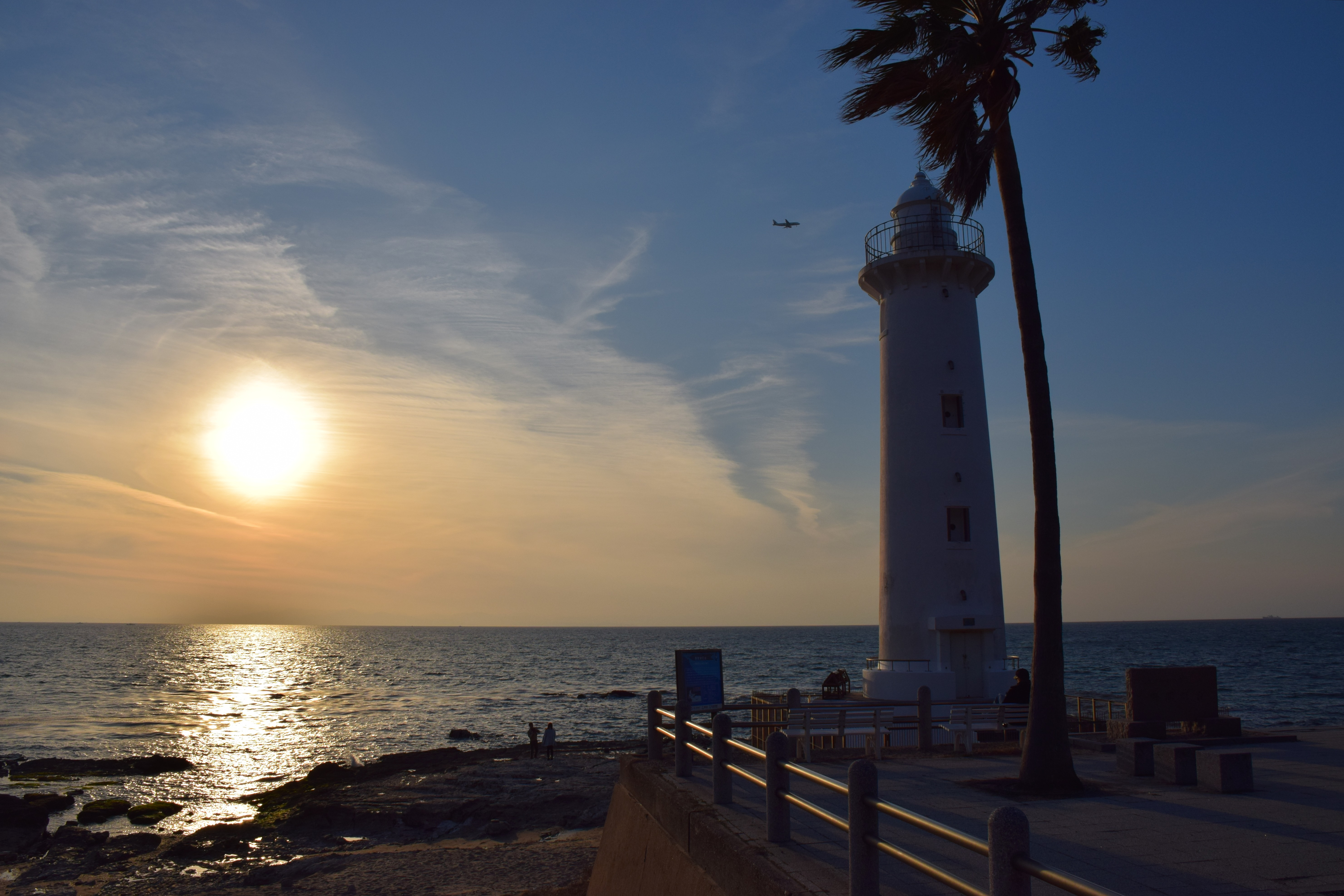
野間埼灯台から伊勢湾を望む

### 広袤（こうぼう）
国土地理院の全国都道府県市区町村別面積調によると、愛知県の面積は5173.23平方キロメートルである。
『愛知県 市区町村の役所・役場及び東西南北端点の経度緯度（世界測地系）』（国土地理院）によると愛知県の広袤は以下の通り。あわせて『我が国の人口重心 －平成27年国勢調査結果から－』（総務省）による人口重心も記す。
- 県庁 - 北緯35度10分49秒 東経136度54分24秒 / 北緯35.18028度 東経136.90667度（名古屋市中区三の丸三丁目）
- 東端 - 北緯35度12分45秒 東経137度50分17秒 / 北緯35.21250度 東経137.83806度（北設楽郡豊根村富山）
- 西端 - 北緯35度08分31秒 東経136度40分15秒 / 北緯35.14194度 東経136.67083度（愛西市立田町福原）
- 南端 - 北緯34度34分41秒 東経137度02分11秒 / 北緯34.57806度 東経137.03639度（田原市日出町骨山）
- 北端 - 北緯35度25分30秒 東経136度59分24秒 / 北緯35.42500度 東経136.99000度（犬山市栗栖大平）
- 人口重心 - 北緯35度05分12.06秒 東経137度00分04.65秒 / 北緯35.0866833度 東経137.0012917度（名古屋市緑区徳重四丁目）

愛知県の東西南北それぞれの端と、都道府県界の未確定部分に仮の境界線を入れて求めた重心は以下の位置である。
| 重心 北緯35度02分16秒 東経137度12分43秒 / 北緯35.03778度 東経137.21194度  | 北端 北緯35度25分30秒 東経136度59分24秒 / 北緯35.42500度 東経136.99000度 ↑           | 人口重心 北緯35度05分10.87秒 東経137度00分06.18秒 / 北緯35.0863528度 東経137.0017167度 |
| 西端 北緯35度08分31秒 東経136度40分15秒 / 北緯35.14194度 東経136.67083度← | 愛知県庁舎所在地 北緯35度10分49秒 東経136度54分24秒 / 北緯35.18028度 東経136.90667度 | 東端 →北緯35度12分45秒 東経137度50分17秒 / 北緯35.21250度 東経137.83806度              |
|                                                                           | ↓ 南端 北緯34度34分41秒 東経137度02分11秒 / 北緯34.57806度 東経137.03639度           |                                                                                        |

北端は坂祝町役場から西南西にある木曽川の中央部、南端は伊良湖岬の東にある湾曲した海岸線、東端は小和田駅付近、西端は長良川大橋の南にある、長良川の中央部。また統計局の平成22年国勢調査によると、人口重心は名古屋市緑区徳重4丁目付近にある。

### 地形
西部はおおむね平坦であり、人口が集中している。東部は山岳が多くなっているが、南部海側の平地は東海道に沿って都市化している。

#### 山地
山
- 1,000メートル級
  - 茶臼山（最高峰、1,415m、豊根村）
  - 萩太郎山（1,358m、豊根村）
  - 天狗棚（1,240m、豊田市、設楽町）
  - 段戸山（1,152m、設楽町）
  - 井山（1,195m、豊田市、設楽町）
  - 八岳山（1,140m、豊根村）
  - 寧比曽岳（1,121m、豊田市）
  - 日本ケ塚山（1,107m、豊根村）
  - 出来山（1,052m、設楽町）
  - 明神山（1,016m、新城市、東栄町）
  - 大鈴山（1,011m、設楽町、東栄町）
- その他著名な山
  - 本宮山（789m、豊川市、新城市、岡崎市）
  - 巴山（719m、新城市、岡崎市）
  - 鳳来寺山（695m、新城市）
  - 猿投山（629m、豊田市）
  - 三ヶ根山（325m、幸田町、西尾市、蒲郡市）
  - 東谷山（198m、名古屋市、瀬戸市）
  - 小牧山（85m、小牧市）

丘陵
- 尾張丘陵
- 知多丘陵

#### 河川
河川
- おもな一級河川
  - 木曽川水系 - 木曽川、揖斐川、長良川、鍋田川、南派川、郷瀬川、新郷瀬川
  - 庄内川水系 - 庄内川、新川、五条川、青木川、矢田川、堀川、新堀川、八田川
  - 矢作川水系 - 矢作川、広田川、乙川、男川、巴川
  - 豊川水系 - 豊川、朝倉川、神田川、間川、宇利川、野田川、宇連川、巴川
  - 天竜川水系 - 天竜川、大千瀬川
- おもな二級河川
  - 日光川水系 - 日光川、戸田川、善太川、福田川、蟹江川、三宅川、野府川
  - 山崎川水系 - 山崎川
  - 天白川水系 - 天白川、扇川、植田川
  - 境川水系 - 境川、逢妻川、皆瀬川、明神川、五ヶ村川

峡谷・渓谷
- 日本ライン
- 香嵐渓
- 鳳来峡
- 乳岩峡
- 勘八峡
- 闇苅渓谷

#### 土地
平野
- 濃尾平野
- 岡崎平野
- 豊橋平野

台地
- 熱田台地
- 笠寺台地
- 御器所台地
- 高師原台地
- 天伯原台地
- 碧海台地

#### 島嶼
有人島
- 篠島
- 日間賀島
- 佐久島

#### 海岸
半島
- 知多半島
- 渥美半島
- 西浦半島

湾
- 伊勢湾
- 三河湾
  - 渥美湾
    - 田原湾

  - 知多湾
    - 衣浦湾

干潟
- 藤前干潟
- 汐川干潟

砂丘
- 祖父江砂丘

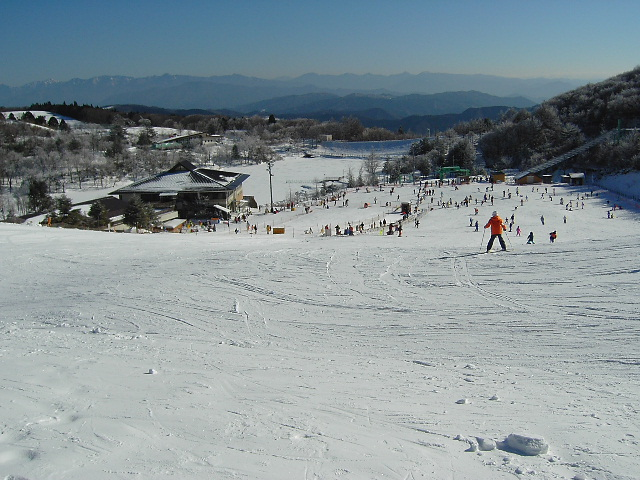
茶臼山高原スキー場
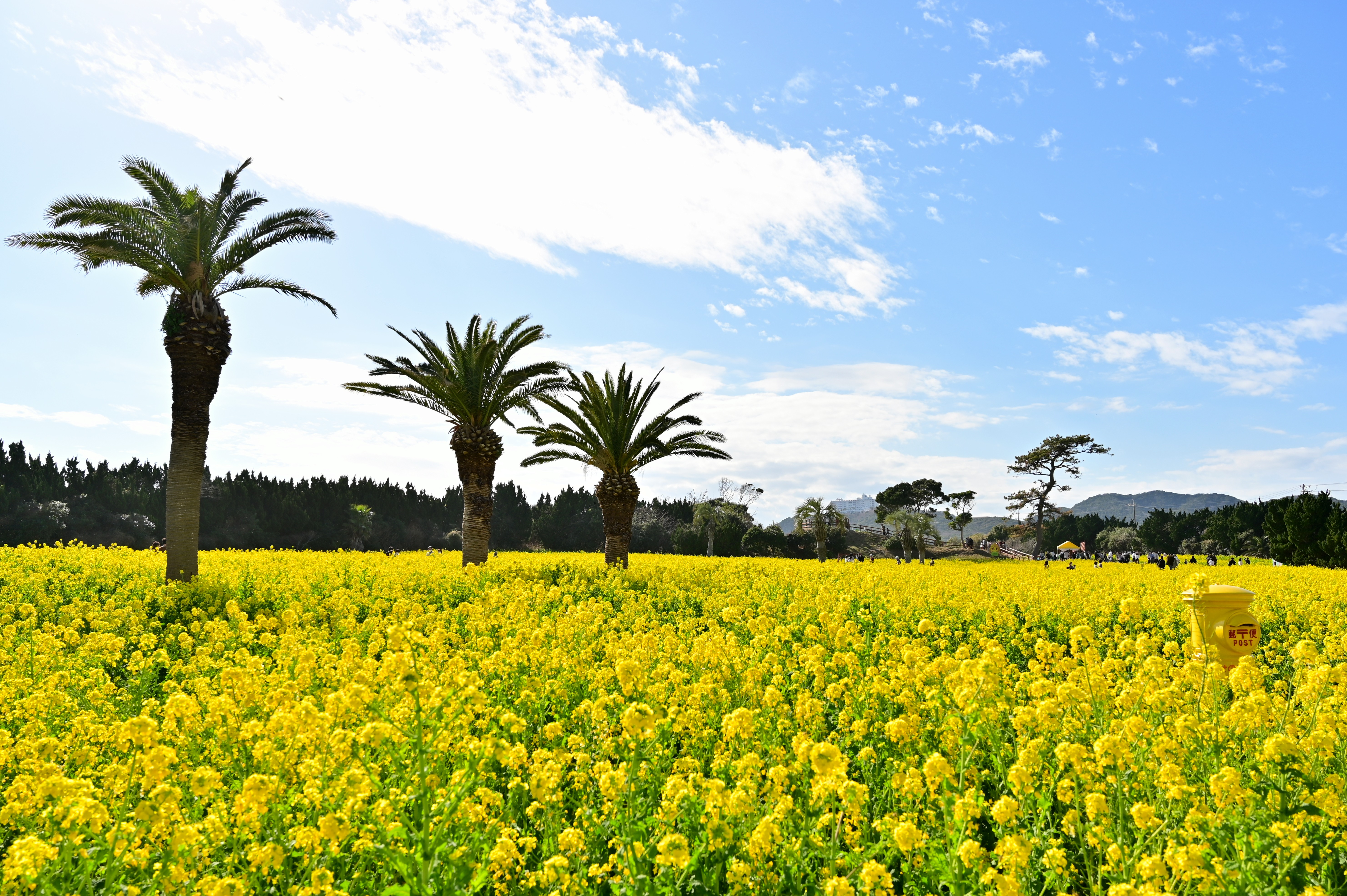
渥美半島と菜の花畑
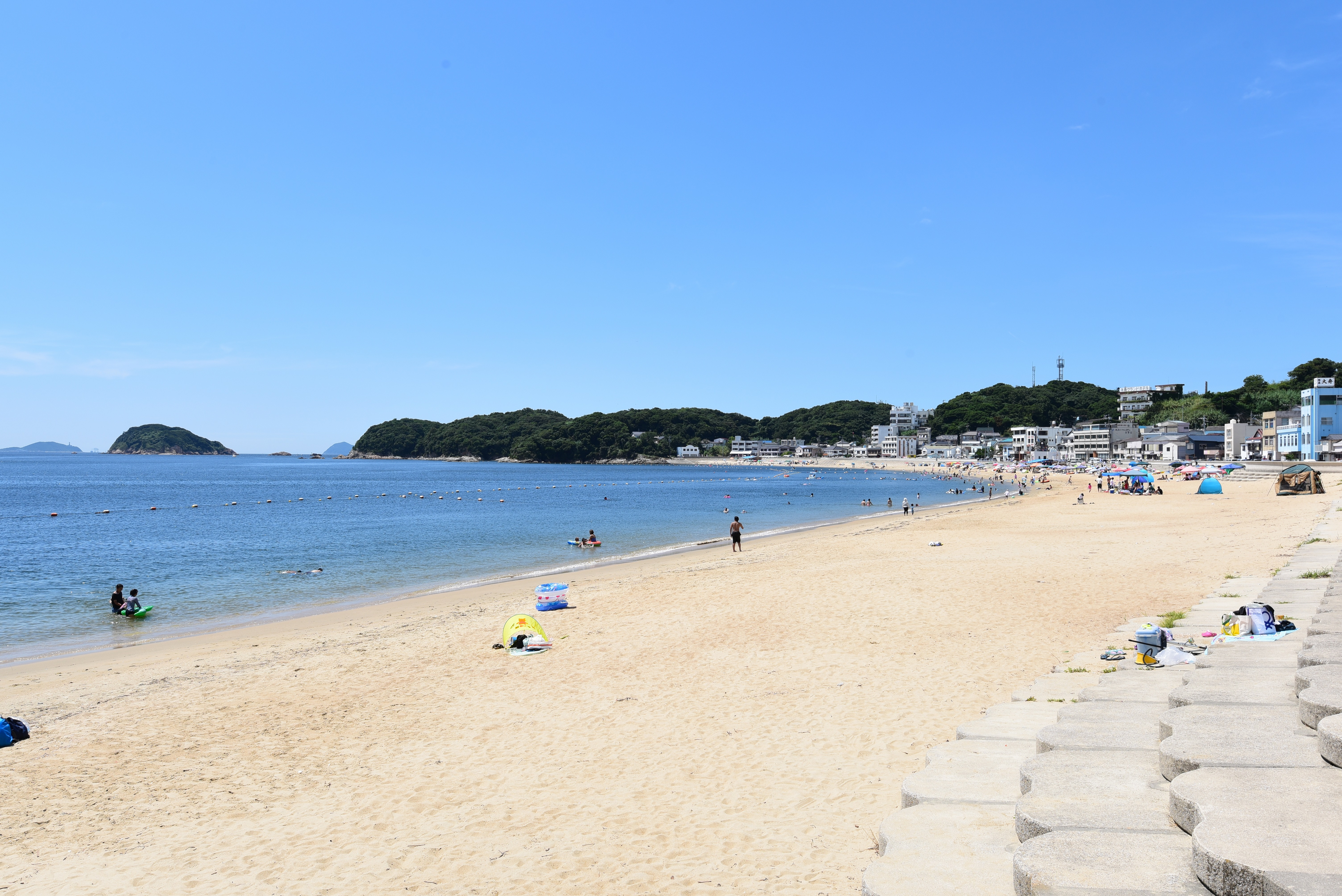
篠島サンサンビーチ
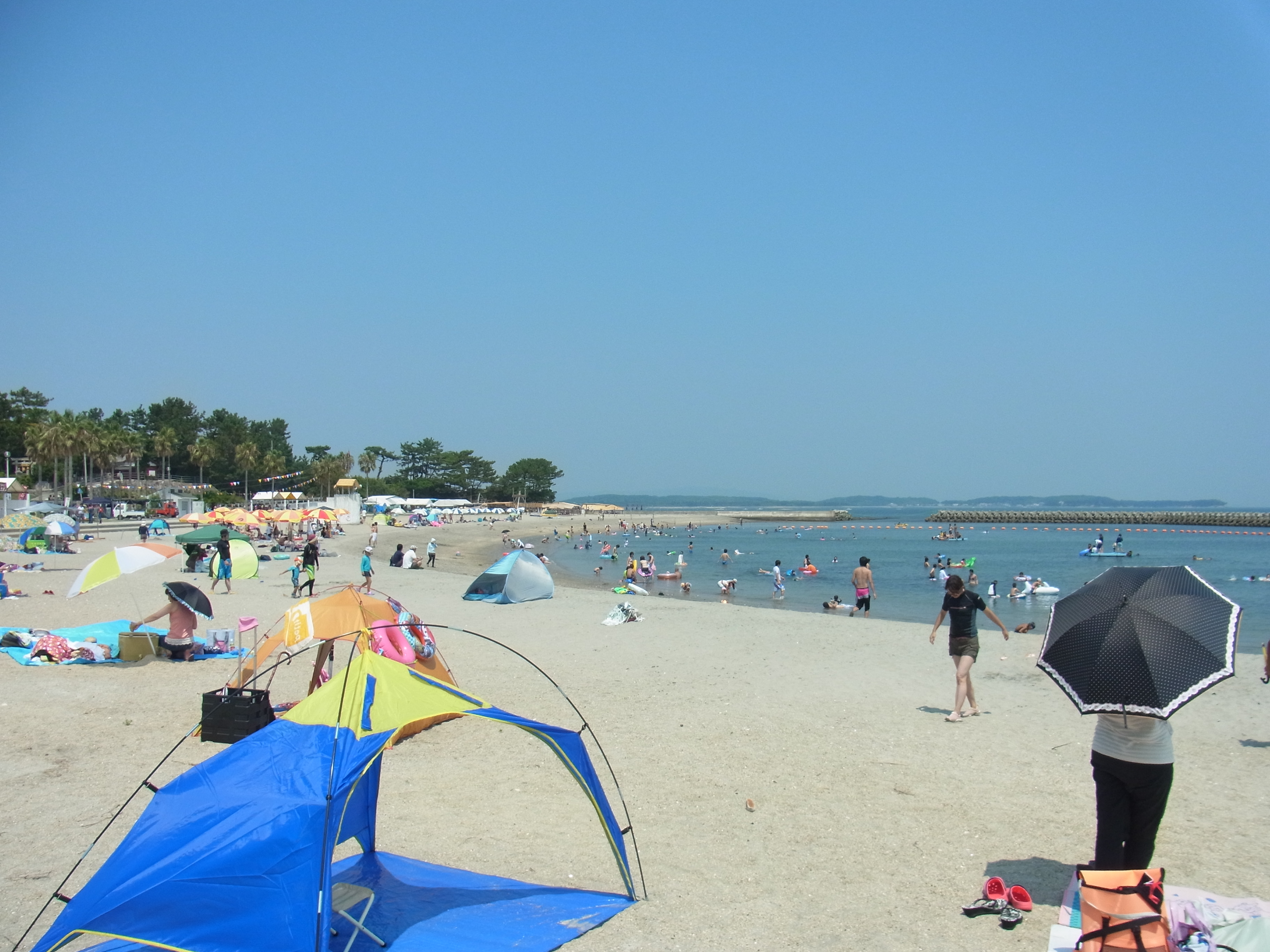
日間賀島サンセットビーチ
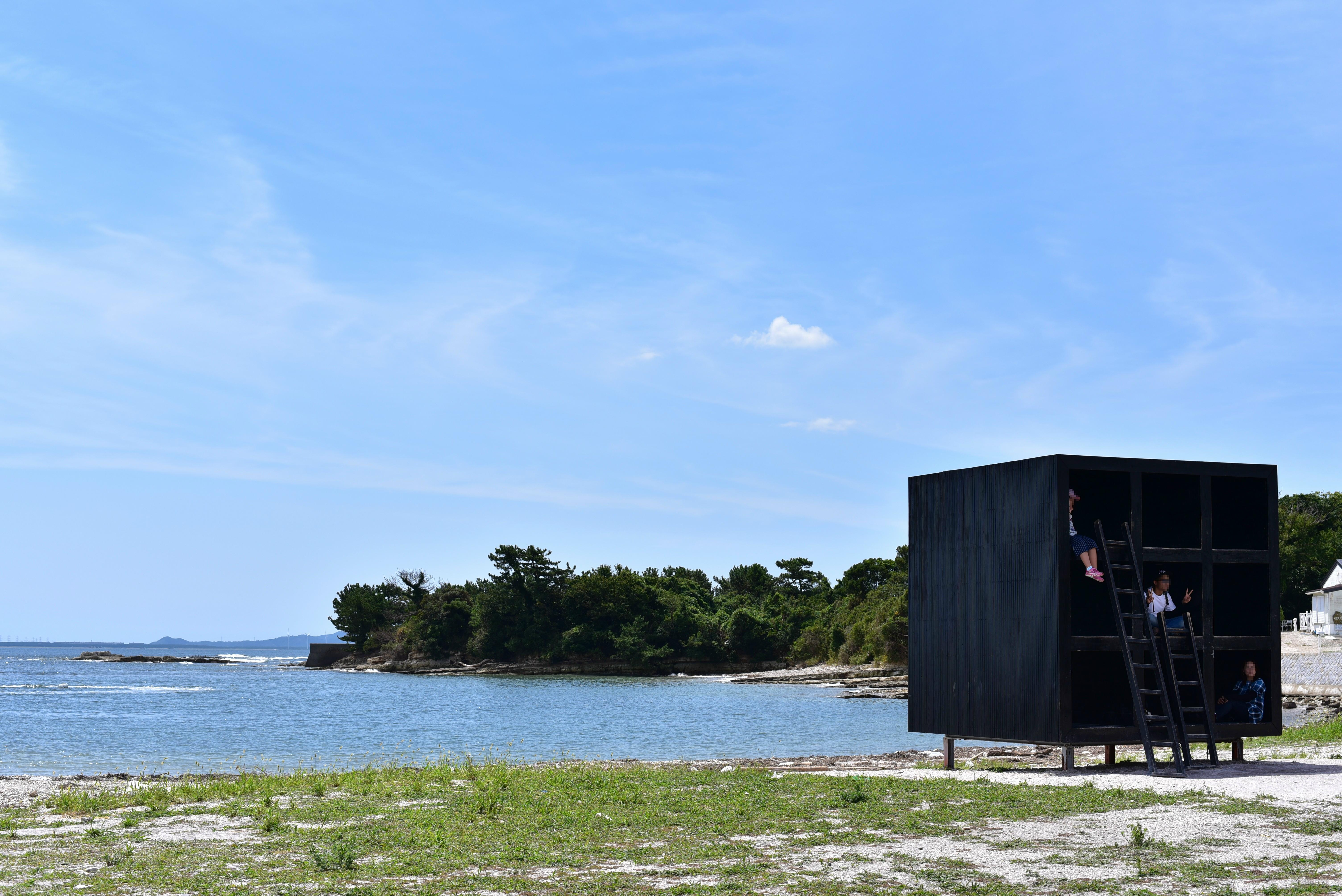
佐久島おひるねハウス
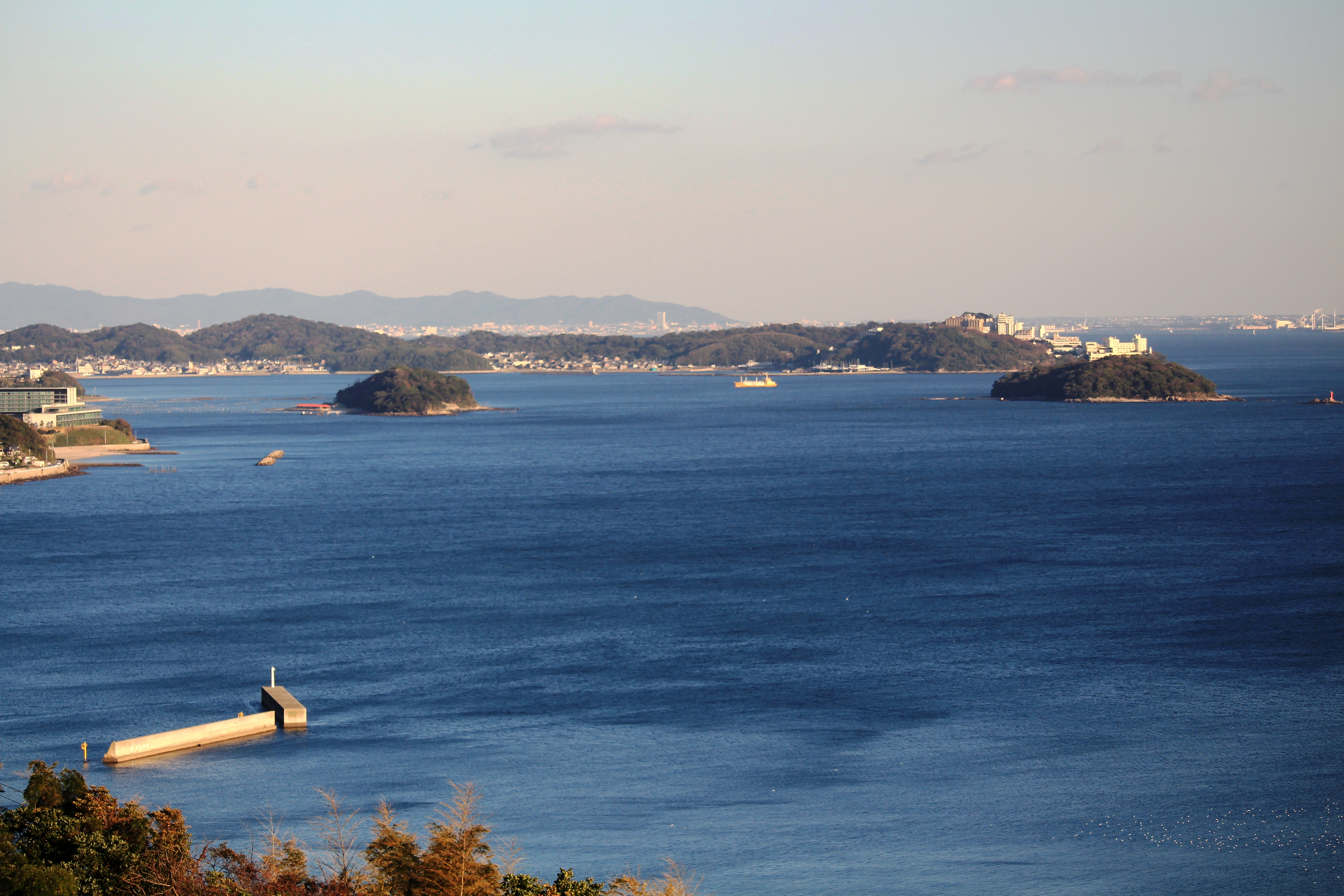
西浦半島にある西浦温泉と三河湾に浮かぶ前島と沖島
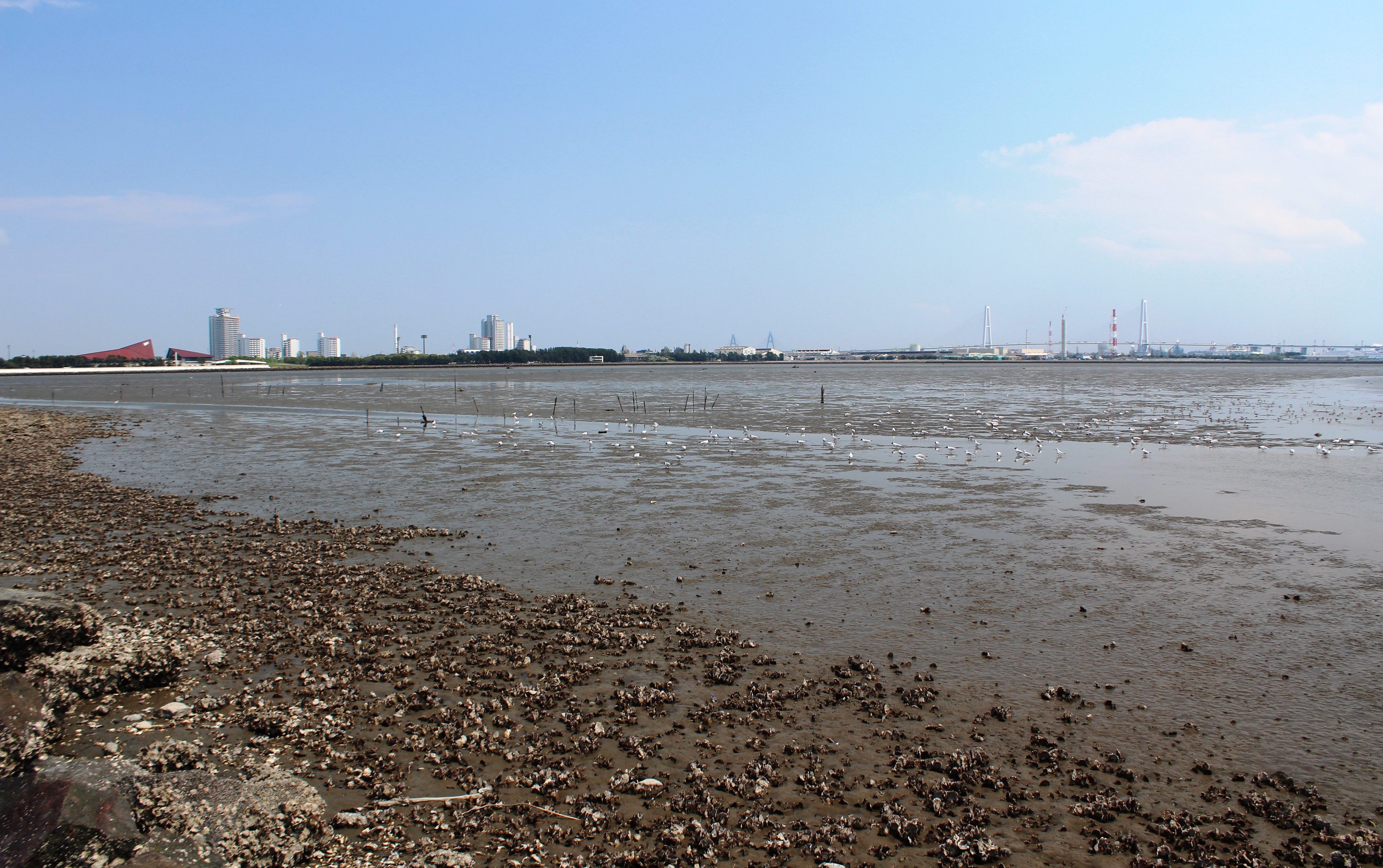
ラムサール条約にも登録されている藤前干潟
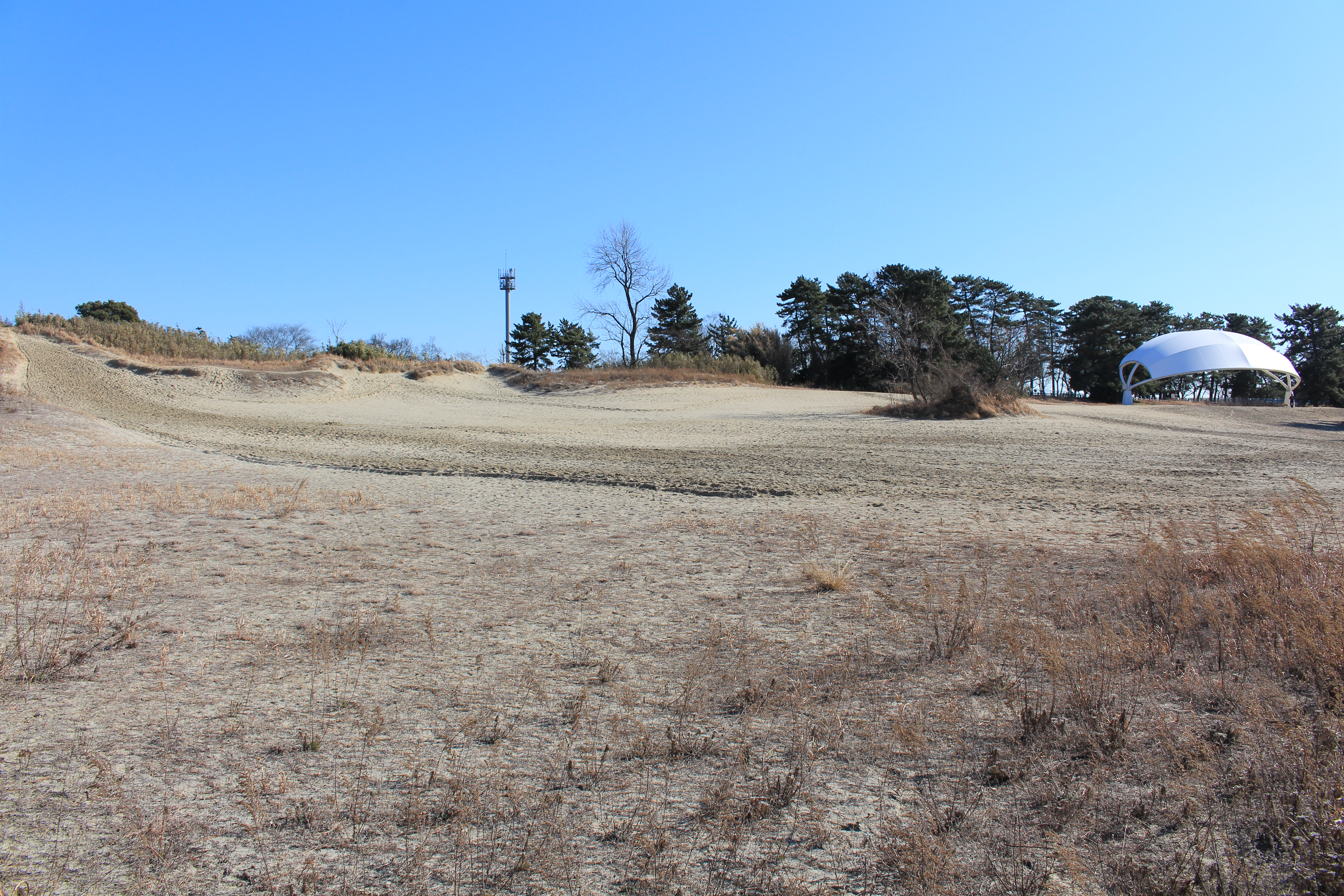
全国的にも珍しい河畔砂丘である祖父江砂丘

### 自然公園
国定公園
- 天竜奥三河国定公園
- 飛騨木曽川国定公園
- 愛知高原国定公園
- 三河湾国定公園

県立自然公園
- 渥美半島県立自然公園
- 南知多県立自然公園
- 段戸高原県立自然公園
- 振草渓谷県立自然公園
- 本宮山県立自然公園
- 桜淵県立自然公園
- 石巻山多米県立自然公園

### 気候
太平洋側気候を呈しており、夏は高温多湿で非常に蒸し暑い。冬は乾燥した晴天の日が多く、伊吹おろしという乾燥した冷たい風が吹き、体感温度が北日本並みに一気に低下する日もある。北西の季節風の影響があるため、強い冬型の気圧配置になると雪雲が岐阜県の関ヶ原付近から流入し、愛知県西部などで局地的な大雪に見舞われることがある。また、東三河北部や西三河北東部の山間部では中央高地式気候の影響も多少みられる。
- 犬山城と木曽川
（犬山市）
- 日間賀島
（知多郡南知多町）
- 香嵐渓
（豊田市）
- 茶臼山高原スキー場
（北設楽郡豊根村）

|                  |        | 尾張西部        | 尾張西部      | 尾張西部      | 尾張 東部     | 知多地域      | 知多地域      | 西三河        | 西三河        | 西三河        | 西三河          | 西三河        | 東三河          | 東三河        | 東三河        | 東三河        |
| 南部             | 南部   | 尾張西部        | 尾張西部      | 尾張西部      | 尾張 東部     | 知多地域      | 知多地域      | 北西部        | 北西部        | 北東部        | 北部            | 南部          | 南部            | 南部          |               |               |
| 愛西             | 一宮   | 蟹江            | 名古屋        | 東海          | 南知多        | 岡崎          | 西尾市        | 豊田市        | 豊田市        | 豊田市        | 新城市 作手     | 蒲郡          | 田原市          | 田原市        |               |               |
| 愛西             | 一宮   | 蟹江            | 名古屋        | 東海          | 南知多        | 岡崎          | 西尾市        | 雁ケ根        | 小原          | 稲武          | 新城市 作手     | 蒲郡          | 田原町          | 伊良湖        |               |               |
| ---------------- | ------ | --------------- | ------------- | ------------- | ------------- | ------------- | ------------- | ------------- | ------------- | ------------- | --------------- | ------------- | --------------- | ------------- | ------------- | ------------- |
| 平均 気温 (°C)   | 最暖月 | 27.1 （8月）    |               |               | 27.3 （8月）  | 27.5 （8月）  | 26.3 （8月）  | 26.8 （8月）  |               | 26.4 （8月）  |                 | 23.0 （8月）  |                 | 26.9 （8月）  |               | 26.7 （8月）  |
| 平均 気温 (°C)   | 最寒月 | 3.8 （1月）     |               |               | 4.3 （1月）   | 4.8 （1月）   | 4.4 （1月）   | 3.8 （1月）   |               | 3.1 （1月）   |                 | −0.1 （1月）  |                 | 5.3 （1月）   |               | 5.6 （1月）   |
| 降水量 (mm)      | 最多月 | 252.3 （9月）   | 240.8 （6月） | 223.4 （9月） | 249.8 （9月） | 258.4 （9月） | 263.6 （9月） | 238.8 （9月） | 230.9 （9月） | 231.9 （9月） | 238.2 （9月）   | 318.7 （9月） | 372.9 （9月）   | 257.2 （9月） | 249.3 （9月） | 254.6 （9月） |
| 降水量 (mm)      | 最少月 | 38.8 （12月）   | 39.4 （12月） | 34.8 （12月） | 36.8 （12月） | 32.3 （12月） | 35.2 （12月） | 36.0 （12月） | 35.4 （12月） | 34.5 （12月） | 39.9 （12月）   | 52.4 （12月） | 57.5 （12月）   | 38.9 （12月） | 38.8 （12月） | 42.1 （12月） |
| 降水 日数 （日） | 最多月 | 13.3 （6・7月） | 13.0 （6月）  | 13.1 （6月）  | 12.2 （6月）  | 12.5 （6月）  | 12.6 （6月）  | 12.0 （6月）  | 12.0 （6月）  | 12.3 （7月）  | 13.2 （6・7月） | 15.3 （7月）  | 13.3 （6・7月） | 11.8 （6月）  | 11.9 （6月）  | 11.3 （6月）  |
| 降水 日数 （日） | 最少月 | 6.6 （12月）    | 7.1 （12月）  | 5.8 （12月）  | 5.0 （12月）  | 5.7 （12月）  | 5.5 （12月）  | 5.2 （12月）  | 5.6 （12月）  | 5.5 （1月）   | 6.6 （12月）    | 7.2 （12月）  | 6.8 （12月）    | 5.1 （12月）  | 5.1 （12月）  | 4.8 （12月）  |

### 行政区画
#前述の通り、大まかに尾張地方、西三河地方、東三河地方の3地方に区分にされる。
愛知県による地方区分では、尾張地方（名古屋）、尾張地方（尾張）、尾張地方（海部）、尾張地方（知多）、三河地方（西三河)、三河地方（東三河）の6地方に区分される。
自治体は、以下の38市7郡14町2村がある。「町」の読み方はすべて「ちょう」。「村」の読み方は2村とも「むら」。

#### 尾張地方
（面積1,686.53km2、人口5,133,900人、2025年6月1日現在）
政令指定都市
- 名古屋市（16区） - 県庁所在地
千種区、東区、北区、西区、中村区、中区、昭和区、瑞穂区、熱田区、中川区、港区、南区、守山区、緑区、名東区、天白区

中核市
- 一宮市

施行時特例市
- 春日井市

その他の市
- 愛西市
- あま市
- 稲沢市
- 犬山市
- 岩倉市
- 大府市
- 尾張旭市
- 北名古屋市
- 清須市
- 江南市
- 小牧市
- 瀬戸市
- 知多市
- 津島市
- 東海市
- 常滑市
- 豊明市
- 長久手市
- 日進市
- 半田市
- 弥富市

愛知郡
- 東郷町

海部郡
- 大治町
- 蟹江町
- 飛島村

西春日井郡
- 豊山町

丹羽郡
- 大口町
- 扶桑町

知多郡
- 阿久比町
- 武豊町
- 東浦町
- 南知多町
- 美浜町

#### 西三河地方
（面積1,756.60km2、人口1,594,019人、2025年6月1日現在）
中核市
| - 豊田市 - 岡崎市 |

その他の市
| - 安城市 - 刈谷市 - 高浜市 - 知立市 - 西尾市 - 碧南市 - みよし市 |

額田郡
- 幸田町

#### 東三河地方
（面積1,662.55km2、人口725,338人、2025年6月1日現在）
中核市
- 豊橋市

その他の市
| - 豊川市 - 蒲郡市 - 田原市 - 新城市 |

北設楽郡
| - 設楽町 - 東栄町 - 豊根村 |

## 人口
| 増加 10.0 % 以上 7.5 - 9.99 % 5.0 - 7.49 % 2.5 - 4.99 % 0.0 - 2.49 % | 減少 0.0 - 2.5 % 2.5 - 5.0 % 5.0 - 7.5 % 7.5 - 10.0 % 10.0 % 以上 |

愛知県市町村人口増減率分布図（2005年度と2010年度国勢調査から算出）
増加
10.0 % 以上
7.5 - 9.99 %
5.0 - 7.49 %
2.5 - 4.99 %
0.0 - 2.49 %
減少
0.0 - 2.5 %
2.5 - 5.0 %
5.0 - 7.5 %
7.5 - 10.0 %
10.0 % 以上

人口約750万人は、東京都、神奈川県、大阪府に次ぐ全国4位。愛知県の人口は戦後から一貫して増加が続いていたが、2020年には減少に転じ、転出超過数が全国最多となった。新型コロナウイルス流行に伴う渡航規制により、愛知県の人口増を力強く支えてきた外国人の転入が大幅に減ったことが背景にある。
2020年1月から9月にかけて、20～24歳の日本人女性の転入超過は前年に比べ拡大した一方、20～24歳の日本人男性の転入は縮小し、男性人口は多くの世代で大幅な転出超過に陥った。新型コロナウイルス流行による製造業の衰退が原因として指摘されている。コロナ禍の中、宮城県、大阪府、福岡県は東京都への転出を控える動きが強まったのに対し、愛知県は「人口のダム」機能を果たせておらず、東京都への流出はむしろ加速しており、その超過数は全国最多となった。
大阪や福岡などの他地方の都市圏と比べ、愛知県は東京都への時間的距離が近いため東京志向が強まり、「地元よりも東京のほうが魅力的」と感じた若者が流出するなど中京圏全体で首都圏のストロー現象が懸念されている。女性や多様な人材が活躍できる産業をさらに育成し、若者にとって愛知県が魅力的な働く場・学ぶ場であると認識してもらうことが課題として挙げられている。

### 外国人
2018年12月末における愛知県の外国人住民数は260,952人であり、全国の都道府県で東京都に次ぐ数となっている。特にブラジル人、中国人、フィリピン人、韓国・朝鮮人、ベトナム人が多い。

### 男女比
日本は人口の高齢化に伴い、男性人口に対して女性人口の比率が年々高まる傾向（女性の方が平均寿命が長い）にあるが、重工業が発達している愛知県は比較的男性人口の割合が高く、男女比はほぼ50:50となっている。

### 出生率
令和元年(2019年)における愛知県の合計特殊出生率は1.45であった。首都圏や関西圏といった他の大都市圏と比べてかなり高く推移しており、日本の平均を押し上げている。また、人口千人当たりの出生率は7.8であり、全国で沖縄県、福岡県に次いで高かった。
| |                                        |  |
| 愛知県と全国の年齢別人口分布（2005年） | 愛知県の年齢・男女別人口分布（2005年） |  |
| ■紫色 ― 愛知県 ■緑色 ― 日本全国 | ■青色 ― 男性 ■赤色 ― 女性              |  |
| 愛知県（に相当する地域）の人口の推移 \| 1970年（昭和45年） \| 5,386,163人 \| \| \| 1975年（昭和50年） \| 5,923,569人 \| \| \| 1980年（昭和55年） \| 6,221,638人 \| \| \| 1985年（昭和60年） \| 6,455,172人 \| \| \| 1990年（平成2年） \| 6,690,603人 \| \| \| 1995年（平成7年） \| 6,868,336人 \| \| \| 2000年（平成12年） \| 7,043,300人 \| \| \| 2005年（平成17年） \| 7,254,704人 \| \| \| 2010年（平成22年） \| 7,410,719人 \| \| \| 2015年（平成27年） \| 7,483,128人 \| \| \| 2020年（令和2年） \| 7,542,415人 \| \| |                                        |  |
| 総務省統計局 国勢調査より |                                        |  |
| 1970年（昭和45年） | 5,386,163人                            |  |
| 1975年（昭和50年） | 5,923,569人                            |  |
| 1980年（昭和55年） | 6,221,638人                            |  |
| 1985年（昭和60年） | 6,455,172人                            |  |
| 1990年（平成2年） | 6,690,603人                            |  |
| 1995年（平成7年） | 6,868,336人                            |  |
| 2000年（平成12年） | 7,043,300人                            |  |
| 2005年（平成17年） | 7,254,704人                            |  |
| 2010年（平成22年） | 7,410,719人                            |  |
| 2015年（平成27年） | 7,483,128人                            |  |
| 2020年（令和2年） | 7,542,415人                            |  |

### 愛知県人口動態
一貫して人口増加が続いている。高度経済成長期の人口増加は大きく、1963年に450万人、1967年に500万人、1972年に550万人、1977年には600万人を突破するなど年2%の増加率,毎年約10万人ずつ人口増加が増えていった。1974年のオイルショック以降は大幅な人口増加は見られなくなったが1986年に650万人、1999年に700万人を突破するなど安定した増加が続いた。昭和末期の愛知県の人口増加率は全国の中では特筆して高い増加率では無かったが、国内の人口が減少に転じた現在においても愛知県の人口増加率の落ち込みはあまり無く、相対的に愛知県の人口増加率の数字は全国でも上位に位置するようになっている。
| 実施年 | 人口（人） | 増減人口（人） | 人口増減率(%) | 国内増減率(%) | 増加率全国順位 |
| ------ | ---------- | -------------- | ------------- | ------------- | -------------- |
| 1960年 | 4,206,313  | -              | -             | -             | -              |
| 1965年 | 4,798,653  | 592,340        | 14.08         | 5.20          | 5位            |
| 1970年 | 5,386,163  | 587,510        | 12.24         | 5.54          | 6位            |
| 1975年 | 5,923,569  | 537,406        | 9.98          | 7.92          | 7位            |
| 1980年 | 6,221,638  | 298,069        | 5.03          | 4.57          | 13位           |
| 1985年 | 6,455,172  | 233,534        | 3.75          | 3.40          | 11位           |
| 1990年 | 6,690,603  | 235,431        | 3.65          | 2.12          | 9位            |
| 1995年 | 6,868,336  | 177,733        | 2.66          | 1.58          | 11位           |
| 2000年 | 7,043,300  | 174,964        | 2.55          | 1.08          | 6位            |
| 2005年 | 7,254,704  | 211,404        | 3.00          | 0.66          | 4位            |
| 2010年 | 7,410,719  | 156,015        | 2.15          | 0.23          | 6位            |
| 2015年 | 7,483,128  | 72,409         | 0.98          | 0.75          | 4位            |
| 2020年 | 7,541,123  | 57,995         | 0.78          | 0.75          | 6位            |

### 都市
愛知県内 市別人口ランキング
- 愛知県内市別人口密度ランキング（2020年（令和2年）現在）[要出典]
  1. 名古屋市（7,133人/km2）
  2. 北名古屋市（4,688人/km2）
  3. 岩倉市（4,581人/km2）
  4. 知立市（4,406人/km2）
  5. 清須市（4,027人/km2）
  6. 尾張旭市（3,903人/km2）
  7. 高浜市（3,719人/km2）
  8. 一宮市（3,336人/km2）
  9. 春日井市（3,306人/km2）
  10. 江南市（3,242人/km2）

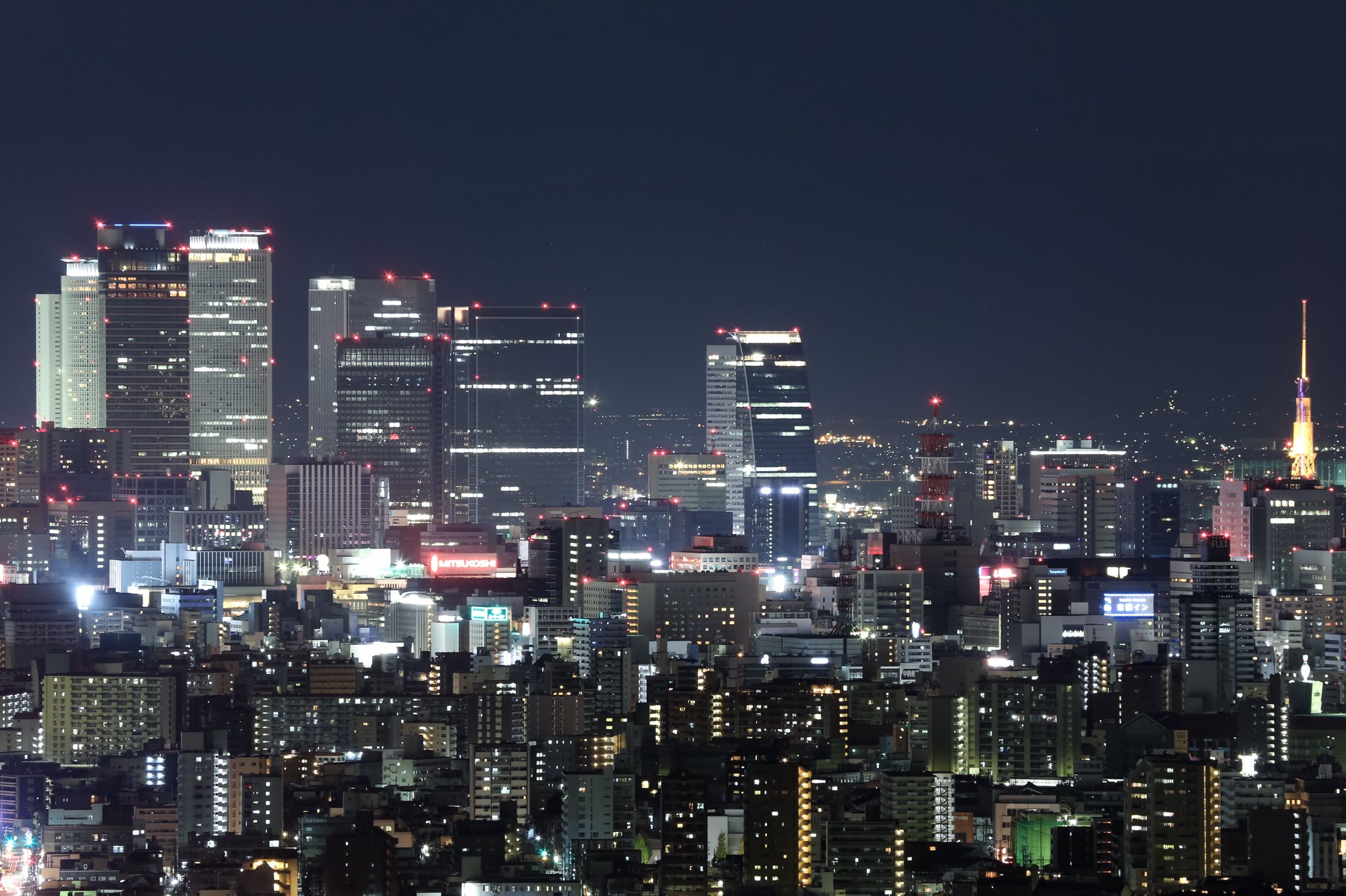
名古屋市
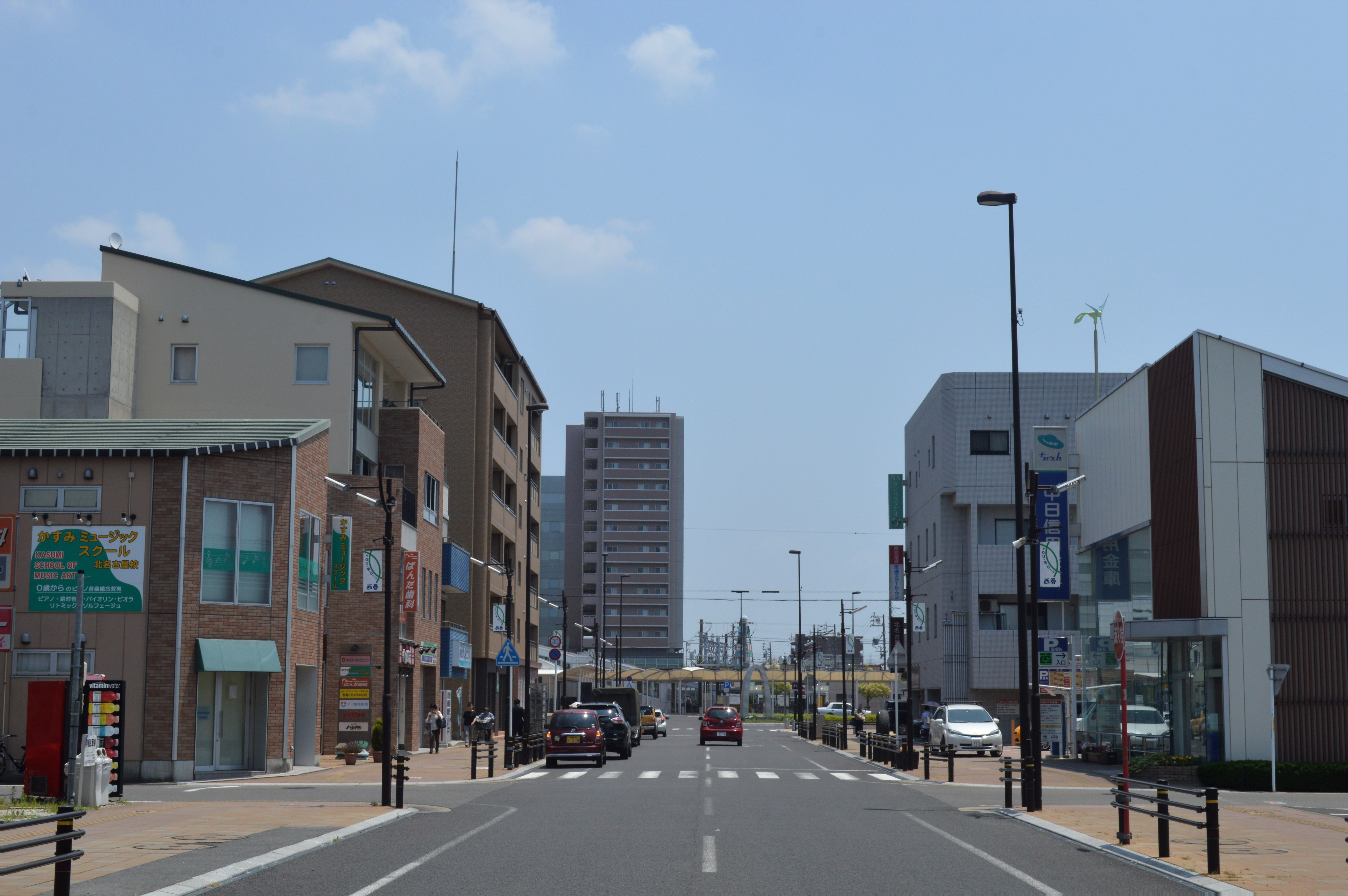
北名古屋市
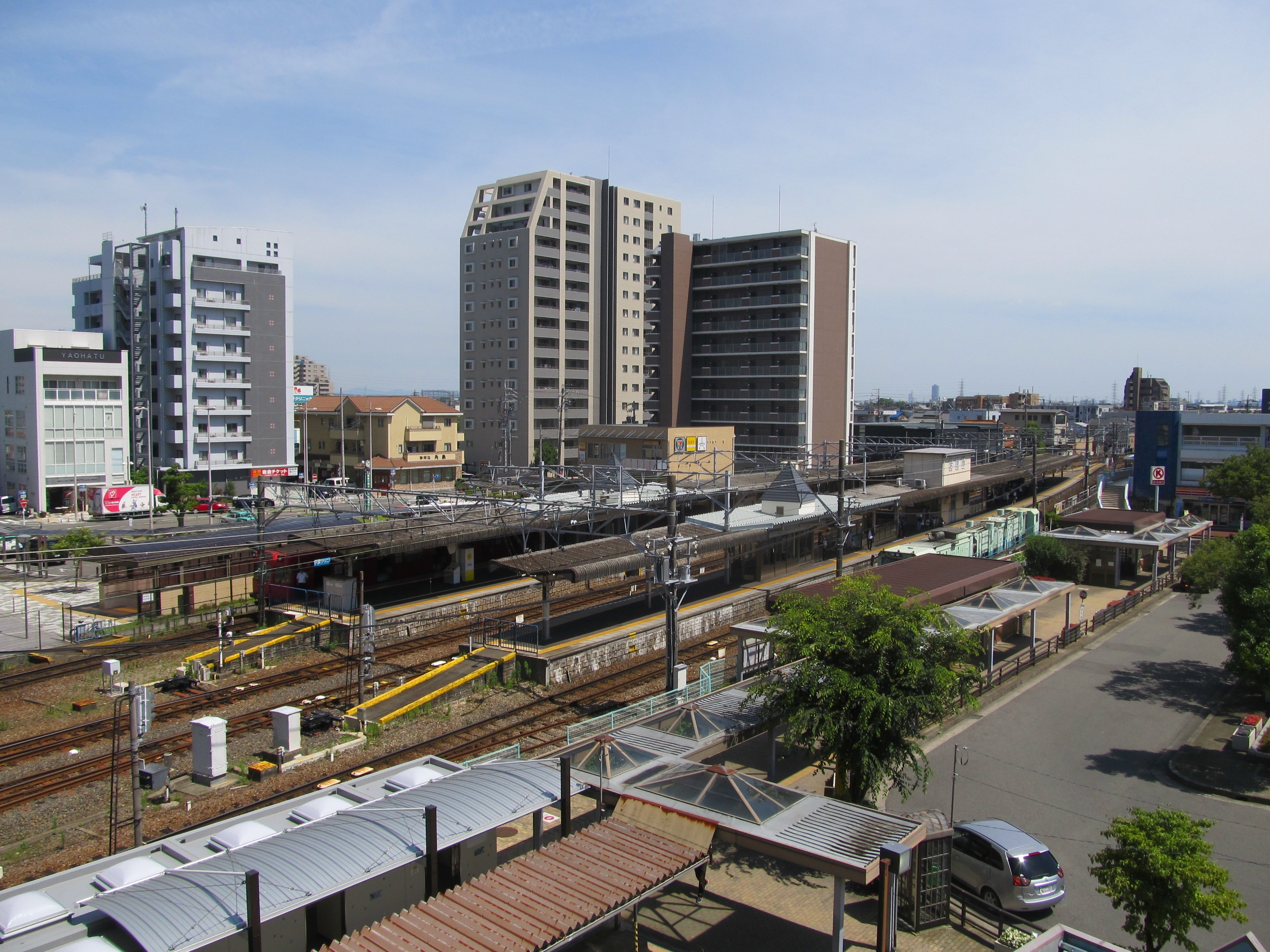
岩倉市
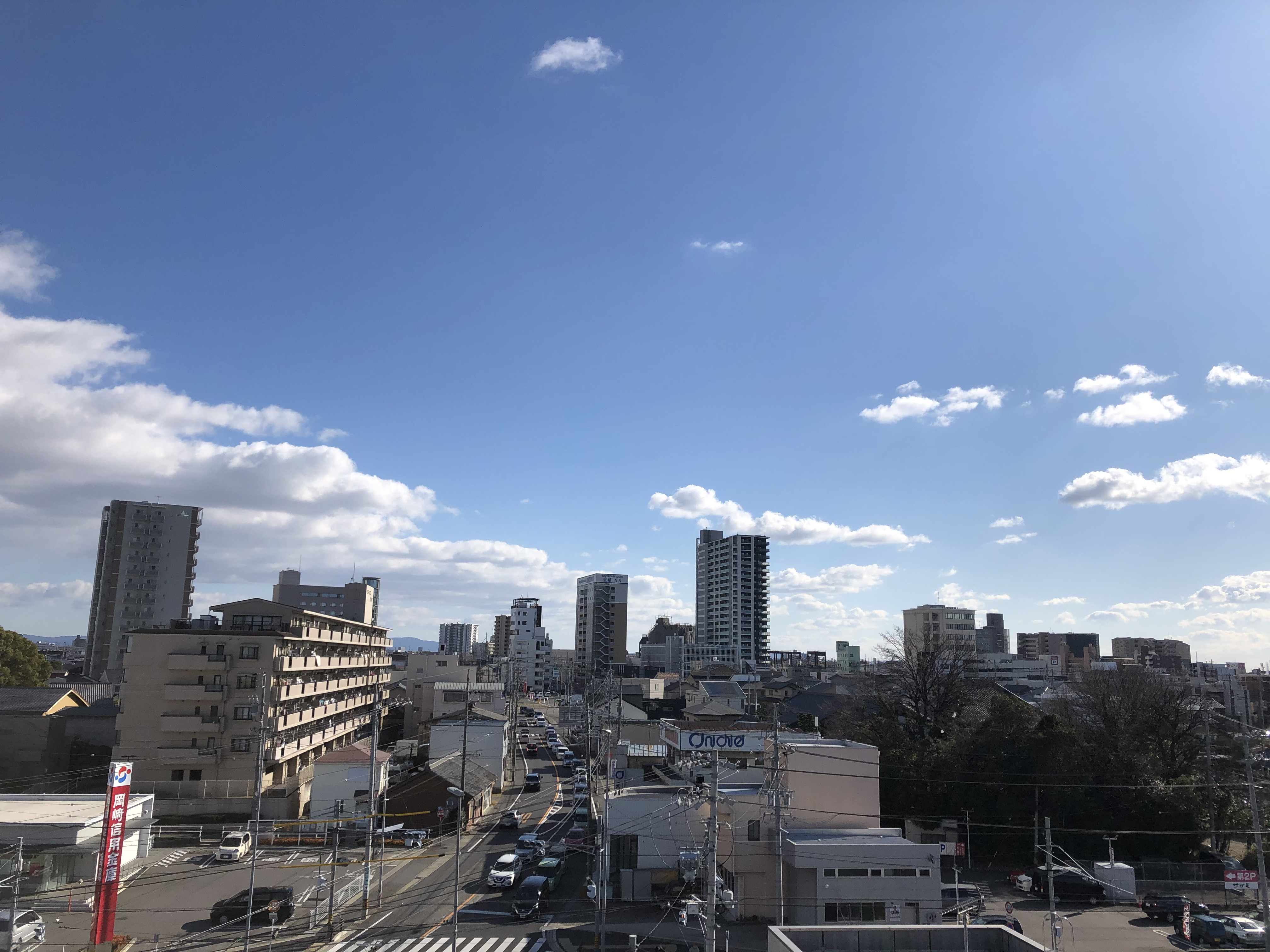
知立市
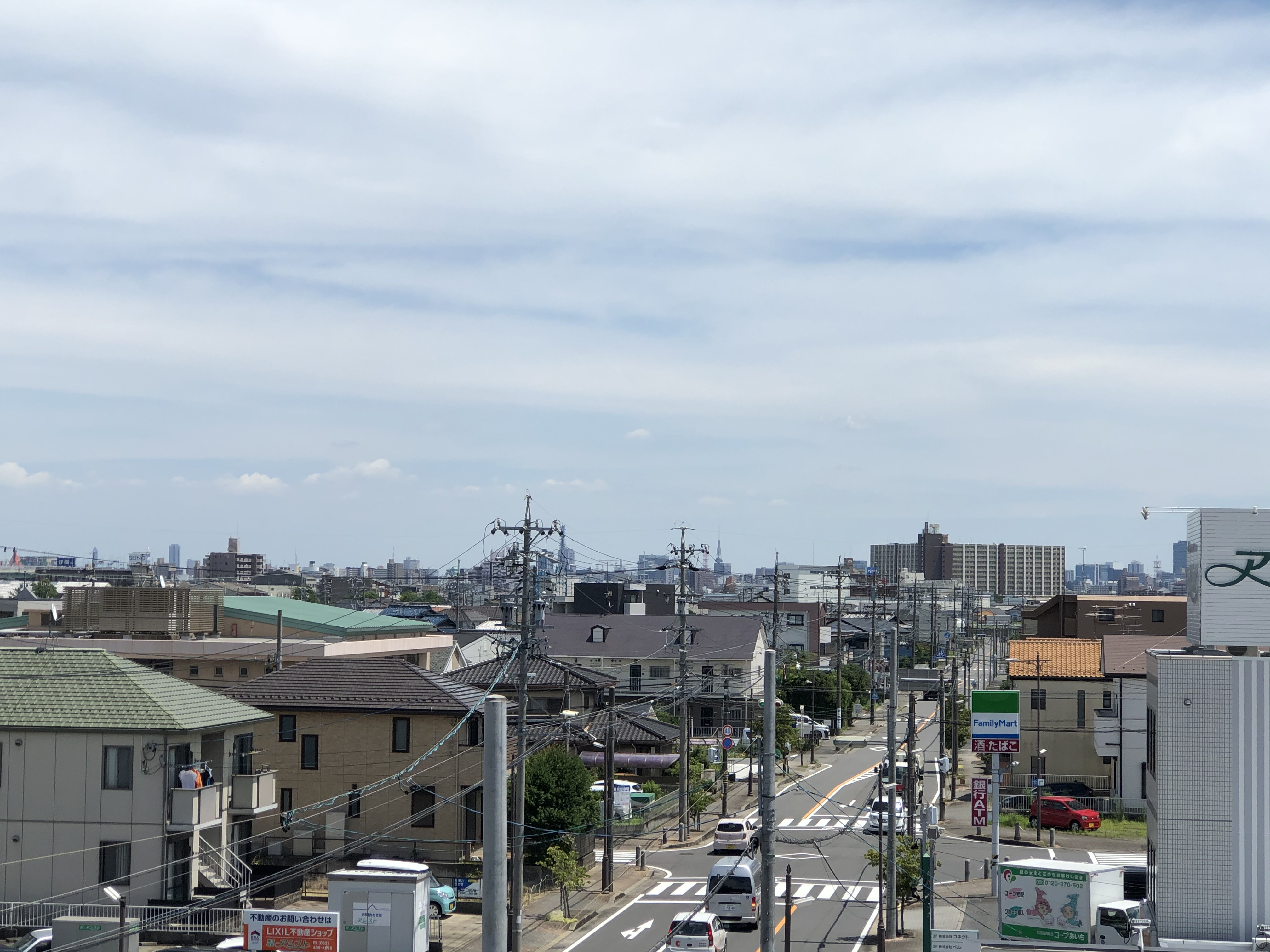
清須市
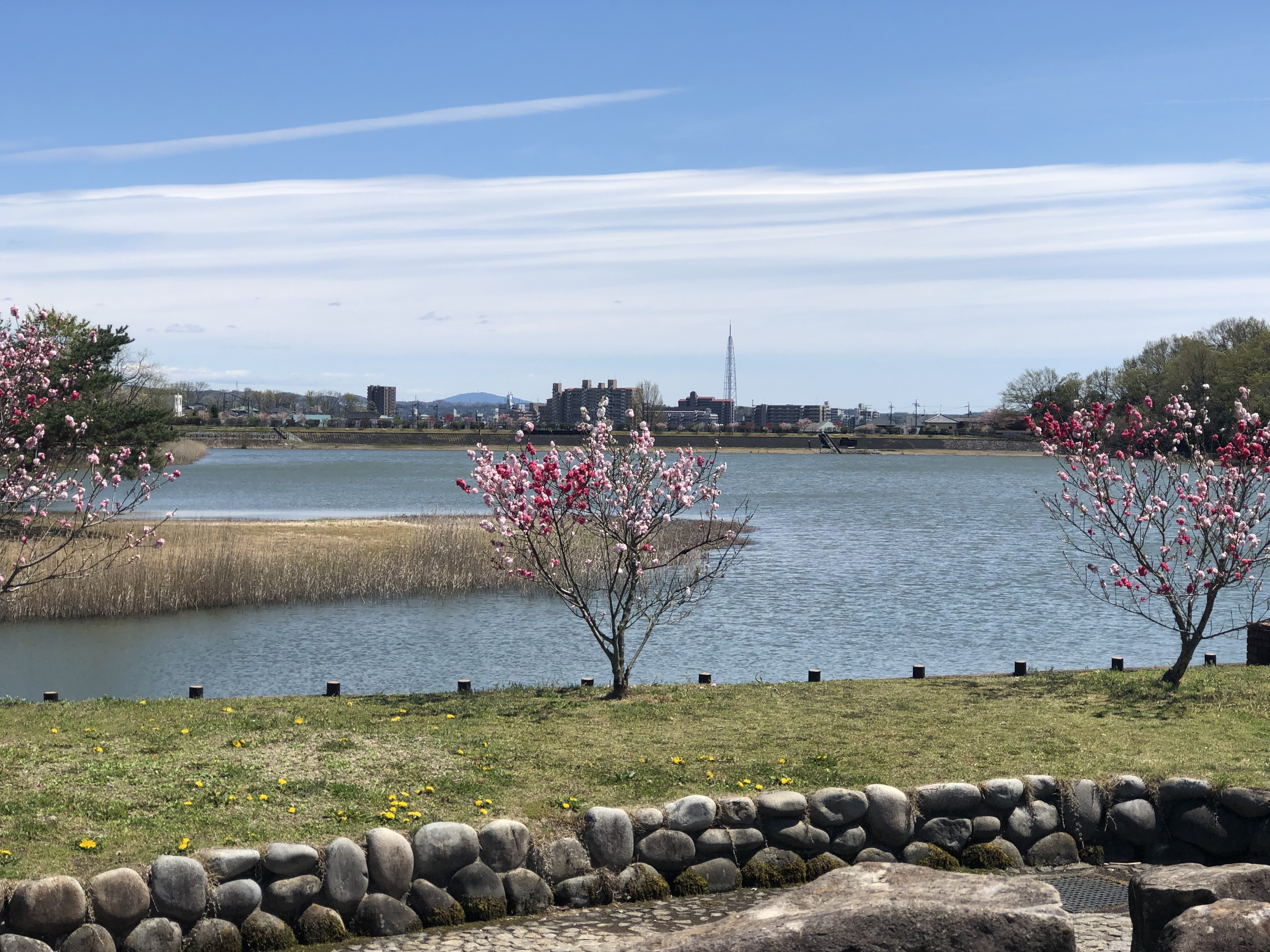
尾張旭市
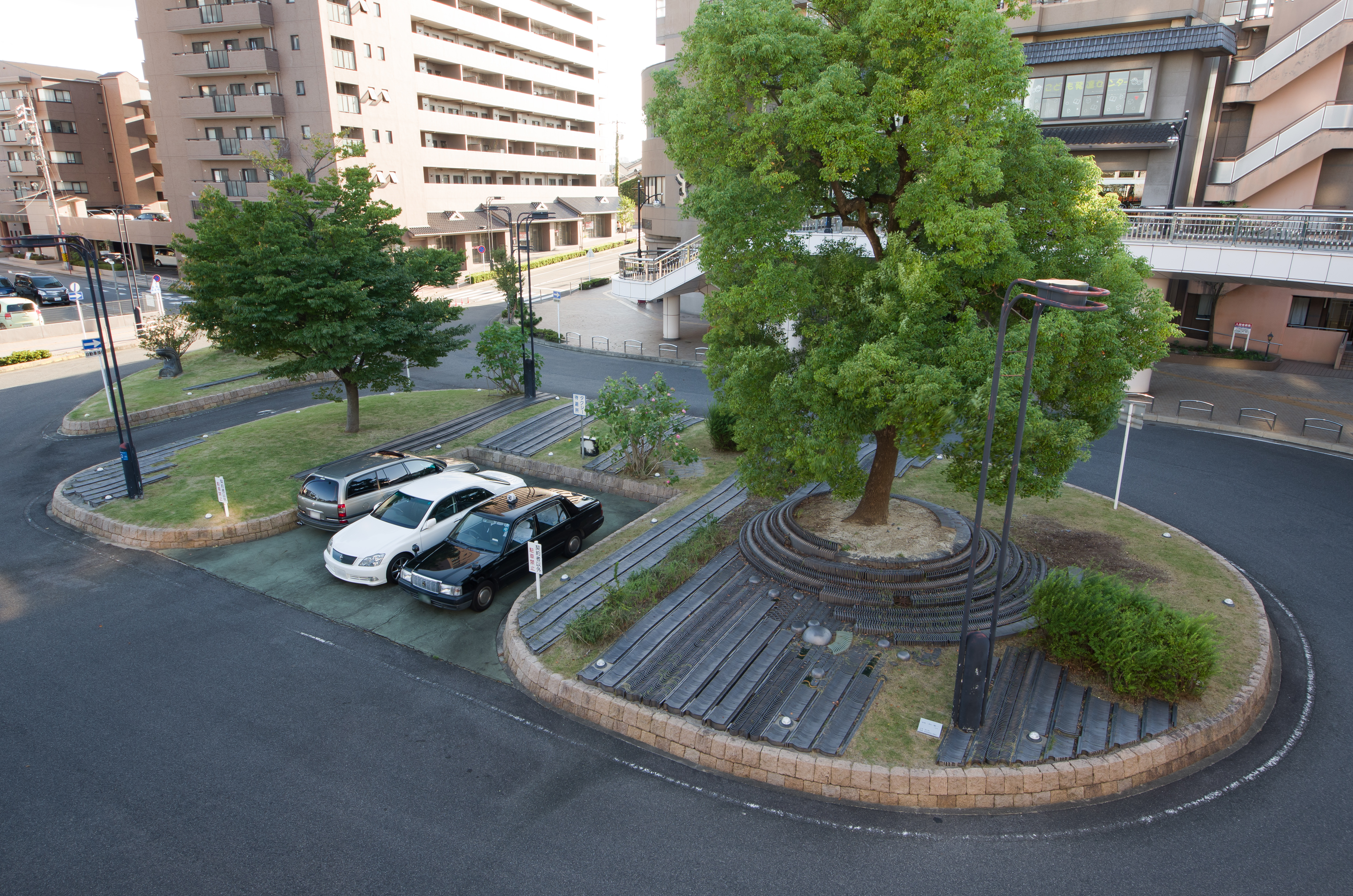
高浜市
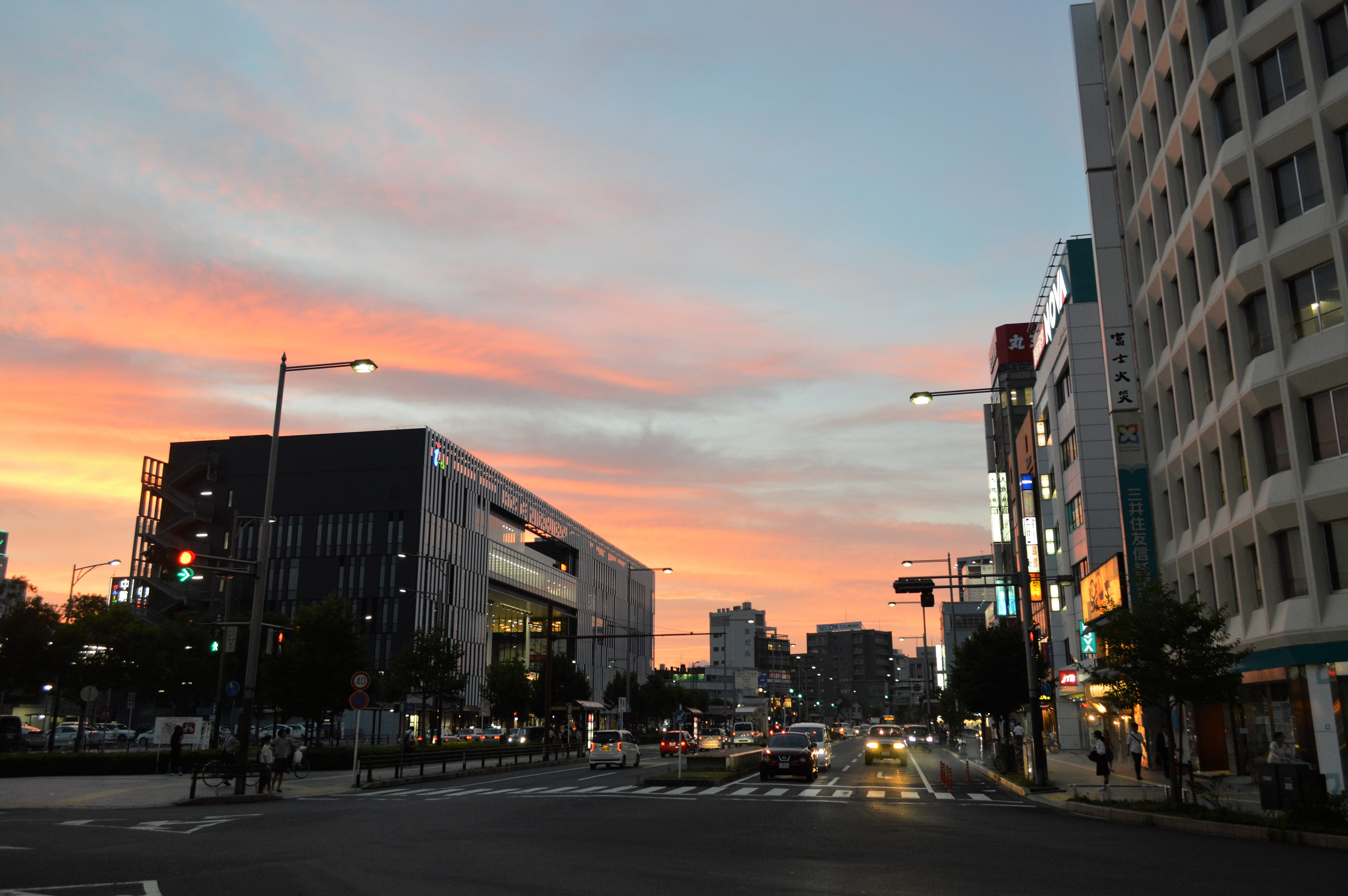
一宮市
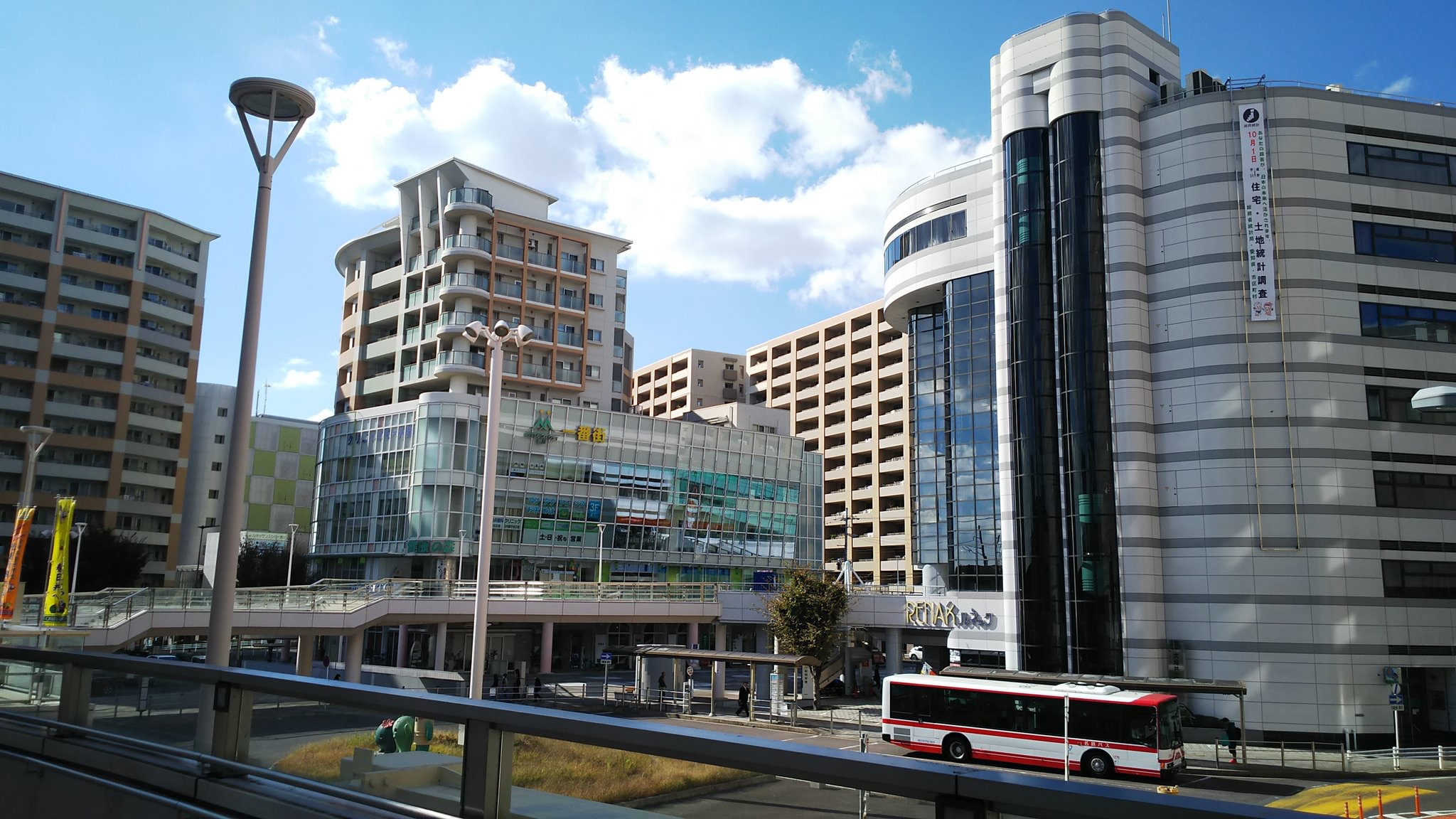
春日井市
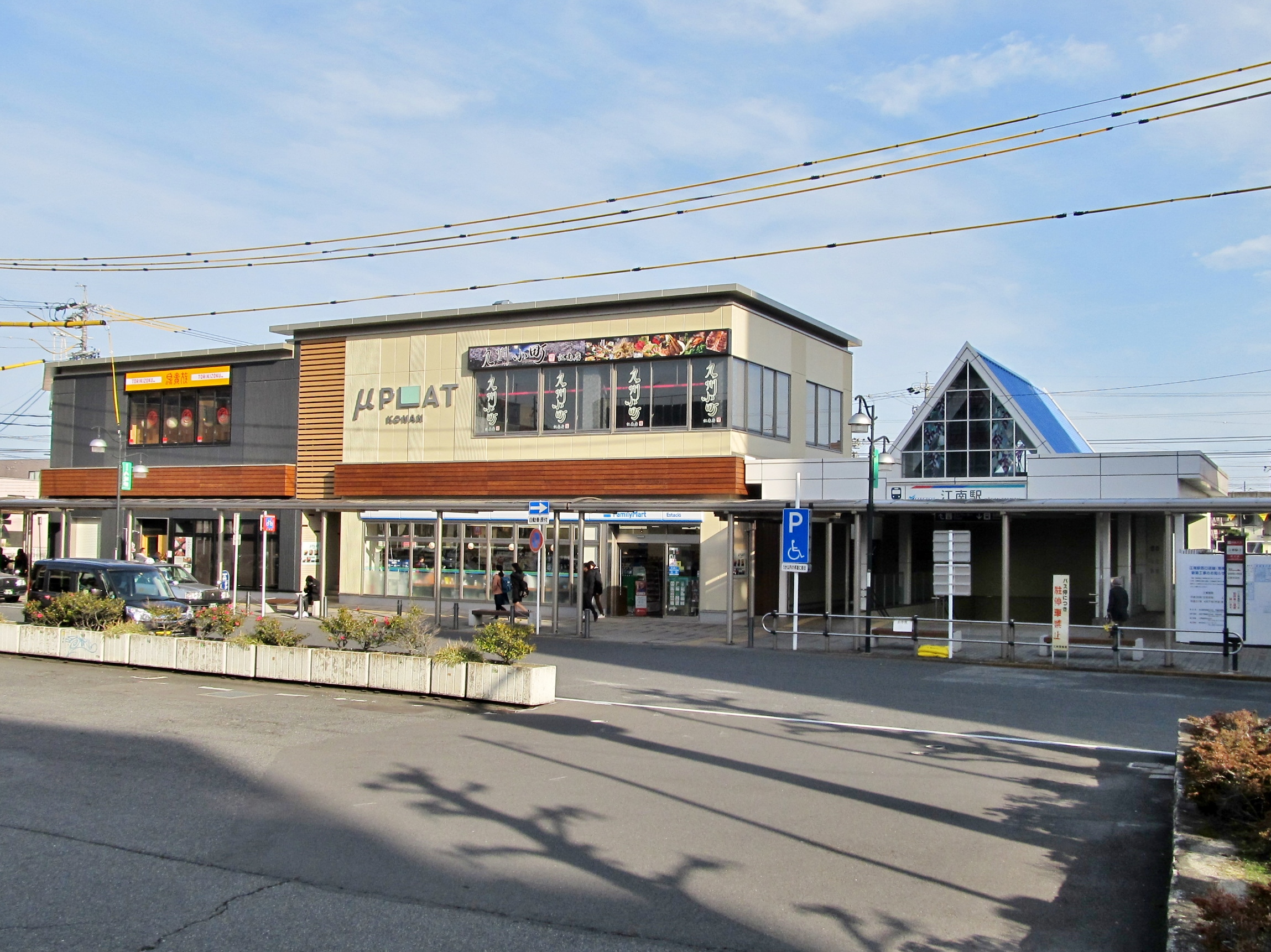
江南市

### 都市圏
総務省が定義する大都市圏では、名古屋市を中心とする中京圏を有する。都市雇用圏では、以下の都市圏を有する。

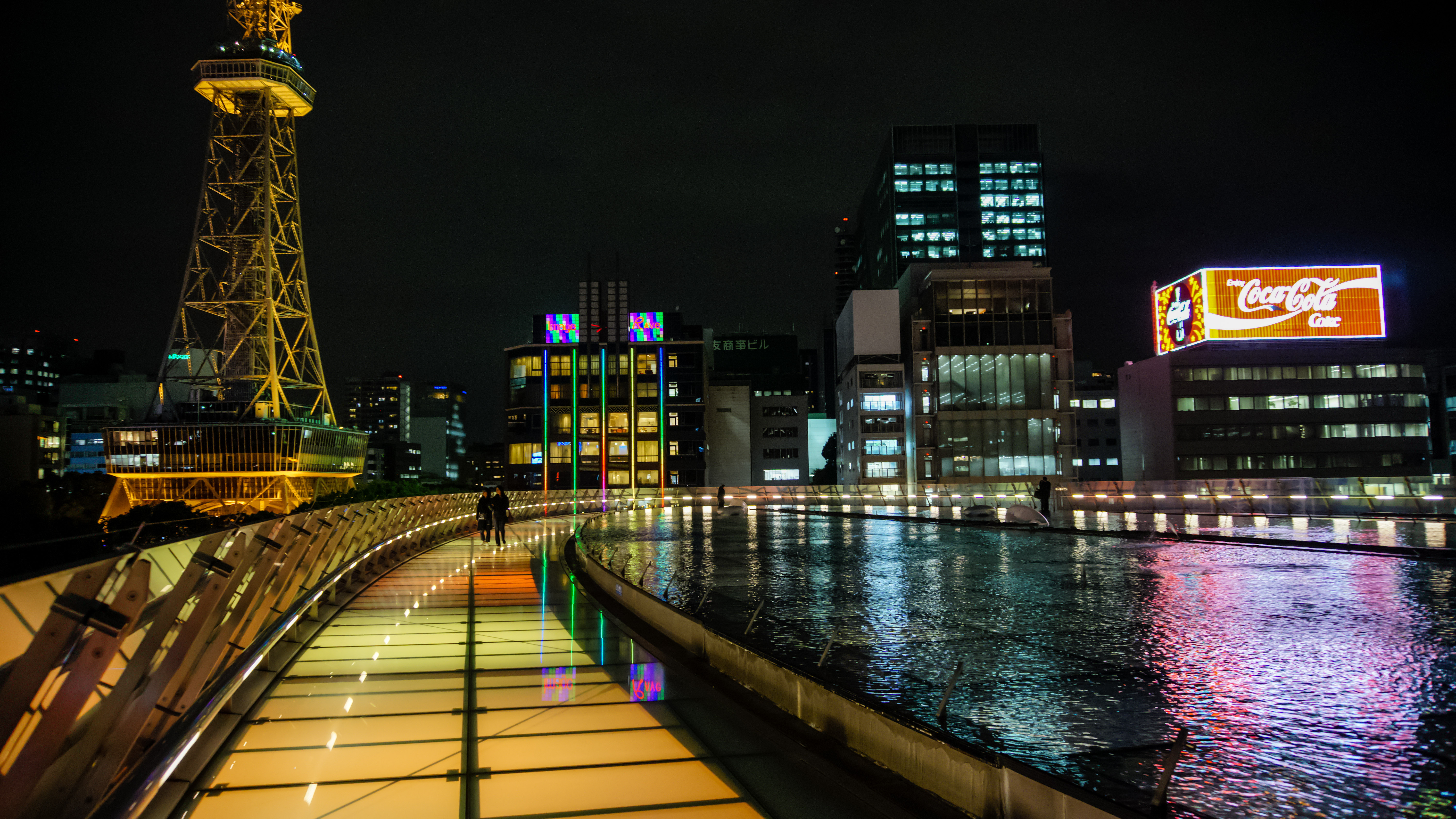
名古屋都市圏
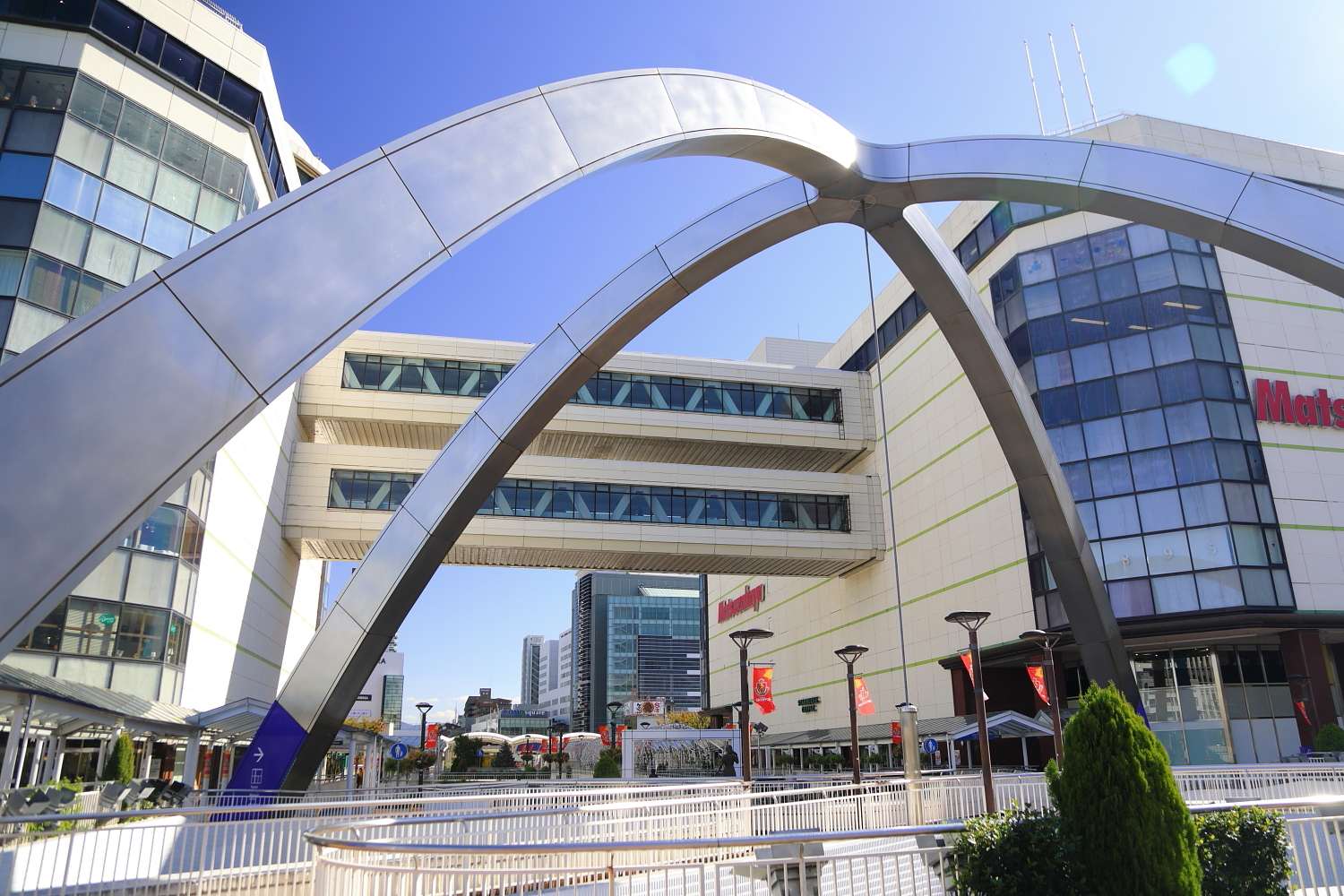
豊田都市圏
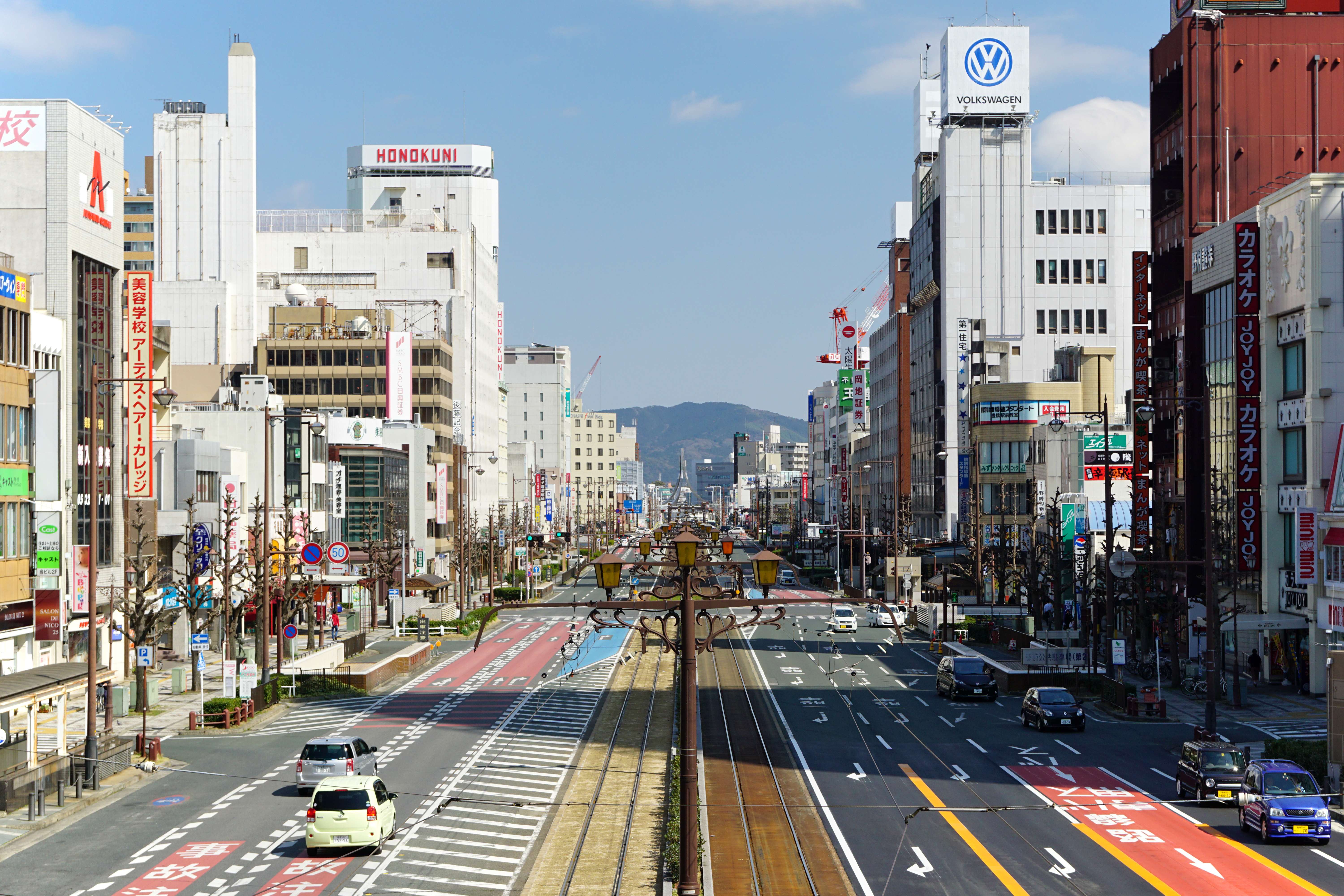
豊橋都市圏
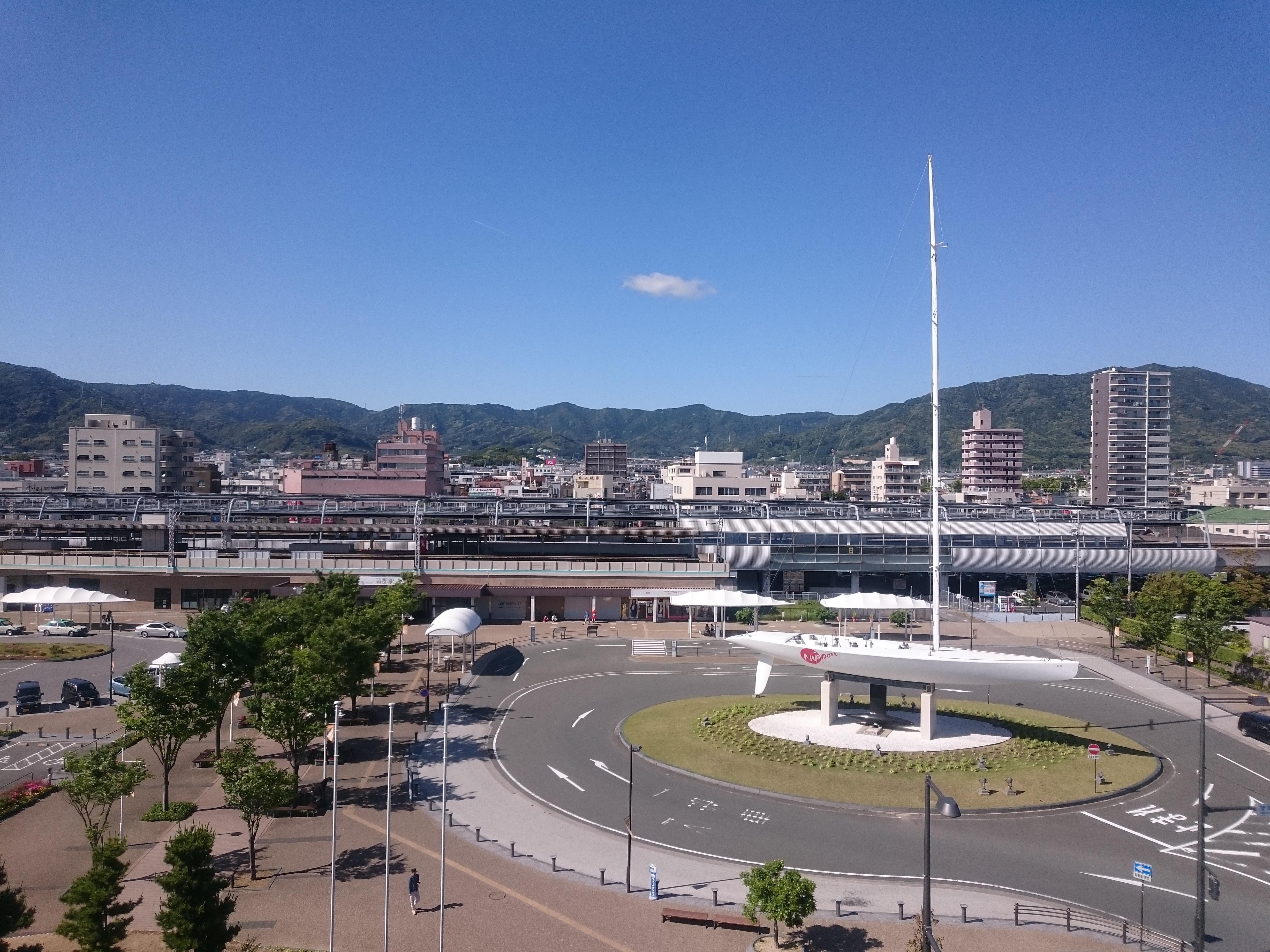
蒲郡都市圏

- 名古屋都市圏
- 豊田都市圏
- 豊橋都市圏
- 蒲郡都市圏

### 隣接都道府県
同じ東海地方である岐阜県と三重県、静岡県と長野県の4県に隣接する。
隣接自治体
-  静岡県：浜松市（浜名区、天竜区）、湖西市
-  岐阜県：海津市、羽島市、各務原市、多治見市、可児市、土岐市、瑞浪市、恵那市、羽島郡笠松町、羽島郡岐南町、加茂郡坂祝町
-  三重県：桑名市、桑名郡木曽岬町
-  長野県：下伊那郡根羽村、下伊那郡売木村、下伊那郡阿南町、下伊那郡天龍村

## 歴史

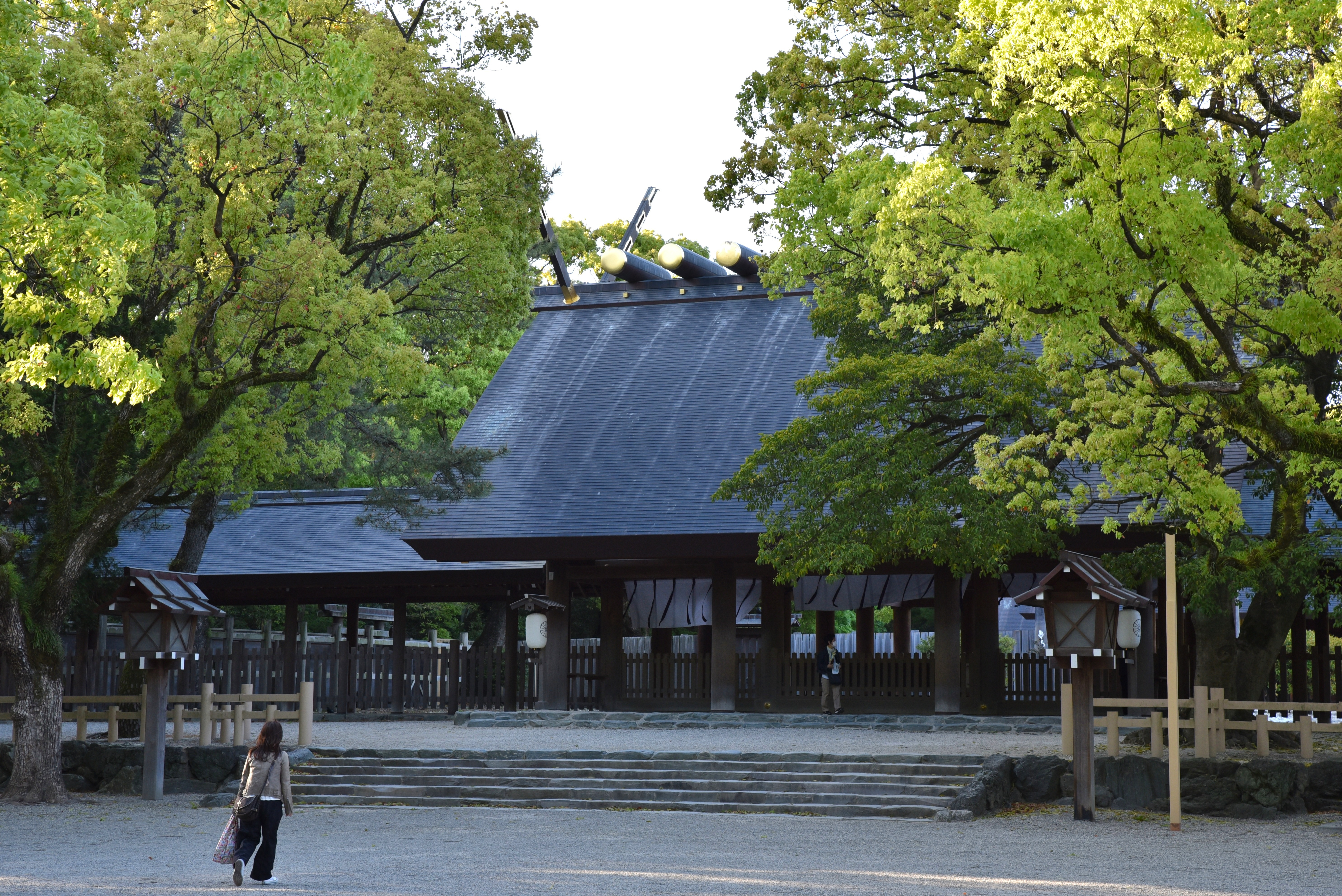
熱田神宮

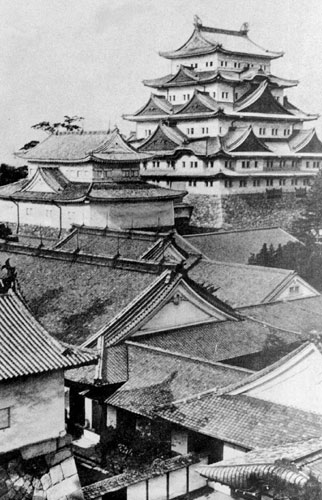
焼失前の名古屋城天守および本丸御殿

### 古代から中世
尾張国造の乎止与命の子である建稲種命が日本武尊の東征の際、副将軍となる。建稲種命の妹である宮簀媛は日本武尊の妻となって出雲発祥の三種の神器のひとつ草薙剣（天叢雲剣）を預かり、熱田神宮を建ててこの剣を祀った。当時の海岸線は現在より内陸寄りで、鳥居前町の熱田は港として長く栄える。
愛知県は、令制国では尾張国と三河国に当たる。尾張国は、鎌倉幕府の初代将軍であり武家政権の祖である、源頼朝が生まれた地域（名古屋市熱田区）との説がある。
1221年に起きた承久の乱では、木曽川を挟んで京方と鎌倉方と戦った。
また三河国は、室町幕府を開いた足利氏が、初代足利義康正室の出身である藤原南家が開発した岡崎を拠点とし、13世紀から鎌倉幕府の三河守護を代々務めており、西三河地方で細川氏・仁木氏・一色氏・吉良氏・今川氏などの足利一門が発祥するなど、日本の中世・近世における支配者氏族との関係が濃い地域である。

### 近世
戦国時代には、織田信長と信長の臣下で同盟者である豊臣秀吉、徳川家康など三英傑をはじめ多くの武将を輩出し、中央政局に大きな影響を及ぼした。江戸幕府の創始者、すなわち現在の東京が世界的大都市となるきっかけを作った人物が徳川家康であり、江戸時代の大名はこの三英傑の配下から出た者が多く、徳川一族や譜代大名（井伊氏などごく一部の他国出身者もいる）などの三河出身者のほか、前田家、浅野家、池田家、山内家、蜂須賀家などの尾張出身者が各地で大藩を幕末まで支配した。全国の大名の約7割が愛知県（尾張・三河）出身とも言われている。大名家のみならず家臣団や一部庶民も封地へ移り住み、近世日本の大部分は三河武士や尾張出身武士団の支配を受けた形となる。特に、江戸の開府に際しては多くの三河人が移住し、江戸っ子気質の形成にも大きく影響した。また、江戸時代に花開いた日本的建築や日本的文化は愛知出身者による貢献が大きくあったと言える。
江戸時代以降、尾張は徳川御三家のひとつである尾張徳川家の領域となり、三河は譜代大名、旗本領、寺社領、天領と分割支配された。

### 近現代
明治以降、三河国内の旗本、寺社、幕府領を総括する三河裁判所が設置され、のち三河県とされ、さらに伊那県に編入され、伊那県足助庁が所轄した。その後、廃藩置県にともない、三河に10県、尾張に2県が設置され、三河10県および伊那県足助庁および尾張国知多郡を統合して、額田県を設置。明治4年（1871年）11月22日（1872年1月2日）の第1次府県統合で名古屋県（旧尾張藩）と犬山県（尾張徳川家御附家老の成瀬氏が維新直前に独立し立藩）が統合して設置された名古屋県は、明治5年4月2日（1872年5月8日）に改称して愛知県となった。そして、同年11月27日（11月27日）、第2次府県統合により額田県を編入（太政官布告372号）して、ほぼ現在の県域が確定する。愛知県の県令には、当時の名古屋県令であった井関盛艮が続投した。県の下には大区小区制により、15大区15小区が置かれ、翌年3月には、第一大区は区長1人、権区長2人、小区に戸長1人、副戸長2人、各町に副戸長2人ずつを置くことになった。これらは藩の統治とは違う中央集権国家の末端統治機構である。明治4年11月27日（1872年1月27日）の太政官第623号布告県治条例で、県令は管内の立法・行政・司法を専決する権限が与えられ、井関盛艮らの県令は「天皇の牧民官」と称された。

## 政治

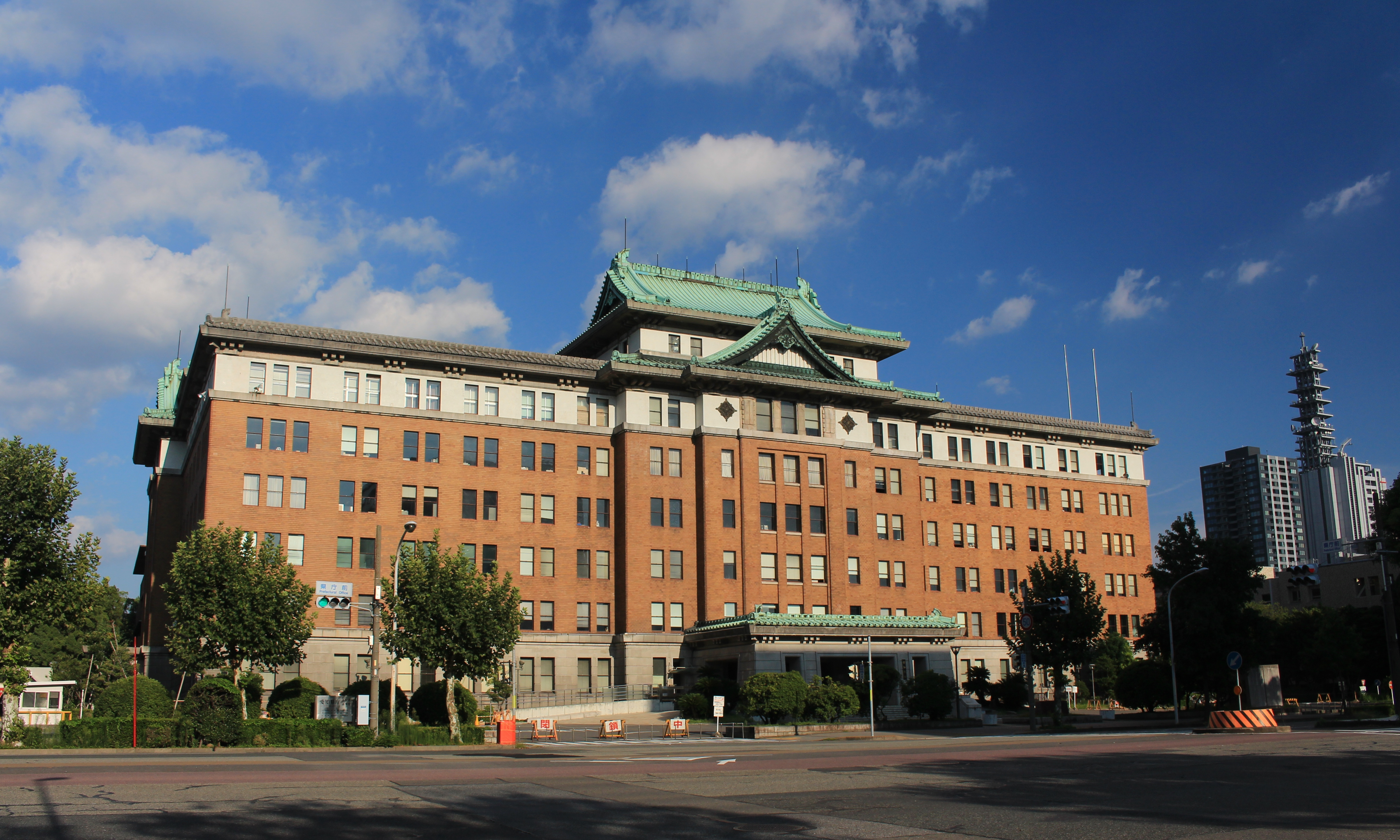
愛知県庁本庁舎（国重要文化財）

### 行政

#### 知事
歴代県知事（公選）
1. 青柳秀夫：昭和22年4月12日 - 昭和26年4月4日（1期）
2. 桑原幹根：昭和26年5月11日 - 昭和50年2月14日（6期）
3. 仲谷義明：昭和50年2月15日 - 昭和58年2月14日（2期）
4. 鈴木礼治：昭和58年2月15日 - 平成11年2月14日（4期）
5. 神田真秋：平成11年2月15日 - 平成23年2月14日（3期）
6. 大村秀章：平成23年2月15日 - 現職（2期）

### 財政
| 年度     | 歳入額(単位:百万円) 一般会計と特別会計合算 | 財政力指数 | 経常収支比率 | 実質公社債比率 | 将来負担比率 | ラスパイレス指数 | 起債制限比率 |
| -------- | ------------------------------------------ | ---------- | ------------ | -------------- | ------------ | ---------------- | ------------ |
| 平成27年 | 3,328,818                                  | 0.92052    | 98.8         | 14.3           | 197.3        | 100.9            | 未公表       |
| 平成26年 | 2,997,584                                  | 0.92083    | 93.4         | 15.1           | 212.7        | 102.5            | 未公表       |
| 平成25年 | 2,984,839                                  | 0.92681    | 98.7         | 15.5           | 232.7        | 100.4            | 未公表       |
| 平成24年 | 2,987,370                                  | 0.92574    | 100.9        | 15.5           | 244.5        | 100.8            | 未公表       |
| 平成23年 | 3,177,375                                  | 0.93440    | 102.5        | 14.9           | 256.7        | 102.9            | 未公表       |
| 平成22年 | 3,102,779                                  | 1.00383    | 94.5         | 13.4           | 264.3        | 98.9             | 未公表       |
| 平成21年 | 2,973,677                                  | 1.07379    | 100.1        | 11.8           | 271.4        | 97.7             | 未公表       |
| 平成20年 | 2,984,016                                  | 1.09710    | 89.1         | 10.8           | 227.4        | 101.8            | 未公表       |
| 平成19年 | 2,758,743                                  | 1.01643    | 92.0         | 11.3           | 未公表       | 101.0            | 11.1         |
| 平成18年 | 2,671,738                                  | 0.94343    | 93.3         | 12.4           | 未公表       | 101.0            | 11.4         |
| 平成17年 | 2,610,111                                  | 0.89199    | 95.3         | 12.3           | 未公表       | 100.0            | 10.3         |
| 平成16年 | 2,575,725                                  | 0.87626    | 97.8         | 未公表         | 未公表       | 100.1            | 10.6         |

- 財政力指数のグループ分類およびグループ内順位は『財政力指数 都道府県の指数の変遷』を参照のこと。
- （注）平成24年と25年については「国家公務員の給与の改定及び臨時特例に関する法律」（平成24年法律第2号）による措置が無いとした場合の値を採用した。
- 歳入額については愛知県の公式ホームページより引用。
- その他の指標については総務省公式ホームページより引用。

## 経済
| 名古屋証券取引所 |  | 中部経済連合会 |
| 名古屋証券取引所 |  | 中部経済連合会 |

| 名古屋商工会議所 |  | 日本銀行名古屋支店 |
| 名古屋商工会議所 |  | 日本銀行名古屋支店 |

| 広小路通から見た金融街の伏見 |  | 名古屋中小企業投資育成株式会社（ベンチャーキャピタル） |
| 広小路通から見た金融街の伏見 |  | 名古屋中小企業投資育成株式会社（ベンチャーキャピタル） |

### 産業構造
県内総生産（2019年度）は40兆9,107億円で全国3位、製造品出荷額等（2022年）は47兆8,946億円で全国1位、年間商品販売額（令和3年）は39兆4,199億円で全国3位、農業産出額（令和4年）は3,114億円で全国8位。農業・工業・商業いずれも国内上位となっており、バランスのとれた産業構造となっている。
また、中部産業連盟など、グローバルに事業活動を展開する全国ベースのマネジメント専門団体が立地するなど、経済活動が国内外問わず盛んに行われている。
経済の柱となる主な産業
- 自動車産業
- 航空宇宙産業
- セラミックス産業
- 鉄鋼業・特殊鋼産業

### 経済界

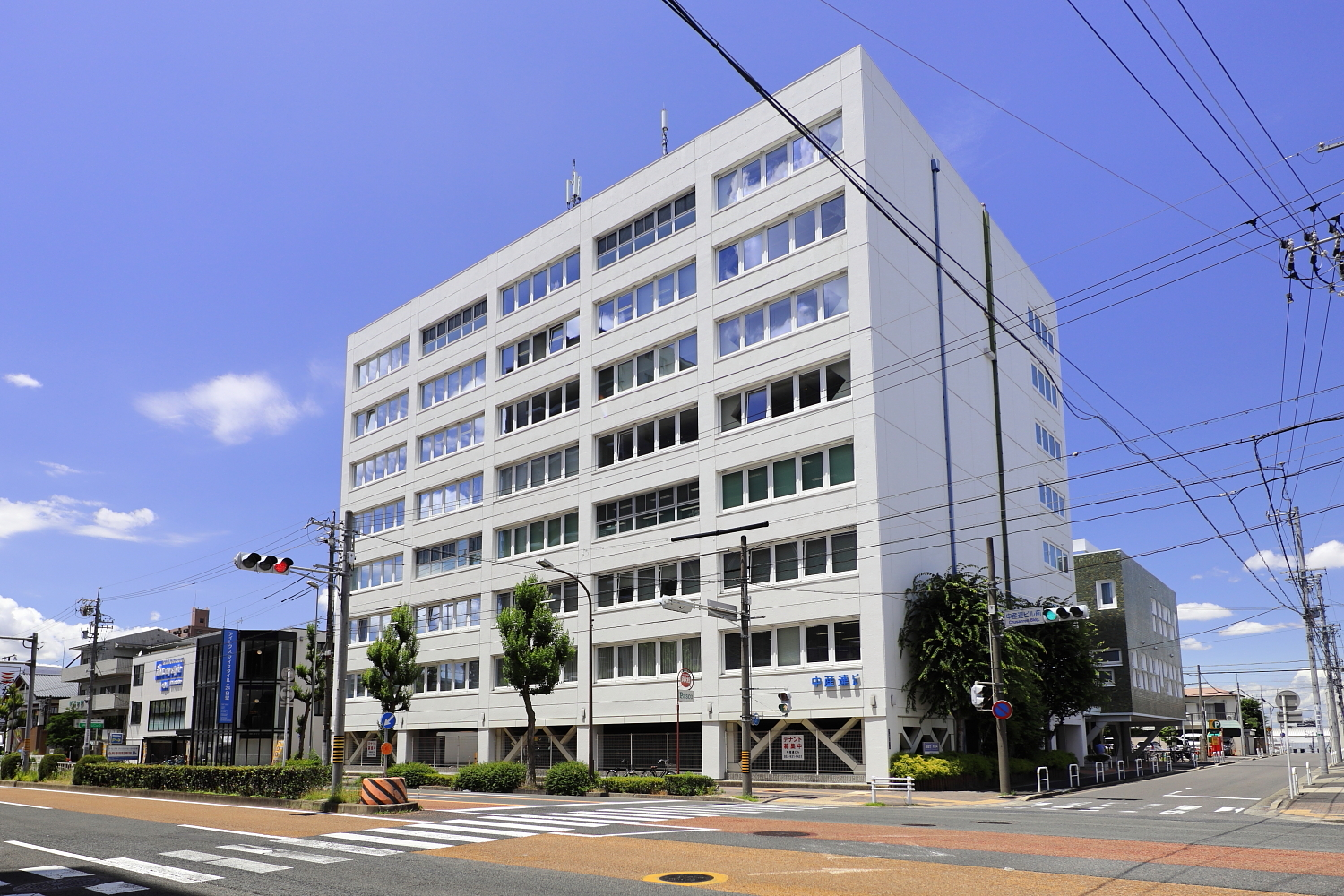
中部産業連盟

#### かつての五摂家
五摂家とは、愛知県名古屋市に本拠地を置く中部圏財界の名門企業の一群である。
旧伊藤財閥系企業の東海銀行、松坂屋、インフラ企業の名古屋鉄道（名鉄）、中部電力（中電）、東邦ガスの5社で構成されている。かつては中部経済連合会（中経連）や名古屋商工会議所（名商）などの経済団体代表職を独占し、名古屋観光ホテルや名古屋ボストン美術館などの開設を主導する役割を担ってきた。このほか、名門企業として興和グループ、森村グループ、中日新聞社、大同特殊鋼を挙げる場合もある。

#### 五摂家から御三家へ
1990年代より、東海銀行の消滅（2002年に三和銀行と合併、のち三菱UFJ銀行）、松坂屋、名古屋鉄道の経営不振（松坂屋は2007年に大丸と経営統合、名古屋鉄道は1999年（平成11年）から2008年にかけて赤字線区を随時廃線）、規制緩和による電力自由化・ガス自由化・オール電化住宅などによる中部電力と東邦ガスの利害対立などが生じるようになり、五摂家としてのまとまりはなくなりつつあった。これに反比例し、これまで「西三河モンロー主義」と呼ばれ、財界活動と距離を置いていたトヨタグループの路線転換や、国鉄分割民営化により東海道新幹線を引き継いだ東海旅客鉄道（JR東海）が発足すると、これらの存在感が増大している。最近は五摂家という表現に代わり、海陽学園開設で中心となったトヨタ自動車、JR東海、中部電力の3社で、御三家と呼ぶ表現へと変化した。

#### 現在のトヨタグループ

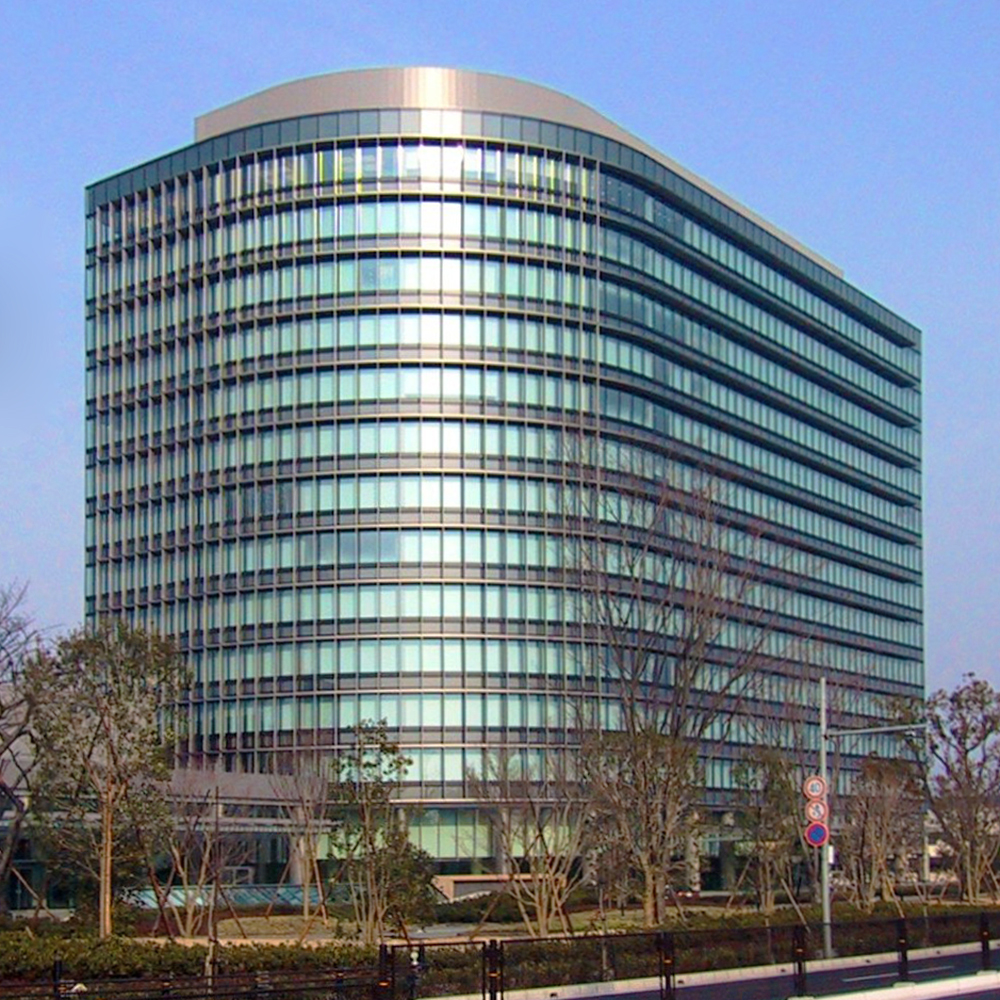
トヨタ自動車（豊田市）

経済界では、豊田市や刈谷市といった西三河地方を本拠地とするトヨタグループ会社の存在感が群を抜いている。
たとえば連結売上高では中部電力（約3兆1,000億円）と東海旅客鉄道（約2兆円）は、トヨタ自動車本体はおろかグループ企業のひとつであるアイシン（約2兆9,600億円）と同程度で、両社の連結売上高を合算してもグループ筆頭企業であるデンソー（4兆3,000億円）を超える程度である。財界活動でも、2015年現在、トヨタグループは中経連（豊田自動織機名誉会長）・名商（トヨタ自動車副会長）は前会頭を輩出し、また中部財界が中心となった中部国際空港開業や愛知万博の開催では同社社長（元関東自動車工業社長）・博覧会協会会長（豊田章一郎トヨタ自動車名誉会長）を務めている。

### 第一次産業

#### 農林水産業
県内は自然環境にも恵まれており、農林水産業も東三河を中心に盛んである。農業産出額（令和4年）は全国8位。花きの産出額は昭和37年以来全国1位である。
農産物では、キャベツ、大葉（青じそ）が作付面積、生産量、産出額とも全国1位であるほか、ふきは生産量、産出額が全国1位、カリフラワーは作付面積・生産量が全国1位、ブロッコリーは生産量が全国1位、イチジクは生産額が全国1位などとなっている。また花卉の生産も盛んで、きく、ばら、シクラメン、洋らんは作付面積、生産量、産出額とも全国1位である。菊については電照菊の項も参照。愛知県の平野部は農業に適した肥沃な土地が多く、野菜の自給率もそれなりに高い。そのほか、西尾市は碾茶の産地として知られる。果物ではブドウ（全国8位）、ナシ、カキなどが多く生産されており、中でもブドウは大府市、ナシは安城市、豊橋市、豊田市など、カキは豊橋市（次郎柿）、幸田町（筆柿）などで生産が盛んである。
畜産ではウズラの飼養数、産出額が全国1位である。水産物ではあさり、がざみ（甲殻類）の漁獲量が全国1位であるほか、一色町の養殖うなぎはよく知られており、「三河一色産うなぎ」というブランドを偽装した産地偽装事件が起きたことがあるほどである。また弥富市周辺は金魚の産地として知られ（弥富金魚）、スペースシャトル内において宇宙酔い実験の被験者となった「宇宙金魚」も弥富金魚である。

### 第二次産業

#### 工業
愛知県は、トヨタ自動車を筆頭に自動車関連企業が数多く存在することで有名である。自動車産業が発展する前は、繊維産業や、三菱重工業、愛知航空機、中島飛行機などの航空機産業が盛んであった。がいし生産世界一の日本碍子やINAX、日本特殊陶業などをはじめとするセラミックス産業、特殊鋼大手の大同特殊鋼やトヨタ自動車グループである愛知製鋼、日本製鉄名古屋製鉄所などの特殊鋼・鉄鋼業のほか、プリンター、FAX、ミシンなどを得意とするブラザー工業、そしてトヨタグループであるデンソー、アイシンなどの電気機器製造も盛んである。また、碧南市、高浜市などで生産されている三州瓦は、島根県の石州瓦、兵庫県の淡路瓦と並んで日本三大瓦であり、全国的に有名である。
三大工業地帯のひとつである中京工業地帯の中心として工業は全般に活発で、製造品出荷額等（2019年）は47兆8,946億円で45年連続全国1位である（2位は大阪府で約18兆6,058億円）。
2005年に愛・地球博と中部国際空港開港という二大事業があり、東海環状自動車道、伊勢湾岸自動車道、愛知高速交通東部丘陵線（リニモ）などインフラの整備が急速に進んだ。しかし、その一方で愛知県道511号武豊大府自転車道線（知多半島サイクリングロード）などの自転車道の建設、整備が放棄されており、多くの要望が寄せられている。

### 第三次産業
メガシティであり、世界有数の都市圏人口を有する中京大都市圏の中枢都市である名古屋市は、中日本最大の商都であり、物販の集積が著しい。
全体で見ると名古屋市が際立った存在感であるが、名古屋都市圏の中で人口10万人台の小牧市・刈谷市・半田市・東海市・安城市も昼間人口比率が1を超えており（働きに来る人が多い）、小規模な業務の中心都市として位置づけられている。
近年では、名古屋市を中心とした半径100kmの以内の地域を「グレーター・ナゴヤ」のブランド名で統一して、海外企業を積極的に誘致し、世界有数の産業集積地にすることを目標とした大名古屋経済圏構想もあり、グレーター・ナゴヤ・イニシアティブ（GNI）と呼ばれる（関連ページ）。

#### 商業
2007年度の名古屋市の卸売業販売額は約27兆656億円で全国で東京都区部・大阪市に次ぐ。
また小売業販売額は約3兆1,917億円で東京都区部・大阪市・横浜市に次いで額が大きい。自動車の保有台数が多いこともあってショッピングセンター（SC）の数は東京都に次ぐ2位であり、イオンモールやららぽーとなどの大型SCが鎬を削る激戦区である。
2000年代に再開発が進み、名駅エリアを中心に超高層ビルの建設が急速に進んでいる。2020年代になると栄エリアにも高層ビル建設が複数計画されている。
栄、名駅、大須、金山などが市外からも広く集客する繁華街となっており、栄と名駅一帯には広大な地下街が広がっている。東部の今池千種エリア、西部のささしまライブ24、南部の金山エリアや北部の大曽根エリアが、乗り換えのターミナルとなったり、新たなオフィス街が形成されるなど、副都心・新都心として発達している。
また、グルメ激戦区として名を馳せており、特有の文化を持った「名古屋めし」などを筆頭にさまざまな料理が集まる。2019年には、ミシュランガイド愛知・岐阜・三重2019特別版 が出版されるなど、世界的にも注目が集まっている。
県を挙げて商店街の活性化にも力を入れており、2024年時点では西区「円頓寺商店街」、名東区「西山商店街」、豊橋市「大豊商店街」、春日井市「勝川駅前通商店街」、瀬戸市「銀座通り商店街」の5ヶ所が県の「商店街空き店舗活用モデル事例集」に掲載された成功事例となっている。

### スタートアップ事業
大企業による製造業が強い愛知県においてスタートアップ事業はあまり振るわないが、2024年10月31日に日本最大級のスタートアップ支援施設STATION Aiが名古屋市の鶴舞に開業した。また、2020年7月より愛知・名古屋及び浜松地域がスタートアップ・エコシステム「グローバル拠点都市」として内閣府から選定されている。

### 県内に本社を置く主要企業
第二次産業
- トヨタ自動車
- デンソー
- アイシン
- ジェイテクト
- トヨタ車体
- 豊田自動織機
- 豊田合成
- トヨタ紡織
- 豊通テクノ
- 大同特殊鋼
- 大同メタル工業
- 愛知機械工業
- 愛知時計電機
- パナソニック エコシステムズ
- ヤマザキマザック
- 三菱航空機
- ブラザー工業
- プロスチール
- 愛知製鋼
- 小島プレス工業
- 日本車輌製造
- 日本ガイシ
- 日本特殊陶業
- 豊島
- マキタ
- オークマ
- DMG森精機セールスアンドサービス
- リンナイ
- パロマ
- ホシザキ
- INAX
- イノアックコーポレーション
- ノリタケカンパニーリミテド
- メルコホールディングス（バッファロー）
- 住友理工
- メニコン
- ホーユー
- メナード化粧品
- カゴメ
- コーミ
- シヤチハタ
- ミツカン
- 敷島製パン
- フジパングループ本社
- 矢作建設工業
- 東建コーポレーション
- 徳倉建設
- 武蔵精密工業
- シロキ工業

第三次産業
- 中部電力
- 東邦ガス
- 中部ガス
- 松坂屋
- 中日新聞社
- 東海テレビ放送
- 中京テレビ放送
- 中部日本放送
- 名古屋テレビ放送
- テレビ愛知
- 名古屋銀行
- あいち銀行
- ユニー
- スギ薬局
- スギヤマ薬品
- ビー・アンド・ディー
- 豊田通商
- 豊通マシナリー
- 豊通マテリアル
- 豊通シスコム
- 豊通鉄鋼販売
- 豊通ファシリティーズ
- エネ・ビジョン
- 興和
- 岡谷鋼機
- JPホールディングス
- アルペン
- コメ兵
- つばめグループ
- ヴィレッジヴァンガードコーポレーション
- ナガサカコイン
- 壱番屋
- 木曽路
- 太田油脂株式会社
- スガキコシステムズ（スガキヤラーメン）
- コメダ（喫茶店）
- エイチーム
- 丸栄
- 東海旅客鉄道（JR東海）
- 名古屋鉄道
- 名鉄百貨店
- 名鉄都市開発
- 名鉄NX運輸
- 名鉄観光
- 名鉄協商
- スズケン名古屋
- ゲオホールディングス
- トヨタファイナンス
- セディナ
- 引越社
- 大橋運輸
- 東海東京証券

### 拠点を置く主要企業
- 日本通運 名古屋支店

### 金融機関
政府系金融機関
- 住宅金融支援機構 東海支店
- 日本政策投資銀行 東海支店
- 日本銀行 名古屋支店
- ゆうちょ銀行 東海本部
- 商工中金 熱田支店、名古屋支店、豊橋支店

メガバンク（都市銀行）
- みずほ銀行 名古屋支店
- 三菱UFJ銀行（旧東海銀行）名古屋営業部
- 三井住友銀行 名古屋営業部
- りそな銀行 名古屋支店

信託銀行
- 三菱UFJ信託銀行 名古屋支店
- みずほ信託銀行 名古屋支店
- 三井住友信託銀行 名古屋営業部
- SMBC信託銀行 名古屋営業部
- 野村信託銀行 名古屋支店
- オリックス銀行 名古屋オフィス
- 農中信託銀行 名古屋支店
- 新生信託銀行 名古屋支店

地方銀行

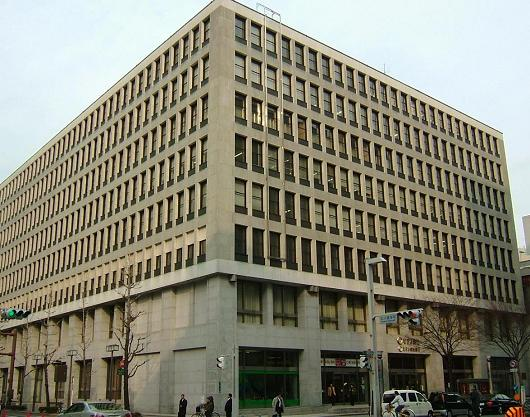
旧UFJ銀行本店

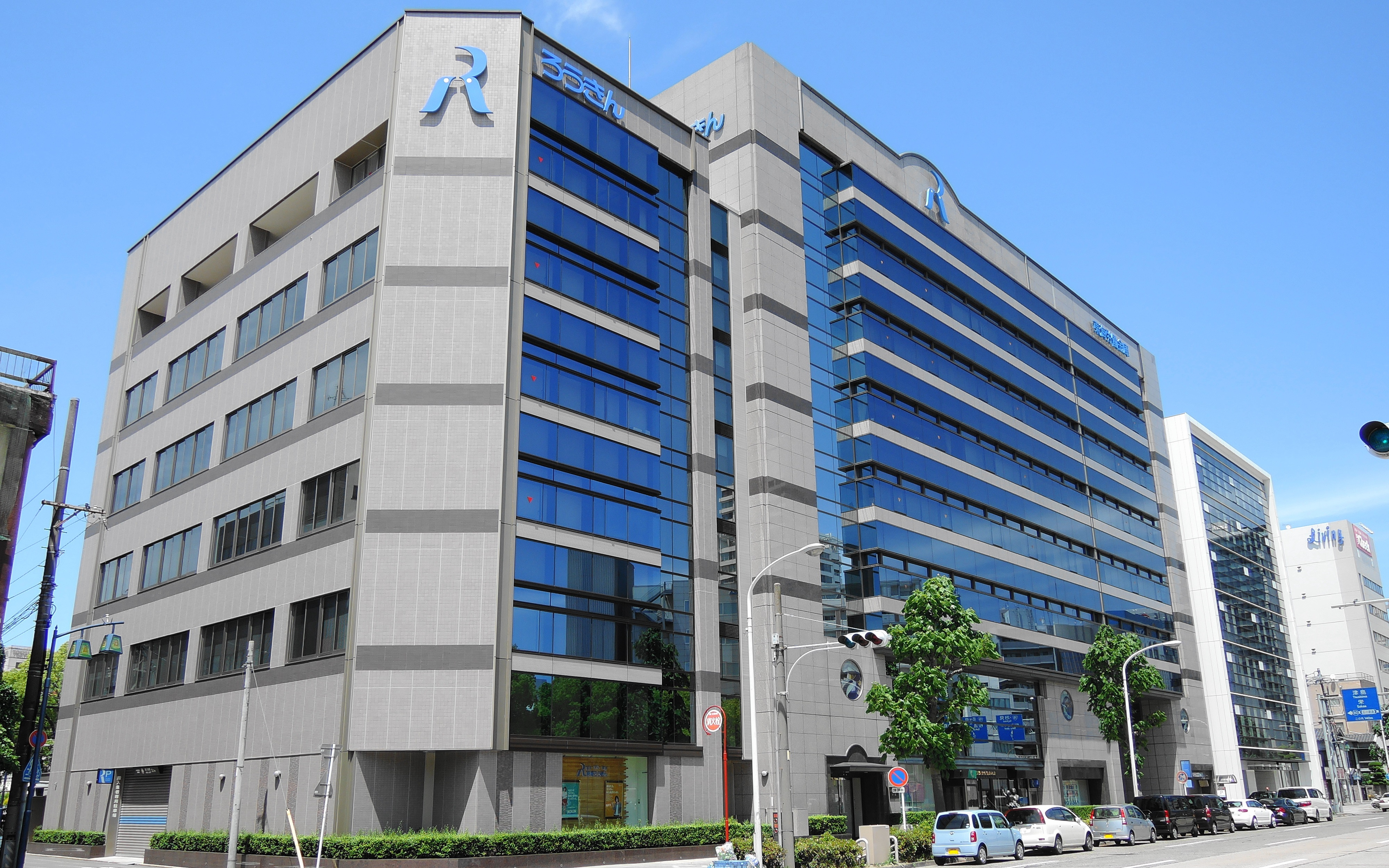
東海労働金庫

※愛知県に本社を構える地方銀行は現在存在しない。
第二地方銀行（旧相互銀行）
- 名古屋銀行
- あいち銀行

労働金庫
- 東海労働金庫（東海ろうきん）

信用金庫
- 愛知信用金庫
- 豊橋信用金庫
- 岡崎信用金庫
- いちい信用金庫
- 瀬戸信用金庫
- 半田信用金庫
- 知多信用金庫
- 豊川信用金庫
- 豊田信用金庫
- 碧海信用金庫
- 西尾信用金庫
- 蒲郡信用金庫
- 尾西信用金庫
- 中日信用金庫
- 東春信用金庫

信用組合
- 丸八信用組合　※
- 信用組合愛知商銀　商銀
- 愛知県警察信用組合
- 名古屋青果物信用組合
- 愛知県医療信用組合
- 愛知県医師信用組合
- 豊橋商工信用組合
- 愛知県中央信用組合

### 証券会社
大手証券会社
- 野村證券
- 大和証券
- SMBC日興証券
- みずほ証券
- 三菱UFJモルガン・スタンレー証券
- 岡三証券
- 東海東京証券（本社）

中堅証券会社
- アイザワ証券 名古屋支店
- いちよし証券 名古屋支店、岡崎支店
- 岩井コスモ証券 名古屋支店
- 極東証券 名古屋支店
- 東洋証券 名古屋支店
- 丸三証券 名古屋支店、一宮支店
- SBI証券 マネープラザ名古屋支店
- 楽天証券 名古屋支社

地場証券会社
- 丸八証券 - 名古屋市
- 安藤証券 - 名古屋市
- 豊証券 - 名古屋市
- 木村証券 - 名古屋市
- 岡地証券 - 名古屋市
- 寿証券 - 名古屋市
- 大万証券 - 名古屋市
- 田原証券 - 田原市

## 生活・交通

### 交通

#### 空港
- 中部国際空港：国際線はおよそ週350便の定期便が就航しており、世界約30か国と空路で結ばれている。国内線も国内主要空港との間で頻繁に定期便があり、特に国際線との乗り換え利便性の高さは国際的に評価されている。
- 県営名古屋空港：国内ローカル線を中心に定期便9路線が運航されており、FDAの実質的拠点空港である。航空自衛隊小牧基地と滑走路を共有する軍民共用空港となっている。

#### 鉄道・軌道
県内最大のターミナル駅は名古屋駅であり、一日平均乗降人員は120万人を上回る。東海道新幹線の全列車が停車し、のぞみ号であれば新大阪まで約50分、東京まで約1時間40分で結ぶ。
在来線は東海道本線が尾張地方、西三河地方、東三河地方の主要都市を結ぶ。名古屋 - 金山間は東海道本線、名鉄名古屋本線のほかに中央本線も並走しており、名古屋市中心部を迂回して大曽根駅に向かう線形となっている。
県内を通る大手私鉄は名古屋鉄道（名鉄）と近畿日本鉄道（近鉄）の2社である。名鉄は県内の大半の市を網羅しており、中部国際空港への空港連絡鉄道の役割もある。近鉄は近鉄名古屋線が関西本線と競合しているが、今日に至るまで近鉄が本数と速達性で優位に立っている。近鉄は大阪方面も東海道新幹線と近鉄特急が競合しており、本数と速達性は新幹線に劣るものの料金面で近鉄特急が優位に立っている。
名古屋市中心部の鉄道交通は名古屋市営地下鉄が一手に引き受ける。
路面電車は豊橋鉄道の東田本線が県内唯一の路線である。2001年開通のゆとりーとラインは、高架専用軌道をバスが走行する日本で唯一のガイドウェイバスであり、軌道法の適用を受けている。
愛知高速交通東部丘陵線は愛知万博への連絡路線として2005年3月に開業した。愛知万博の閉幕後は利用者数が減少したが、その後は沿線開発が進んで利用者数は現在も増加傾向にある。
県内のほとんどの路線は電化されているが、名古屋市の北部を掠める形で東西に伸びるJR東海交通事業城北線は輸送人員が非常に少なく、県内唯一の非電化路線となっている。
東海旅客鉄道（JR東海）
 東海道新幹線
CA 東海道本線
CD 飯田線
CE 武豊線
CF 中央本線
CJ 関西本線
名古屋鉄道（名鉄）
NH 名古屋本線
TK 豊川線
GN 西尾線
GN 蒲郡線
MY MU 三河線
TT 豊田線
TA 常滑線
TA 空港線
CH 築港線
KC 河和線
KC 知多新線
TB 津島線
TB BS 尾西線
IY 犬山線
HM 広見線
KM 小牧線
ST 瀬戸線
名古屋市交通局（名古屋市営地下鉄）
 東山線
 名城線
 名港線
 鶴舞線
 桜通線
 上飯田線
名古屋臨海高速鉄道
■ 西名古屋港線（あおなみ線）
愛知高速交通
■ 東部丘陵線（リニモ）：日本唯一の常電導磁気浮上式リニアモーター推進による営業路線。
愛知環状鉄道（愛環）
■ 愛知環状鉄道線
豊橋鉄道（豊鉄）
■ 渥美線
■ 東田本線
JR東海交通事業
■ 城北線
名古屋ガイドウェイバス
■ ガイドウェイバス志段味線（ゆとりーとライン）
近畿日本鉄道（近鉄。本社は大阪市天王寺区）
E 名古屋線
日本貨物鉄道（JR貨物。本社は東京都渋谷区）
■ 西名古屋港線
■ 稲沢線
名古屋臨海鉄道（貨物線）
■ 東築線
■ 東港線
■ 南港線
■ 汐見町線
■ 昭和町線
衣浦臨海鉄道（貨物線）
■ 半田線
■ 碧南線

#### 港湾
- 名古屋港（スーパー中枢港湾・国際拠点港湾・特定港）
- 衣浦港（特定港・重要港湾）
- 三河港（特定港・重要港湾）

#### 道路
高速道路
NEXCO中日本が管理する高速自動車国道、一般国道自動車専用道路を示す。伊勢湾岸自動車道と新東名高速道路、東名高速道路の一部を除いて、料金水準が高速自動車国道の大都市近郊区間と同じ水準である。
- 東名高速道路
- 新東名高速道路
- 名神高速道路
- 中央自動車道
- 東名阪自動車道
- 東海北陸自動車道
- 伊勢湾岸自動車道
- 東海環状自動車道
- 名古屋第二環状自動車道（名二環）

自動車専用道路
- 名古屋高速道路
- 知多半島道路
- セントレアライン（知多横断道路・中部国際空港連絡道路）
- 南知多道路
- 名古屋瀬戸道路

一般有料道路
- 猿投グリーンロード
- 衣浦豊田道路
- 衣浦トンネル
- 三ヶ根山スカイライン

料金徴収を終えた元有料道路
- 衣浦大橋
- 濃尾大橋
- 伊勢神トンネル
- 愛岐道路
- 東海大橋
- 多米峠有料道路
- 豊川橋
- 尾張パークウェイ
- 茶臼山高原道路
- 三河湾スカイライン
- 本宮山スカイライン
- 鳳来寺山パークウェイ（但し、山頂駐車場が有料化）
- 本坂トンネル
- 音羽蒲郡道路
- 小坂井バイパス
- 小牧東インター有料道路

一般国道
- 国道1号
- 国道19号
- 国道22号
- 国道23号
- 国道41号
- 国道42号
- 国道151号
- 国道153号
- 国道154号
- 国道155号
- 国道247号
- 国道248号
- 国道257号
- 国道259号
- 国道301号
- 国道302号
- 国道362号
- 国道363号
- 国道366号
- 国道419号
- 国道420号
- 国道473号
- 国道474号
- 国道475号

県内の県道
愛知県の県道一覧を参照。
県内の道路通称名
愛知県内の通りを参照。

#### 自動車登録番号標
名古屋ナンバー
- 名古屋市、東海市、知多市、大府市、半田市、常滑市、津島市、愛西市、大治町、蟹江町、飛島村、豊明市、日進市、弥富市、あま市、長久手市、東郷町、阿久比町、東浦町、武豊町、美浜町、南知多町

尾張小牧ナンバー
- 小牧市、瀬戸市、尾張旭市、岩倉市、江南市、犬山市、扶桑町、大口町、稲沢市、清須市、北名古屋市、豊山町

一宮ナンバー
- 一宮市

春日井ナンバー
- 春日井市

三河ナンバー
- 安城市、刈谷市、西尾市、碧南市、みよし市、知立市、高浜市

豊田ナンバー
- 豊田市

岡崎ナンバー
- 岡崎市・幸田町

豊橋ナンバー
- 豊橋市、豊川市、蒲郡市、田原市、新城市、東栄町、設楽町、豊根村

### 警察
- 愛知県警察本部 - 警察庁中部管区警察局の監督・指揮を受ける（本県警察本部長の階級は警視監）。

### 医療・福祉
災害拠点病院
- 愛知県災害拠点病院

保育所
- 愛知県保育所一覧

### マスメディア

#### テレビ放送局
地上波テレビ局
いずれも名古屋市に所在する。
- 日本放送協会（NHK）名古屋放送局（総合・教育）
- 東海テレビ放送（THK、東海テレビ）（FNN・フジテレビ系列）
- 中京テレビ放送（CTV、中京テレビ）（NNN・日本テレビ系列）
- CBCテレビ（CBC）（JNN・TBS系列）
- 名古屋テレビ放送（NBN、メ〜テレ）（ANN・テレビ朝日系列）
- テレビ愛知（TVA）（TXN・テレビ東京系列）

放送対象地域は、NHK名古屋総合・テレビ愛知は県域放送、ほかは当県、岐阜県、三重県の「東海3県」を放送エリアとする中京広域圏としている。いずれも親局送信所は瀬戸デジタルタワー。
"テレビ局舎外観"
- NHK名古屋放送局
（名古屋市東区）
- 東海テレビ放送（THK）
（名古屋市東区）
- 中京テレビ放送（CTV）
（名古屋市中村区）
- CBCテレビ（CBC）
（名古屋市中区）
- 名古屋テレビ放送（NBN）
（名古屋市中区）
- テレビ愛知（TVA）
（名古屋市中区）

ケーブルテレビ局

#### ラジオ放送局
AMラジオ局
- NHK名古屋放送局（第1・第2）
- 東海ラジオ放送（東海ラジオ）（NRN系列）
- CBCラジオ（JRN系列）

FM放送局
- NHK名古屋放送局
- エフエム愛知（FM AICHI）（JFN系列）
- ZIP-FM（JFL系列）

放送対象地域はAMラジオ各局が中京広域圏、FMラジオ各局が愛知県内。FMラジオの親局はいずれも中京テレビ旧本社（名古屋市昭和区）の東山タワー。東海ラジオ・CBCラジオのFM補完放送の親局は豊田市の三国山に設置されている。
放送対象地域外の三重エフエム放送 とエフエム岐阜 が県内の広い範囲で、静岡エフエム放送が豊橋市と新城市の各一部で受信可能である。
かつてはMegaNet系列の外国語FM局も2度開設された。初めに開局した「愛知国際放送（RADIO-i）は開局当初からCM収入が伸び悩み、単年度黒字化を一度も果たせず経営破綻。会社更生法や民事再生法適用を申請しての経営再建や他社への経営譲渡は行われなかった。2010年9月30日24時をもって2000年4月1日の開局以来10年半にわたった放送を完全終了。日本の県域地上波民放局としては史上初の「閉局（廃業・廃局）」に追い込まれた。免許は同年10月7日付で総務大臣へ返上。法人としての「愛知国際放送」は清算され消滅した。
また、2014年4月1日に開局した外国語FM局「Radio NEO（旧・InterFM NAGOYA）」も経営不振により、2020年6月30日12時をもって放送終了となった。
コミュニティFM局
- MID-FM（愛称「MID-FM761」）（名古屋市中区）
- エフエムとよた（愛称「RADIO LOVEAT」）（豊田市）
- エフエム岡崎（愛称「FM EGAO」）（岡崎市）
- エフエムキャッチ（愛称「Pitch FM」）（刈谷市）
- エフエム豊橋（愛称「やしの実」）（豊橋市）
- 尾張東部放送（愛称「RADIO SAN-Q」）（瀬戸市）
- 愛知北エフエム放送（愛称「United North」）（犬山市）
- メディアスエフエム（愛称「メディアスFM」）（東海市）
- FMいちのみや（愛称「i-wave 76.5 FM」）（一宮市）
- にしおわりエフエム（愛称「エフエムななみ」）（海部郡蟹江町および周辺市町村（海部地域））

#### 新聞社
全国紙
- 読売新聞中部支社[注釈 2]
- 朝日新聞名古屋本社
- 毎日新聞中部本社[注釈 3]
- 日本経済新聞名古屋支社
- 産経新聞中部総局（大阪本社管轄。名古屋市）[注釈 4]

全国スポーツ紙
- スポーツニッポン新聞社名古屋総局
大阪本社で発行する紙面が名古屋市の中日新聞社本社工場[注釈 3] で印刷されている（公営競技、テレビ欄のみ差し替え）。
- 日刊スポーツ新聞名古屋本社
株式会社日刊スポーツ新聞西日本の傘下。紙面の大半は大阪本社（日刊スポーツ新聞西日本）版と共有している（公営競技とテレビ面は差し替え）。
- スポーツ報知
読売新聞中部支社が発行。同支社が中部読売新聞社であった時代に「報知スポーツ」の題号で創刊され、1996年に東京・大阪と同じく「スポーツ報知」に改題した。

支局・支社などは設置されていないものの、次の2紙が販売されている。
- サンケイスポーツ
大阪本社発行の早版（11版）が、JR東海の名古屋駅、名古屋鉄道の名鉄名古屋駅・金山駅、近畿日本鉄道の近鉄名古屋駅など名古屋市内の主要ターミナル売店、および中央競馬本場開催日の中京競馬場などで販売されている（以前は最終版の12版が名古屋駅にて販売）。名古屋市内の産経新聞直売所でも取り扱っている。テレビ面と公営競技面は差し替えられていない。
- デイリースポーツ
名古屋鉄道の名鉄名古屋駅、金山駅、神宮前駅の売店、および中央競馬本場開催日の中京競馬場などで販売（テレビ面と公営競技面は差し替えられていない）。以前は同紙の中京版が存在していた。

ローカル紙
- 中日新聞（名古屋市）
- 中日スポーツ（名古屋市）
- 中部経済新聞（名古屋市）
- 中京スポーツ（名古屋市）
- 東海日日新聞（豊橋市）
- 東愛知新聞（豊橋市）
- 東海愛知新聞（岡崎市）

豊橋市など東三河では静岡新聞も購読できる。
名古屋タイムズは、2008年（平成20年）10月31日の発行分をもって休刊した（事実上の廃刊）。当時は近年東海地方の新聞社で休刊するところがなかったため、ほかのマスコミで取り上げられた。

## 教育

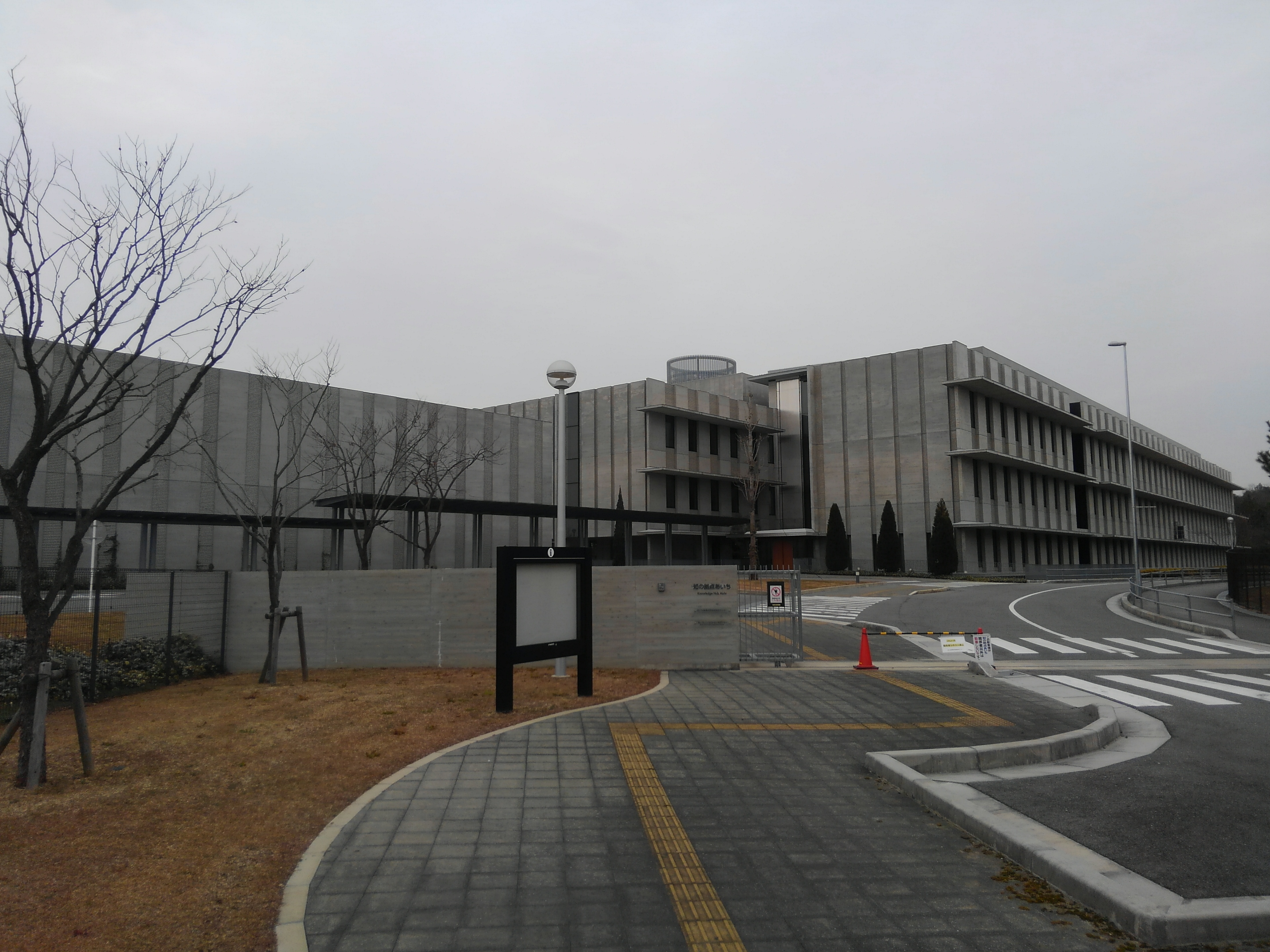
知の拠点あいち（豊田市）

豊田市、瀬戸市をはじめ、「知の拠点あいち」など、産学官連携による共同研究開発拠点の整備が進められ、大学が集中している名古屋市の北郊から東郊の丘陵地域（犬山市 - 岡崎市）にかけて、学園都市が形成されている。
大学
| 名古屋大学 |  | 名古屋工業大学 |
| 名古屋大学 |  | 名古屋工業大学 |

| 愛知県立大学 |  | 愛知県立芸術大学 |
| 愛知県立大学 |  | 愛知県立芸術大学 |

| 南山大学 |  | 中京大学 |
| 南山大学 |  | 中京大学 |

| 名城大学 |  | 愛知大学 |
| 名城大学 |  | 愛知大学 |

| 椙山女学園大学 |  | 金城学院大学（学舎遠望 2021年11月） |
| 椙山女学園大学 |  | 金城学院大学（学舎遠望 2021年11月） |

（五十音順）

国立
- 愛知教育大学（刈谷市、田原市）
- 総合研究大学院大学（岡崎市）
- 東京大学（瀬戸市）
- 豊橋技術科学大学（豊橋市）
- 名古屋大学（名古屋市、豊川市、豊田市、東郷町、設楽町）
- 名古屋工業大学（名古屋市）

公立
- 愛知県立大学（長久手市、名古屋市）
- 愛知県立芸術大学（長久手市、名古屋市、豊田市）
- 名古屋市立大学（名古屋市）

私立
- 愛知大学（名古屋市、豊橋市）
- 愛知医科大学（長久手市、名古屋市）
- 愛知学院大学（日進市、名古屋市）
- 愛知学泉大学（岡崎市、豊田市）
- 愛知工科大学（蒲郡市）
- 愛知工業大学（豊田市、名古屋市）
- 愛知産業大学（岡崎市）
- 愛知淑徳大学（長久手市、名古屋市）
- 愛知東邦大学（名古屋市、日進市）
- 愛知文教大学（小牧市）
- 愛知みずほ大学（名古屋市）
- 朝日大学（名古屋市）
- 一宮研伸大学（一宮市）
- 桜花学園大学（豊明市、豊田市、名古屋市）
- 岡崎女子大学（岡崎市）
- 金城学院大学（名古屋市）
- グロービス経営大学院大学（名古屋市）
- 星槎大学（名古屋市）
- 至学館大学（大府市）
- 修文大学（一宮市）
- 椙山女学園大学（名古屋市、日進市）
- 星城大学（東海市、名古屋市）
- 大同大学（名古屋市）
- 中京大学（名古屋市、豊田市）
- 中部大学（春日井市、名古屋市）
- 東海学園大学（みよし市、名古屋市）
- 東京通信大学（名古屋市）
- 東京福祉大学（名古屋市）
- 同朋大学（名古屋市）
- 豊田工業大学（名古屋市）
- 豊橋創造大学（豊橋市）
- 名古屋葵大学（名古屋市）
- 名古屋音楽大学（名古屋市）
- 名古屋外国語大学（日進市）
- 名古屋学院大学（名古屋市、瀬戸市）
- 名古屋学芸大学（日進市、名古屋市）
- 名古屋経済大学（犬山市、名古屋市）
- 名古屋芸術大学（北名古屋市）
- 名古屋産業大学（尾張旭市）
- 名古屋商科大学（日進市・名古屋市）
- 名古屋造形大学（小牧市）
- 名古屋文理大学（稲沢市、名古屋市）
- 名古屋柳城女子大学 (名古屋市)
- 南山大学（名古屋市）
- 日本赤十字豊田看護大学（豊田市）
- 日本福祉大学（美浜町、半田市、名古屋市、東海市）
- 人間環境大学（岡崎市、大府市）
- 藤田医科大学（豊明市、名古屋市、常滑市）
- 名城大学（名古屋市、日進市、春日井市）
- 国際ファッション専門職大学（名古屋市）
- 名古屋国際工科専門職大学（名古屋市）

通信制大学
放送大学 愛知学習センター（名古屋市）
短期大学
私立
- 愛知医療学院短期大学（清須市）
- 愛知学院大学短期大学部（名古屋市）
- 愛知学泉短期大学（岡崎市）
- 愛知工科大学自動車短期大学（蒲郡市）
- 愛知大学短期大学部（豊橋市）
- 愛知文教女子短期大学（稲沢市）
- 愛知みずほ短期大学（名古屋市）
- 岡崎女子短期大学（岡崎市）
- 修文大学短期大学部（一宮市）
- 豊橋創造大学短期大学部（豊橋市）
- 名古屋経営短期大学（尾張旭市）
- 名古屋女子大学短期大学部（名古屋市）
- 名古屋短期大学（豊明市）
- 名古屋文化短期大学（名古屋市）
- 名古屋文理大学短期大学部（名古屋市）
- 名古屋柳城短期大学（名古屋市）

高等専門学校
- 豊田工業高等専門学校（豊田市）

専修学校
- 愛知県専修学校一覧

特別支援学校
- 愛知県特別支援学校一覧

高等学校
- 愛知県高等学校一覧

中学校
- 愛知県中学校一覧

小学校
- 愛知県小学校一覧

幼稚園
- 愛知県幼稚園一覧

外国人学校
- 愛知県外国人学校一覧

## 文化・名物
- 寺院数は約4,600で、日本でもっとも多い県である[45]。
- 文化や芸能など形のないものに関して手厳しいファンが多く存在するとされている[注釈 5]。

### 方言
愛知県の方言は東海東山方言の岐阜・愛知方言に分類されるが、尾張と三河で表現や発音に違いがある。
- 名古屋弁 - 尾張地方の方言。旧国名から尾張弁とも言う。内輪東京式アクセントが分布するが、知多半島で話されている知多弁は西三河弁の影響を受け、中輪東京式アクセントである[要出典]。名古屋弁（尾張弁）は「どえらい→どえれゃあ」のような連母音変化が特徴。岐阜県で話されている美濃弁との共通点が多く、文法や語彙の面で三河弁より関西的である。
- 三河弁 - 三河地方の方言。西三河では中輪東京式アクセント、東三河では外輪東京式アクセントが分布する。「じゃん、だら、りん」と呼ばれる文末表現が特徴。遠州弁との共通点が多く（特に東三河）、愛知県との県境にある静岡県西端の湖西市では三河弁に近い方言が用いられている。

### 名産・特産

#### 名物
名古屋
- ういろう
- きしめん
- カレーうどん
- 志の田うどん
- 味噌煮込みうどん
- 台湾ラーメン
- 台湾まぜそば
- 天むす
- あんかけスパゲッティ
- イタリアンスパゲッティ
- 手羽先唐揚げ
- ひつまぶし
- エビフライ
- どて煮
- 味噌カツ
- 小倉トースト
- 名古屋コーチン料理
- 玉せん
- なごやん
- えびおろし
- 守口漬
- 納屋橋饅頭
- みそたま

一宮
- モーニング
- 『いちご大福』野田屋菓子舗[47][48][49][50] 全国観光土産品推奨品認定。一宮市ふるさと納税返礼品２年連続１位。

小牧
- しるこサンド

犬山
- 五平餅
- 味噌田楽

扶桑
- 守口大根

知多半島
| - 車海老 | - えび煎餅 | - 海苔 | - 早ずし | - 知多牛 | - 生せんべい | - 知多ハッピーポーク |

南知多
- 蛸
- トラフグ
- 大あさり
- しらす
- 海苔

岡崎
| - 豆味噌（八丁味噌） | - たまり醤油 | - 味噌田楽 | - あわ雪 | - 味噌煮込みうどん |

知立
- 大あんまき

刈谷
| - 芋川うどん | - 切り干し大根 |

安城
| - 梨 | - いちじく |

高浜
| - 味噌饅頭 | - とりめし | - 鰻 |

西尾
- 抹茶

一色
- 鰻
- えび煎餅

幸田
- 筆柿（珍宝柿）

豊橋
| - 寒天ゼリー | - ちくわ | - 菜飯田楽 | - ブラックサンダー | - カレーうどん |

蒲郡
- 蒲郡みかん
- あさりうどん

豊川
- いなり寿司

田原
- 渥美たくあん
- 釜揚げしらす
- しらす丼
- 大あさり

#### 伝統工芸
経済産業大臣指定伝統的工芸品
- 有松・鳴海絞り（染色品、1975年）
- 名古屋友禅（染色品、1988年）
- 名古屋黒紋付染（染色品、1988年）
- 赤津焼（陶磁器、1977年）
- 瀬戸染付焼（陶磁器、1997年）
- 常滑焼（陶磁器、1976年）
- 名古屋桐箪笥（木工品、1981年）
- 名古屋仏壇（仏壇・仏具、1976年）
- 三河仏壇（仏壇・仏具、1976年）
- 尾張仏具（仏壇・仏具、2016年）
- 豊橋筆（文具、1976年）
- 岡崎石工品（石工品・貴石細工、1979年）
- 尾張七宝（その他工芸品、1995年）

伝統工芸品

### 祭事・催事
愛知県内には40市町に154の山車まつり、418の山車が存在しており、県はその魅力を全国に発信するため「あいち山車まつり日本一協議会」を設立して「山車日本一あいち」宣言を行った。特に山車にからくり人形がのる「山車からくり」は、尾張の熱田新宮天王祭や津島天王祭から始まったとされ、現在でも全国の山車からくりの6割が愛知県に集中しているとされる。2016年（平成28年）12月1日に「山・鉾・屋台行事」として、18府県33件がユネスコの無形文化遺産に登録されたが、その中で愛知県からは尾張津島天王祭、犬山祭、亀崎潮干祭、知立まつり、須成祭の5件が登録された。
ユネスコ無形文化遺産
- 尾張津島天王祭（三大川祭）：津島市・愛西市
- 犬山祭：犬山市
- 亀崎潮干祭：半田市
- 知立まつり：知立市
- 須成祭：海部郡蟹江町
- 綾渡の夜念仏と盆踊：豊田市

- 尾張津島天王祭
- 犬山祭
- 亀崎潮干祭
- 知立まつり
- 須成祭

その他
- 名古屋まつり：名古屋市
- 筒井町出来町天王祭：名古屋市
- にっぽんど真ん中祭り：名古屋市
- 豊年祭：小牧市
- 於祖々祭：犬山市
- 国府宮はだか祭（三大裸祭り）：稲沢市

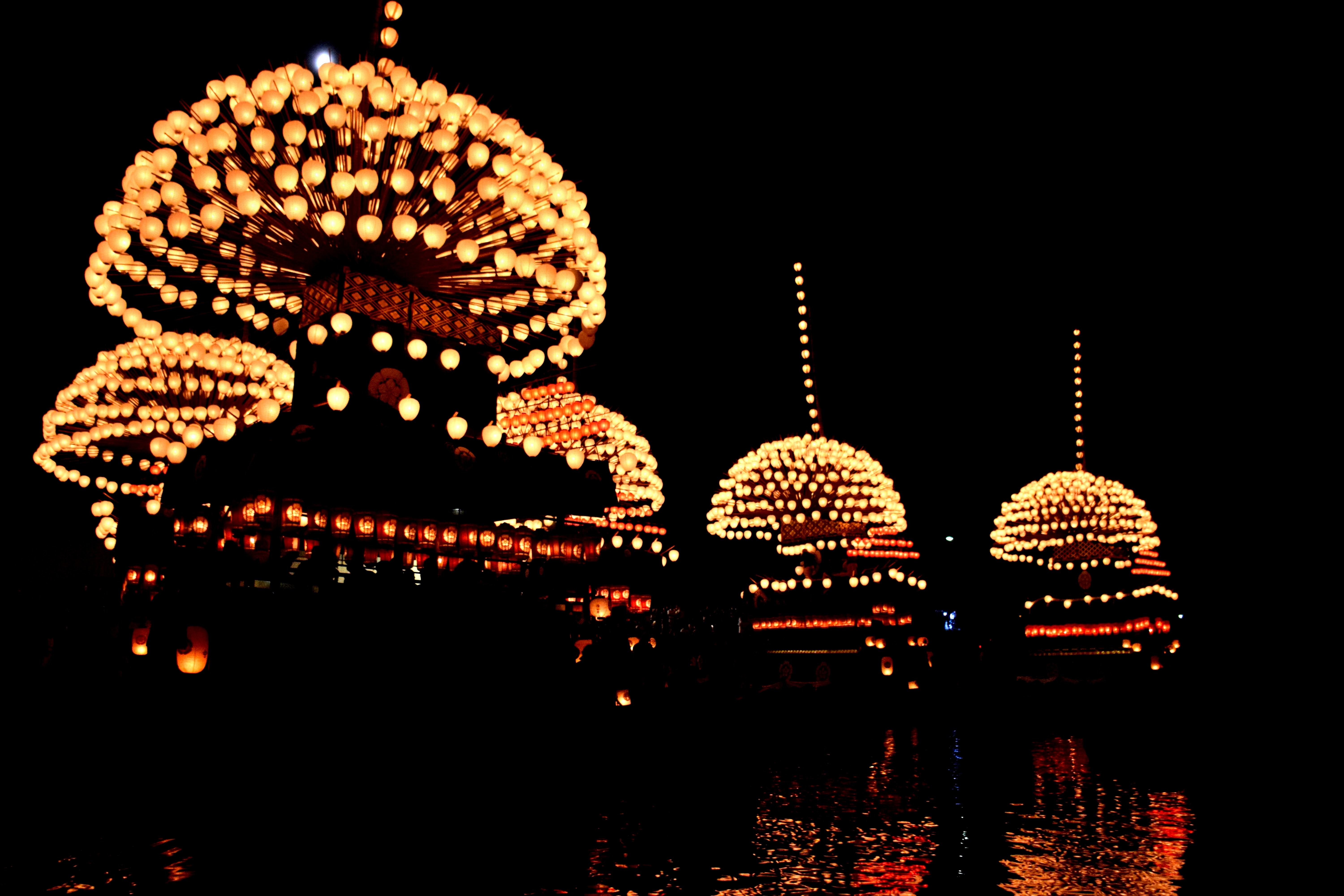
尾張津島秋まつり:津島市
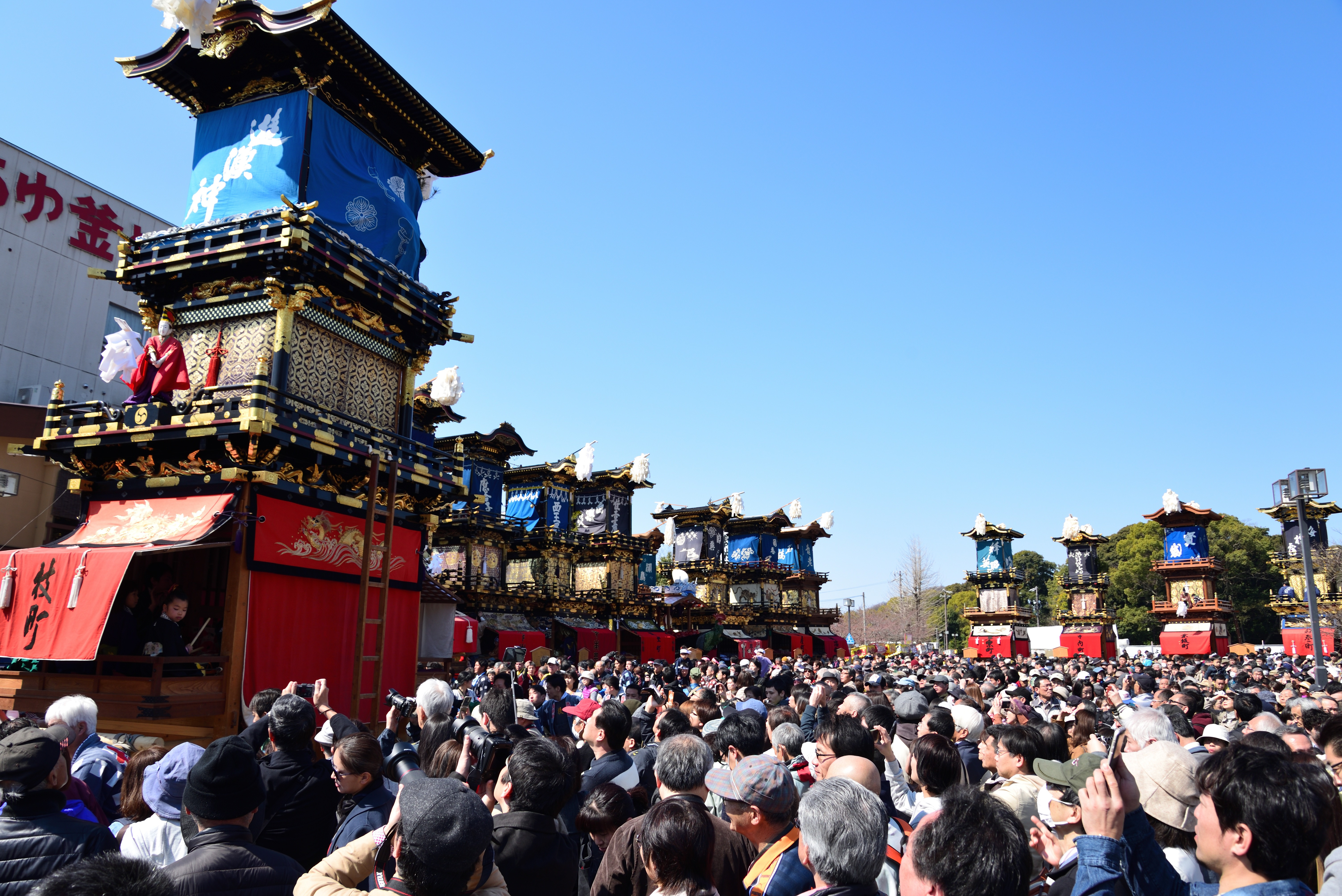
犬山祭
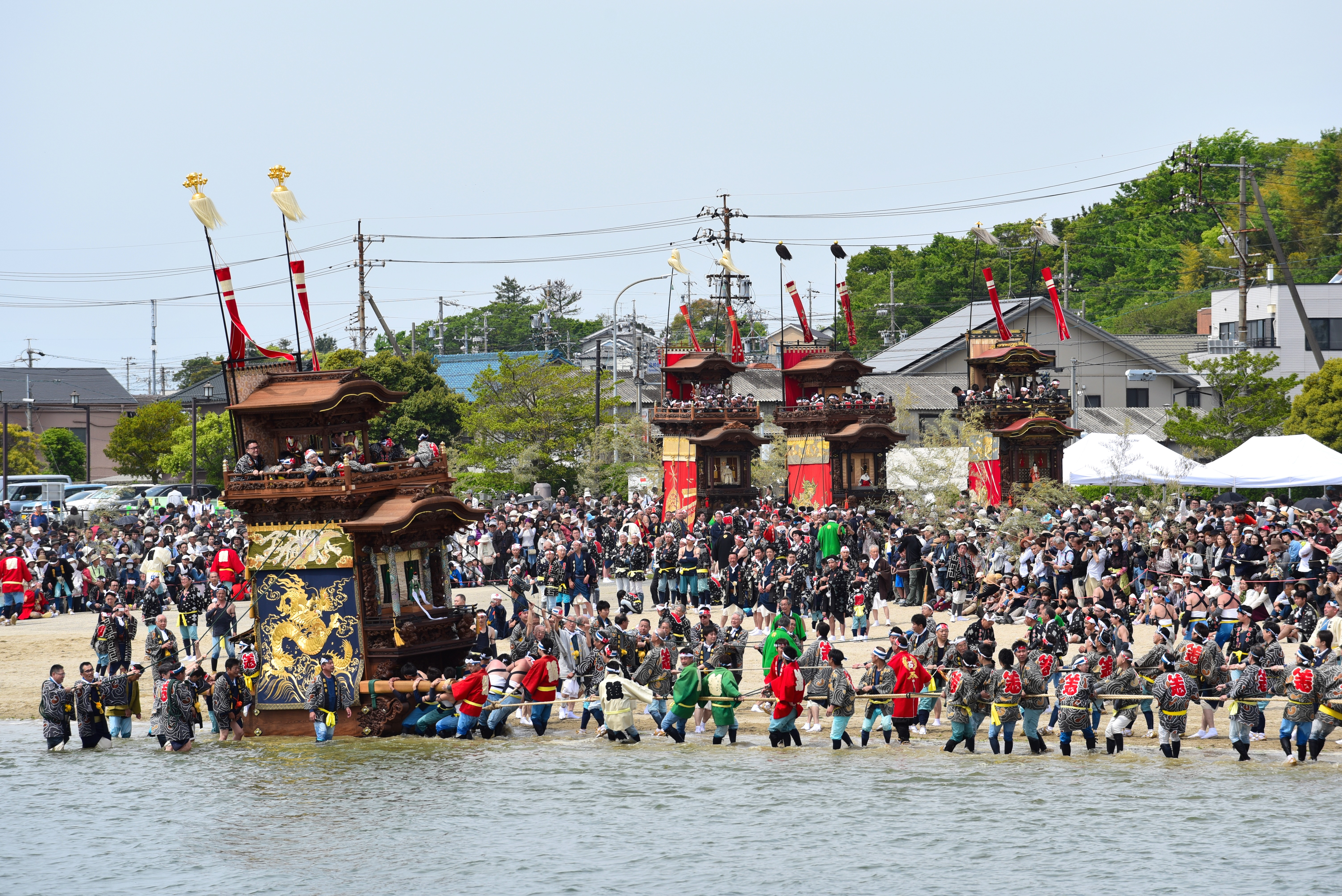
亀崎潮干祭
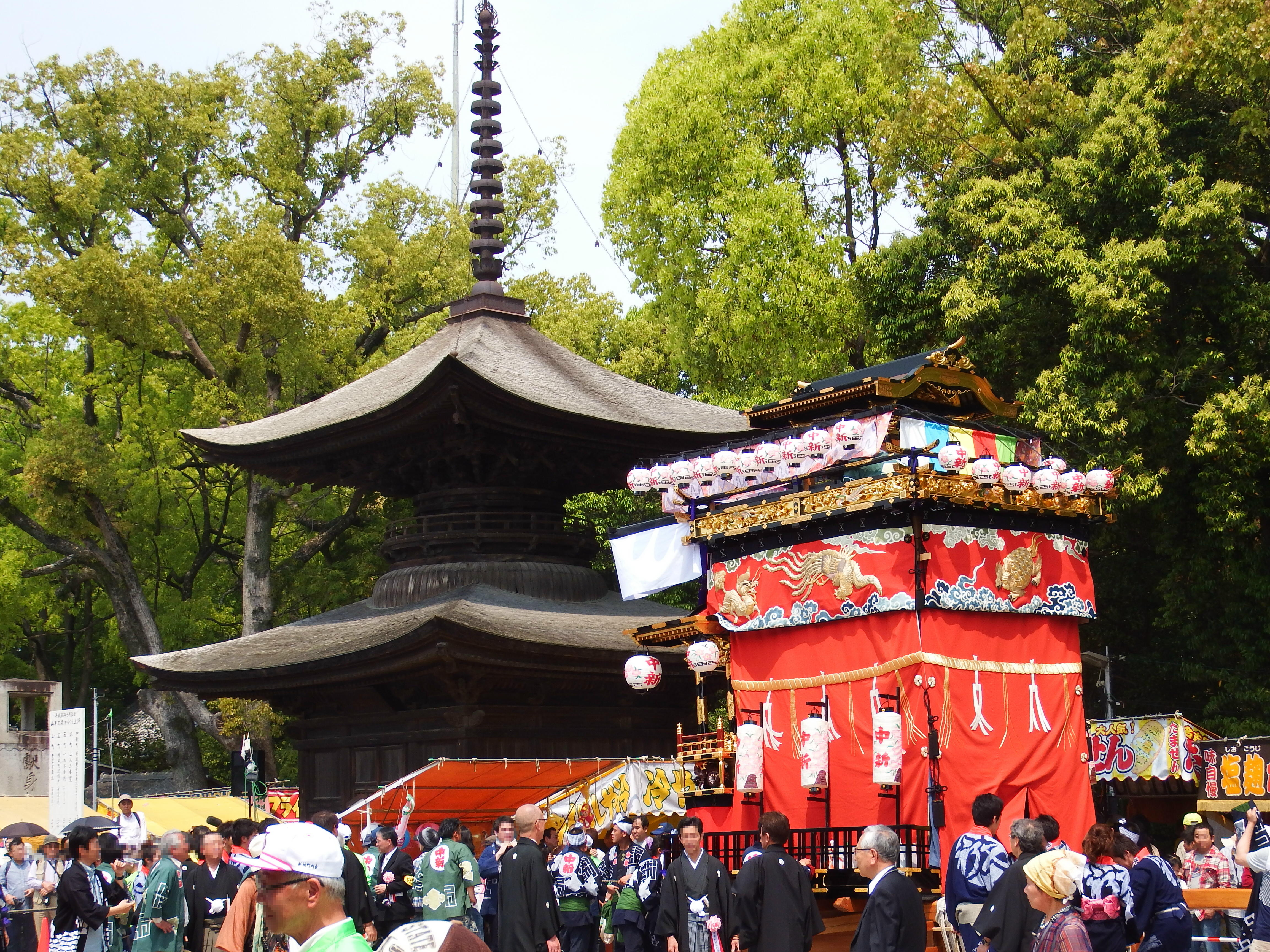
はんだ山車まつり：半田市
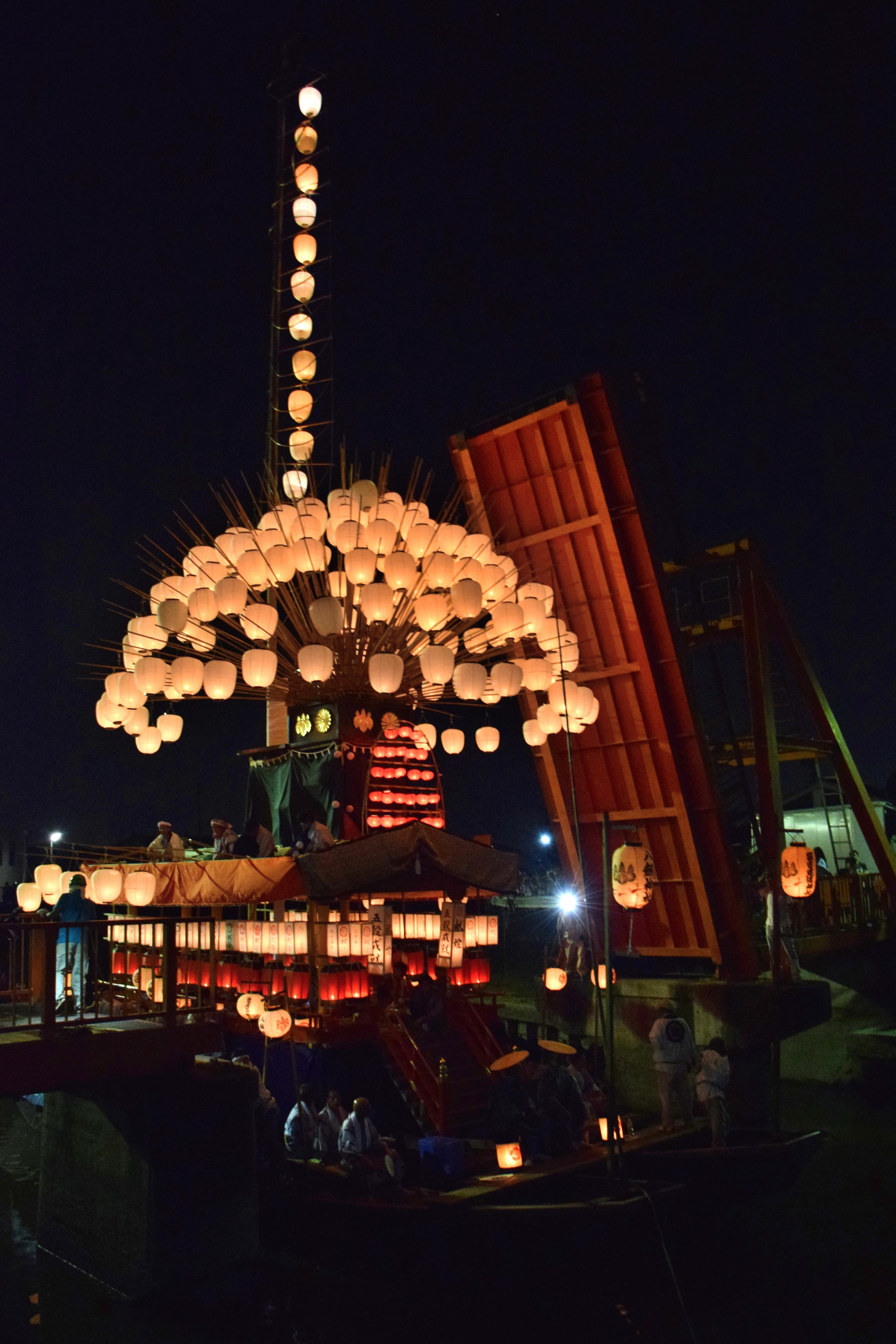
須成祭

- 乙川祭禮：半田市
- 大田まつり：東海市
- 大野祭り：常滑市
- 豊川手筒まつり:豊川市
- 豊浜鯛まつり：南知多町
- 万燈祭り：刈谷市
- おまんと祭り：高浜市
- 鳥羽の火祭り：西尾市
- 滝山寺鬼まつり：岡崎市
- 安城七夕まつり：安城市
- おいでん祭：豊田市（豊田おいでんまつり）・豊川市（おいでん祭 (豊川市)）
- 三谷祭：蒲郡市
- 花祭 (霜月神楽)：北設楽郡など

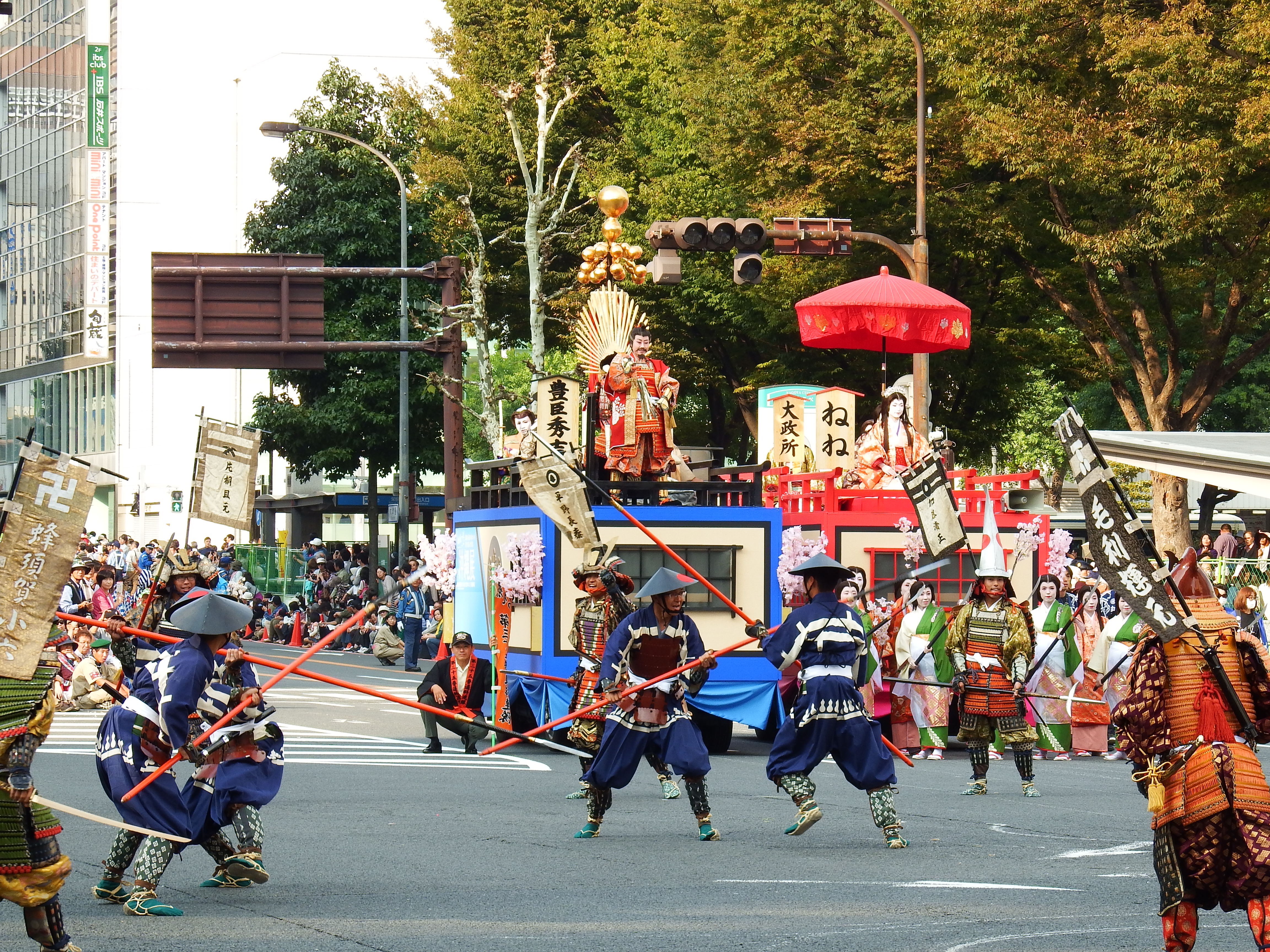
名古屋まつり
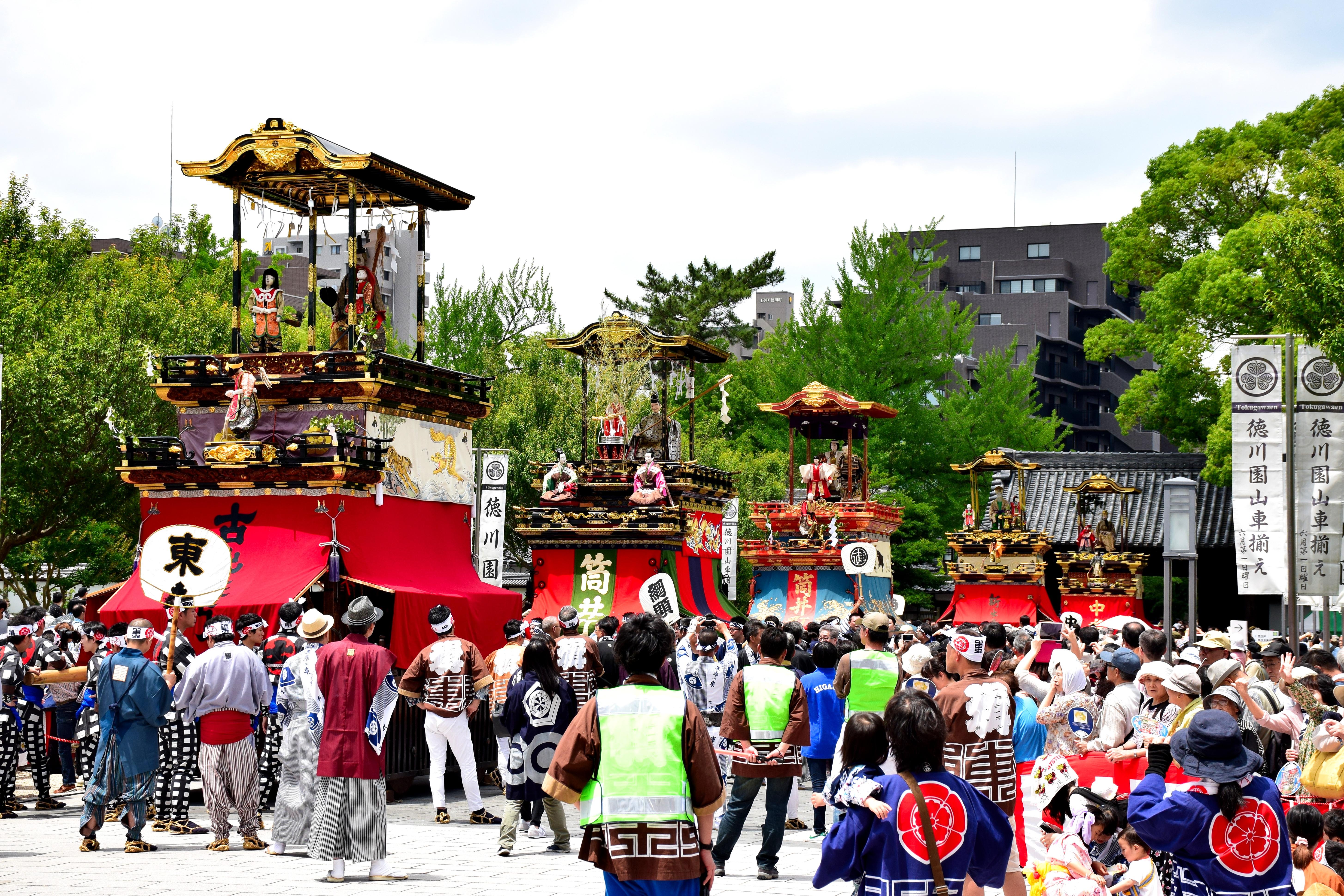
筒井町出来町天王祭
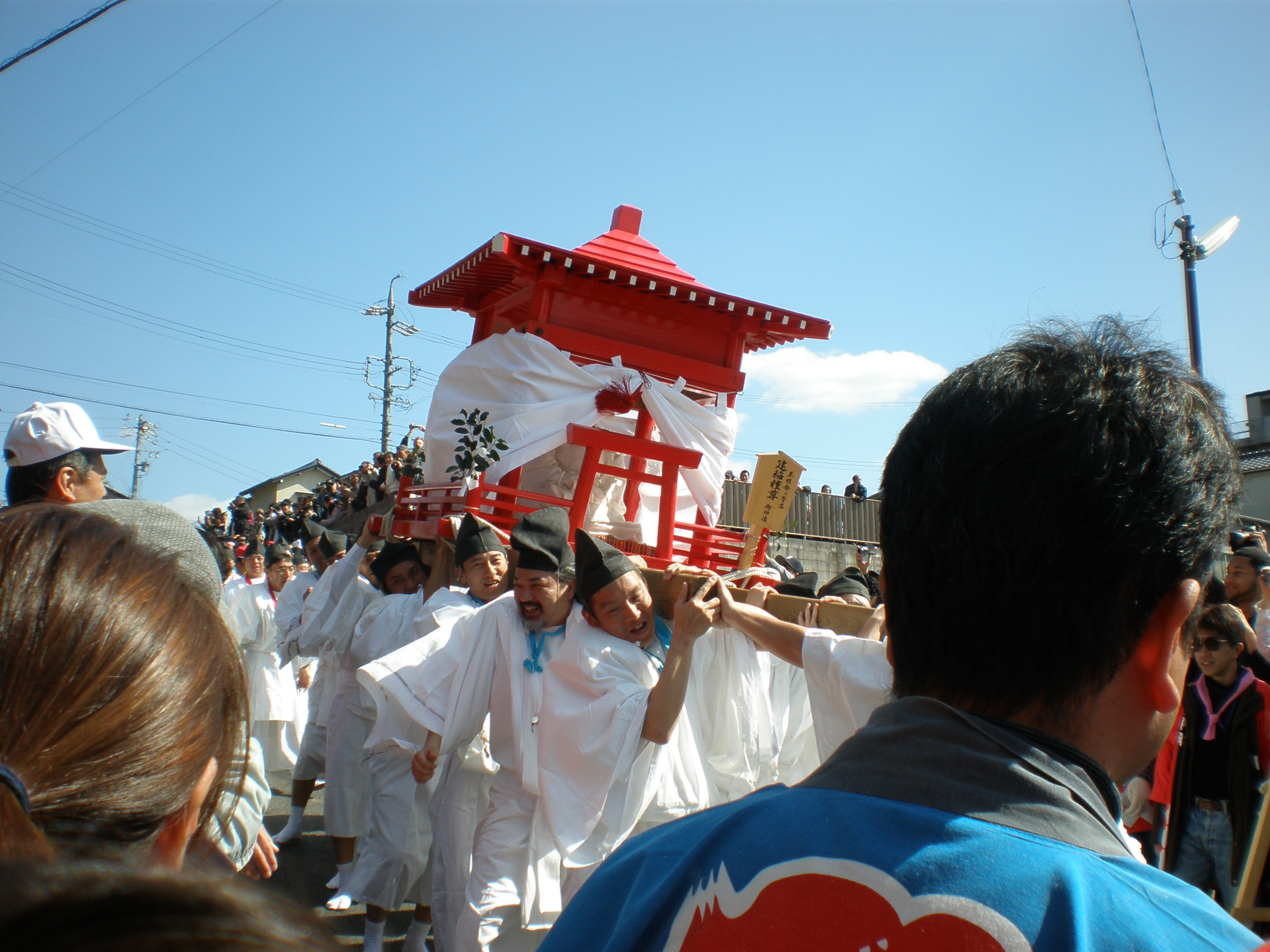
豊年祭
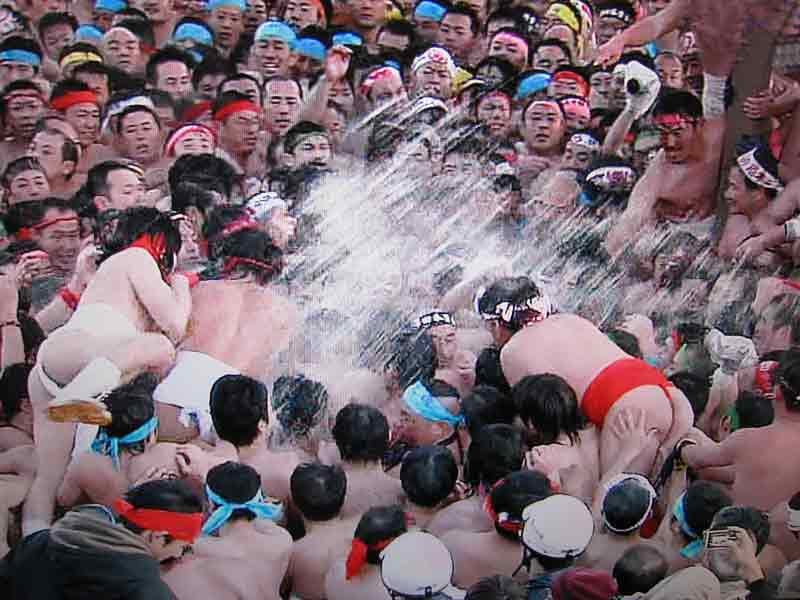
国府宮はだか祭
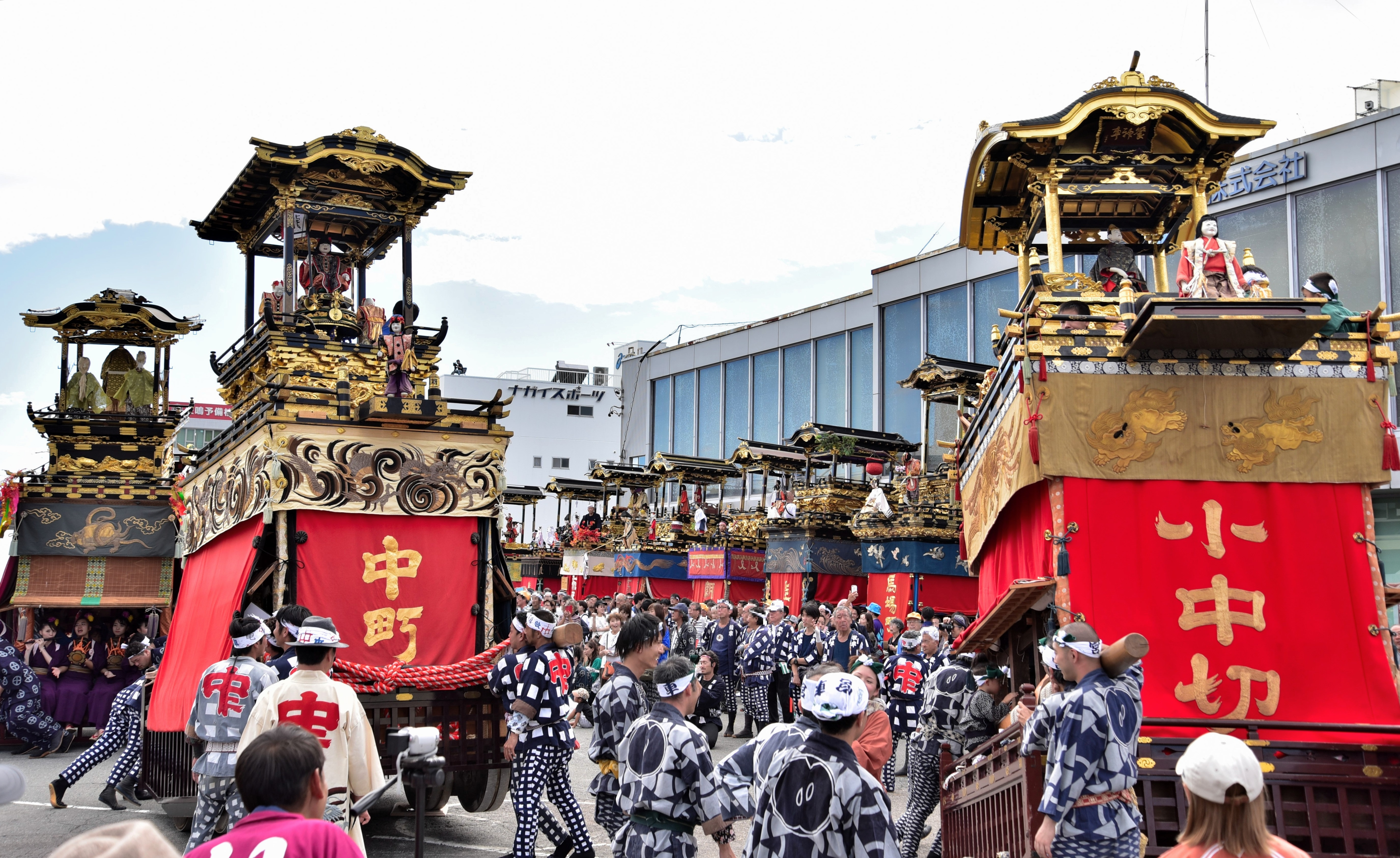
尾張津島秋まつり
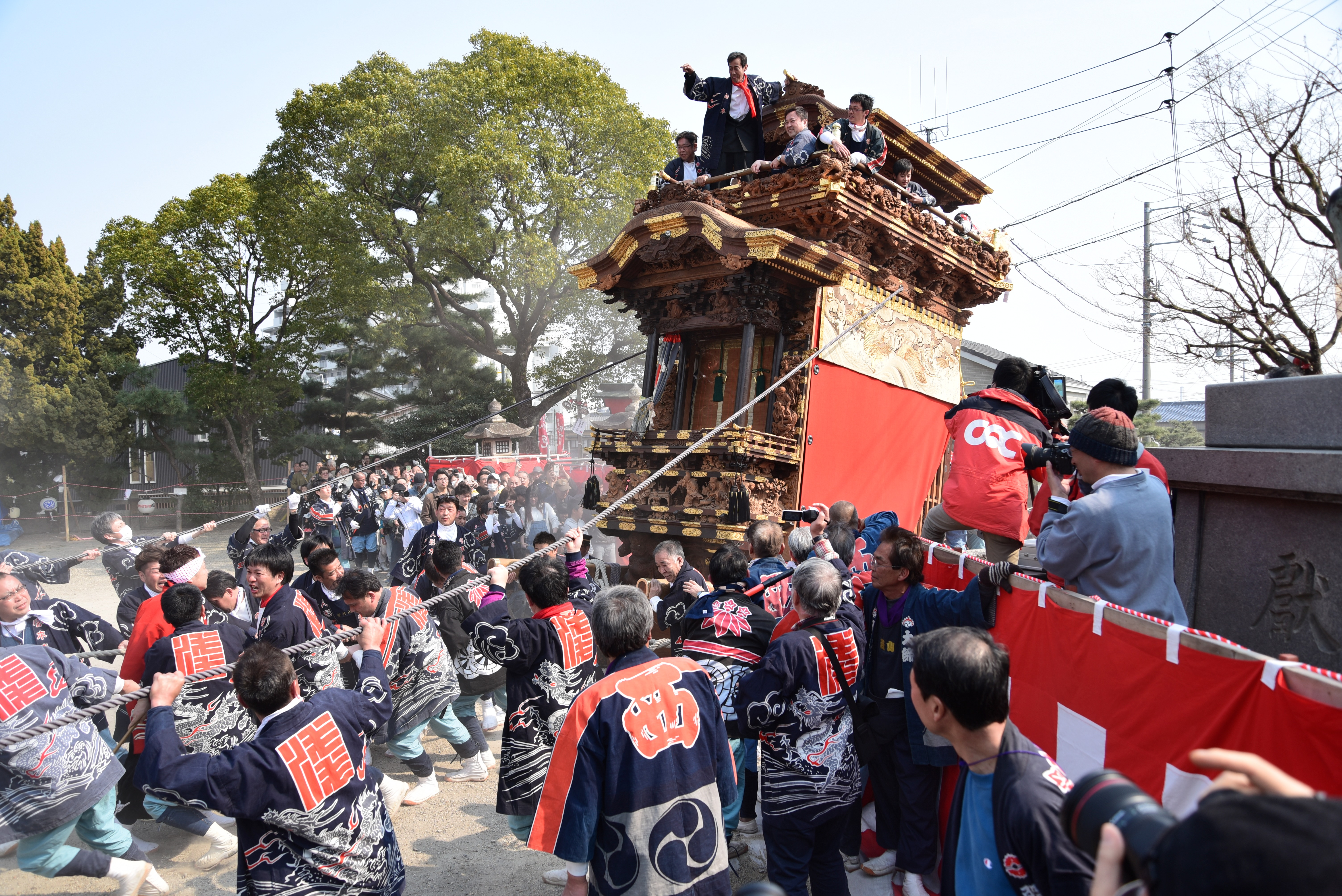
乙川祭禮
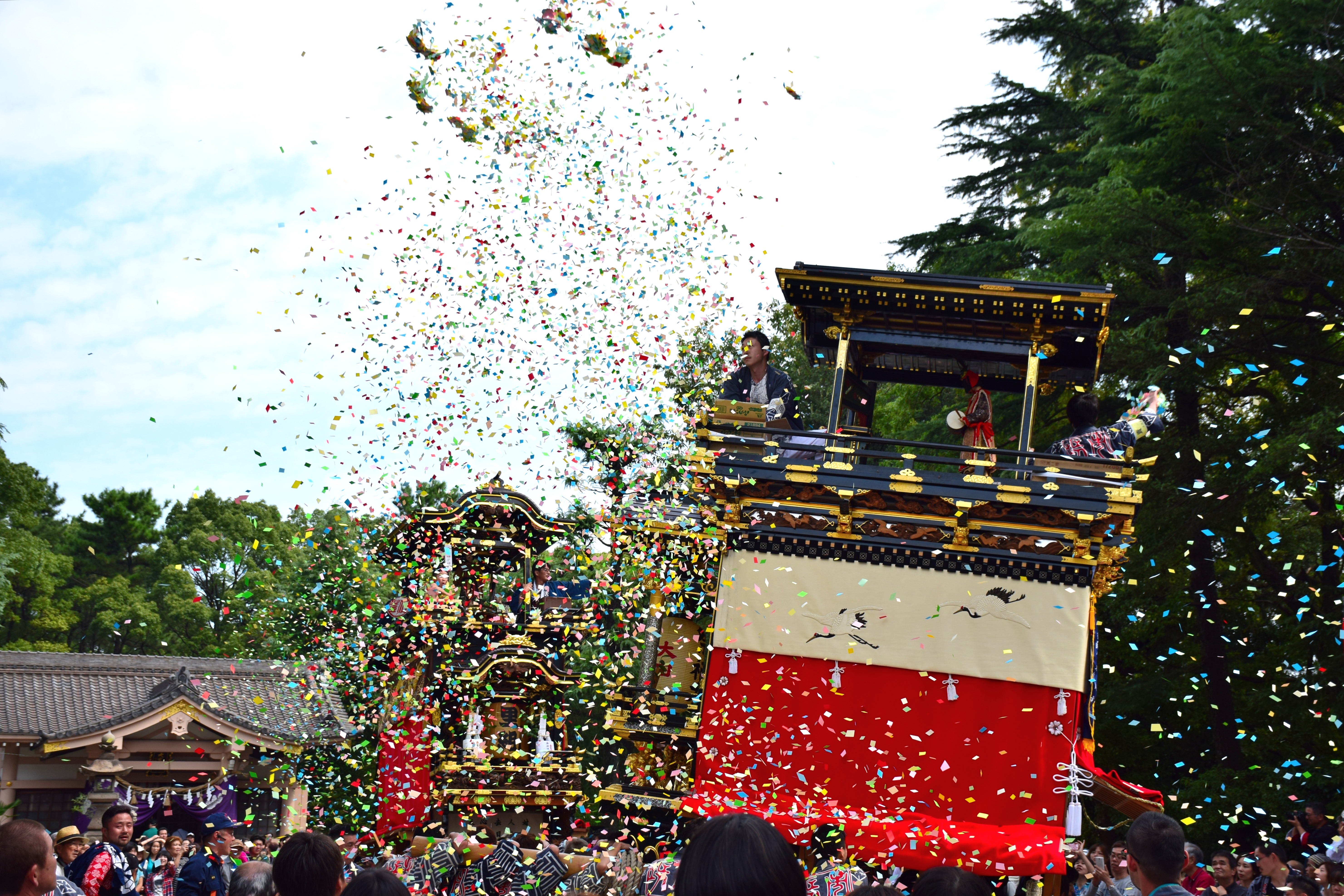
大田まつり
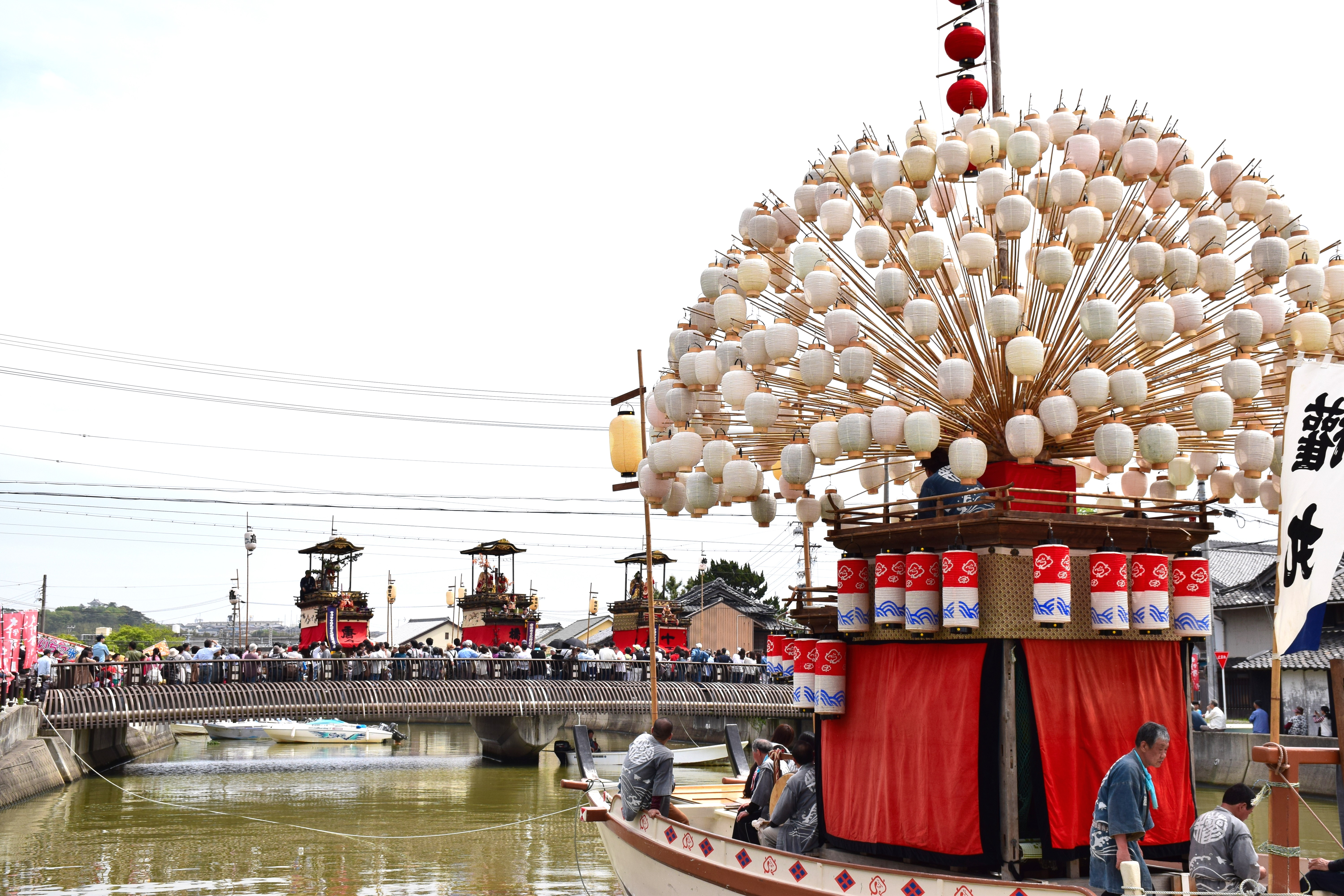
大野祭り
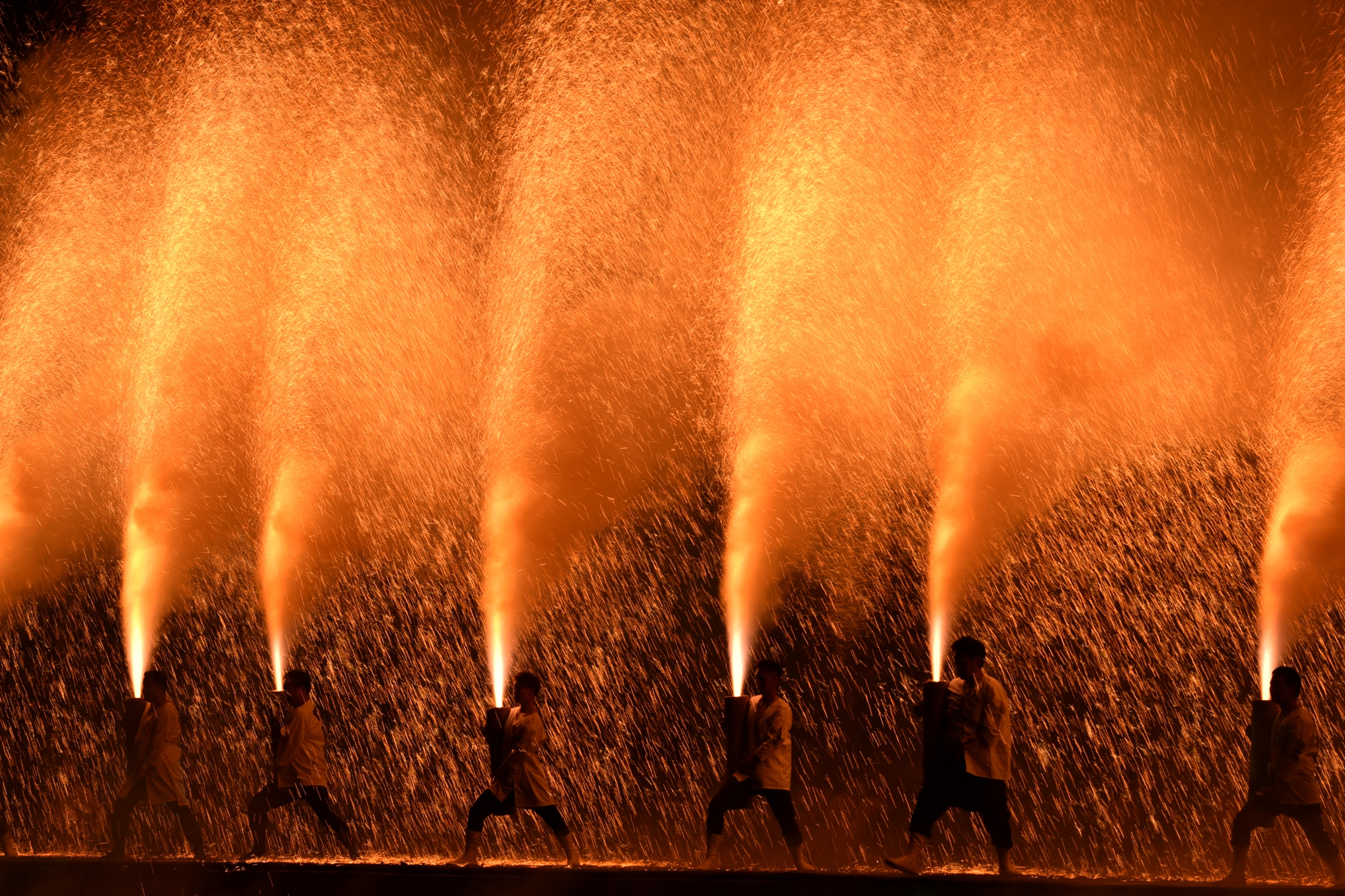
豊川手筒まつり
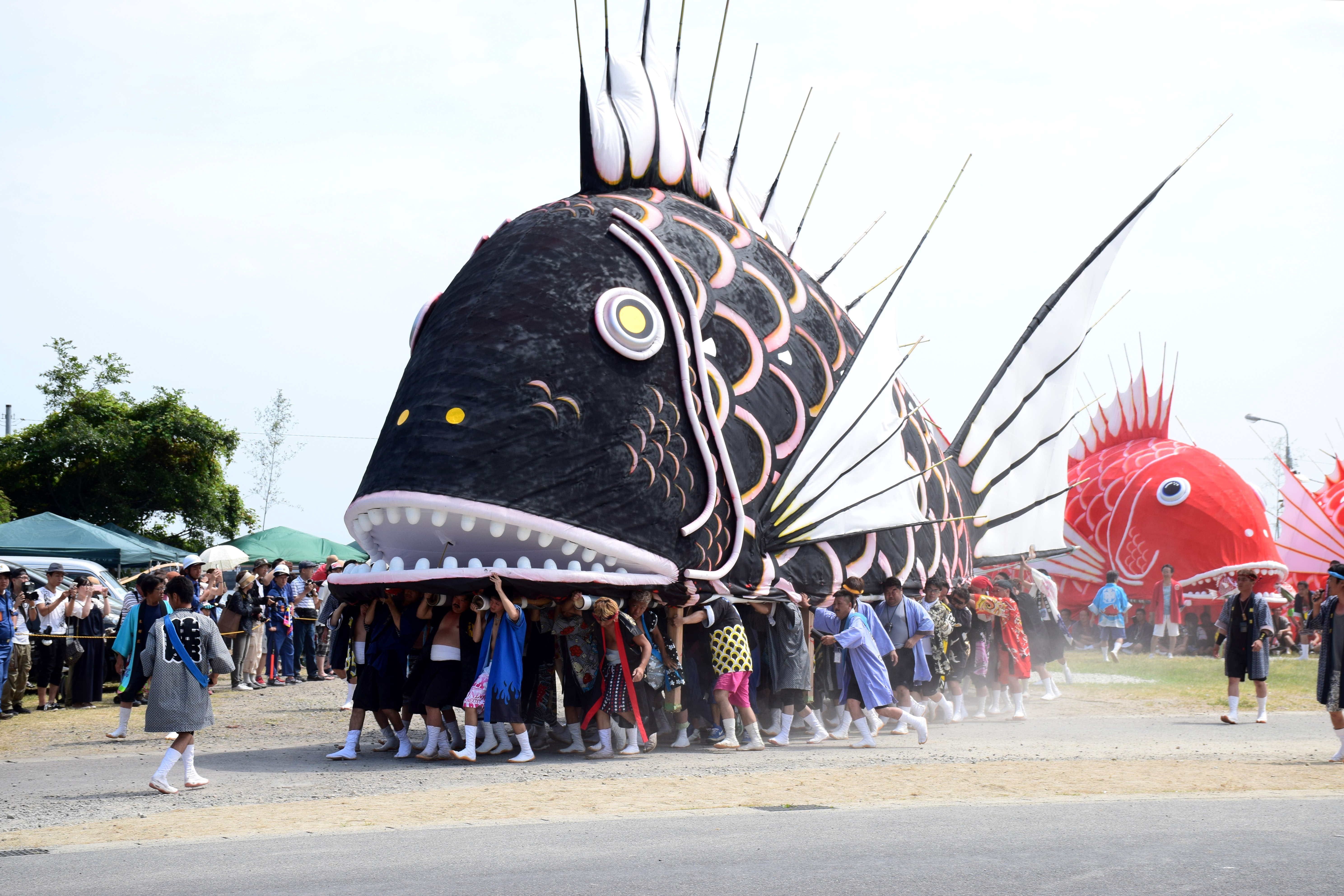
豊浜鯛まつり
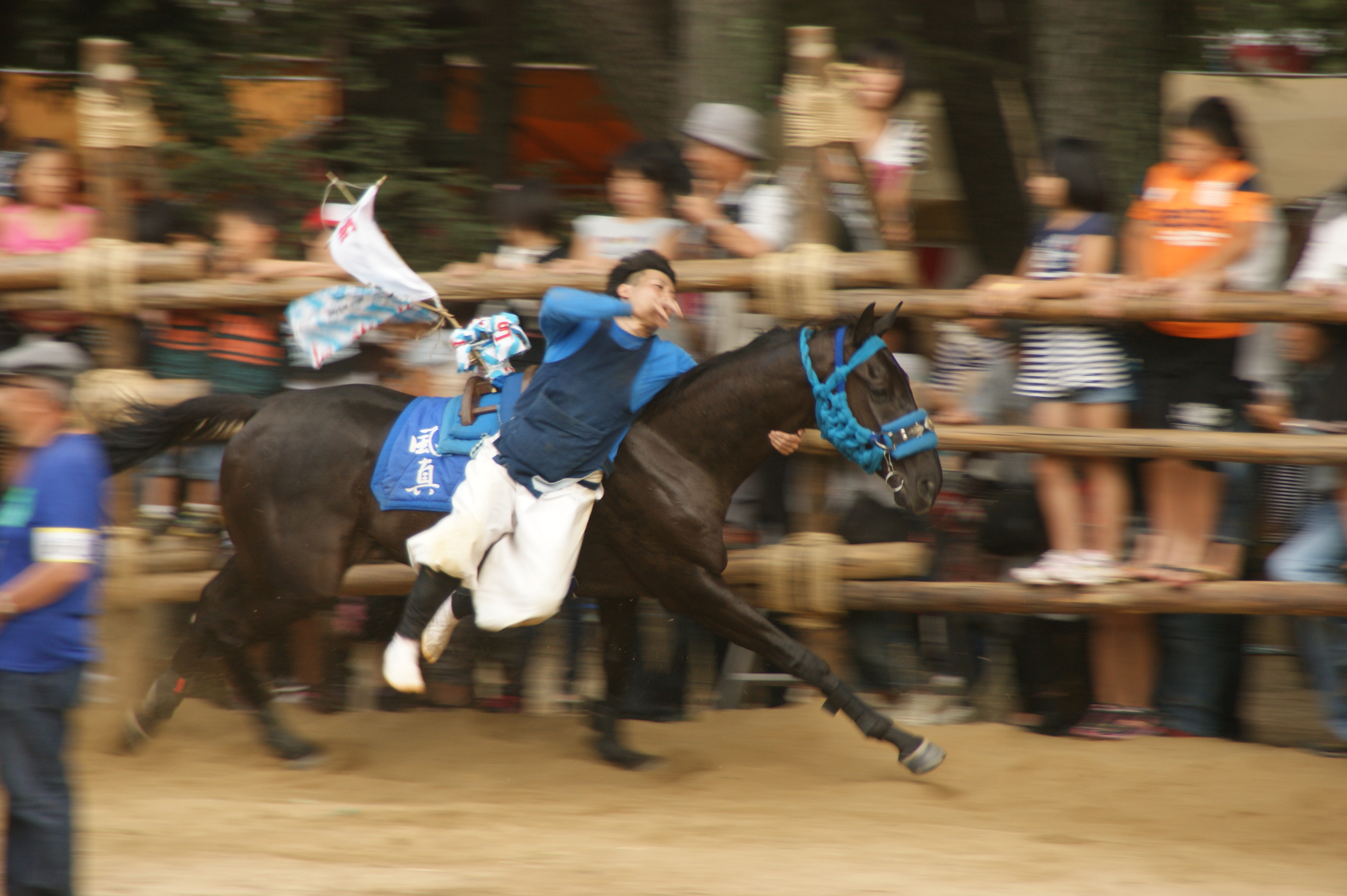
御馬塔祭り
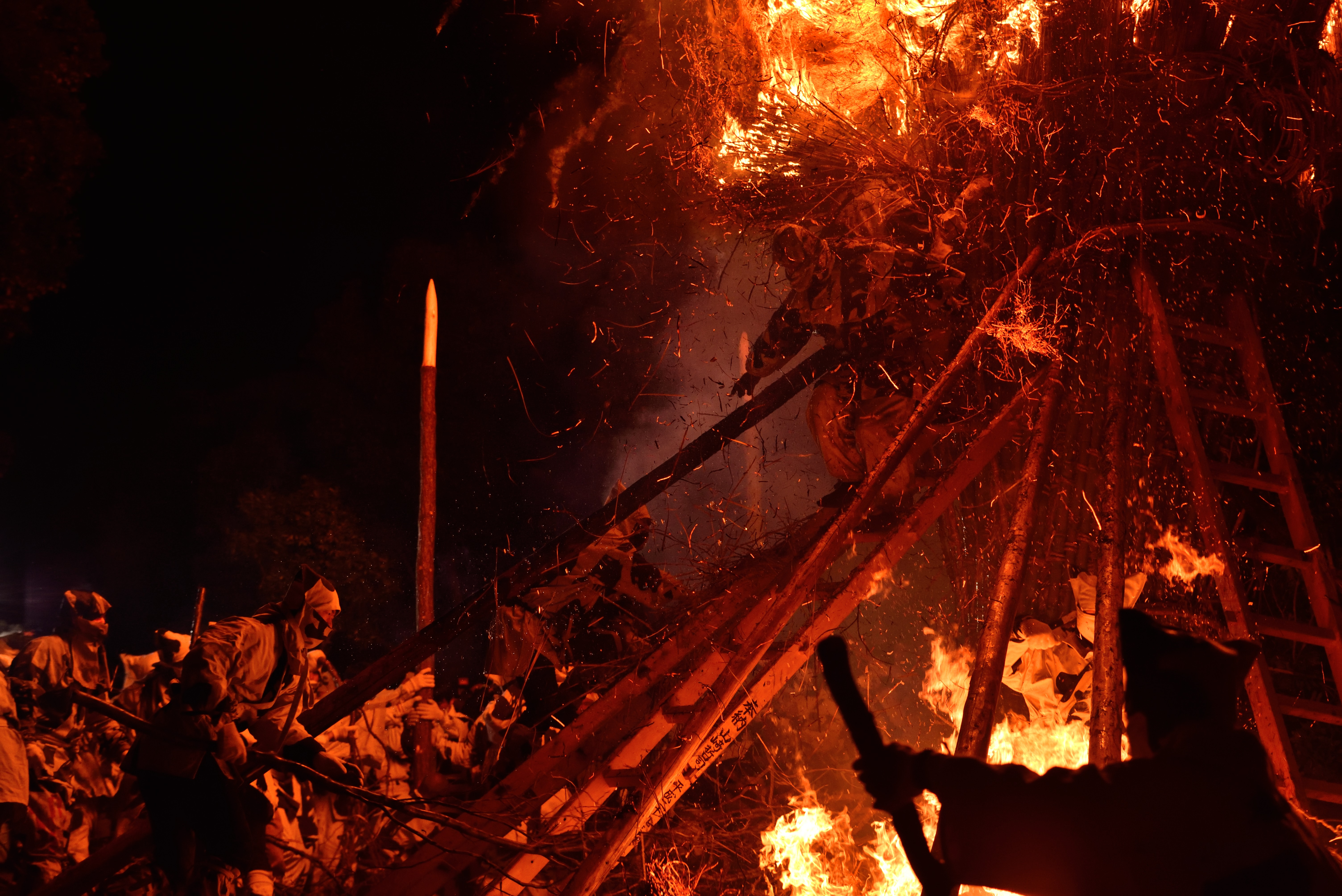
鳥羽の火祭り
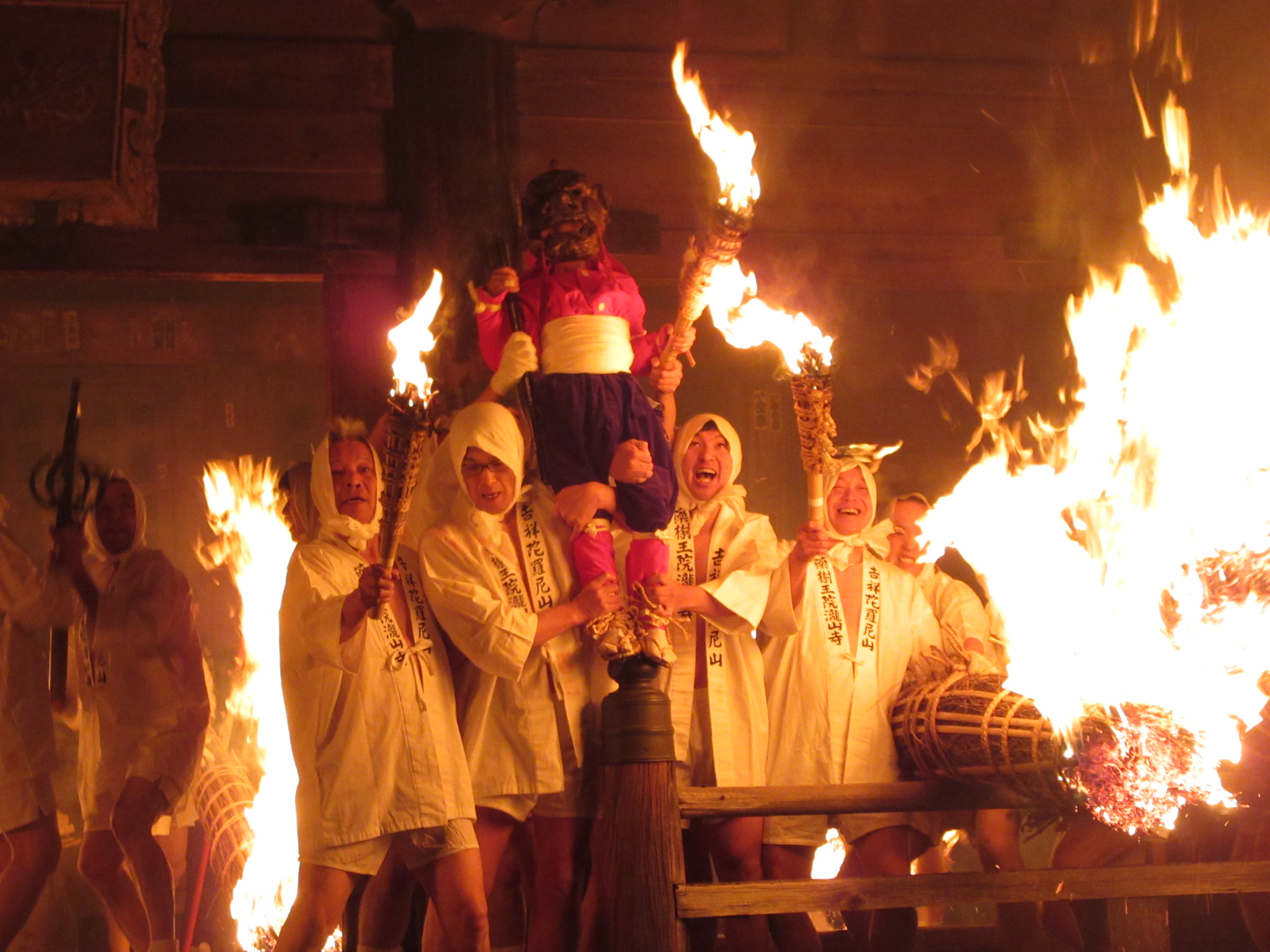
滝山寺鬼まつり
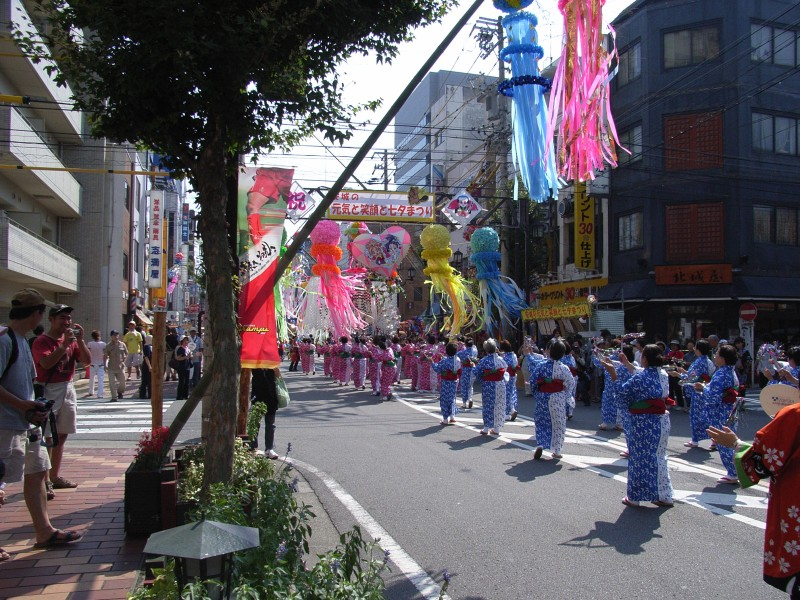
安城七夕まつり
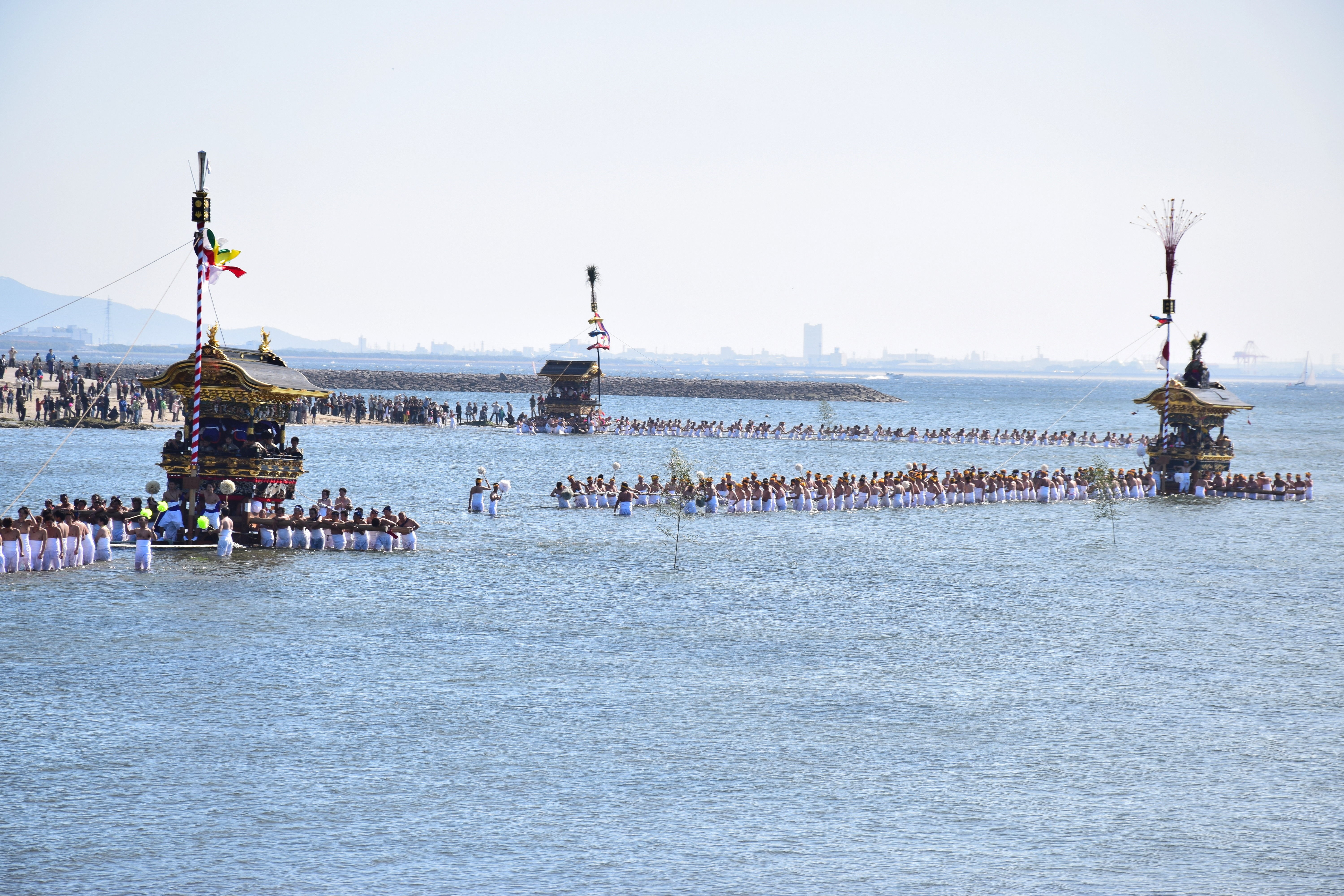
三谷祭

### スポーツ

#### 公営競技
競馬
- 中央競馬
  - 中京競馬場（豊明市）
- 地方競馬
  - 名古屋競馬場（名古屋市港区→弥富市）
- 場外勝馬投票券発売所
  - サンアール大須（名古屋市中区）
  - サンアール弥冨（弥富市）

競輪
- 競輪場
  - 豊橋競輪場（豊橋市）
  - 名古屋競輪場（名古屋市中村区）
- 自転車競技場
  - 一宮競輪場（一宮市）
- 競輪場外車券売場
  - サテライト一宮（一宮市）
  - サテライト名古屋（名古屋市中区）

競艇
- ボートレース場
  - 蒲郡競艇場（蒲郡市）
  - 常滑競艇場（常滑市）
- 競艇場外発売場
  - ボートピア名古屋（名古屋市港区）
  - オラレセントレア（常滑市）
  - ボートレースチケットショップ高浜（高浜市）
  - ミニボートピア栄（名古屋市中区）

オートレース
- オートレース場外車券売場
  - オートレース一宮（一宮市）
  - オートレース名古屋（名古屋市中区）

#### プロスポーツ
日本トップリーグ連携機構の参加競技団体一覧
男子チーム
| チーム                         | スポーツ               | リーグ                     | 都市                       | 競技場                                                     |
| ------------------------------ | ---------------------- | -------------------------- | -------------------------- | ---------------------------------------------------------- |
| 中日ドラゴンズ                 | 野球                   | セントラル・リーグ         | 名古屋市                   | ナゴヤドーム                                               |
| ファーム中日ドラゴンズ         | 野球                   | ウエスタン・リーグ         | 名古屋市                   | ナゴヤ球場                                                 |
| 名古屋グランパス               | サッカー               | Jリーグ                    | 名古屋市・豊田市・みよし市 | パロマ瑞穂スタジアム、豊田スタジアム                       |
| FCマルヤス岡崎                 | サッカー               | JFL                        | 岡崎市                     | 名古屋市港サッカー場、豊田市運動公園、岩田運動公園         |
| 名古屋オーシャンズ             | フットサル             | Fリーグ                    | 名古屋市                   | テバオーシャンアリーナ、パークアリーナ小牧                 |
| 三遠ネオフェニックス           | バスケットボール       | Bリーグ                    | 豊橋市・浜松市             | 豊橋市総合体育館、浜松アリーナ、岡崎中央総合公園総合体育館 |
| 名古屋ダイヤモンドドルフィンズ | バスケットボール       | Bリーグ                    | 名古屋市                   | 愛知県体育館、カルポート東(東スポーツセンター)             |
| シーホース三河                 | バスケットボール       | Bリーグ                    | 刈谷市                     | ウィングアリーナ刈谷                                       |
| ファイティングイーグルス名古屋 | バスケットボール       | Bリーグ                    | 名古屋市                   | 枇杷島スポーツセンター                                     |
| 豊田合成スコーピオンズ         | バスケットボール       | Bリーグ                    | 清須市・稲沢市             | 豊田合成記念体育館・枇杷島スポーツセンター                 |
| ウルフドッグス名古屋           | バレーボール           | V1リーグ                   | 清須市・稲沢市・氷見市     | 豊田合成記念体育館                                         |
| ジェイテクトSTINGS             | バレーボール           | V1リーグ                   | 刈谷市                     | ジェイテクト体育館                                         |
| トヨタ自動車サンホークス       | バレーボール           | V2リーグ                   | 豊田市                     | トヨタスポーツセンター                                     |
| 大同特殊鋼レッドスター         | バレーボール           | V2リーグ                   | 名古屋市                   | 大同特殊鋼星崎工場体育館                                   |
| アイシンティルマーレ           | バレーボール           | V3リーグ                   | 碧南市・刈谷市             | アイシン精機体育館                                         |
| トヨタヴェルブリッツ           | ラグビー               | ジャパンラグビーリーグワン | 豊田市                     | トヨタスポーツセンター、豊田スタジアム                     |
| 豊田自動織機シャトルズ愛知     | ラグビー               | ジャパンラグビーリーグワン | 刈谷市                     | 豊田自動織機刈谷グラウン、豊田スタジアム                   |
| 名古屋フラーテル               | フィールドホッケー     | ホッケー日本リーグ         | 名古屋市                   |                                                            |
| 名古屋サイクロンズ             | アメリカンフットボール | Xリーグ                    | 名古屋市                   |                                                            |
| キリックス豊田ブルファイターズ | アメリカンフットボール | X2リーグ                   | 豊田市                     |                                                            |
| 愛知ゴールデンウイングス       | アメリカンフットボール | X2リーグ                   | 名古屋市、豊田市           | 豊田通商藤岡グラウンド、名古屋商科大学                     |
| 大同特殊鋼フェニックス         | ハンドボール           | 日本ハンドボールリーグ     | 名古屋市                   |                                                            |
| トヨタ車体ブレイブキングス     | ハンドボール           | 日本ハンドボールリーグ     | 刈谷市                     |                                                            |
| 豊田合成ブルーファルコン       | ハンドボール           | 日本ハンドボールリーグ     | 清須市・稲沢市             | 豊田合成記念体育館                                         |
| 愛三工業レーシングチーム       | ロードレース           | Jプロツアー                | 大府市                     |                                                            |

女子チーム
| チーム                         | スポーツ           | リーグ                 | 都市                     | 競技場                     |
| ------------------------------ | ------------------ | ---------------------- | ------------------------ | -------------------------- |
| 東海NEXUS                      | 野球               | 全日本女子野球連盟     | 一宮市                   | 平島公園野球場             |
| トヨタレッドテリアーズ         | ソフトボール       | JDリーグ               | 豊田市                   | トヨタスポーツセンター     |
| 豊田自動織機シャイニングベガ   | ソフトボール       | JDリーグ               | 刈谷市                   | 刈谷球場                   |
| NGUラブリッジ名古屋            | サッカー           | なでしこリーグ         | 名古屋市                 | 名古屋市港サッカー場       |
| アイシン ウィングス            | バスケットボール   | Wリーグ                | 安城市                   | 安城市体育館               |
| トヨタ自動車アンテロープス     | バスケットボール   | Wリーグ                | 名古屋市                 | 千種スポーツセンター       |
| デンソーアイリス               | バスケットボール   | Wリーグ                | 刈谷市                   | ウィングアリーナ刈谷       |
| 三菱電機コアラーズ             | バスケットボール   | Wリーグ                | 名古屋市                 | 愛知県体育館               |
| トヨタ紡織サンシャインラビッツ | バスケットボール   | Wリーグ                | 刈谷市                   | ウィングアリーナ刈谷       |
| トヨタ車体クインシーズ         | バレーボール       | V1リーグ               | 刈谷市                   | トヨタ車体体育館           |
| デンソー・エアリービーズ       | バレーボール       | V1リーグ               | 西尾市                   | デンソー西尾製作所体育館   |
| トヨタ自動車ヴァルキューレ     | バレーボール       | V2リーグ               | 豊田市                   | トヨタスポーツセンター     |
| ソニーHC BRAVIA Ladies         | フィールドホッケー | ホッケー日本リーグ     | 稲沢市・一宮市・各務原市 | 川崎重工ホッケースタジアム |
| HC名古屋                       | ハンドボール       | 日本ハンドボールリーグ | 名古屋市                 | ブラザー工業体育館         |
| トップ名古屋                   | 卓球               | Tリーグ                | 名古屋市                 | テバオーシャンアリーナ     |

## 観光

### 世界的遺産
ユネスコ無形文化遺産
2016年（平成28年）11月30日、国際連合教育科学文化機関（ユネスコ）無形文化遺産に山・鉾・屋台行事として愛知県からは国内最多の5つが登録された。
- 尾張津島天王祭の車楽舟行事（津島市）
- 知立の山車文楽とからくり（知立市）
- 犬山祭の車山行事（犬山市）
- 亀崎潮干祭の山車行事（半田市）
- 須成祭の車楽船行事と神葭流し（海部郡蟹江町）

かんがい施設遺産
- 入鹿池 - 犬山市
- 明治用水 - 安城市、岡崎市、豊田市、知立市、刈谷市、高浜市、碧南市、西尾市
- 松原用水、牟呂用水 - 豊橋市、豊川市、新城市

### 有形文化財建造物

#### 国宝
寺院
- 金蓮寺 - 弥陀堂 （西尾市）

城郭
- 犬山城 - 天守 （犬山市）

建築
- 如庵 - 茶室 （犬山市）

#### 重要伝統的建造物群保存地区
- 足助（商家町）（豊田市）
- 有松（染織町）（名古屋市緑区）

### 大規模テーマパーク

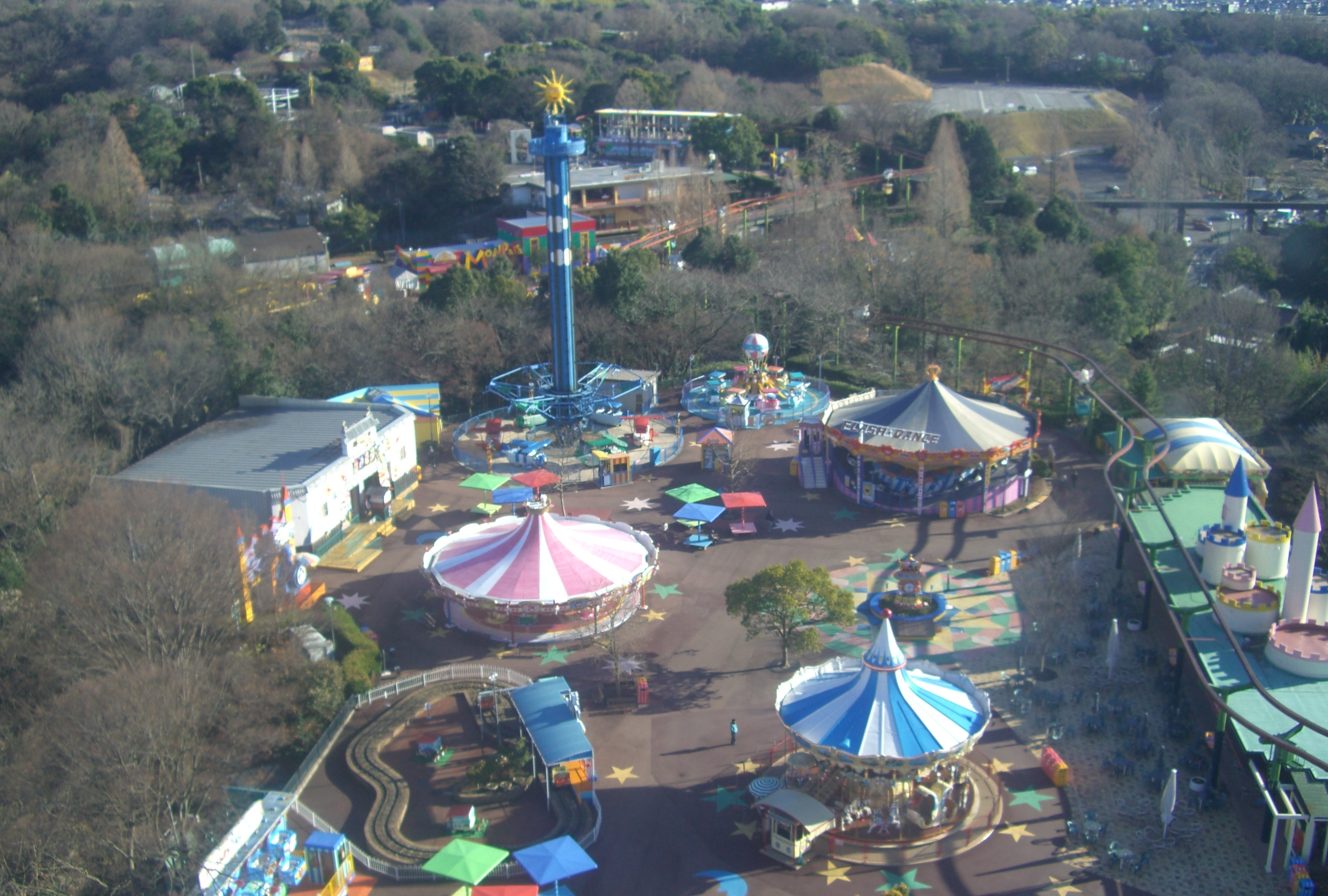
日本モンキーパーク（犬山市）
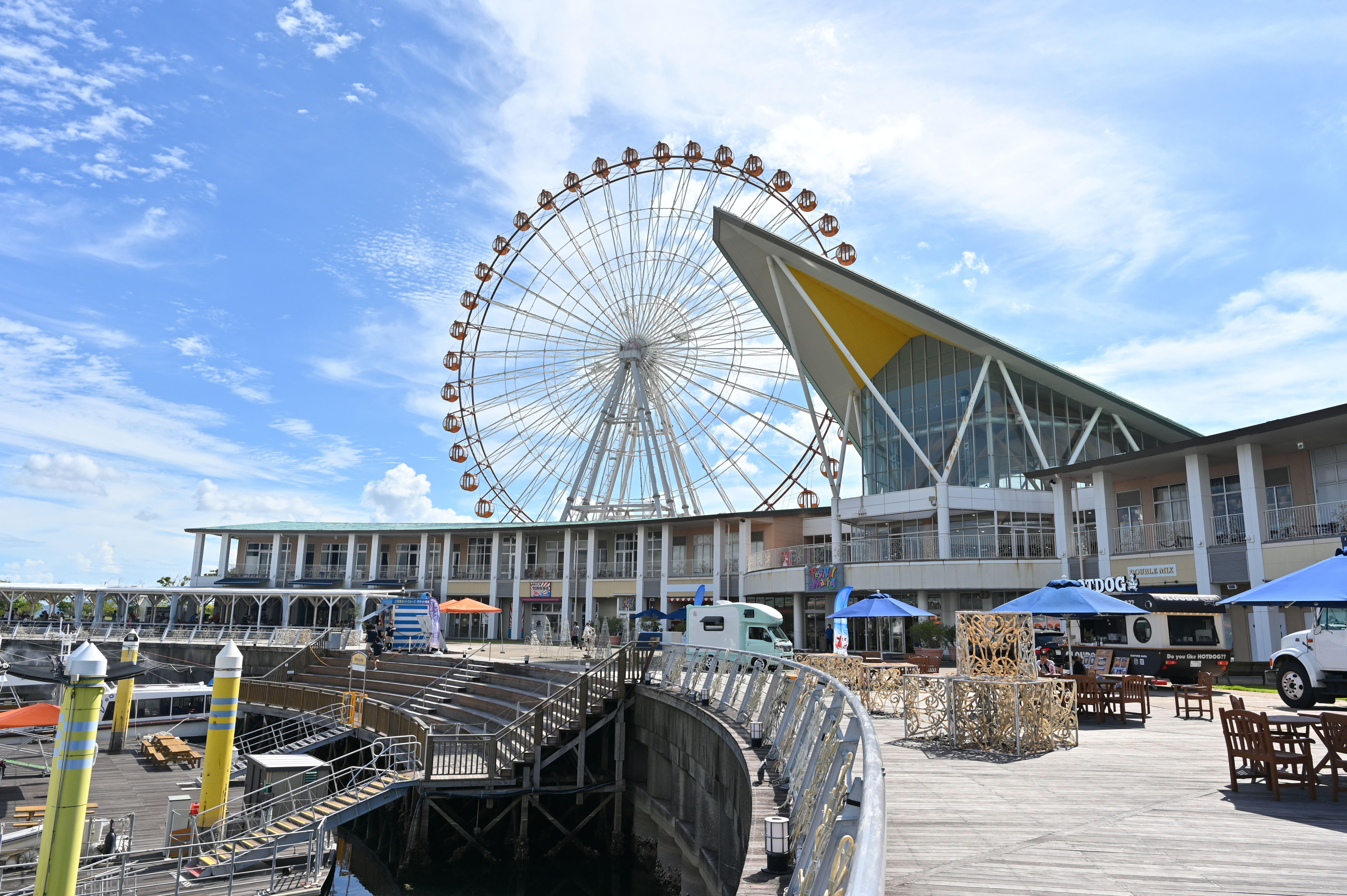
のんほいパーク (豊橋市)
(豊橋総合動植物公園)
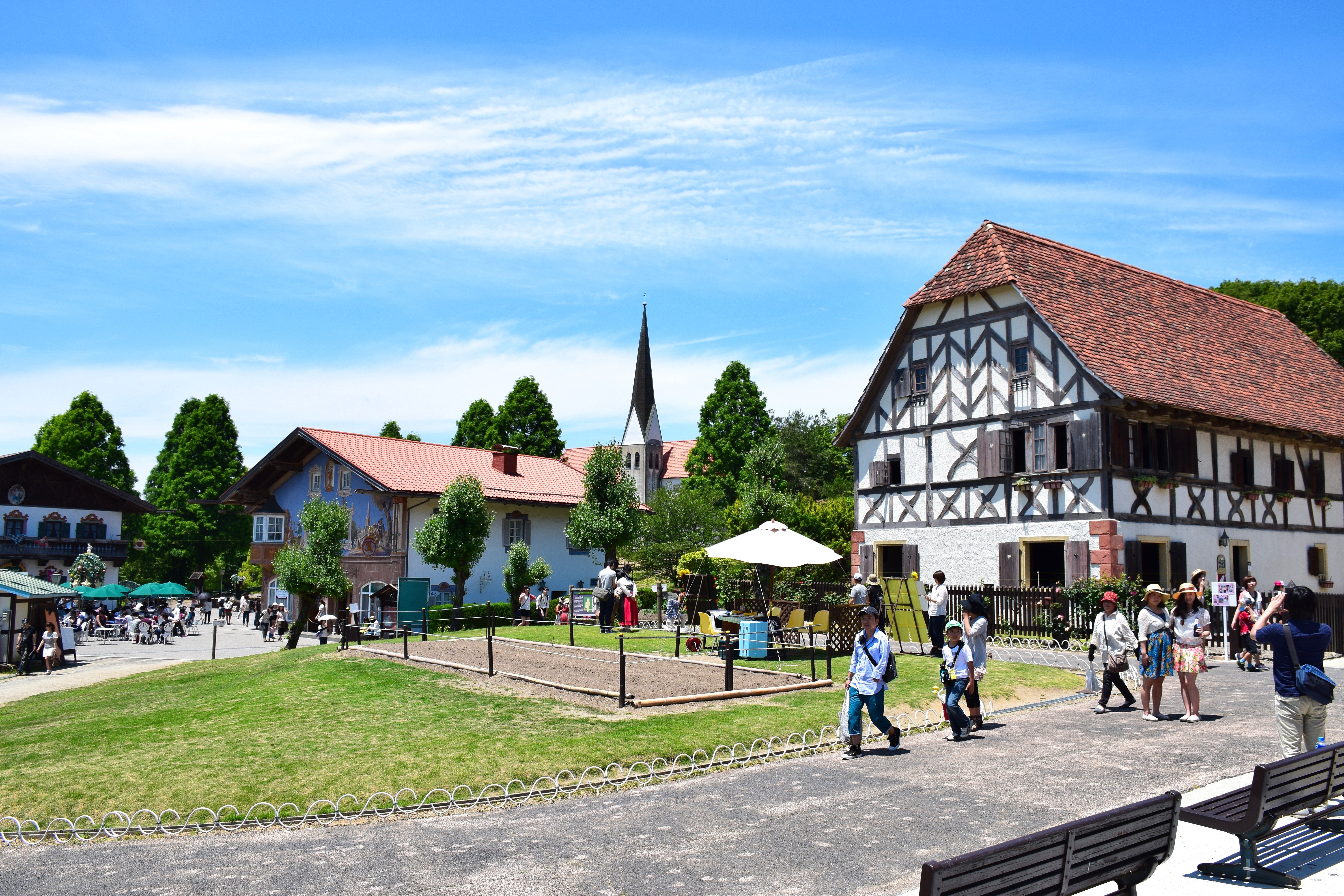
ラグナシア（蒲郡市）
（ラグーナテンボス）
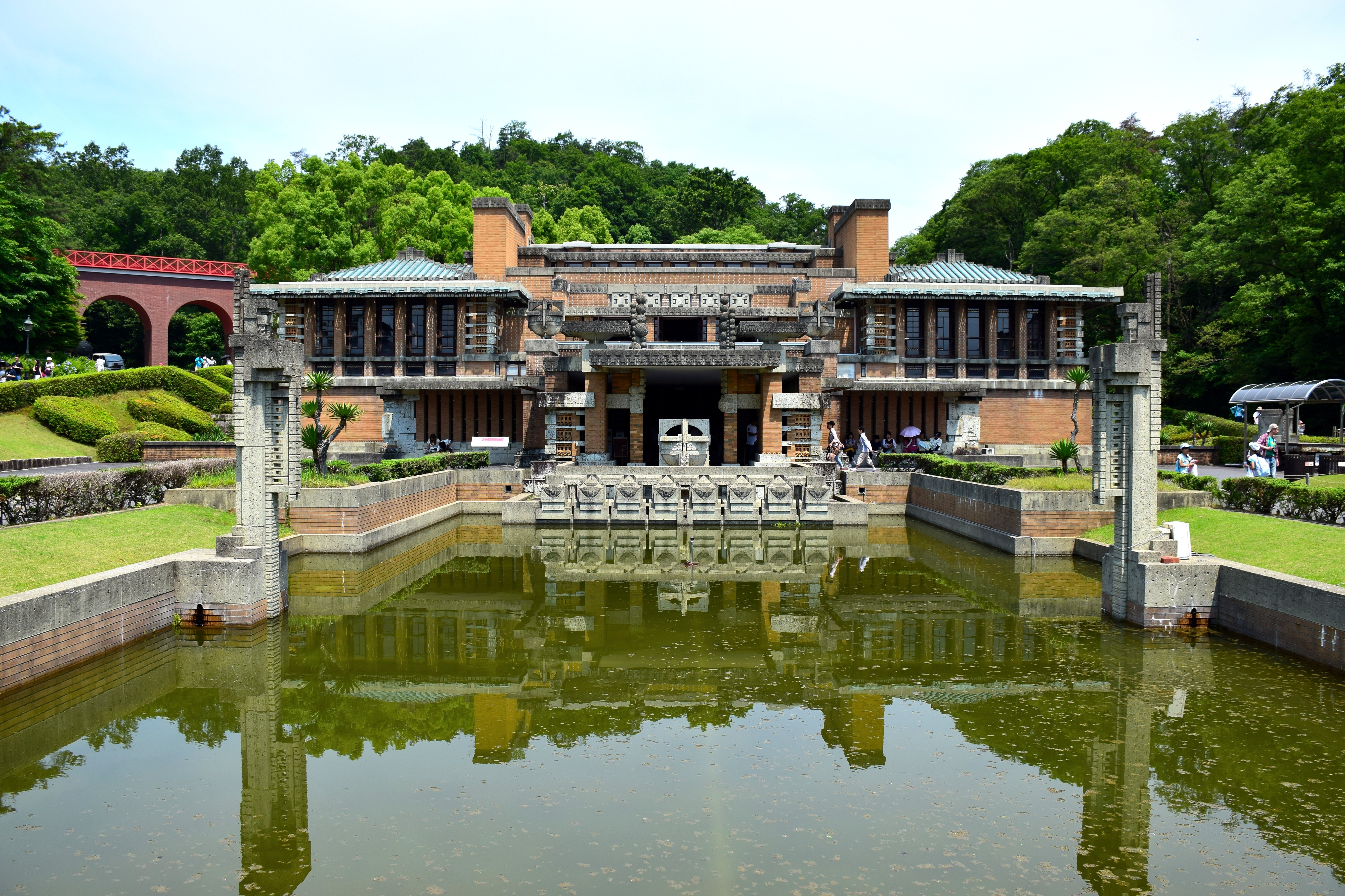
リトルワールド（犬山市）
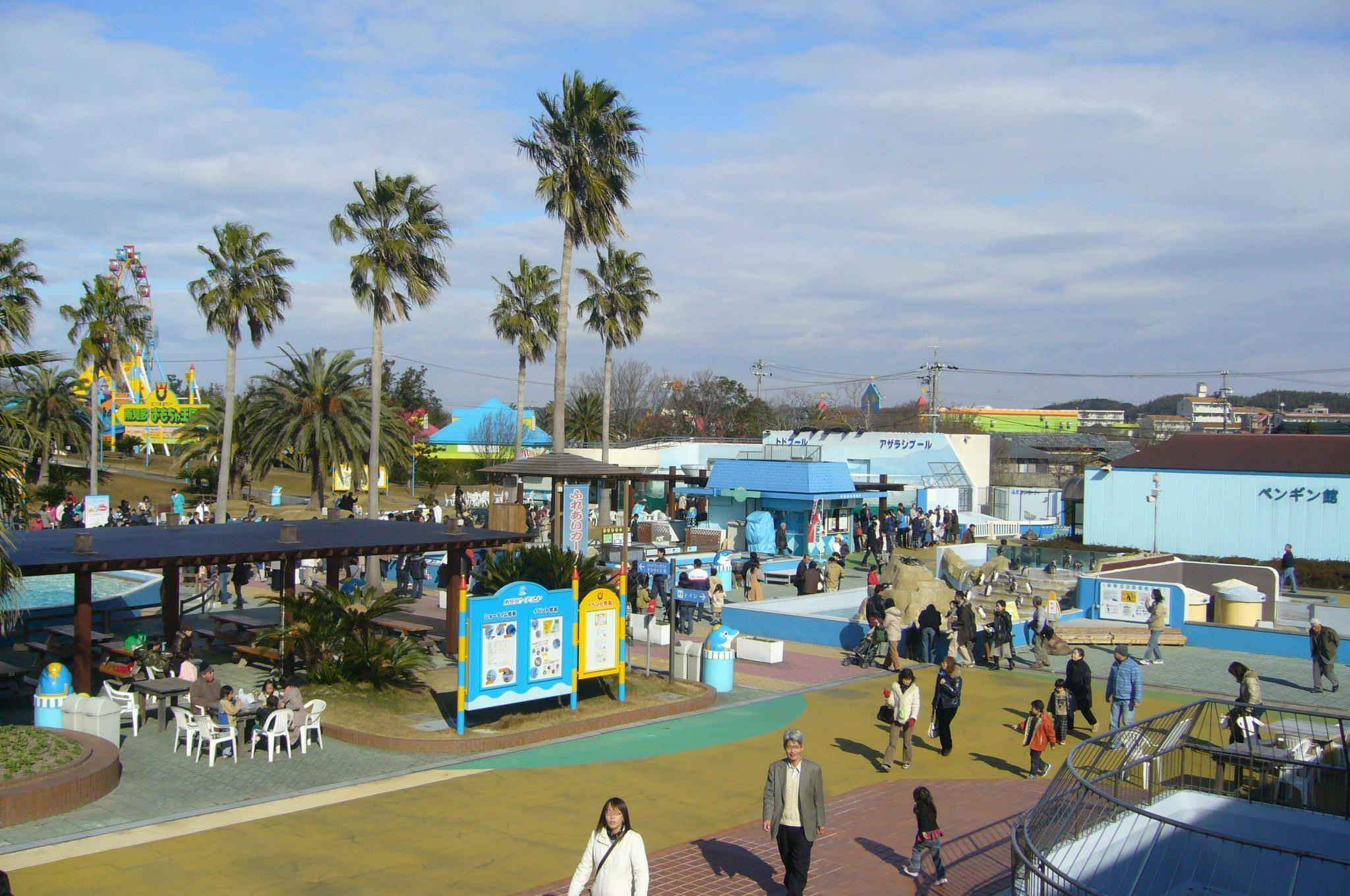
博物館明治村（犬山市）
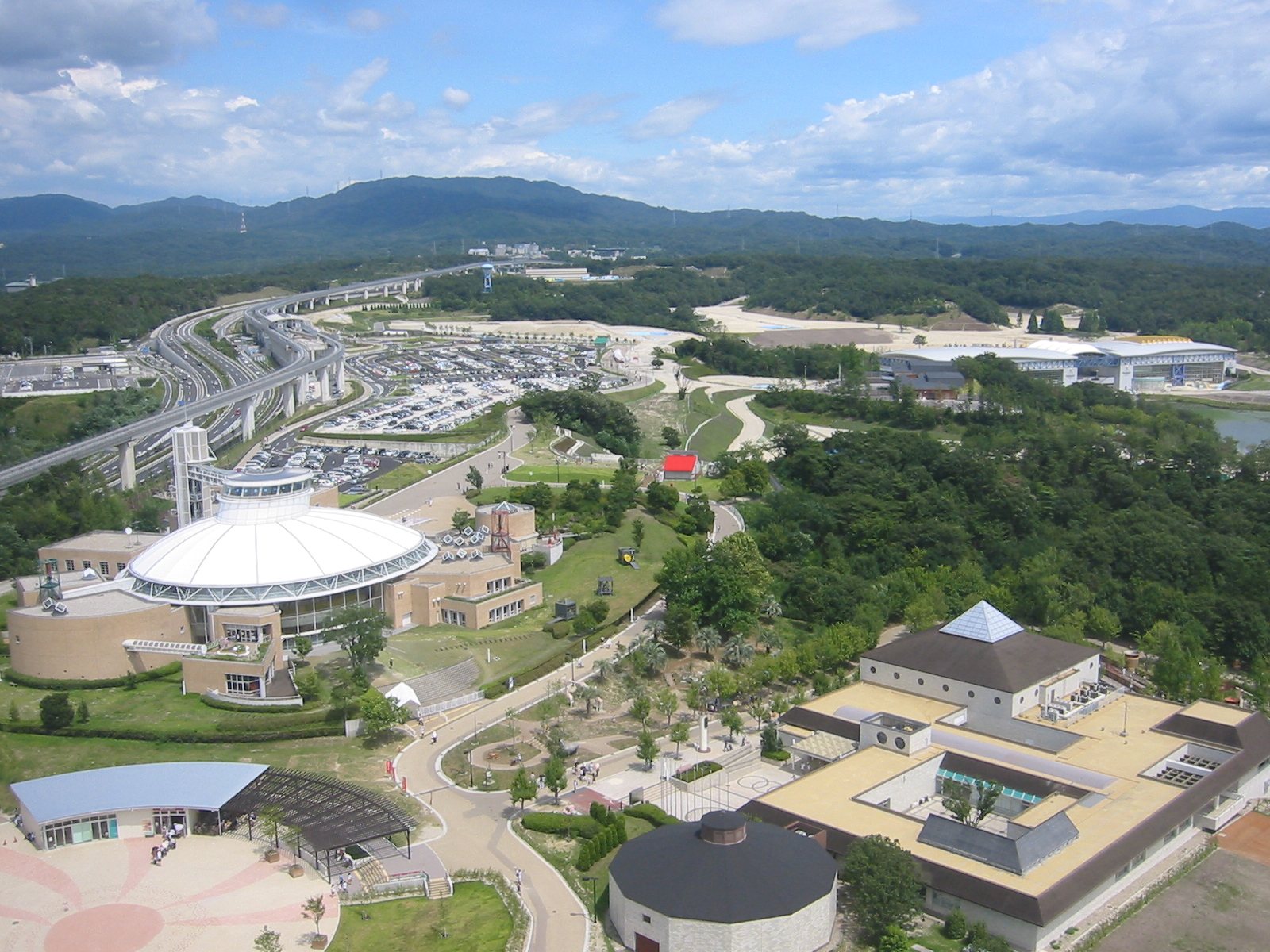
南知多ビーチランド（知多郡美浜町）
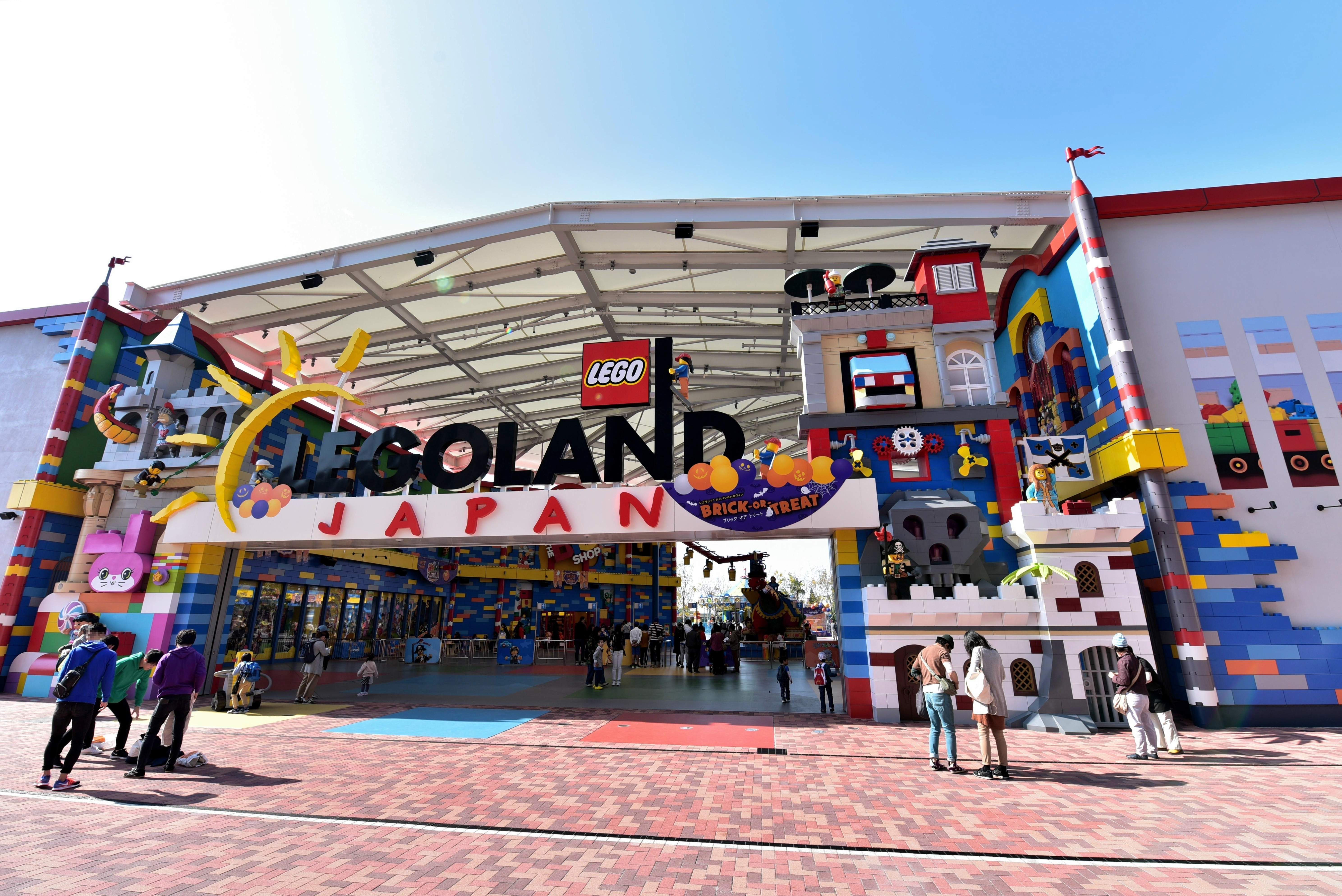
モリコロパーク（長久手市）
（愛・地球博記念公園）
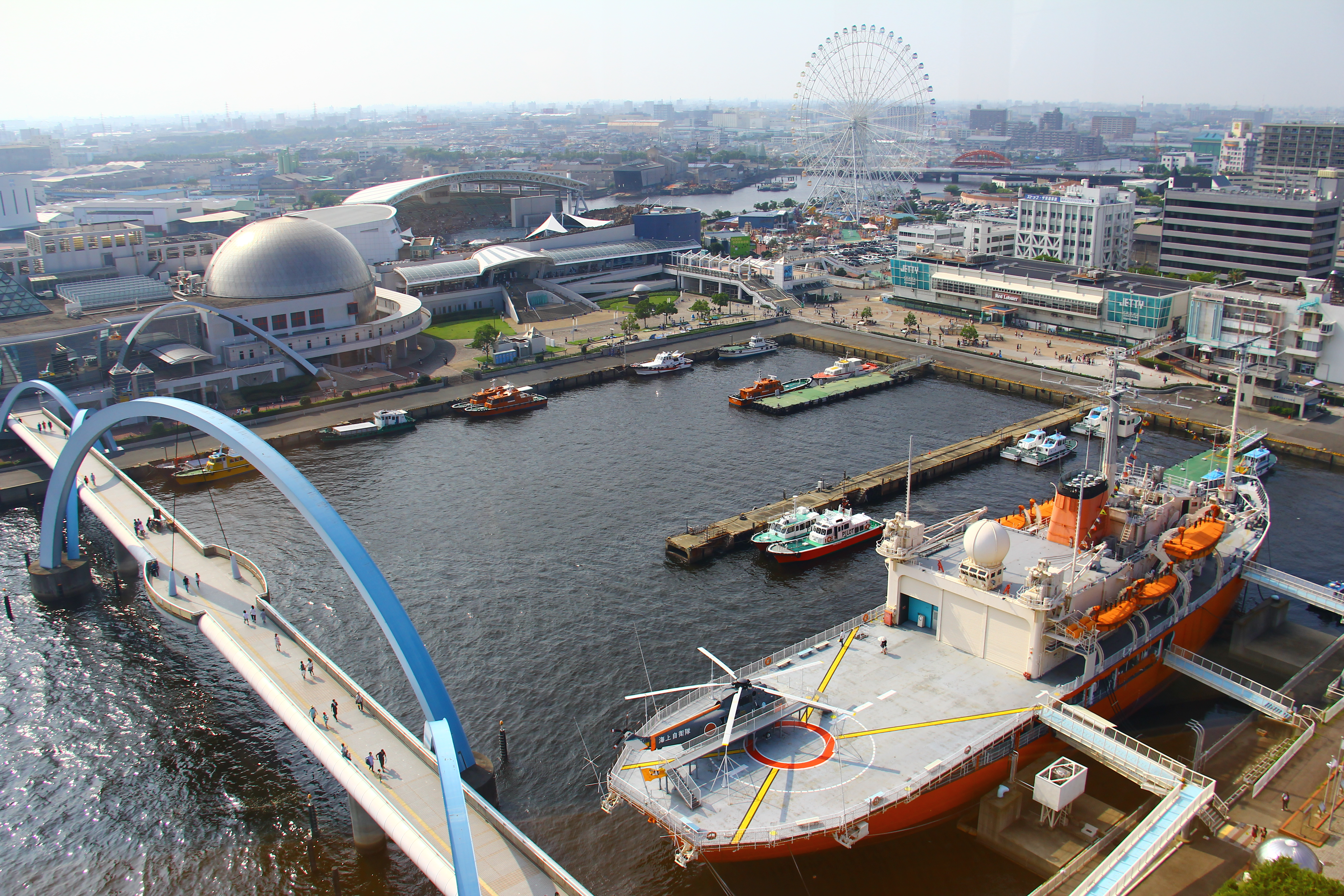
レゴランド・ジャパン[57]（名古屋市港区）
（日本国内初の屋外レゴランドテーマパーク、世界で8か所目のレゴランド。名古屋市港区金城ふ頭、2017年4月1日開業）

- 日本モンキーパーク
- ラグナシア
- リトルワールド
- 博物館明治村
- 南知多ビーチランド
- モリコロパーク
- レゴランド・ジャパン
- 名古屋港シートレインランド

### 文化劇場
- 愛知県芸術劇場（名古屋市東区）
- SKE48劇場（名古屋市中区）
- 大須演芸場（名古屋市中区）
- 大府市勤労文化会館（大府市）
- 小牧市市民会館・公民館（小牧市）
- 新名古屋ミュージカル劇場（名古屋市中区）
- 武豊町民会館（知多郡武豊町）
- 中日劇場（名古屋市中区）
- 東海市芸術劇場（東海市）
- 豊田市能楽堂（豊田市）
- 豊田市民文化会館（豊田市）
- 豊橋市公会堂（豊橋市）
- 名古屋四季劇場（名古屋市中村区）
- 名古屋市芸術創造センター（名古屋市東区）
- 名古屋市文化小劇場（名古屋市内各区）
- 名古屋市民会館（名古屋市中区）
- 名古屋能楽堂（名古屋市中区）
- 七ツ寺共同スタジオ（名古屋市中区）
- 碧南市芸術文化ホール（碧南市）
- 穂の国とよはし芸術劇場PLAT（豊橋市）
- 御園座（名古屋市中区）
- 名演小劇場（名古屋市東区）
- 名鉄ホール（名古屋市中村区）

### 文化施設
- あいち健康プラザ（知多郡東浦町）
- 愛知県国際展示場（常滑市）
- 愛知県博物館（名古屋市中区）
- 愛知県体育館（名古屋市中区）
- 愛知県図書館（名古屋市中区）
- 愛知県陶磁美術館（瀬戸市）
- 愛知県弥富野鳥園（弥富市）
- 愛知こどもの国（西尾市）
- あま市七宝焼アートヴィレッジ（あま市）
- 有松・鳴海絞会館（名古屋市緑区）
- 一太郎翁とまと記念館（東海市）
- INAXライブミュージアム（常滑市）
- 犬山市文化史料館（犬山市）
- ウェルネスバレー（大府市、東浦町）
- お菓子の城（犬山市）
- 廻船問屋瀧田家（常滑市）
- ガスエネルギー館（東海市）
- 旧豊田佐助邸（名古屋市東区）
- 國盛酒の文化館（半田市）
- 国際デザインセンター（名古屋市中区）
- 国立長寿医療研究センター（大府市）
- 生命の海科学館（蒲郡市）
- 瀬戸蔵（瀬戸市）
- 瀬戸染付工芸館（瀬戸市）
- 竹島水族館（蒲郡市）
- 竹島ファンタジー館（蒲郡市）
- でんきの科学館（名古屋市中区）
- 徳川美術館（名古屋市東区）
- 豊川海軍工廠平和公園豊川市平和交流館(豊川市)
- トヨタ会館（豊田市）
- トヨタ産業技術記念館（名古屋市西区）
- トヨタ博物館（長久手市）
- 豊橋総合動植物公園（豊橋市）
- どんでん館（犬山市）
- 名古屋港水族館（名古屋市港区）
- 名古屋国際会議場（名古屋市熱田区）
- 名古屋市科学館（名古屋市中区）
- 名古屋市市政資料館（名古屋市東区）
- 名古屋市博物館（名古屋市瑞穂区）
- 名古屋市美術館（名古屋市中区）
- ナゴヤドーム（名古屋市東区）
- 新美南吉記念館（半田市）
- ノリタケの森（名古屋市西区）
- 日本モンキーセンター（犬山市）
- 半田赤レンガ建物（半田市）
- 半田市鉄道資料館（半田市）
- 東山動植物園（名古屋市千種区）
- 久屋大通庭園フラリエ（名古屋市中区）
- FLIGHT OF DREAMS（常滑市）
- 文化のみち橦木館（名古屋市東区）
- 文化のみち二葉館（名古屋市東区）
- 碧南海浜水族館（碧南市）
- 鳳来寺山自然科学博物館（新城市）
- 招き猫ミュージアム（瀬戸市）
- 水の歴史資料館（名古屋市千種区）
- MIZKAN MUSEUM（半田市）
- 三菱重工業名古屋航空宇宙システム製作所史料室（西春日井郡豊山町）
- あいち航空ミュージアム（西春日井郡豊山町）
- 航空館boon（西春日井郡豊山町）
- 盛田味の館（常滑市）
- 森村記念館（名古屋市東区）
- 野外博物館明治村（犬山市）
- 野外民族学博物館リトルワールド（犬山市）
- リニア・鉄道館（名古屋市港区）
- ワイルドフラワーガーデン ブルーボネット（名古屋市港区）

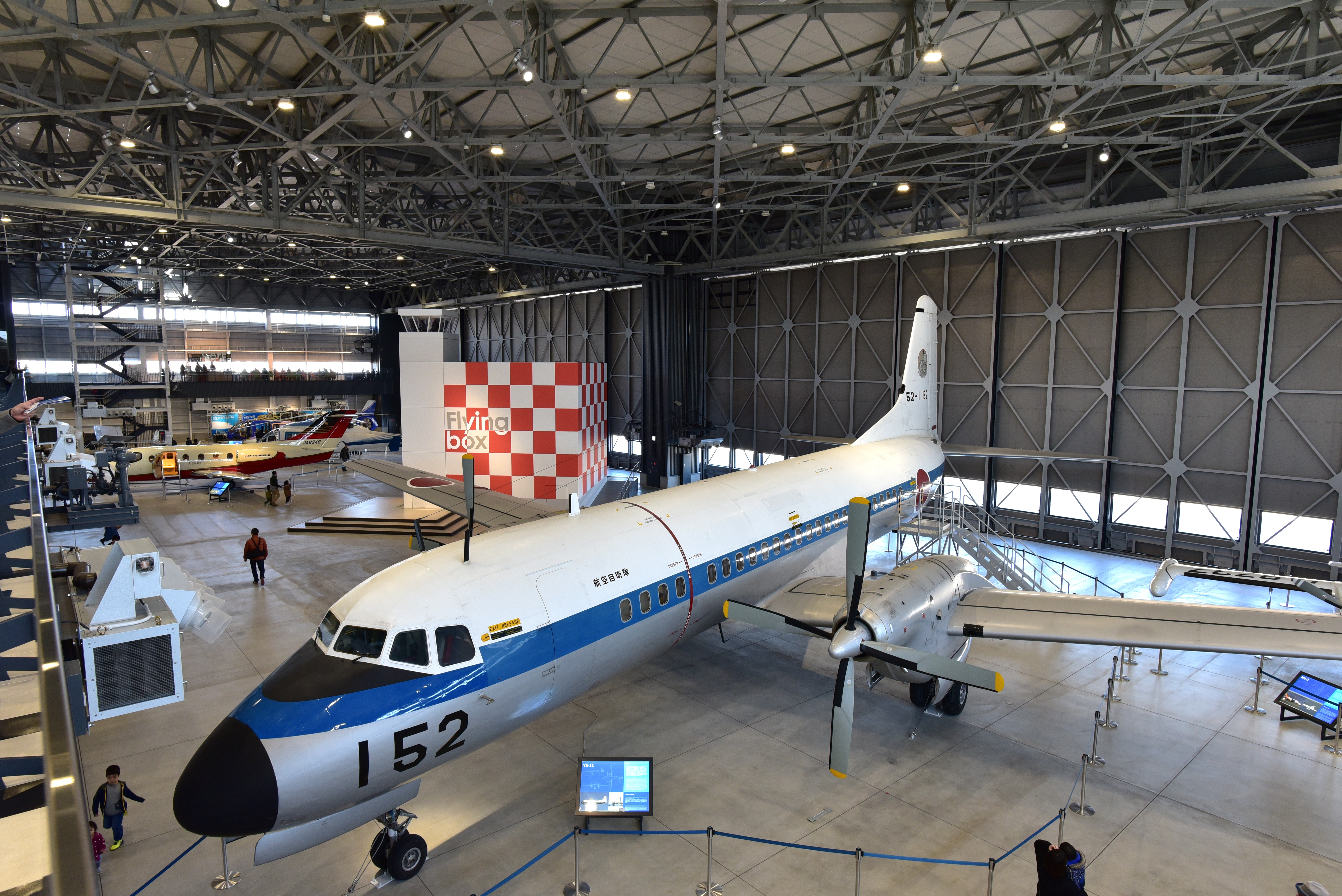
あいち航空ミュージアム
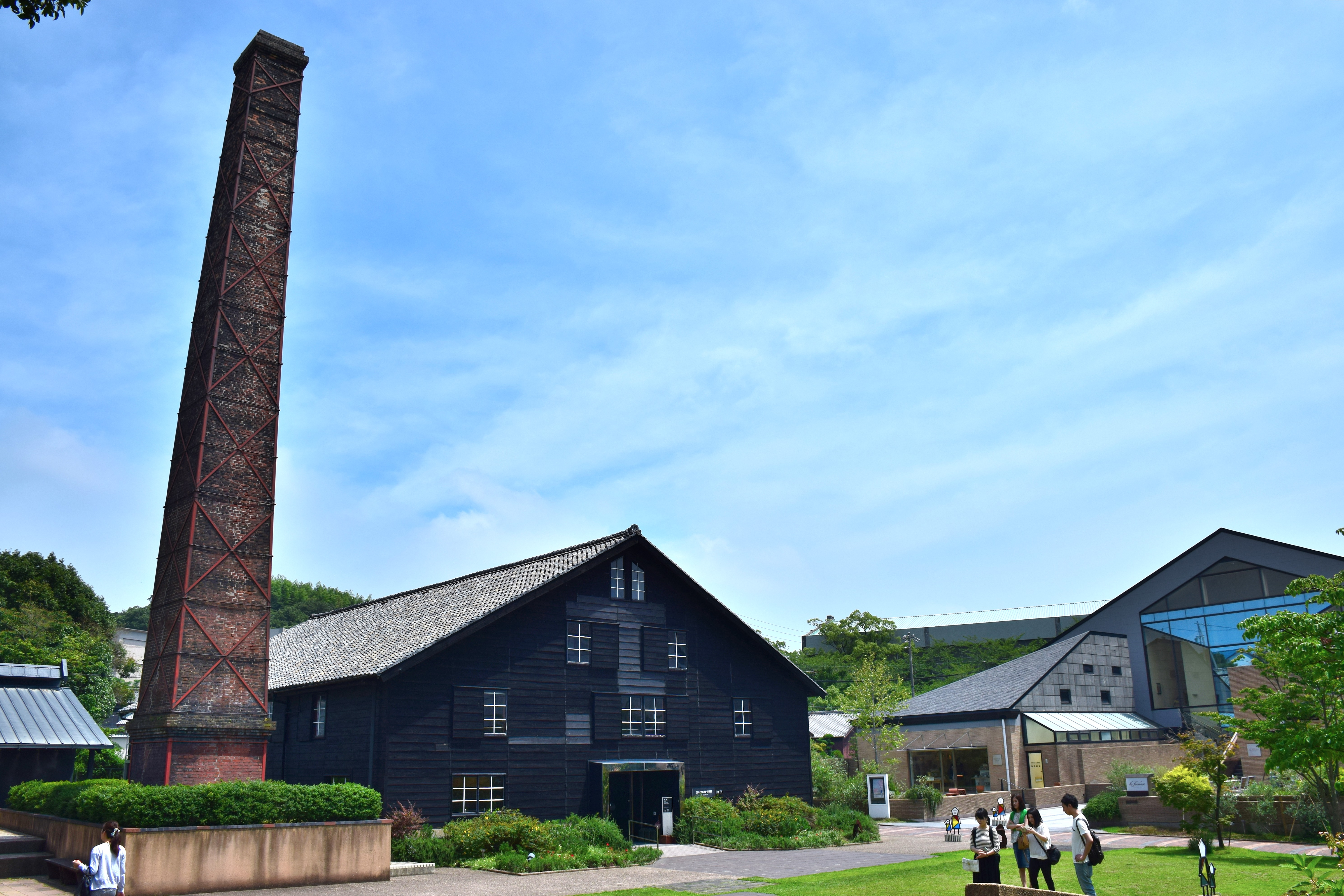
INAXライブミュージアム
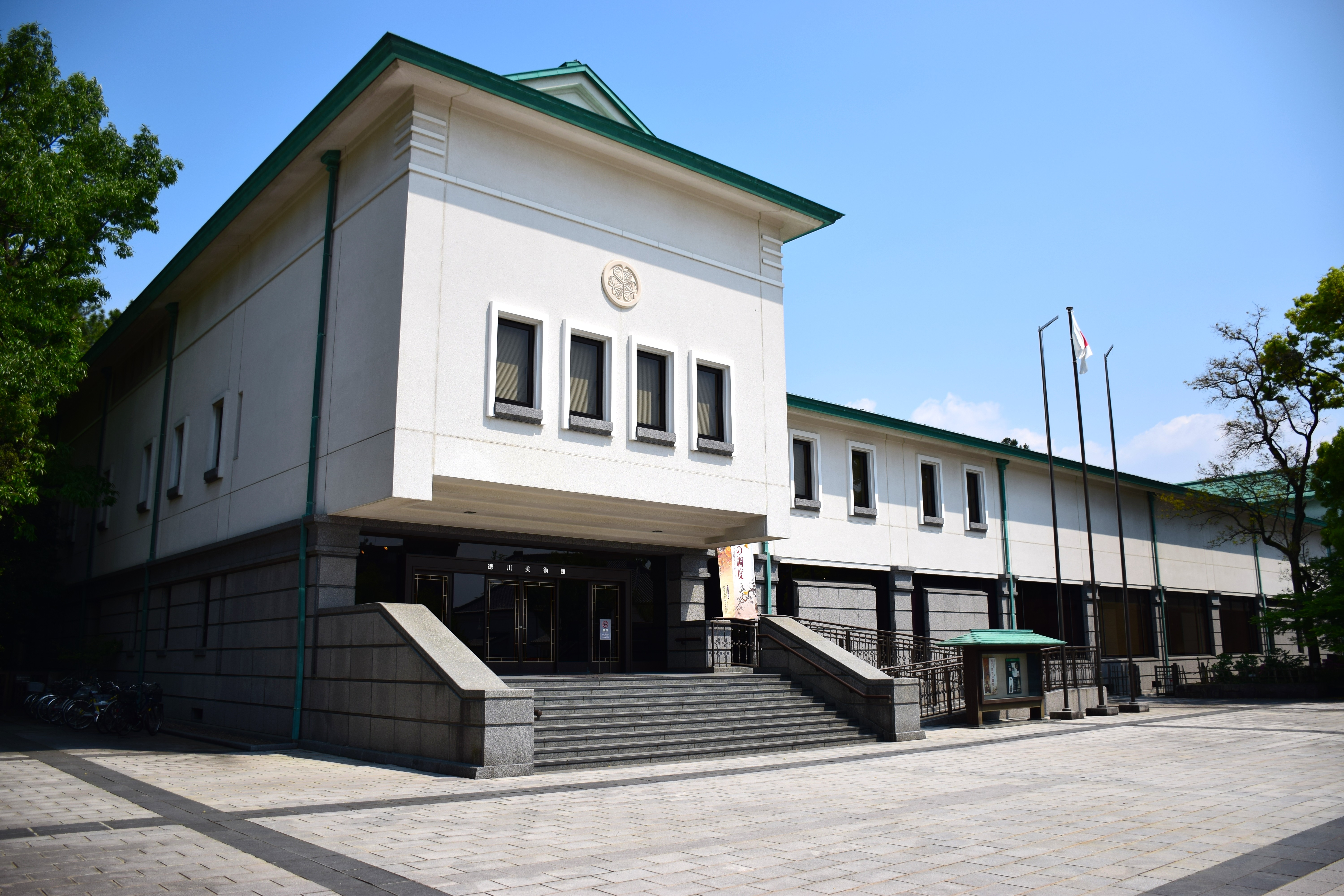
徳川美術館
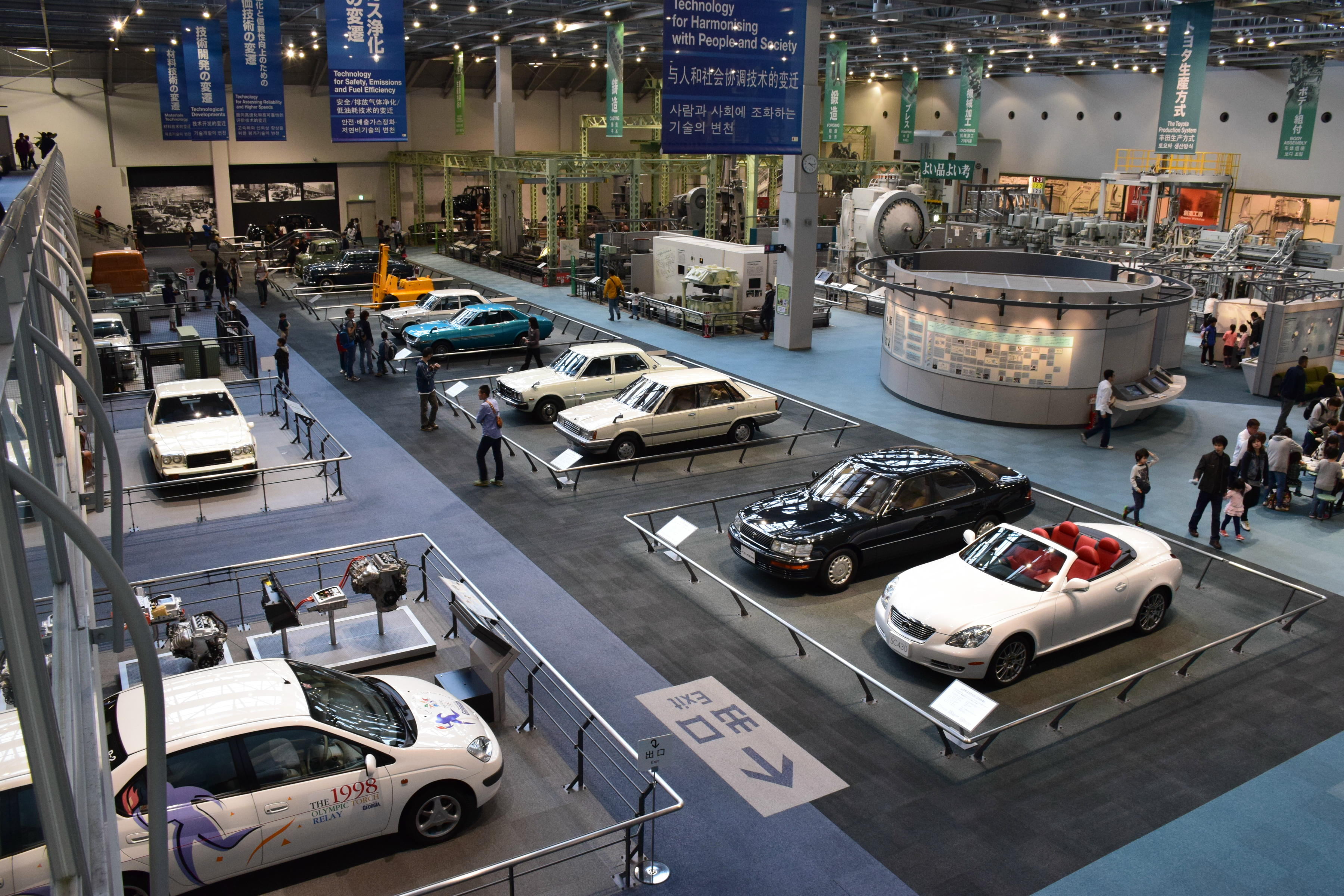
トヨタ産業技術記念館
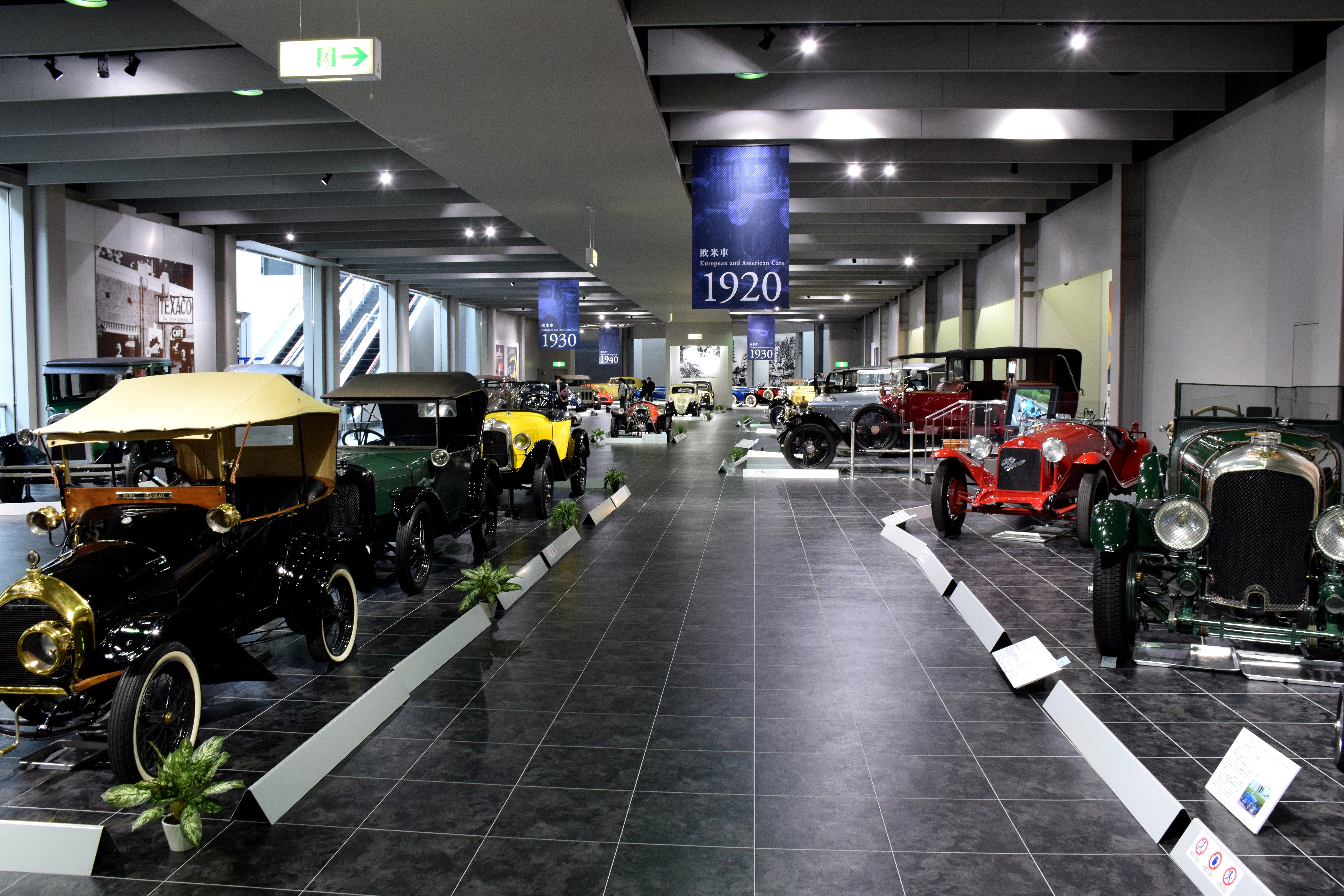
トヨタ博物館
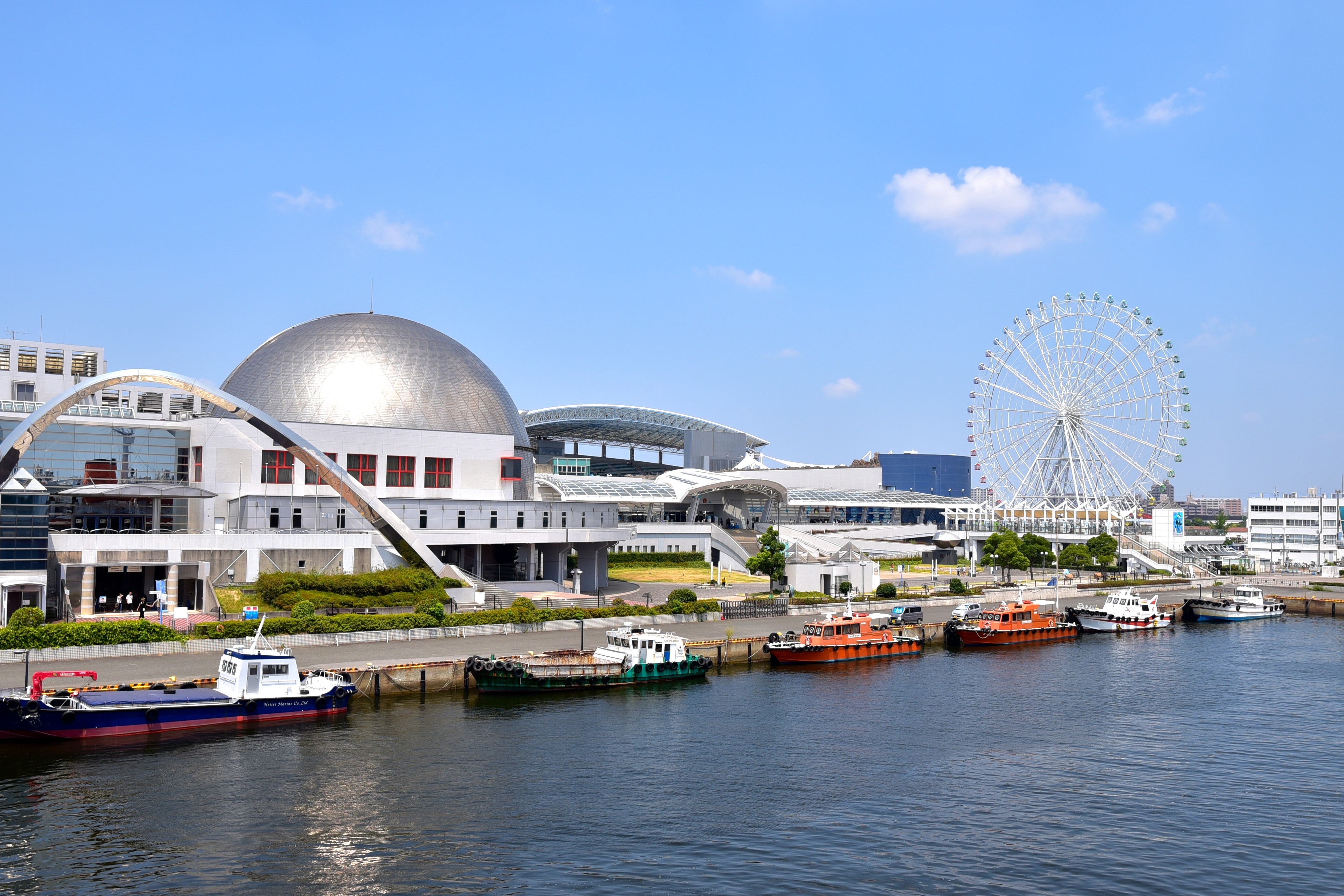
名古屋港水族館
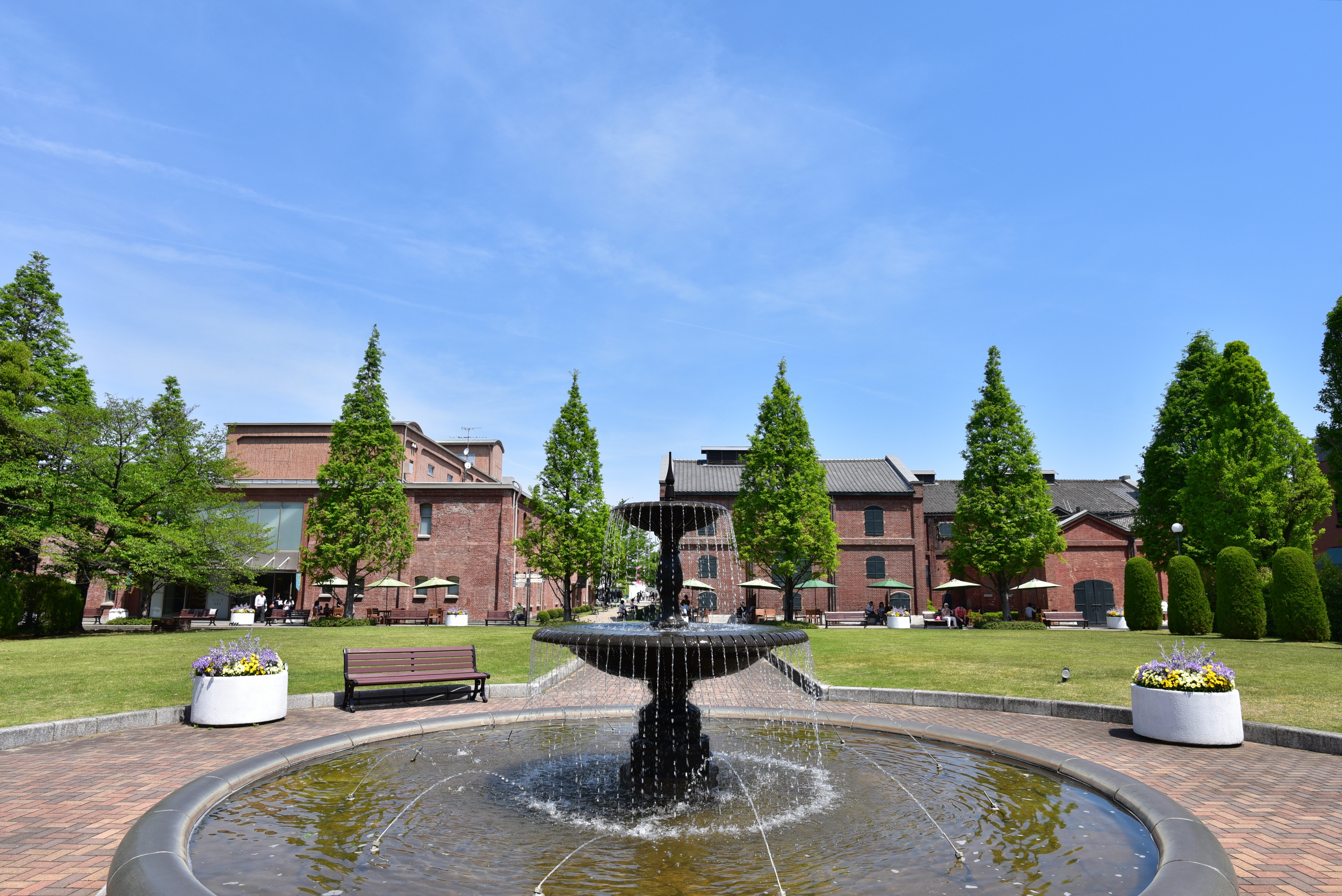
ノリタケの森
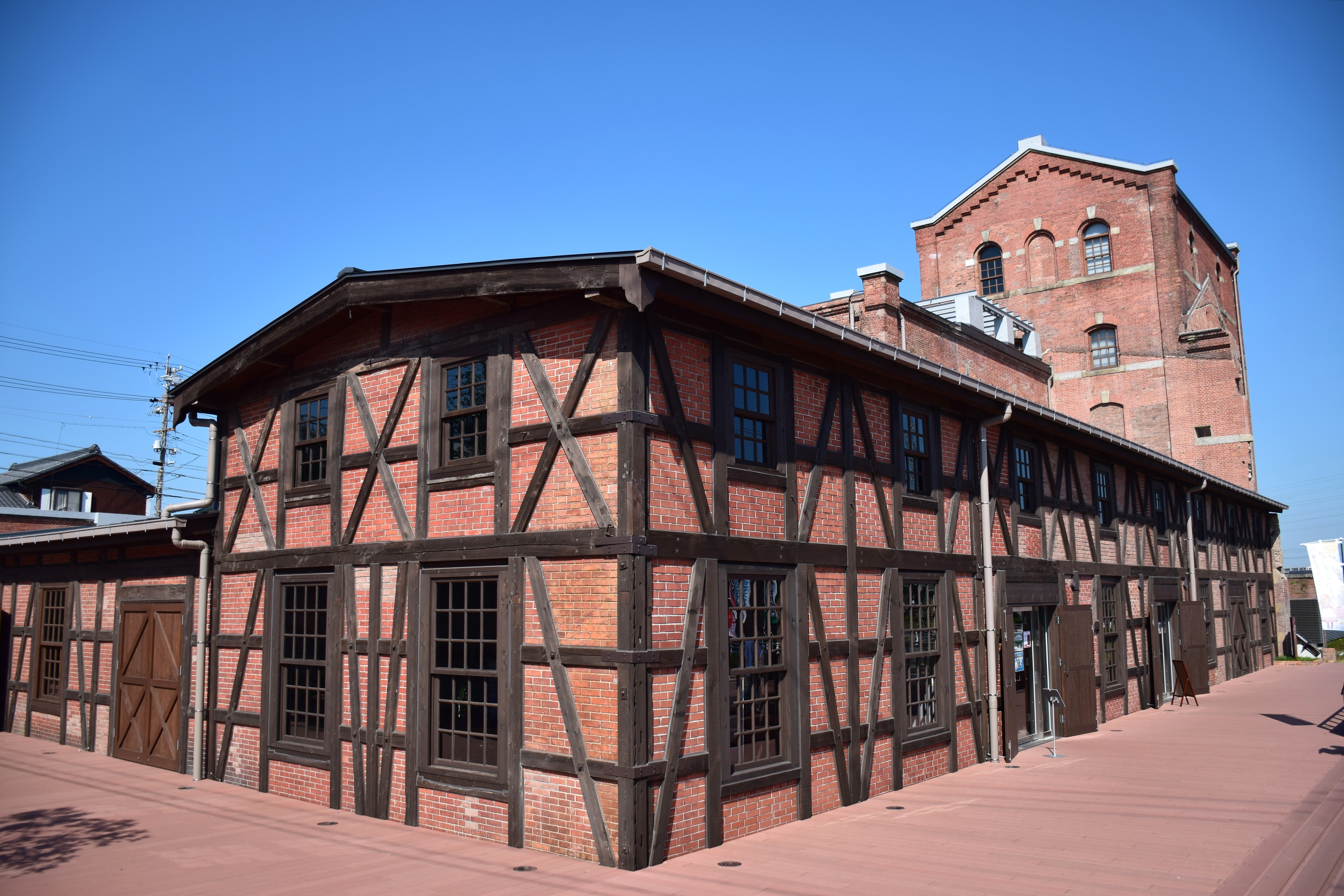
半田赤レンガ建物
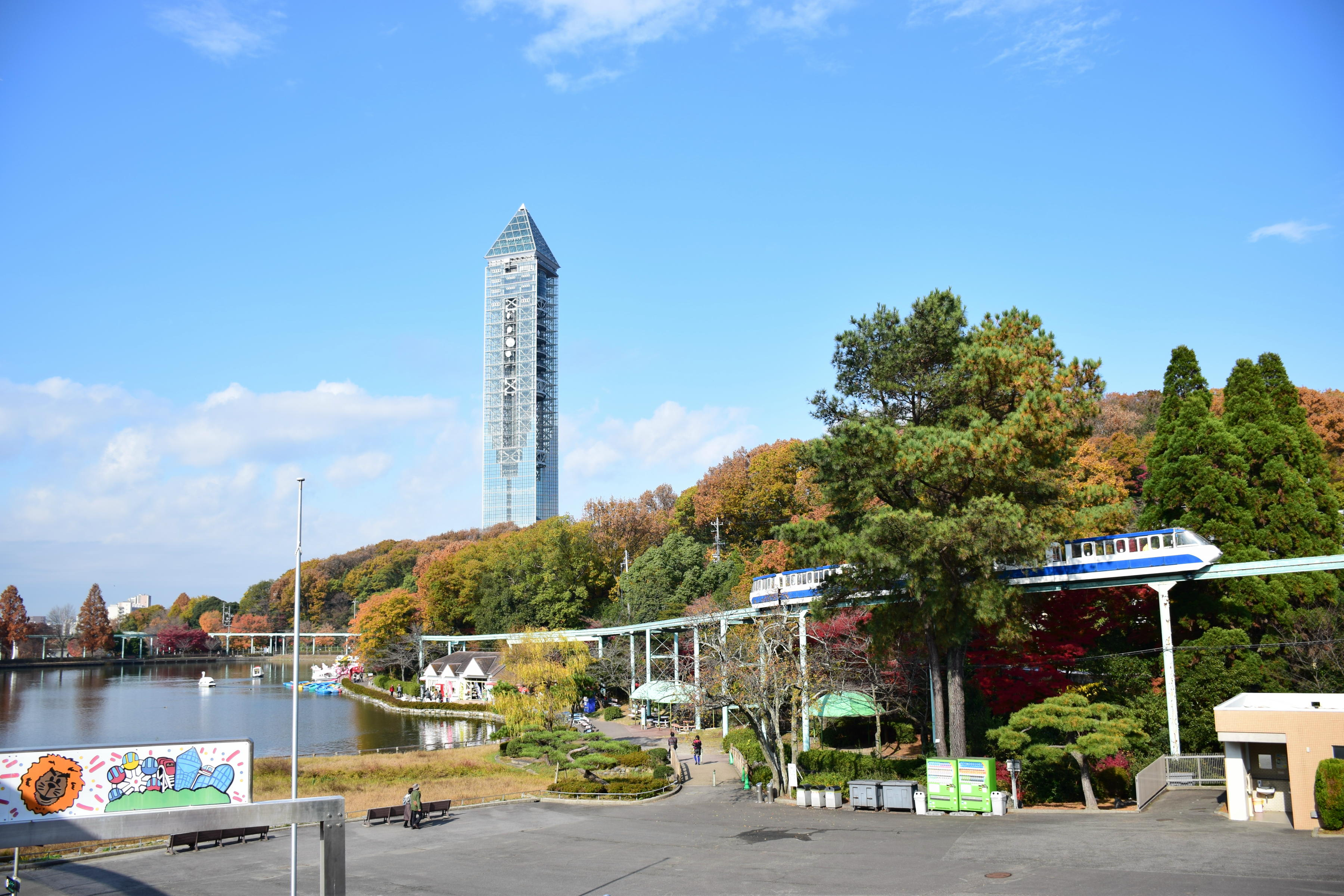
東山動植物園
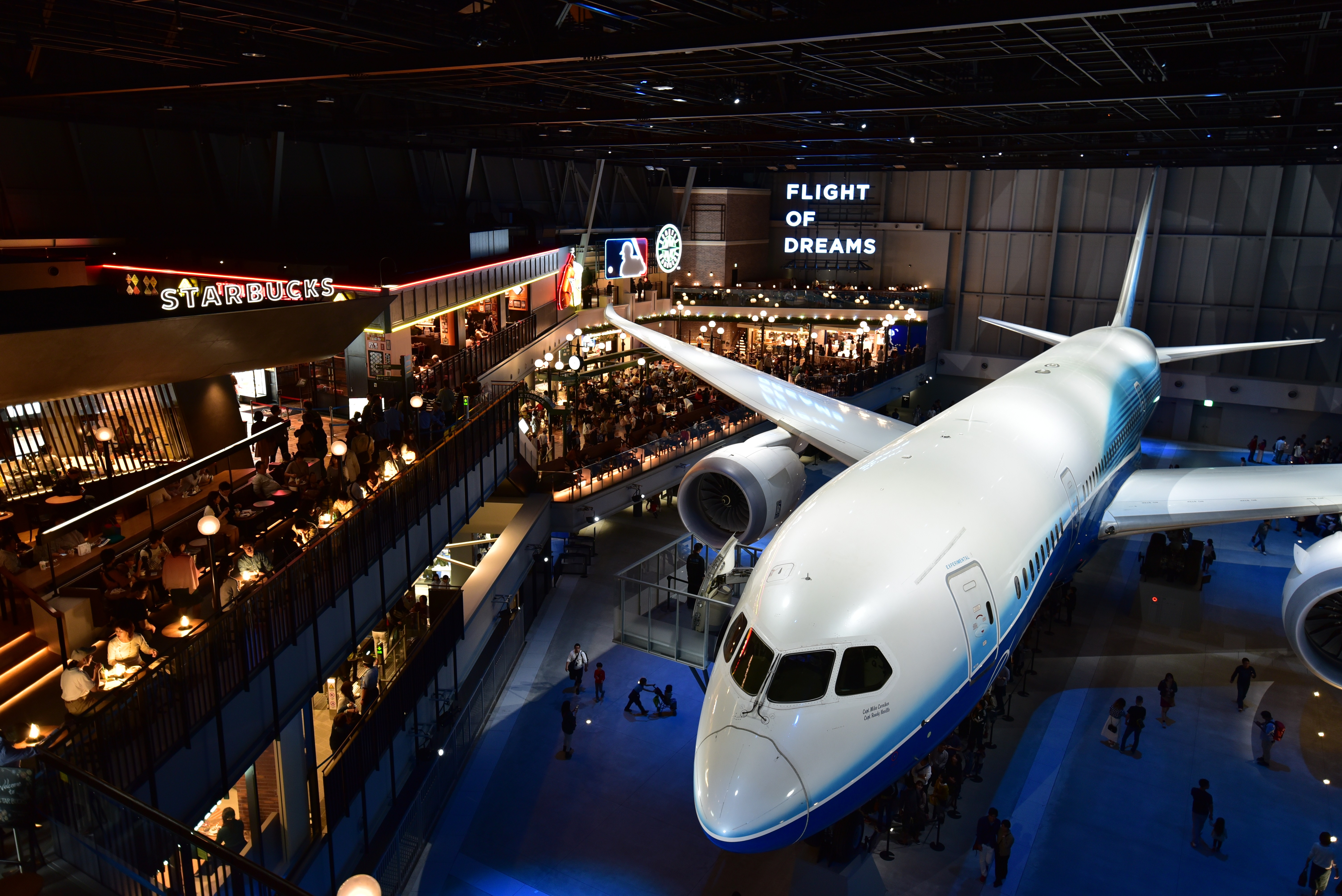
FLIGHT OF DREAMS
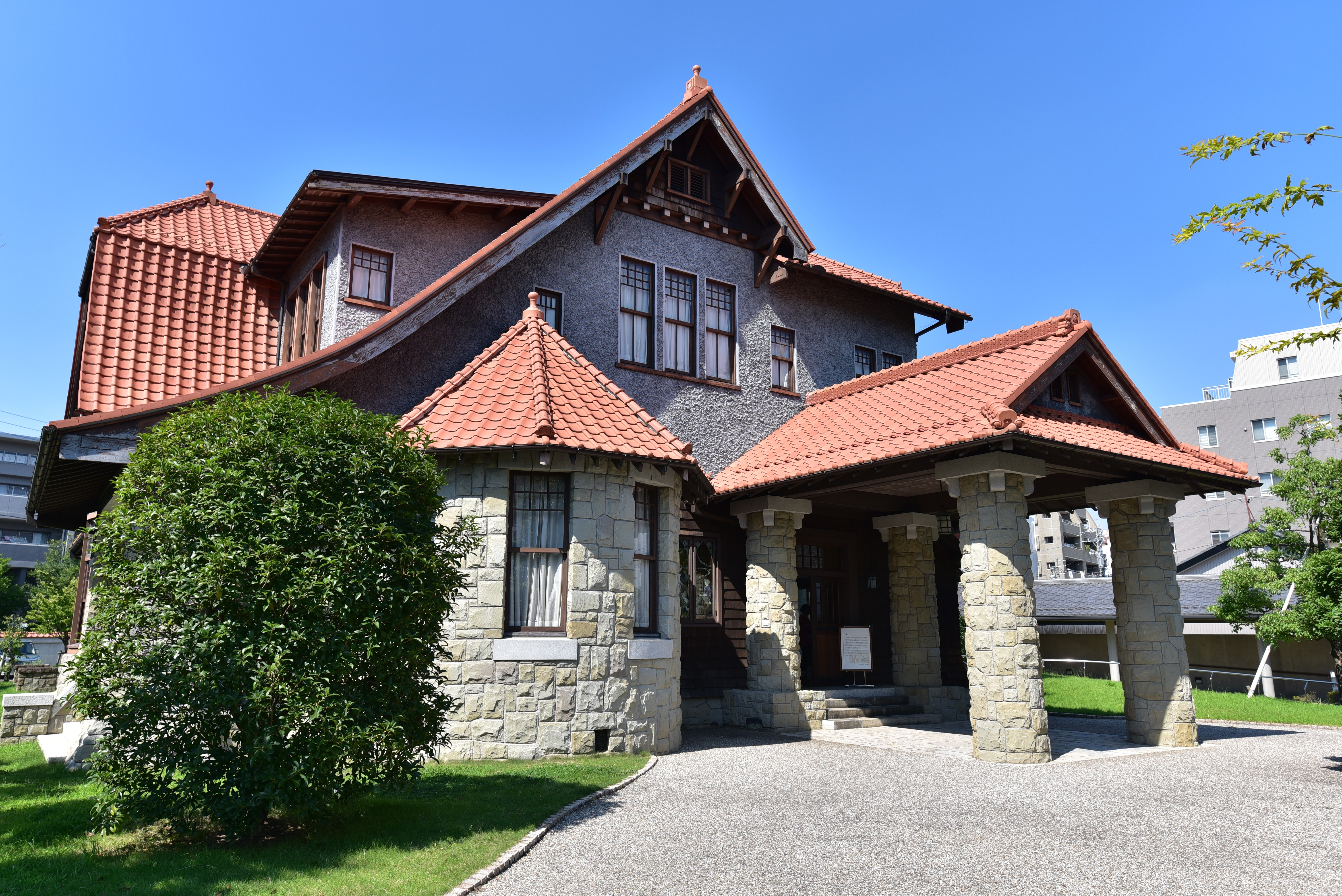
文化のみち二葉館
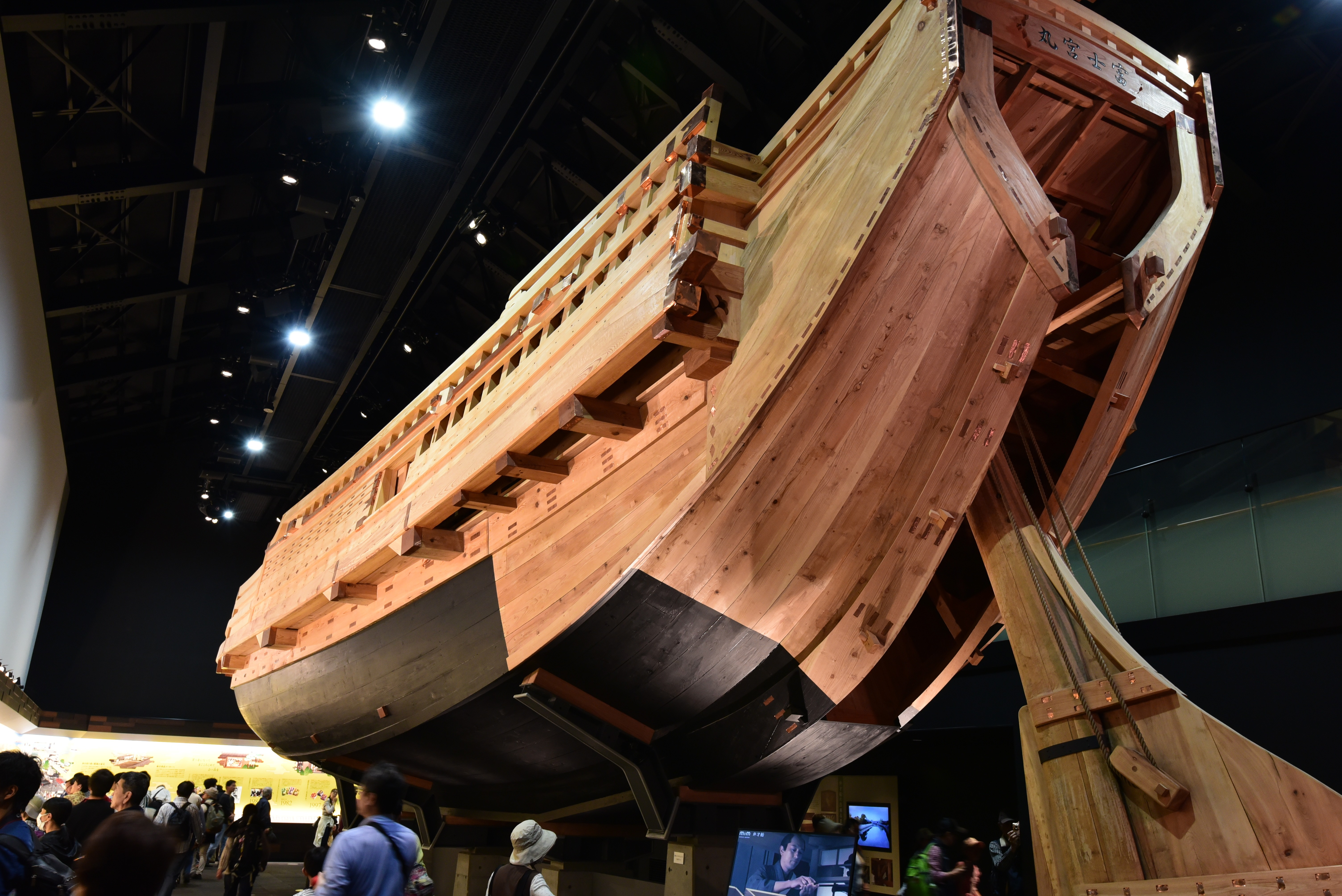
MIZKAN MUSEUM
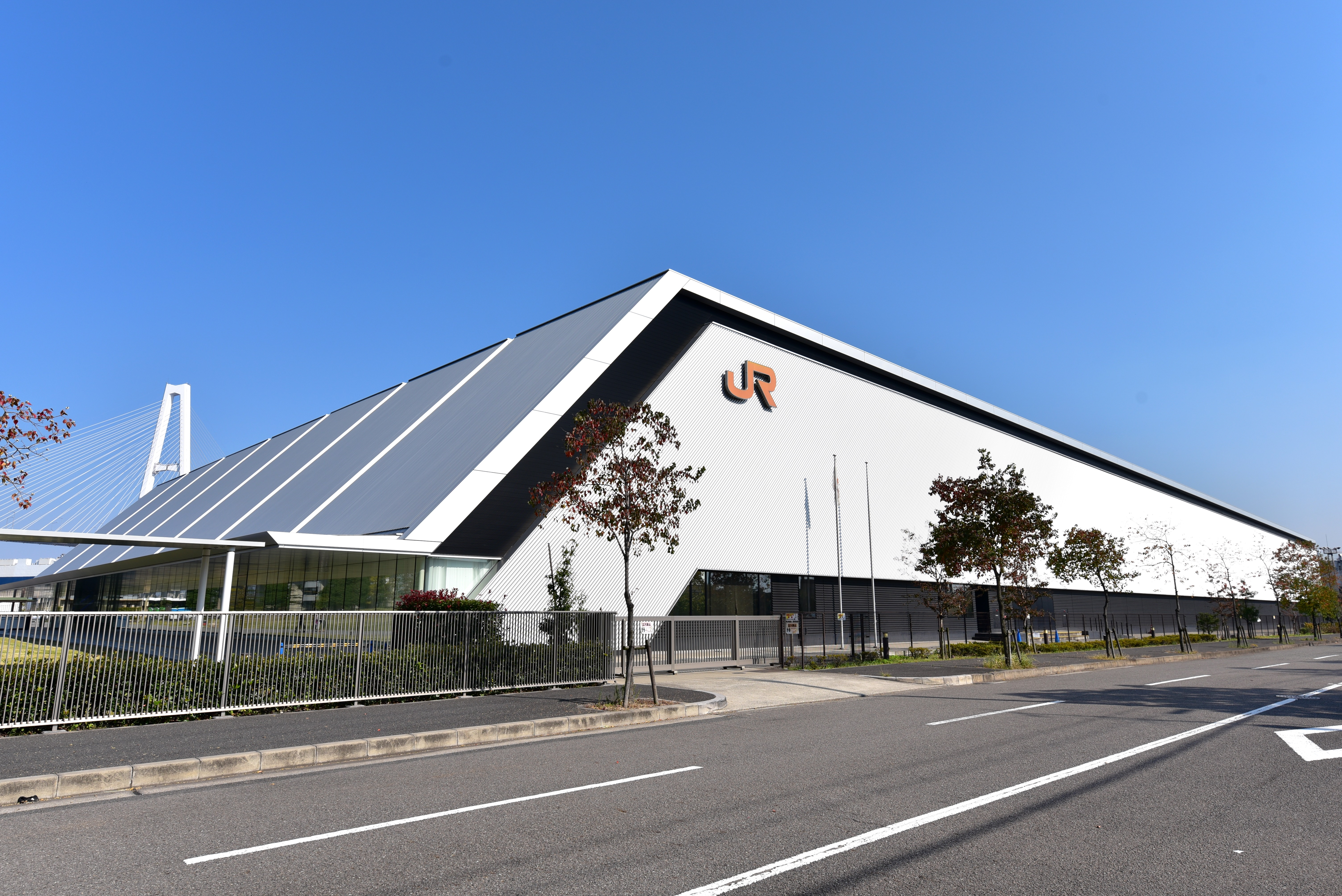
リニア・鉄道館
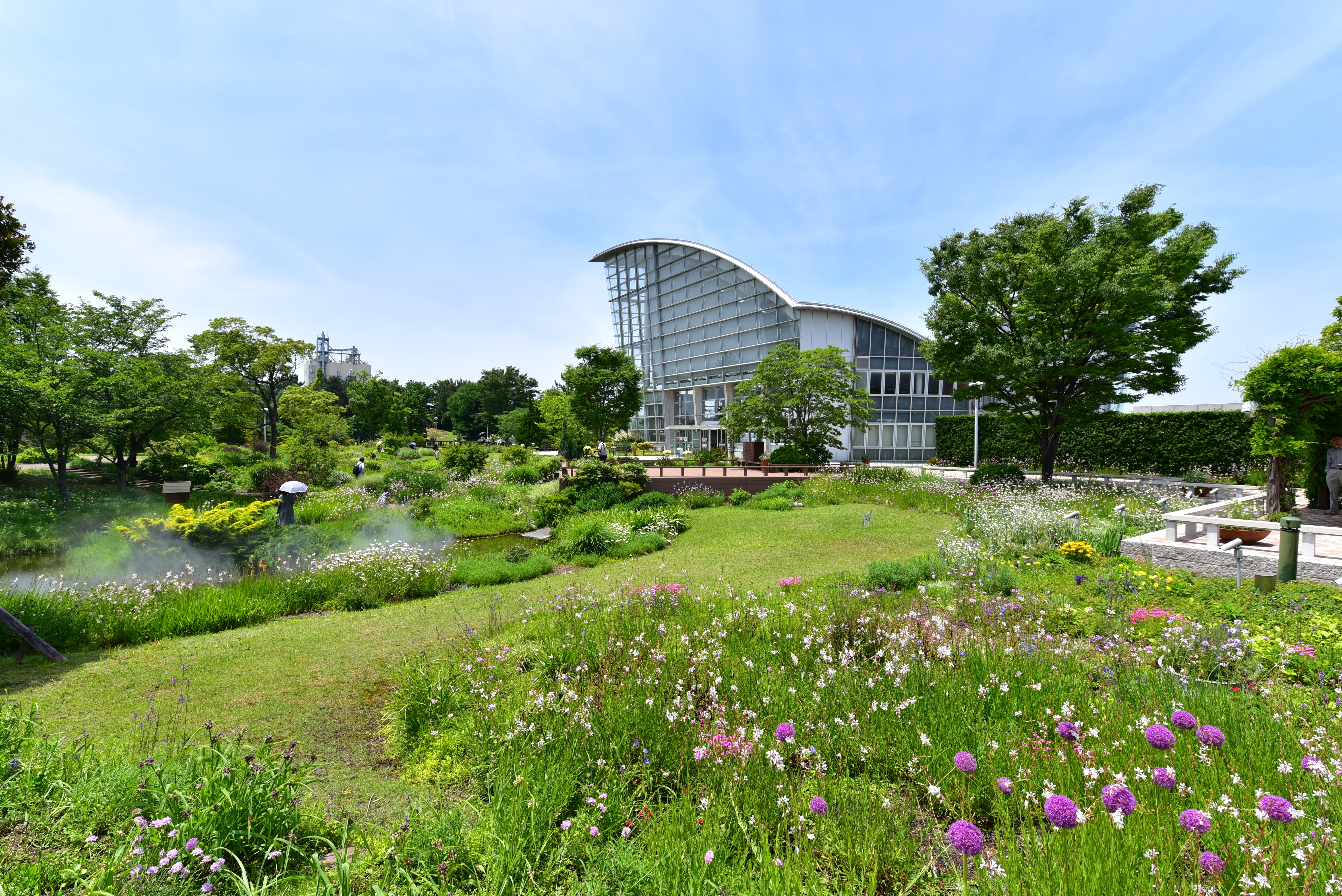
名古屋港ワイルドフラワーガーデン ブルーボネット

### 名勝・旧跡
名勝
- 阿寺の七滝（新城市）
- 木曽川堤（サクラ）（江南市・一宮市）
- 乳岩および乳岩峡（新城市）
- 名古屋城二之丸庭園（名古屋市中区）
- 鳳来寺山（新城市）
- 旧龍性院庭園（豊田市）

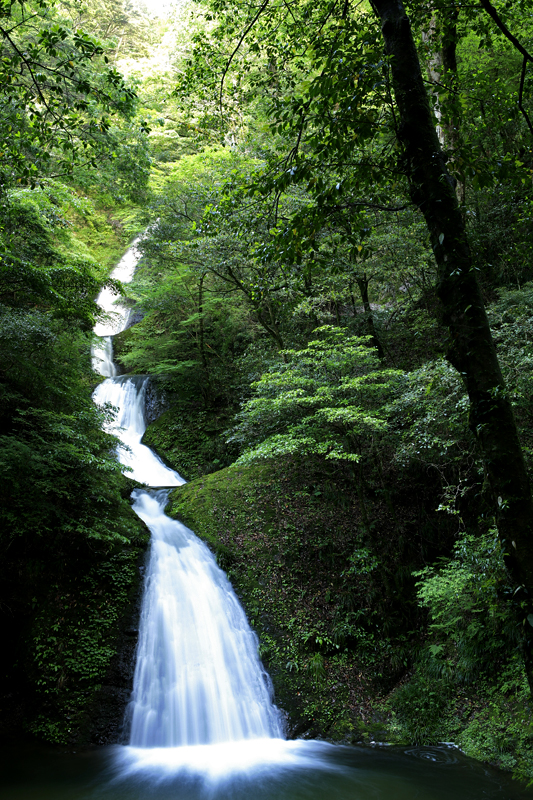
阿寺の七滝
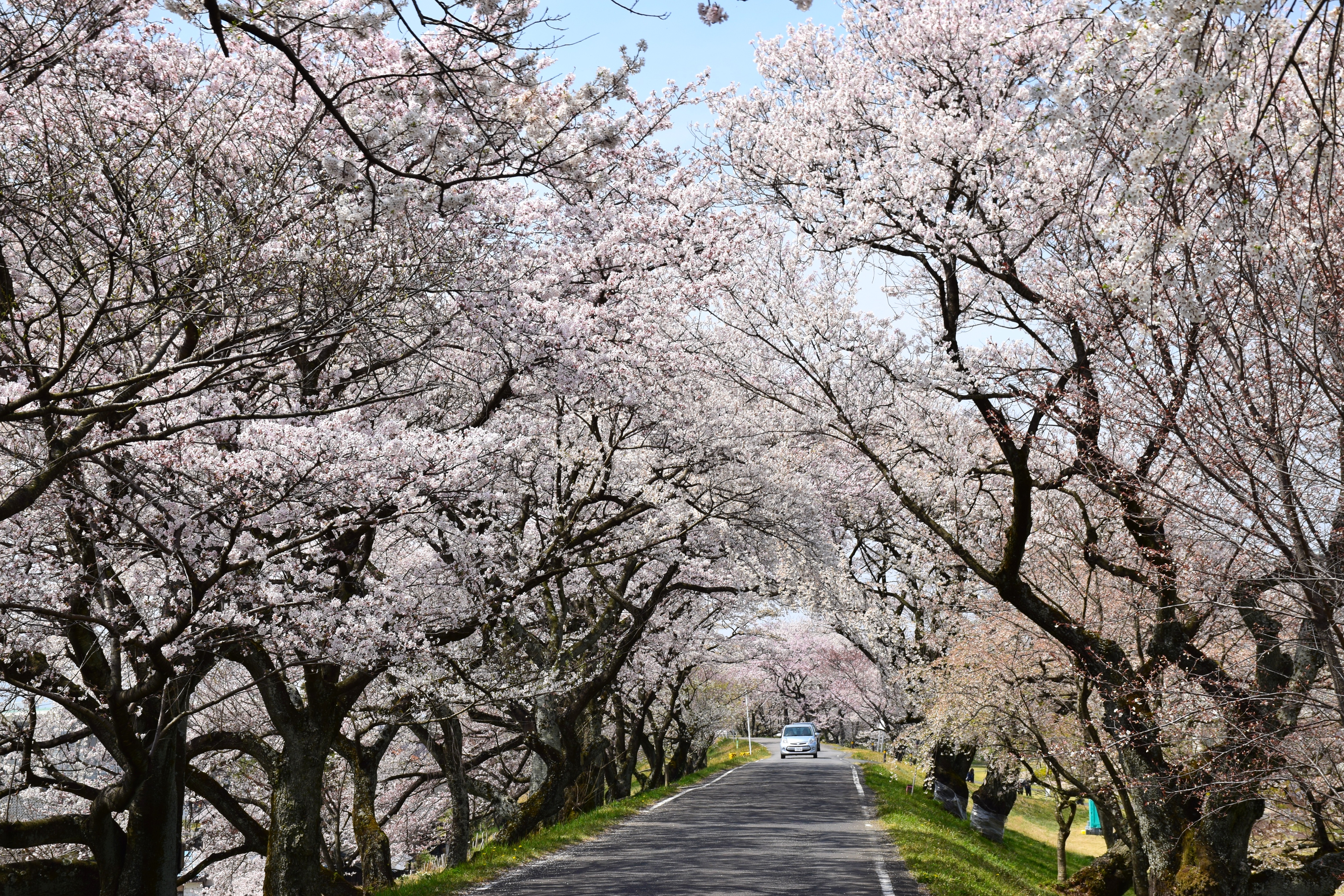
木曽川堤（サクラ）
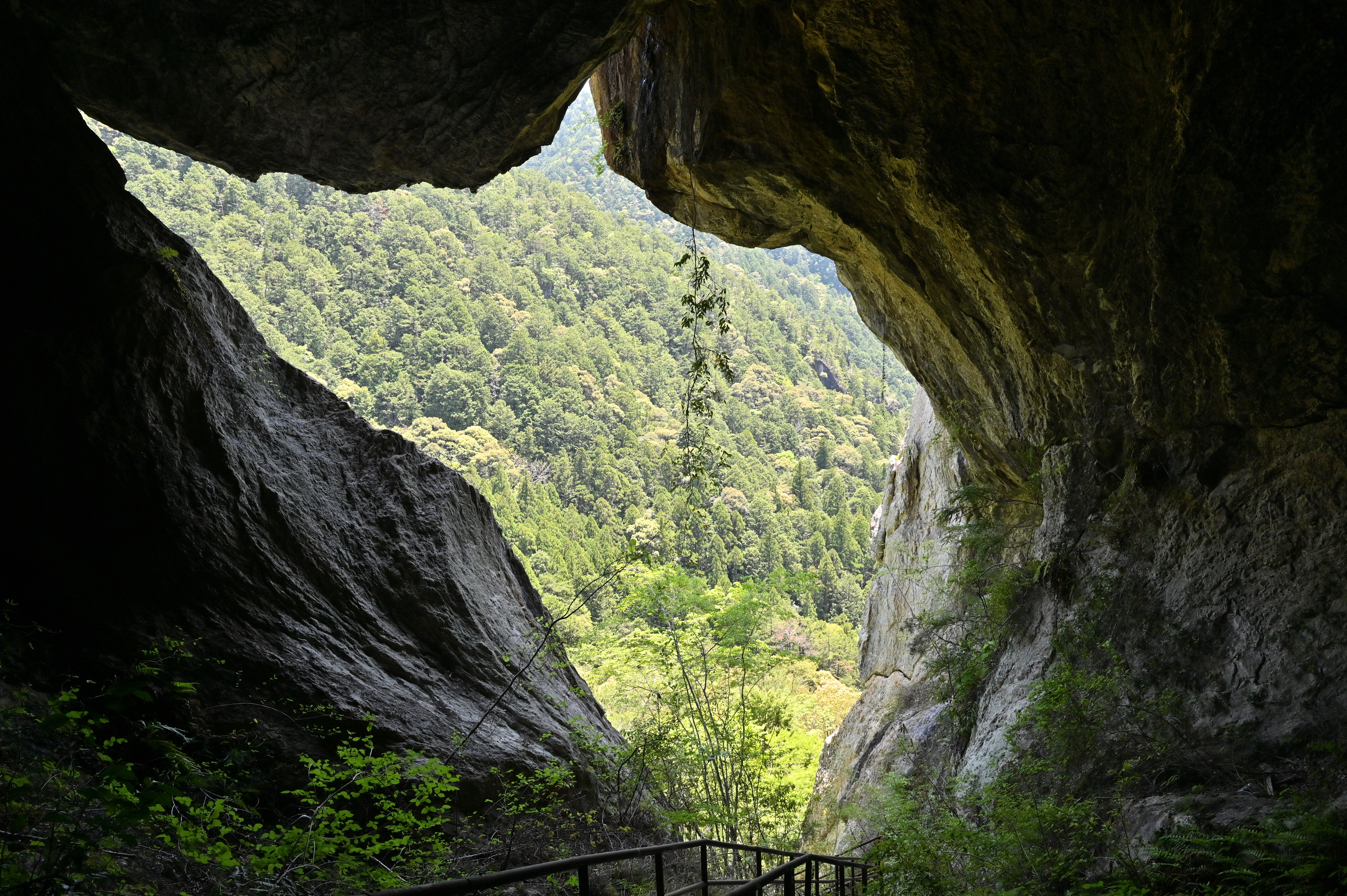
乳岩および乳岩峡
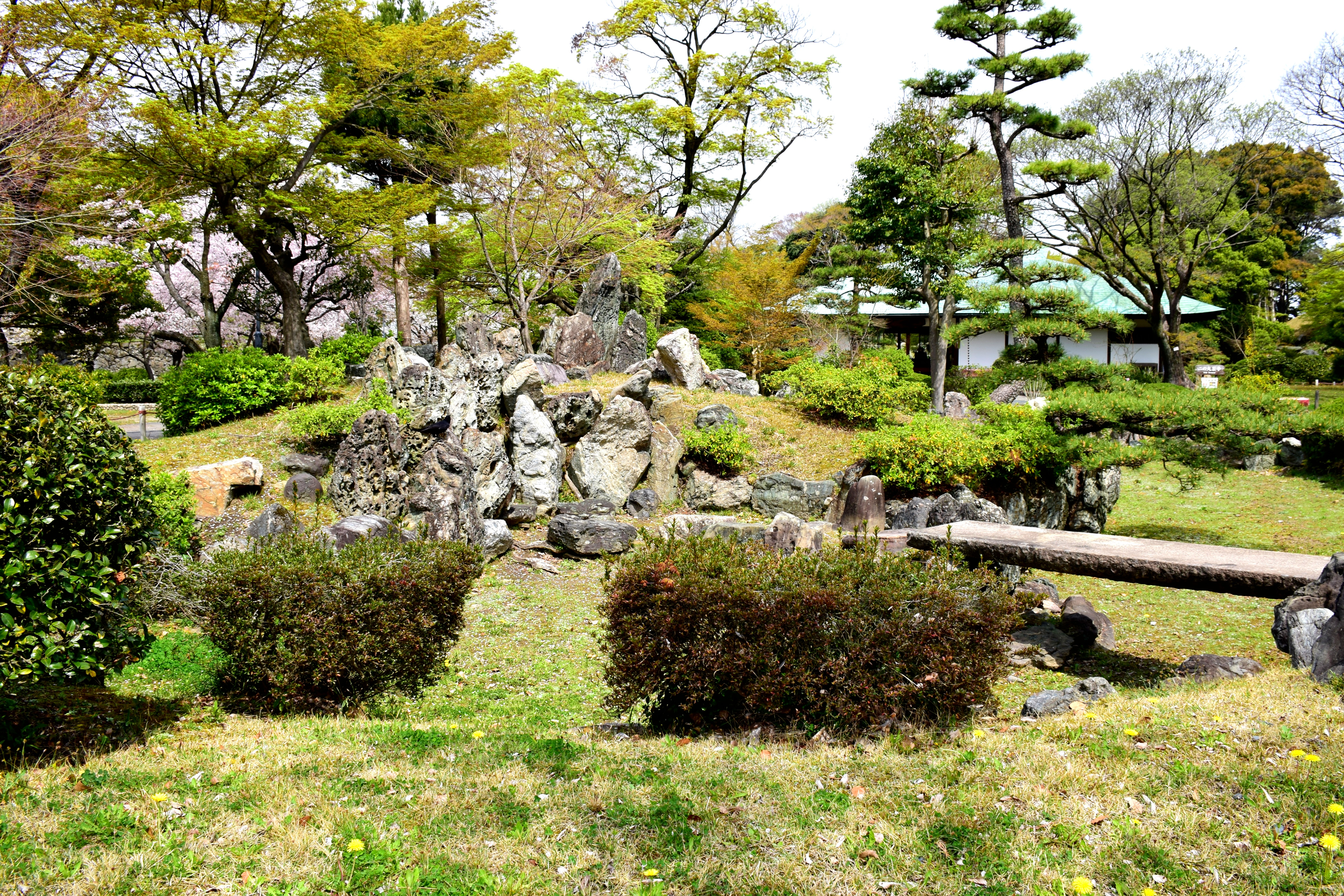
名古屋城二の丸庭園
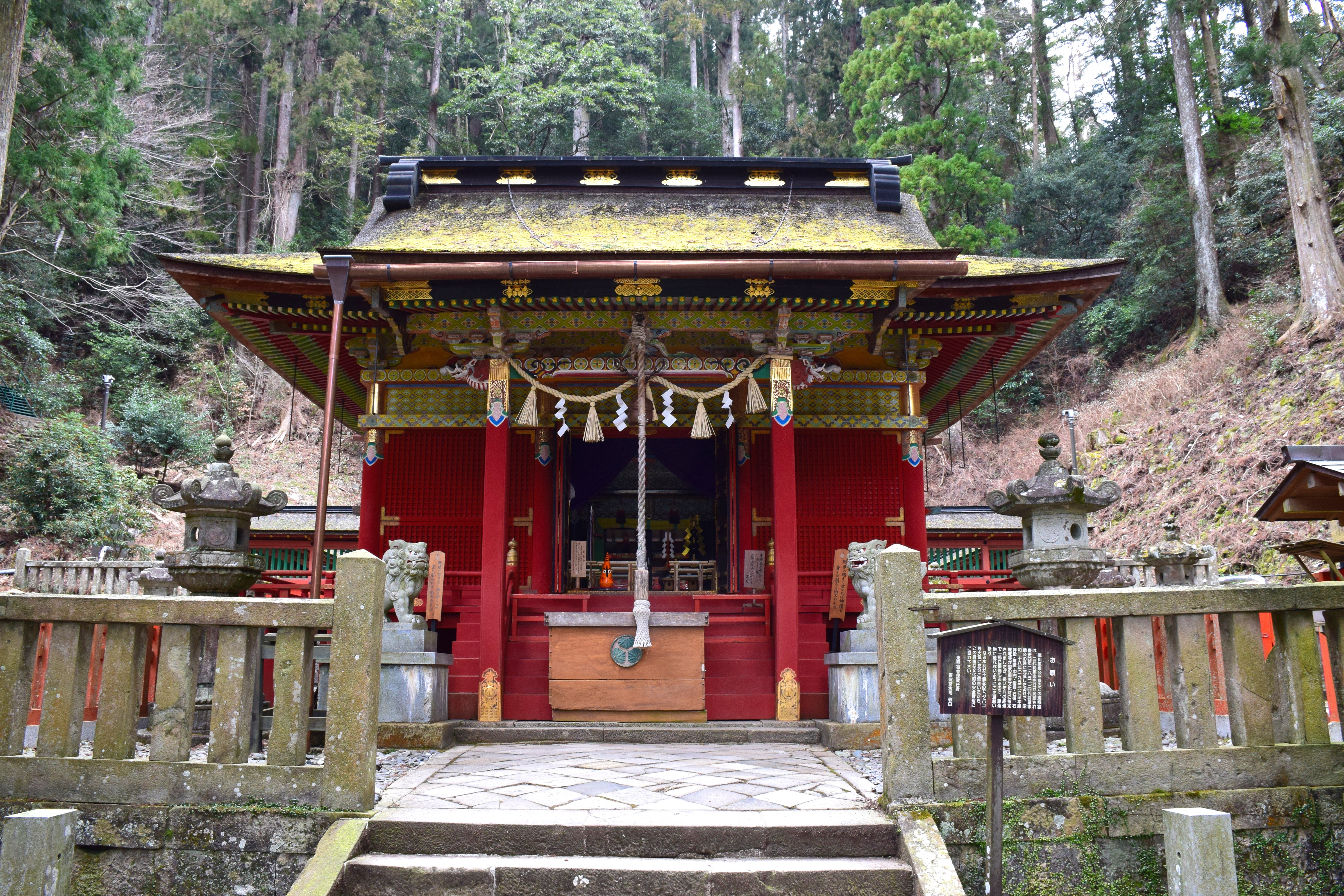
鳳来寺山東照宮
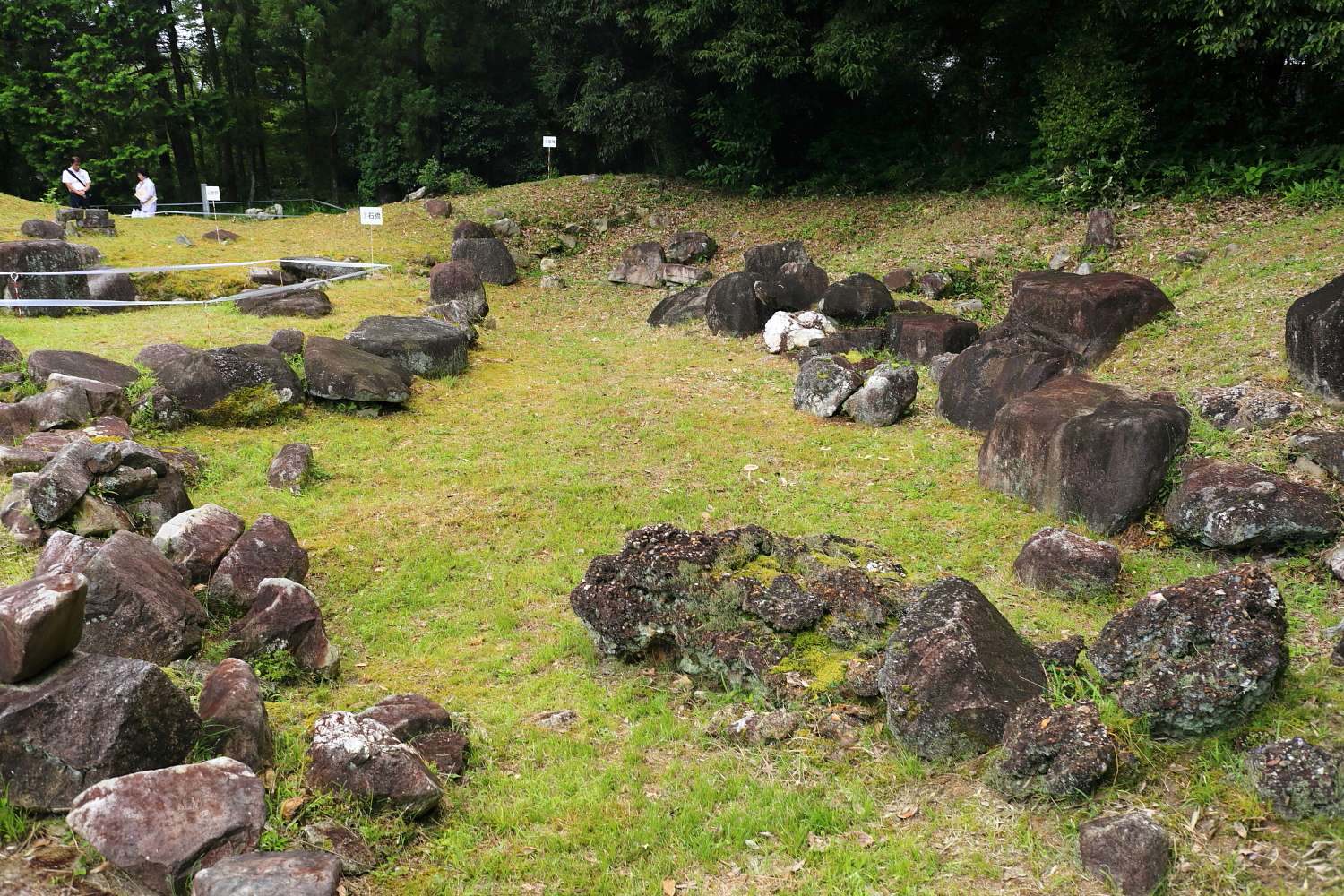
旧龍性院庭園

国の特別史跡
- 名古屋城跡

### 城郭
おもな城郭
- 名古屋城（名古屋市中区）
- 龍泉寺城（名古屋市守山区）
- 足助城（豊田市）
- 岡崎城（岡崎市）
- 黒田城（一宮市）
- 吉田城（豊橋市）
- 上条城（春日井市）
- 安祥城（安城市）
- 伊奈城（豊川市）
- 西尾城（西尾市）
- 刈谷城（刈谷市）
- 小牧山城（小牧市）
- 今村城（瀬戸市）
- 小折城（江南市）
- 蜂須賀城（あま市）
- 岩崎城（日進市）
- 大草城（知多市）
- 形原城（蒲郡市）
- 犬山城（犬山市）
- 沓掛城（豊明市）
- 清洲城（清須市）
- 田原城（田原市）
- 大野城（常滑市）
- 長篠城（新城市）

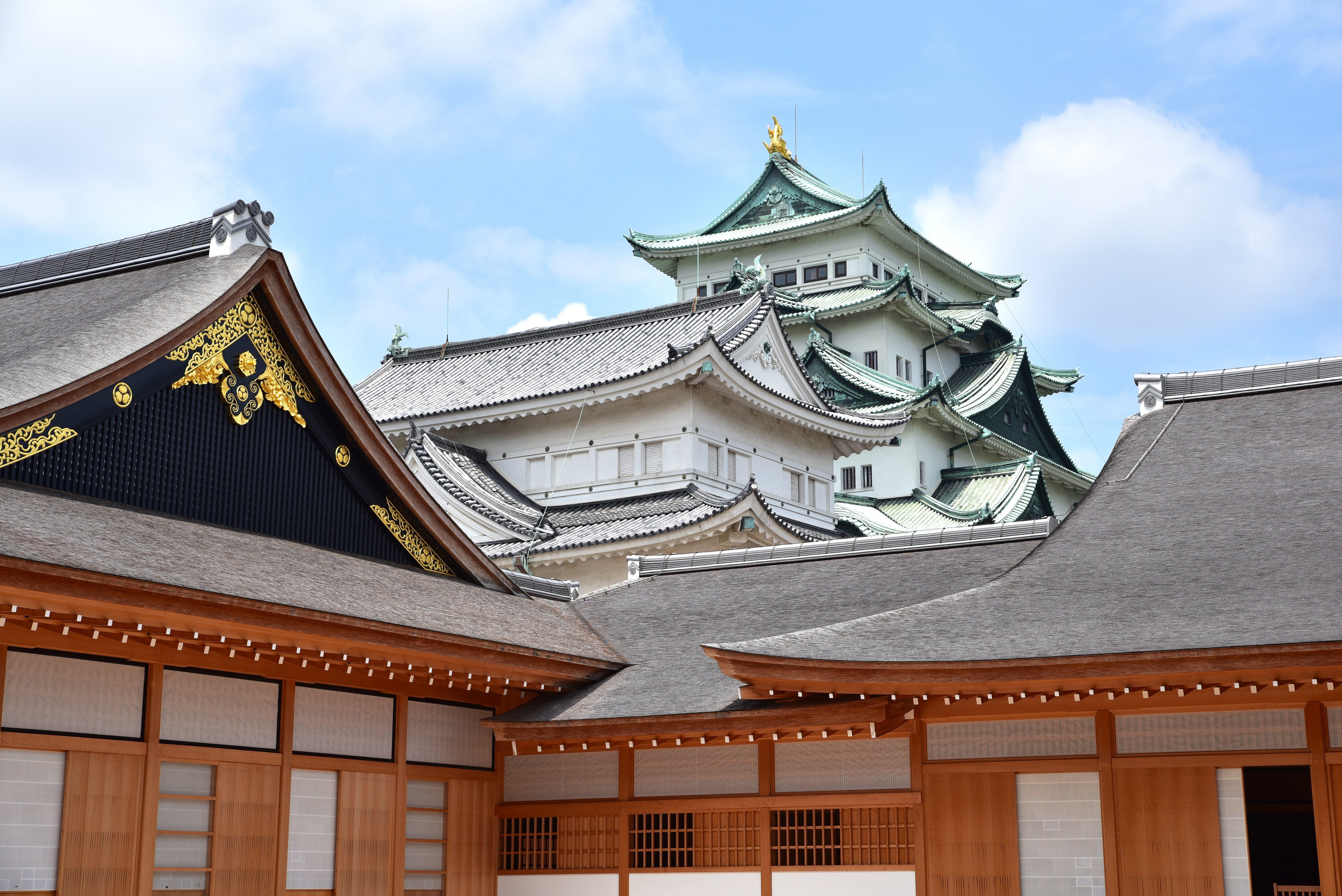
名古屋城
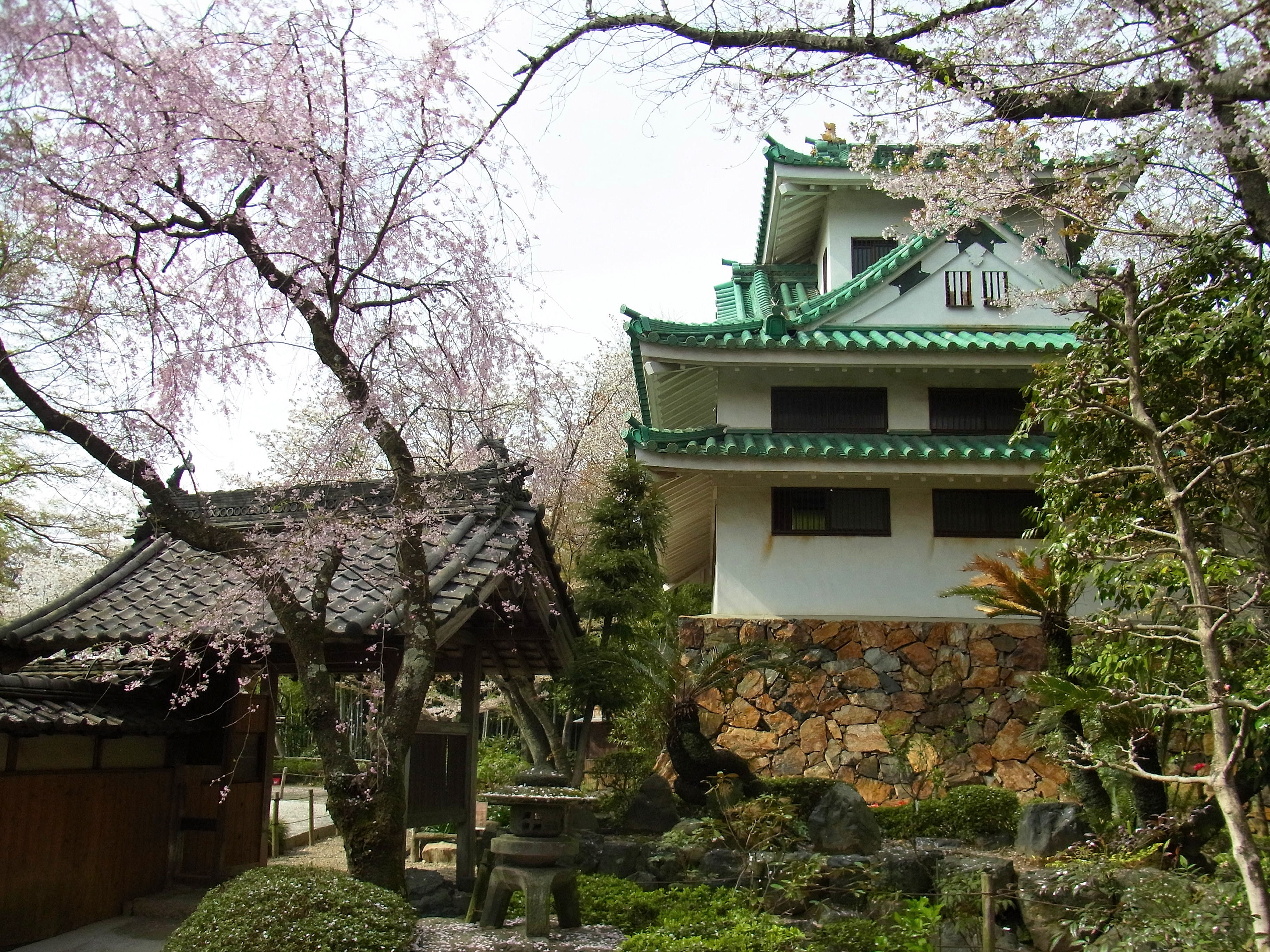
龍泉寺城
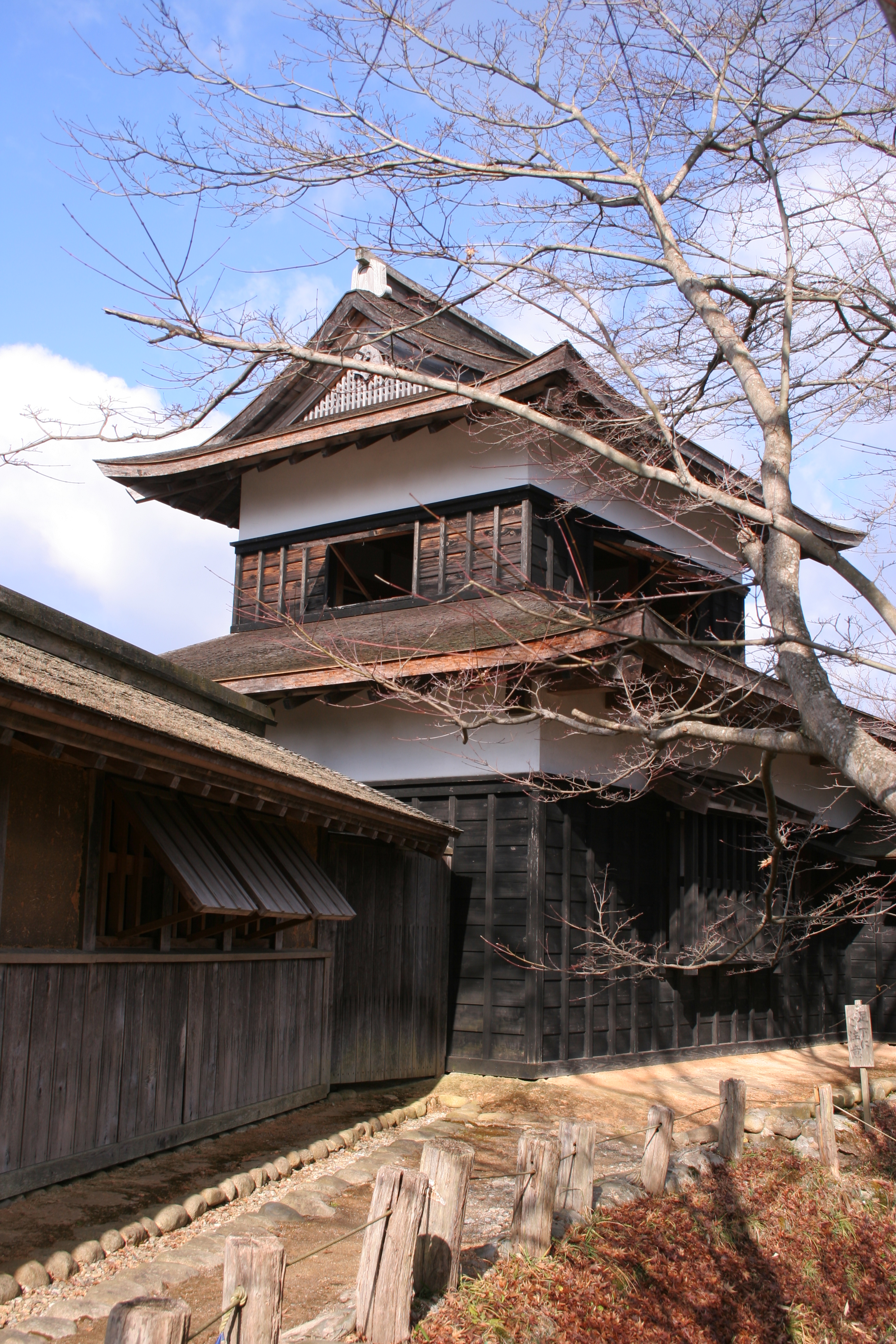
足助城
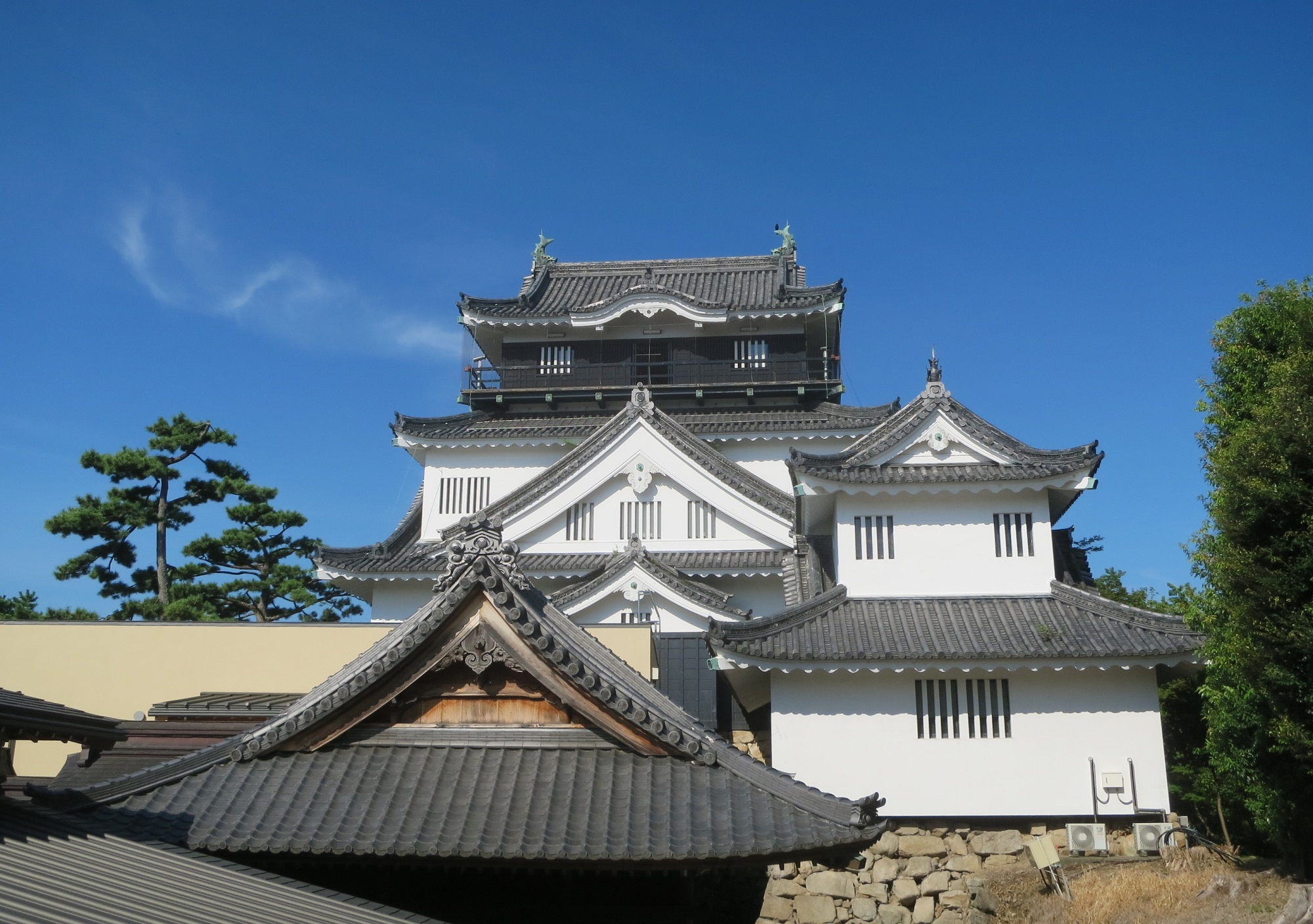
岡崎城
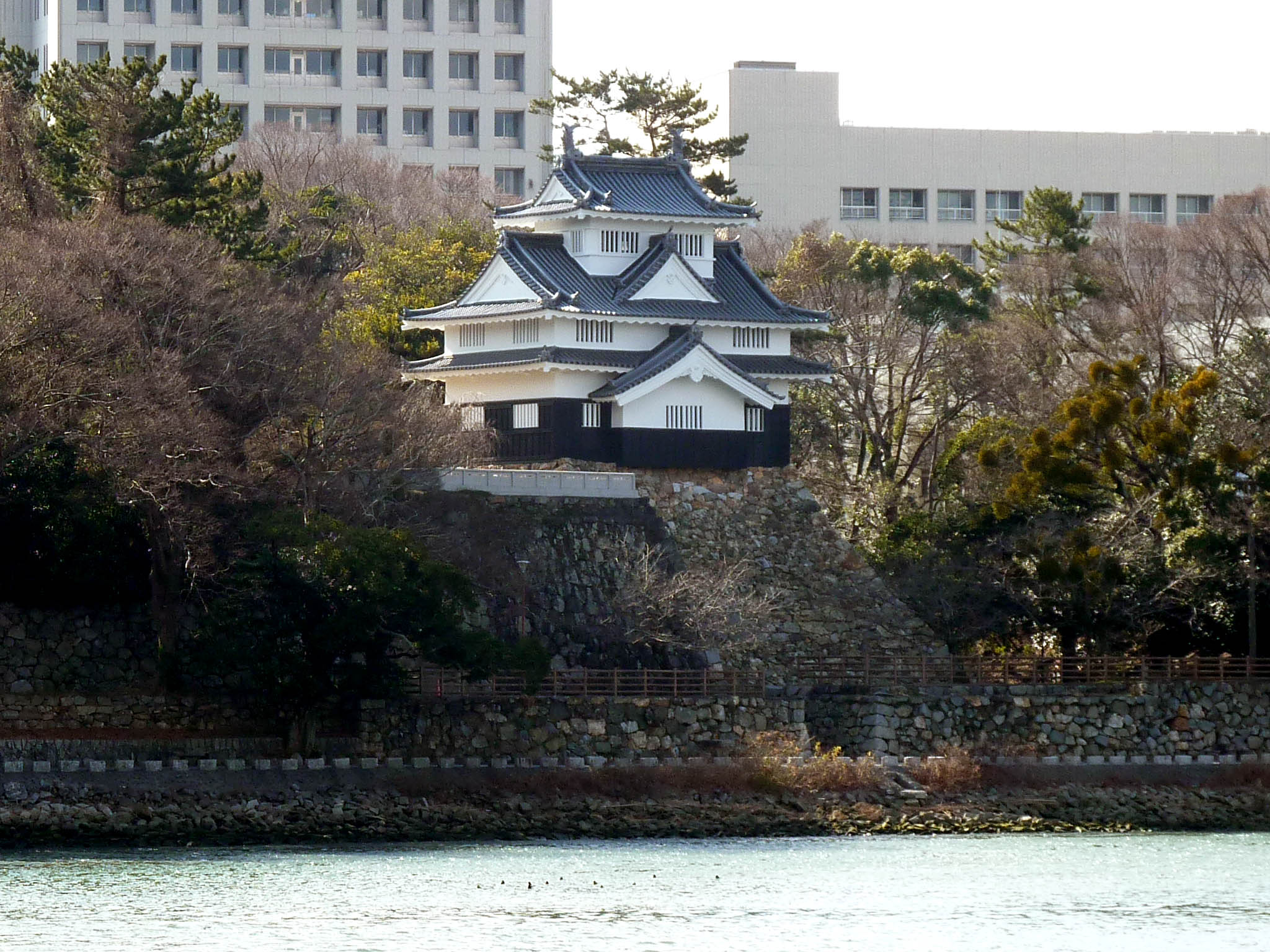
吉田城
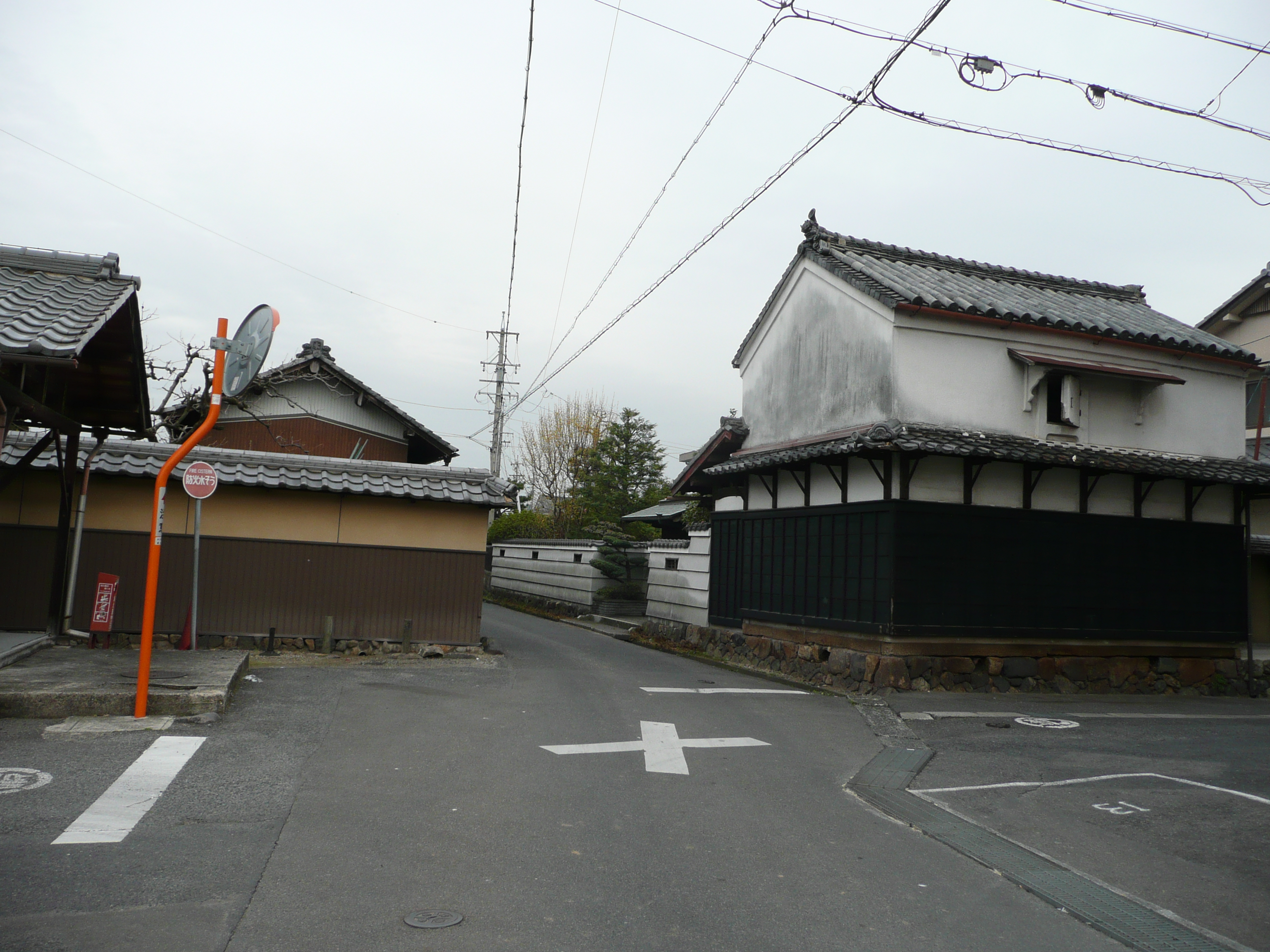
上条城
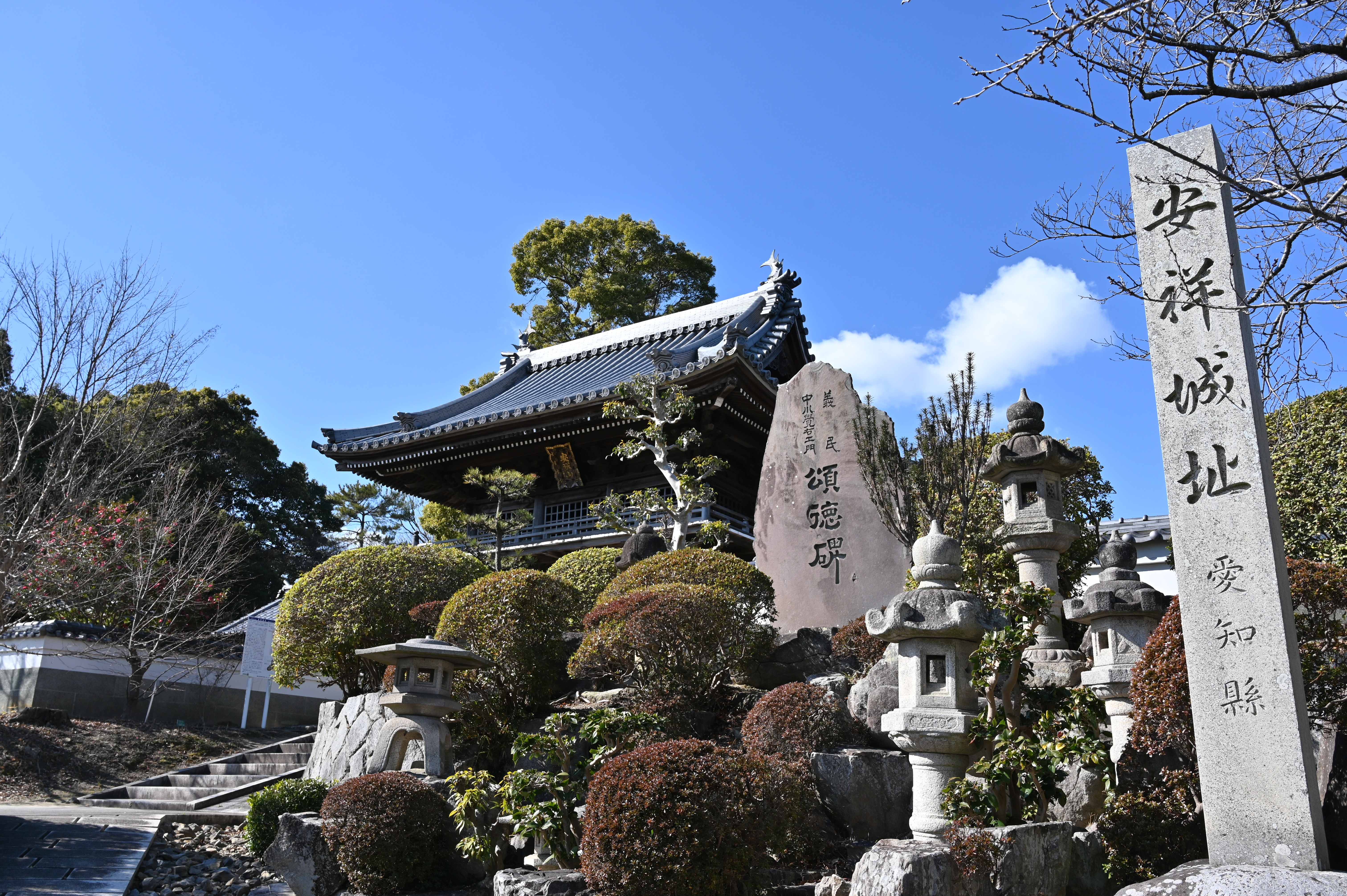
安祥城
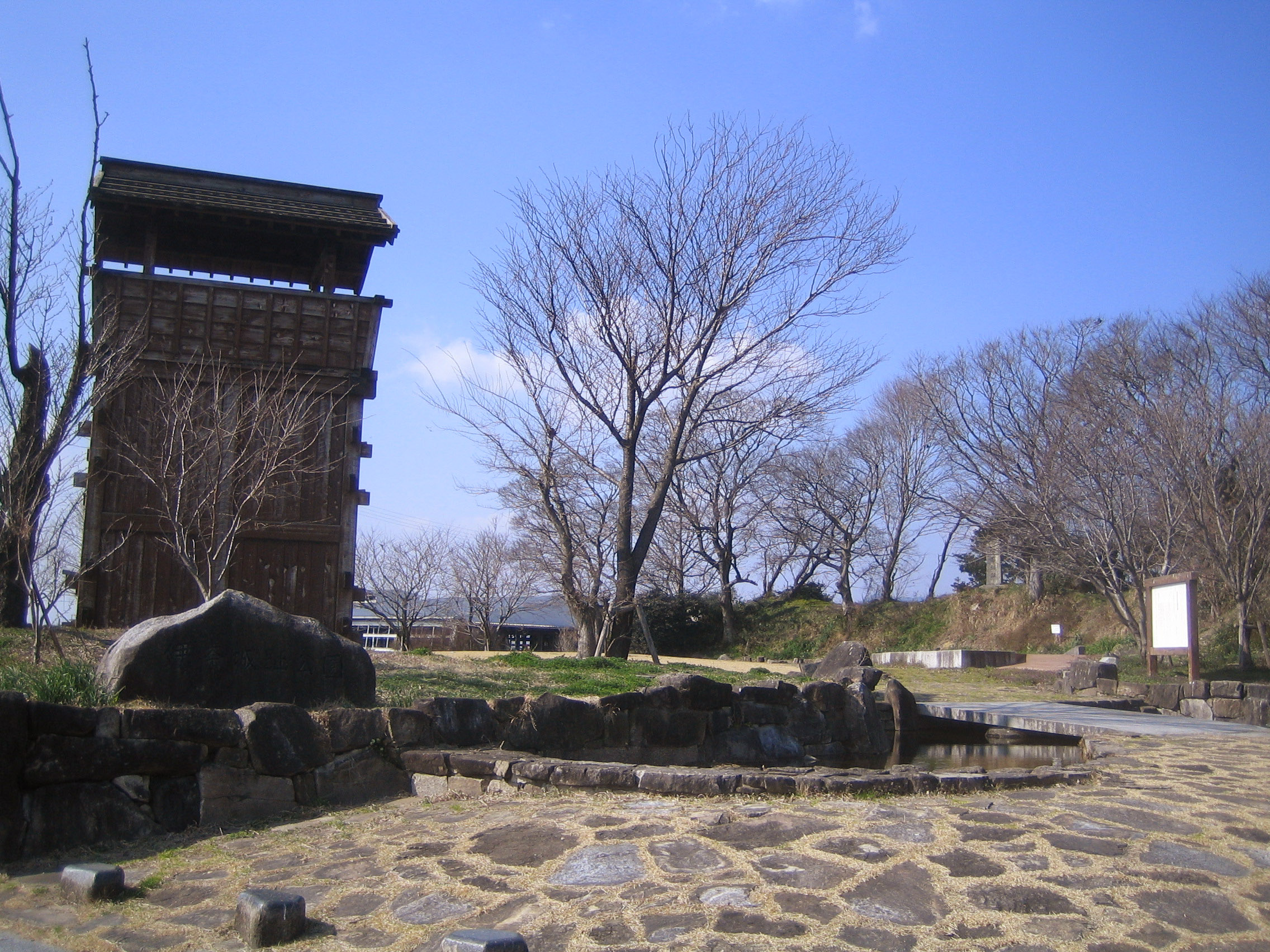
伊奈城
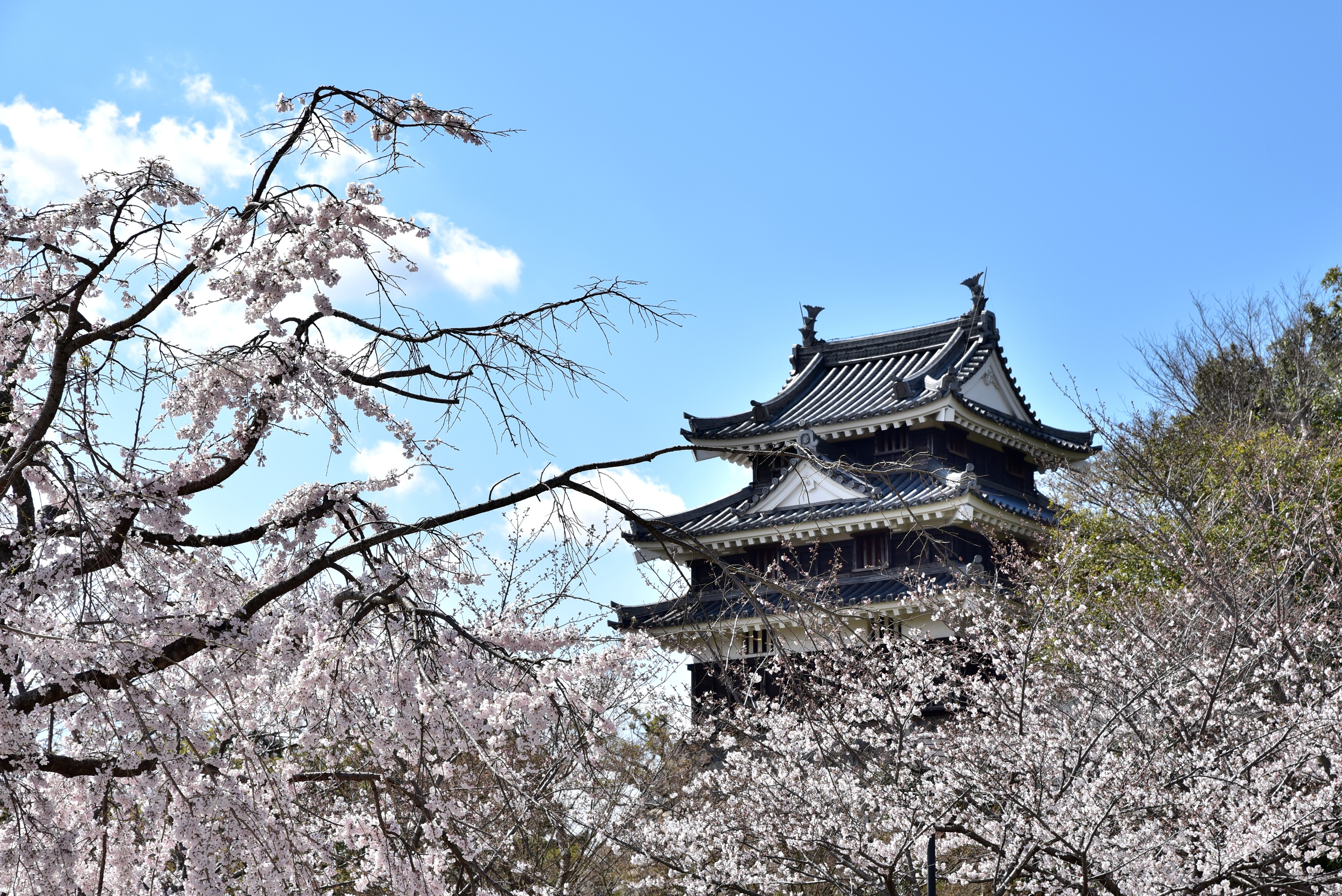
西尾城
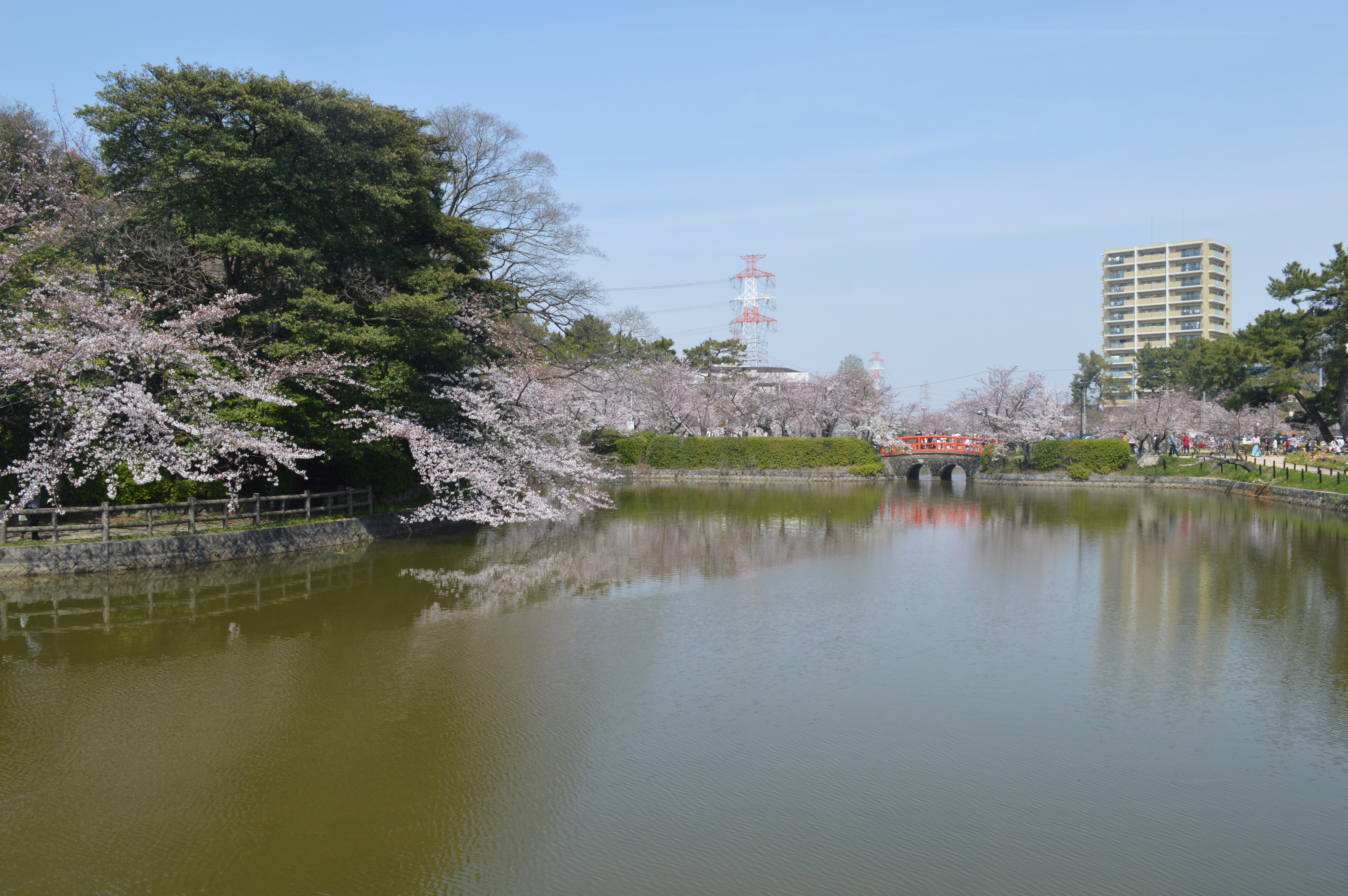
刈谷城
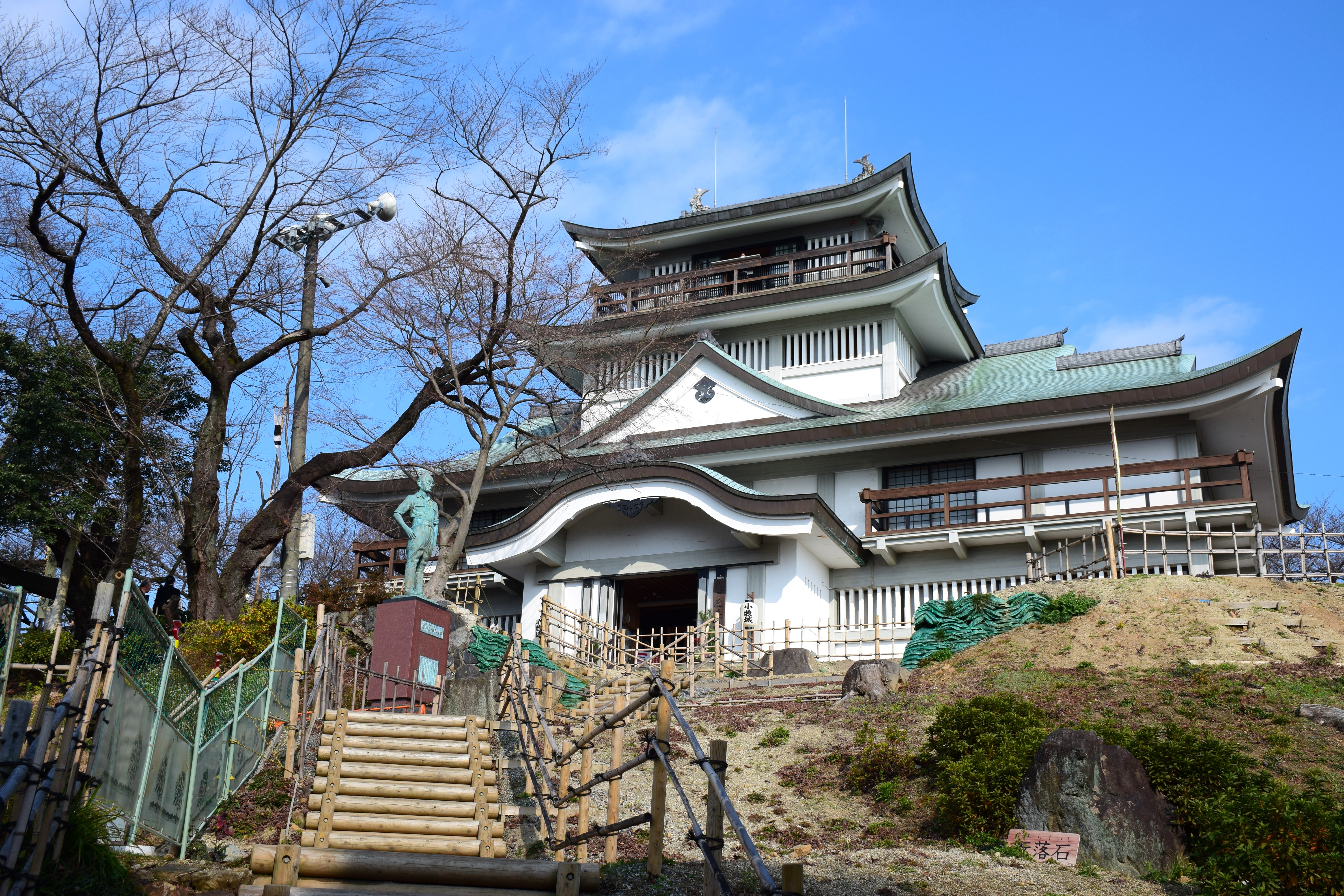
小牧山城
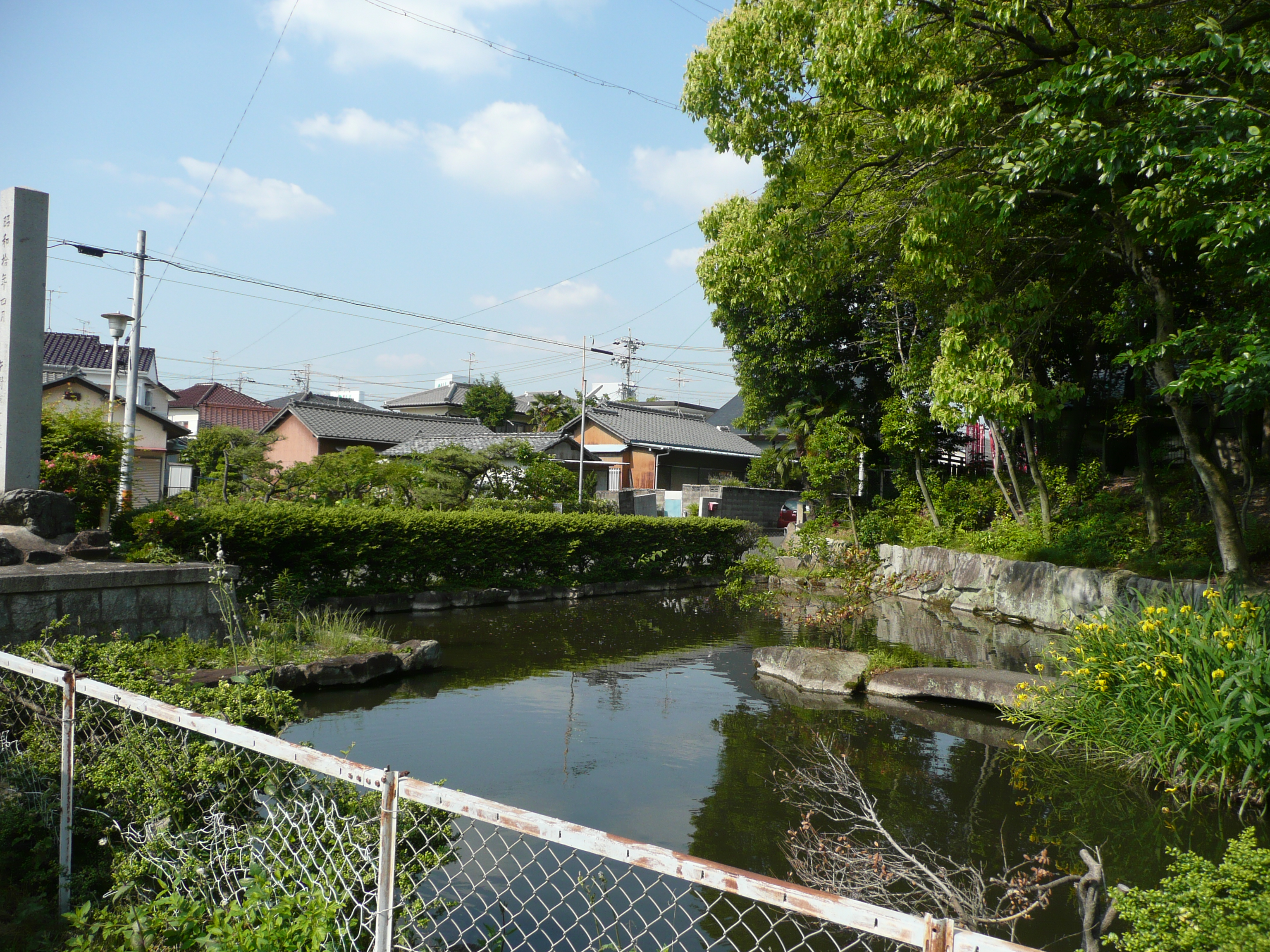
今村城
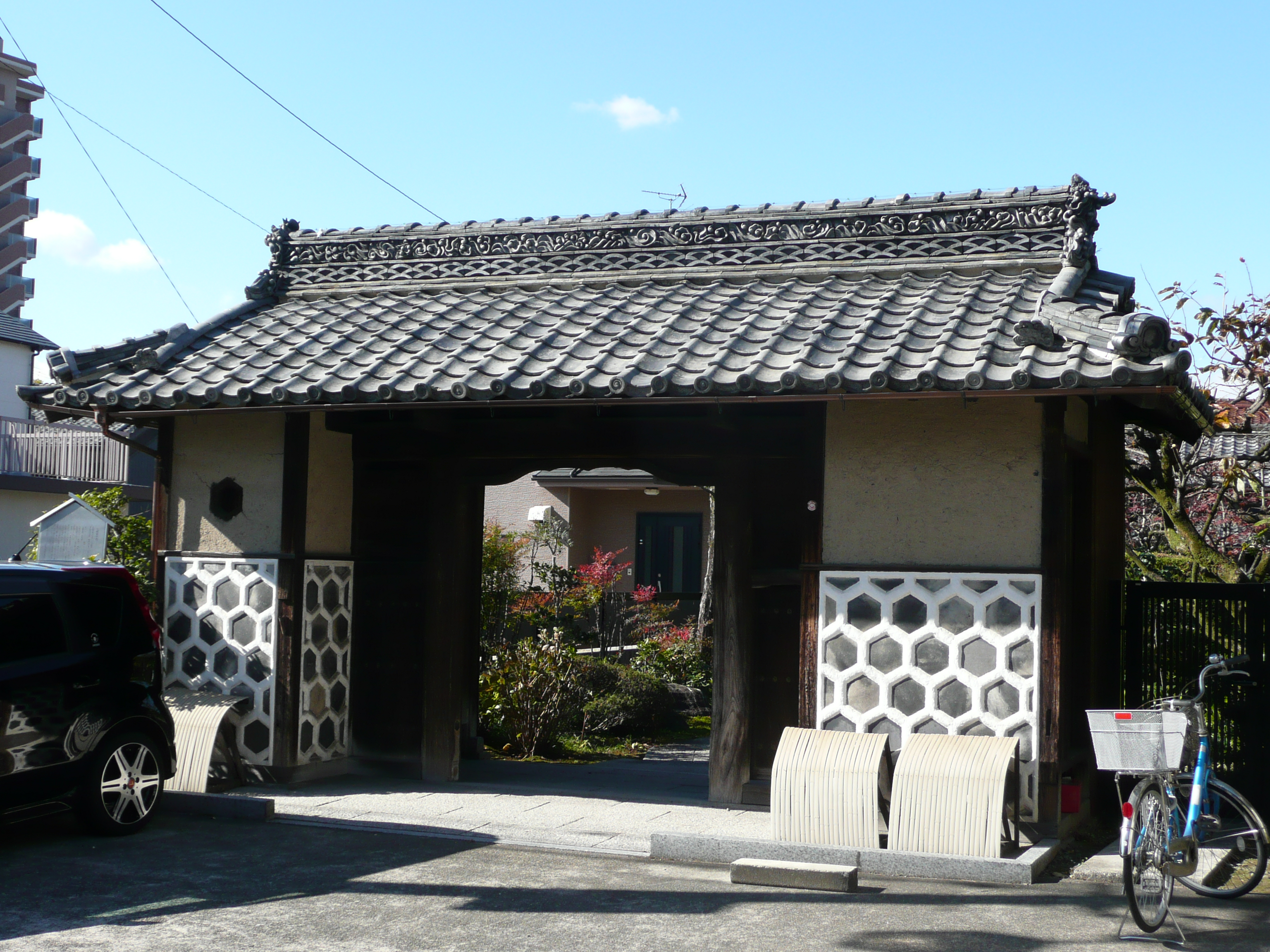
小折城
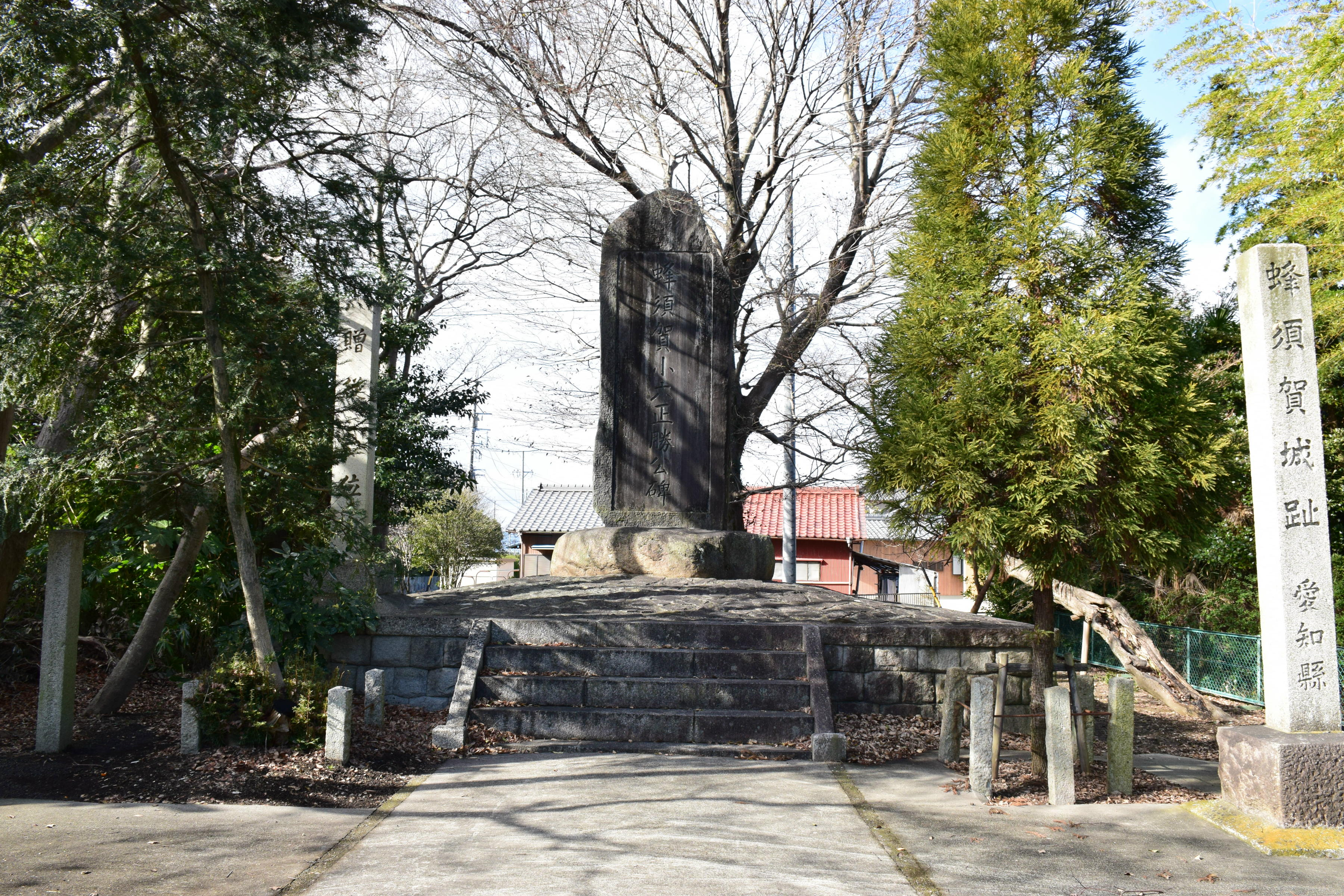
蜂須賀城
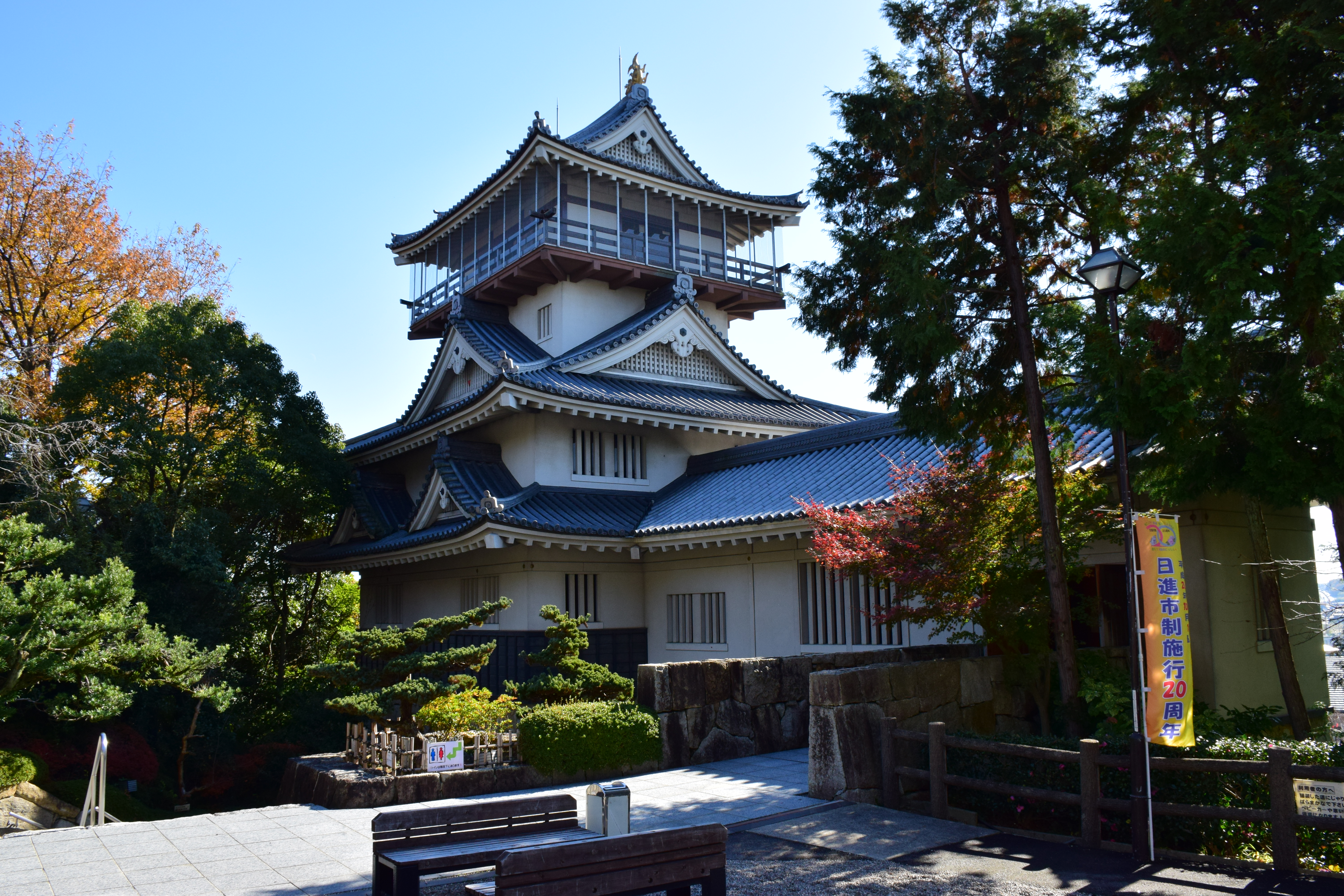
岩崎城
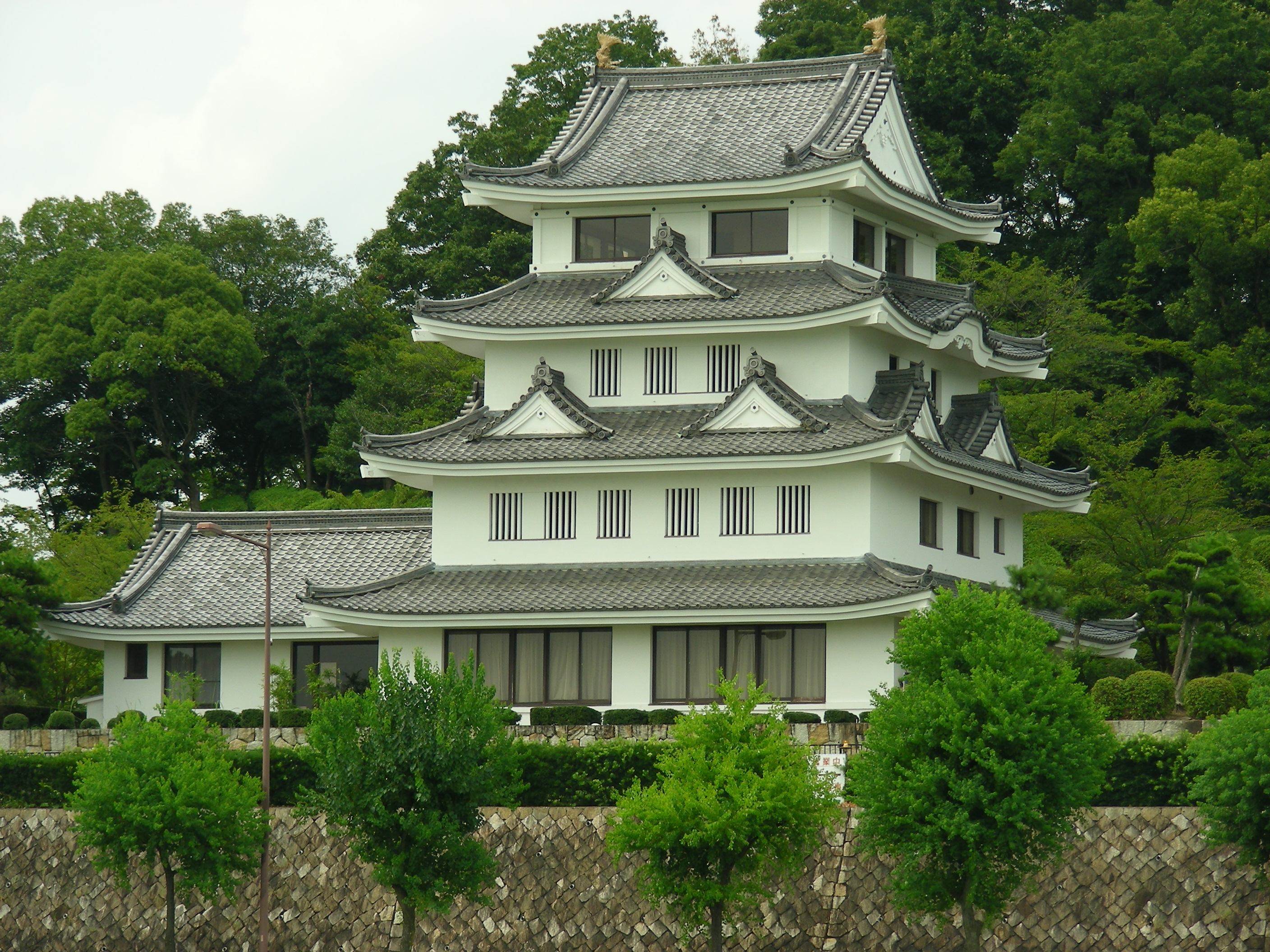
新居城
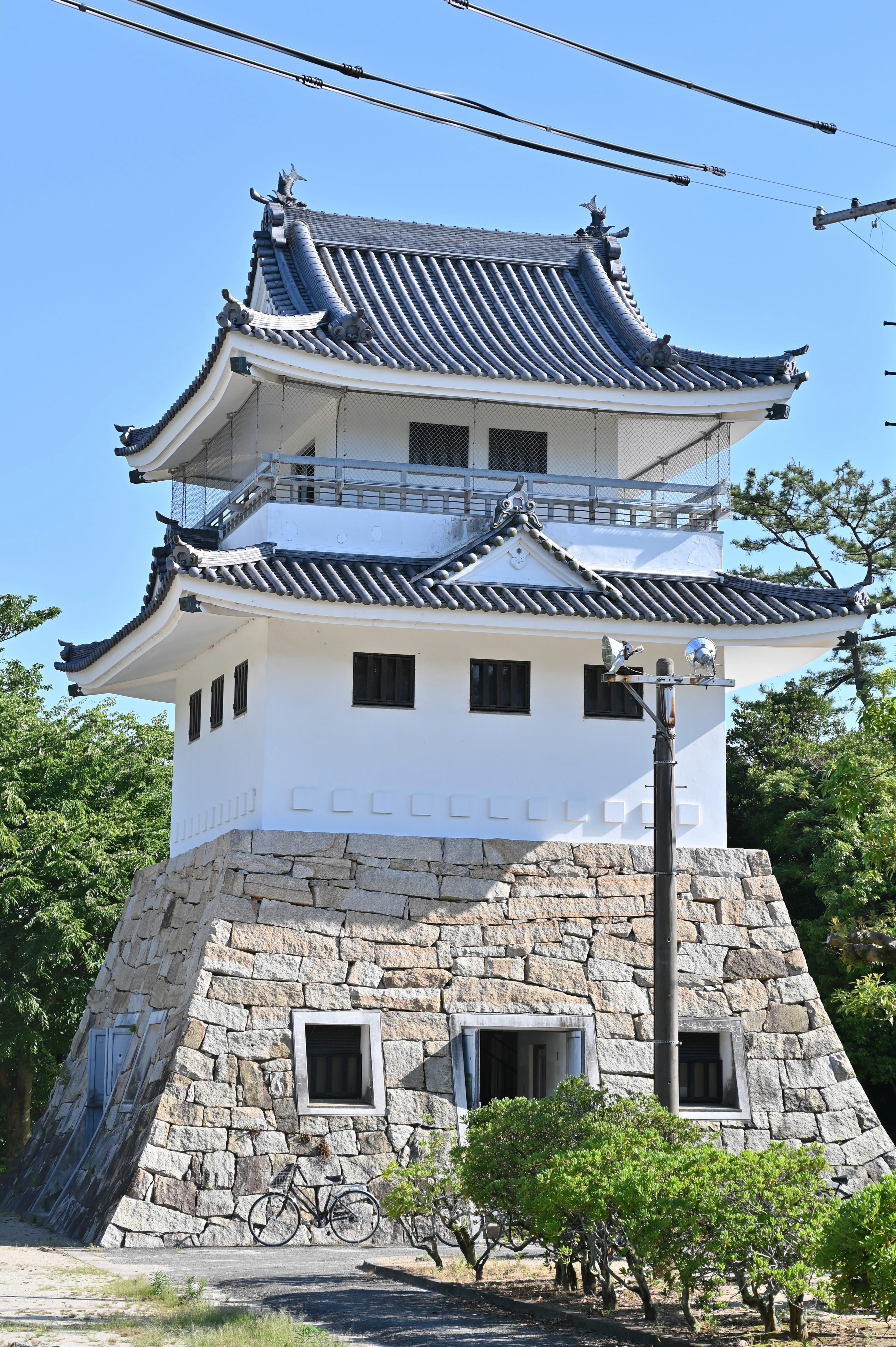
大草城
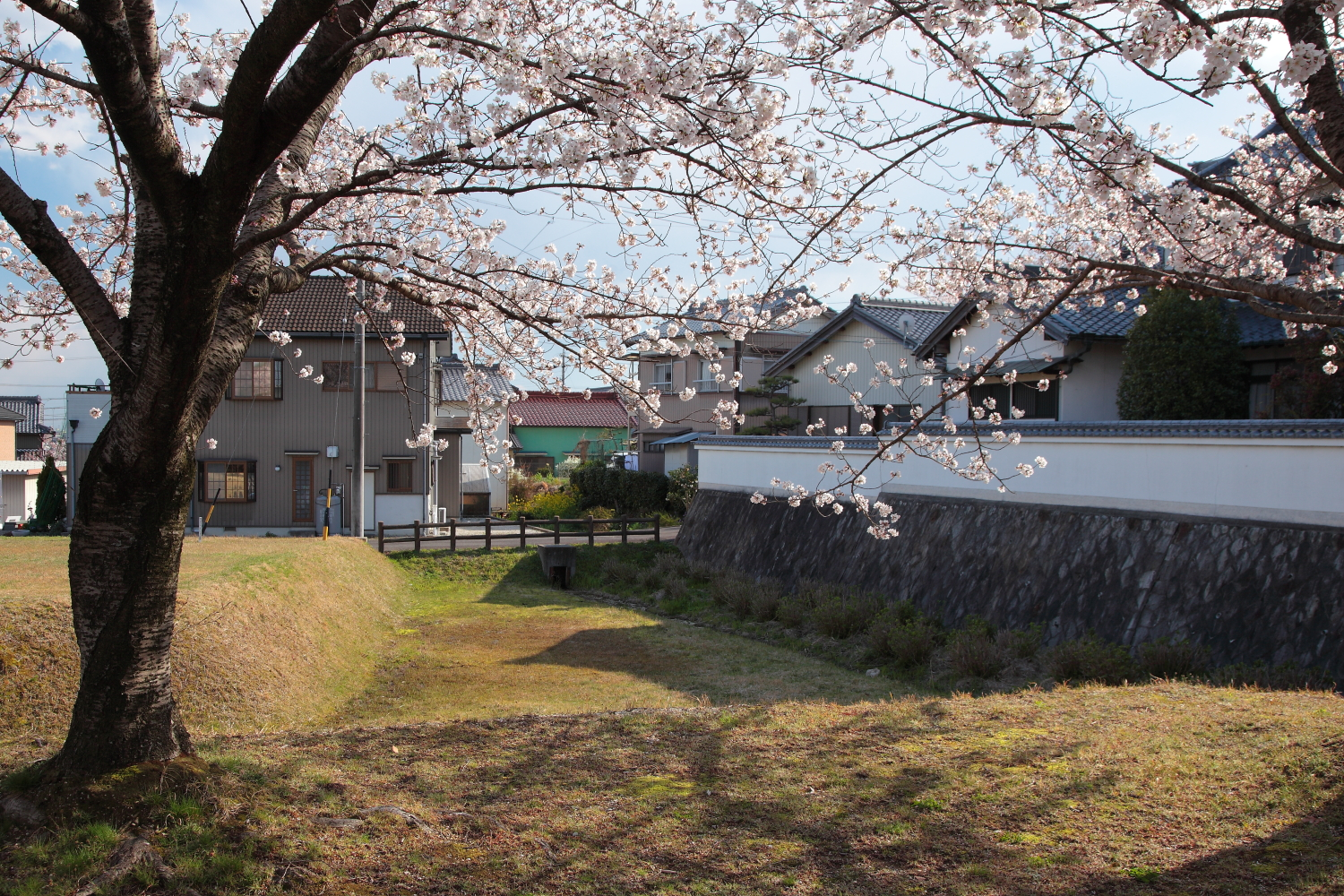
沓掛城
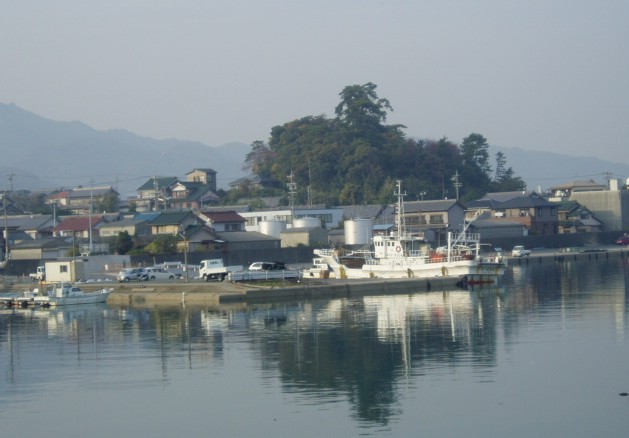
形原城
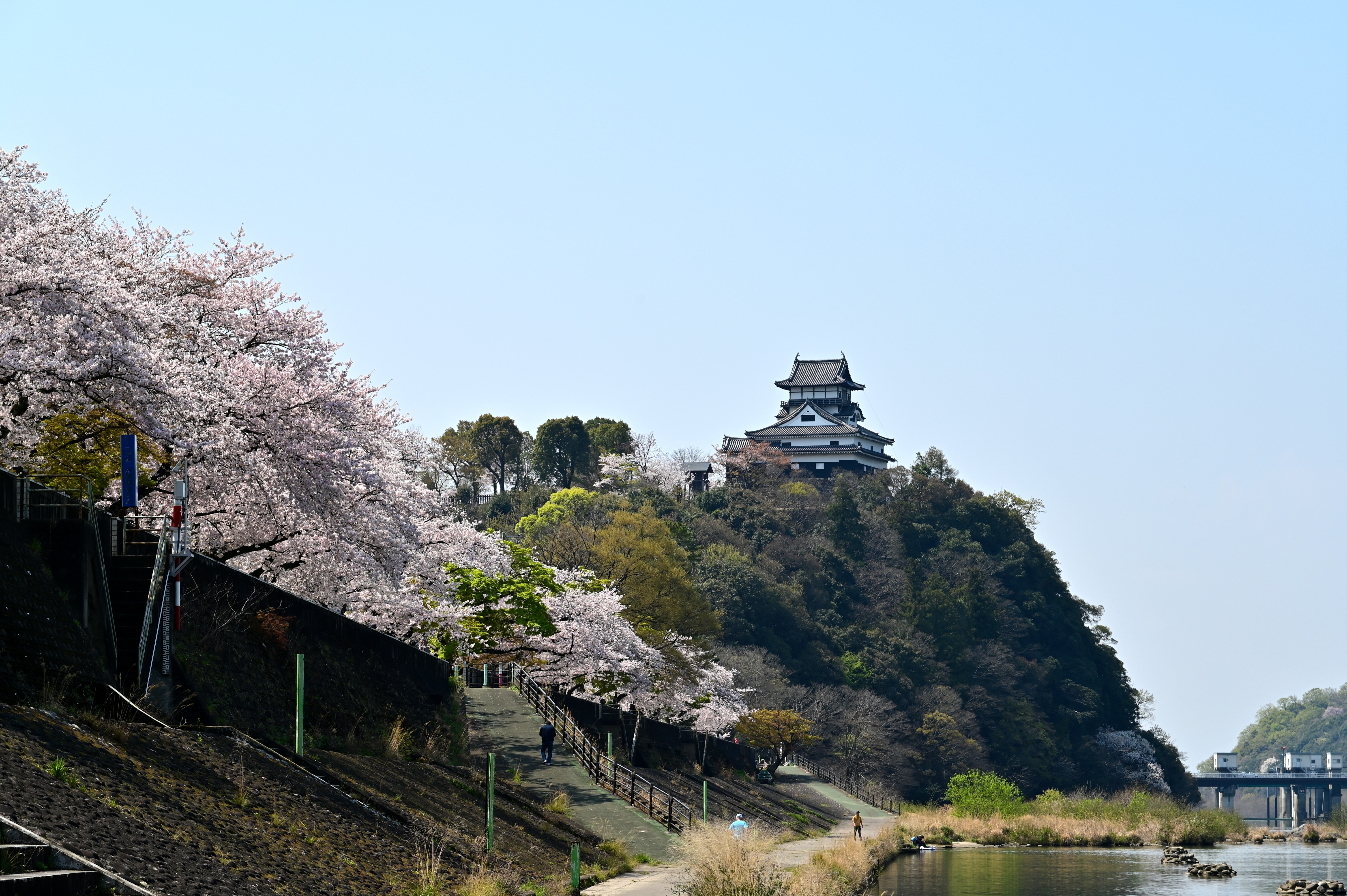
犬山城
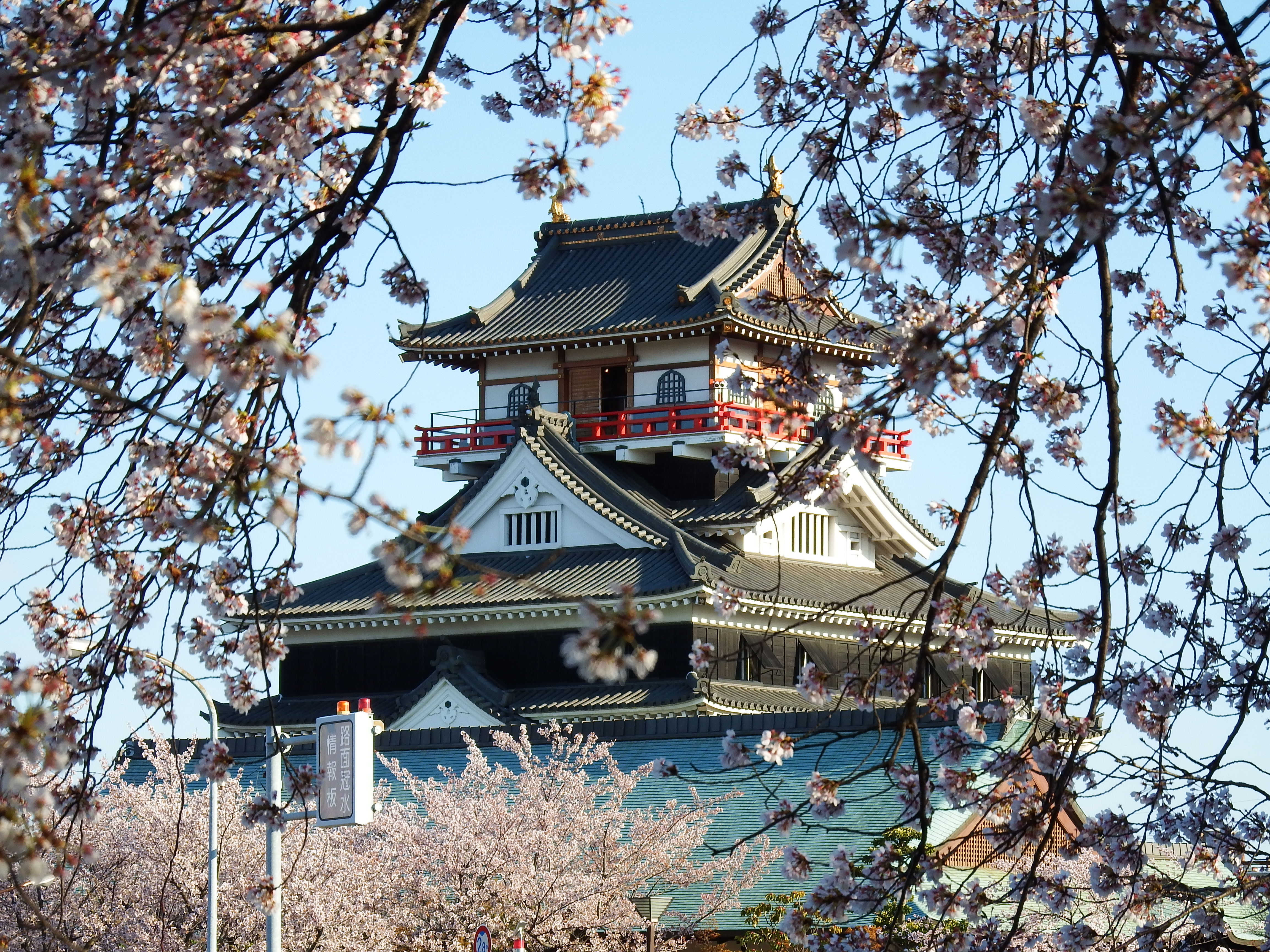
清洲城
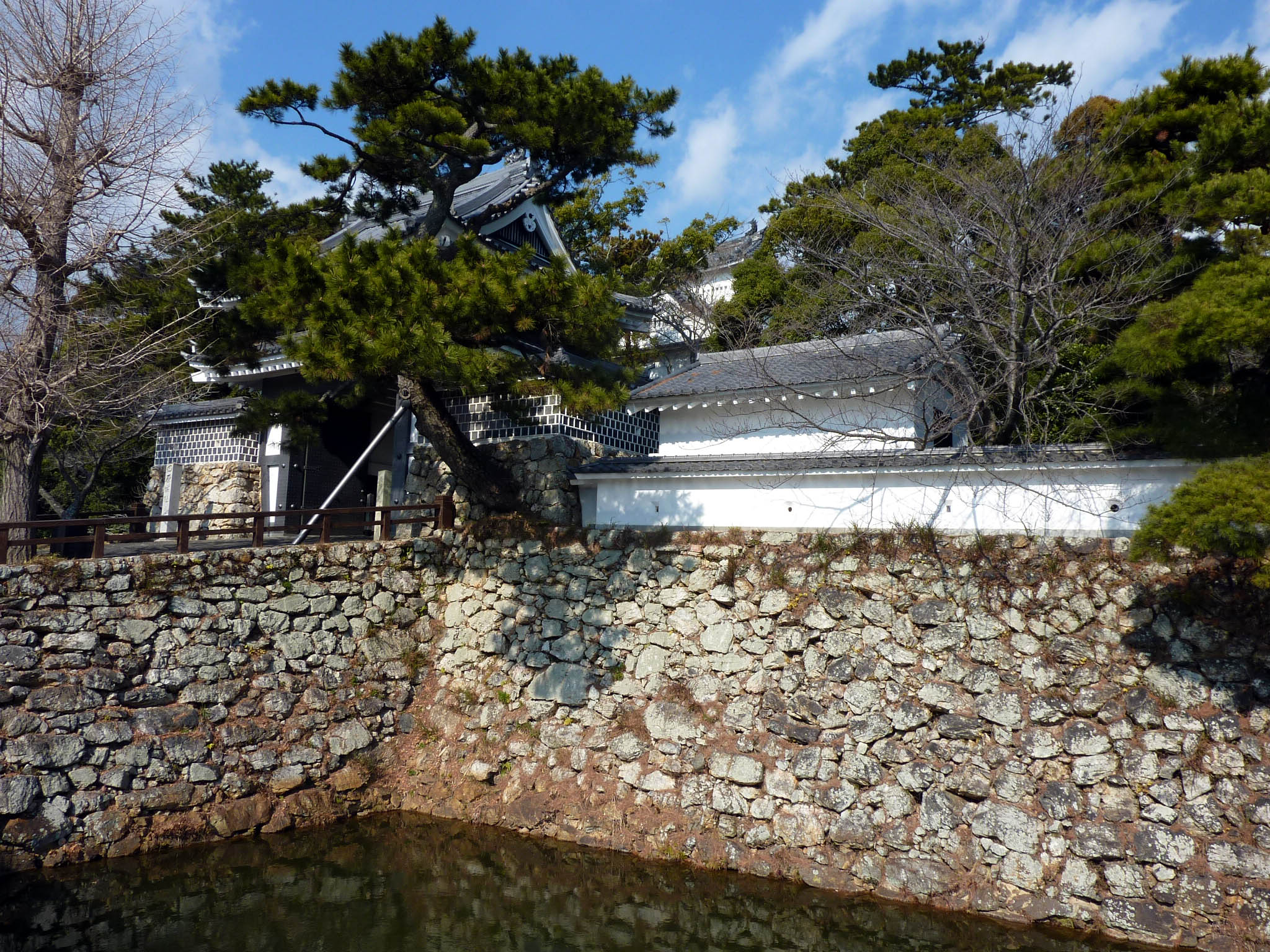
田原城
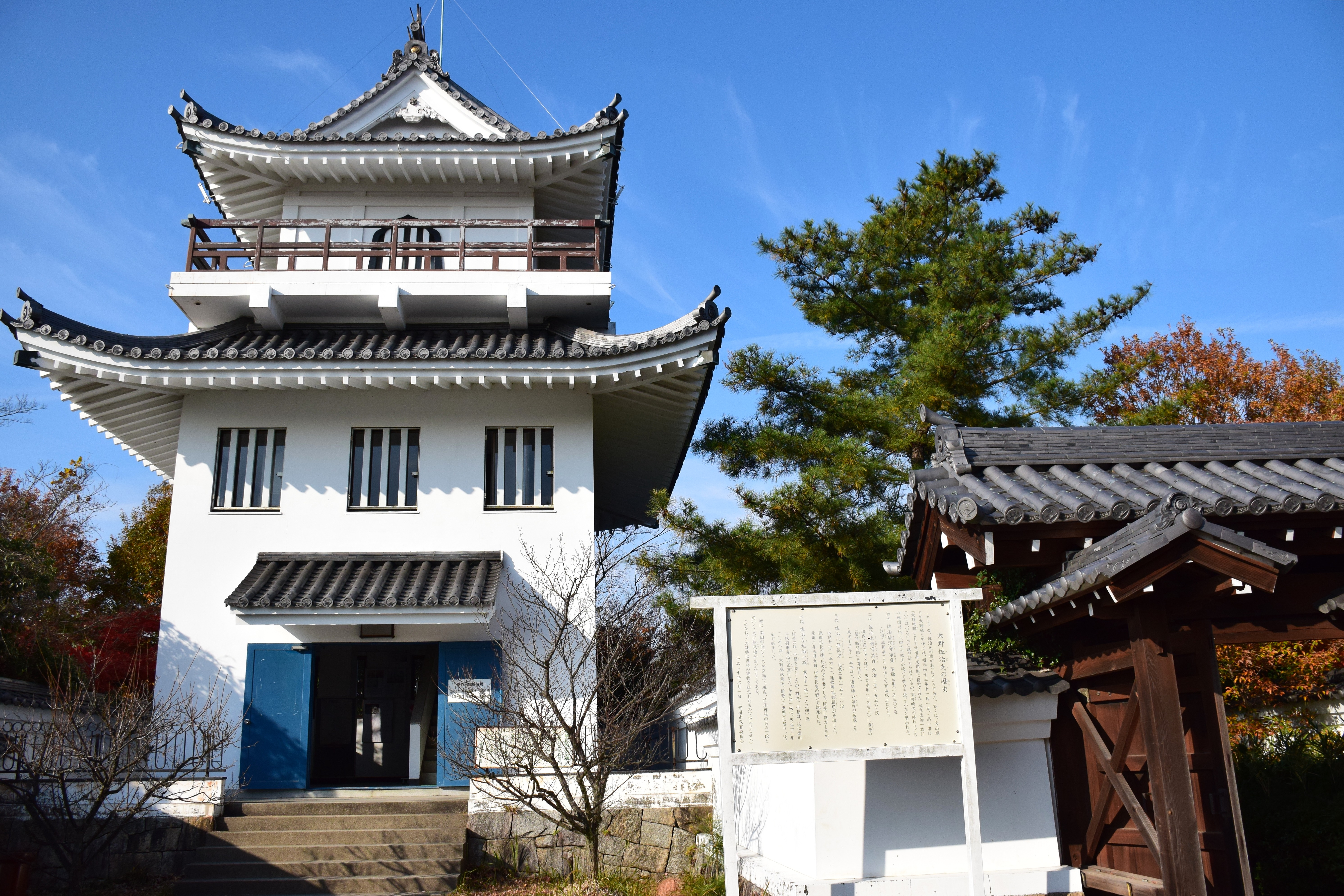
大野城
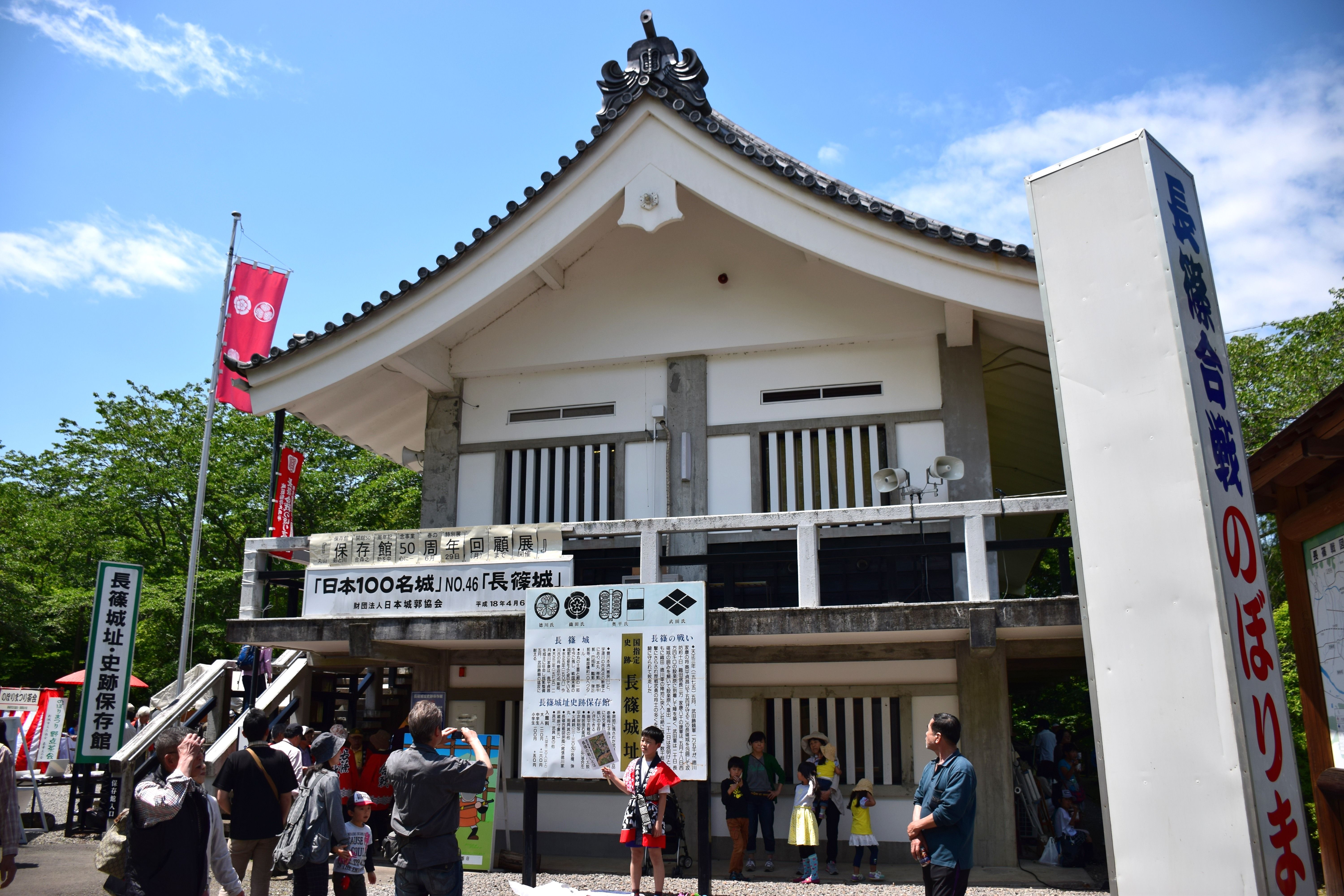
長篠城
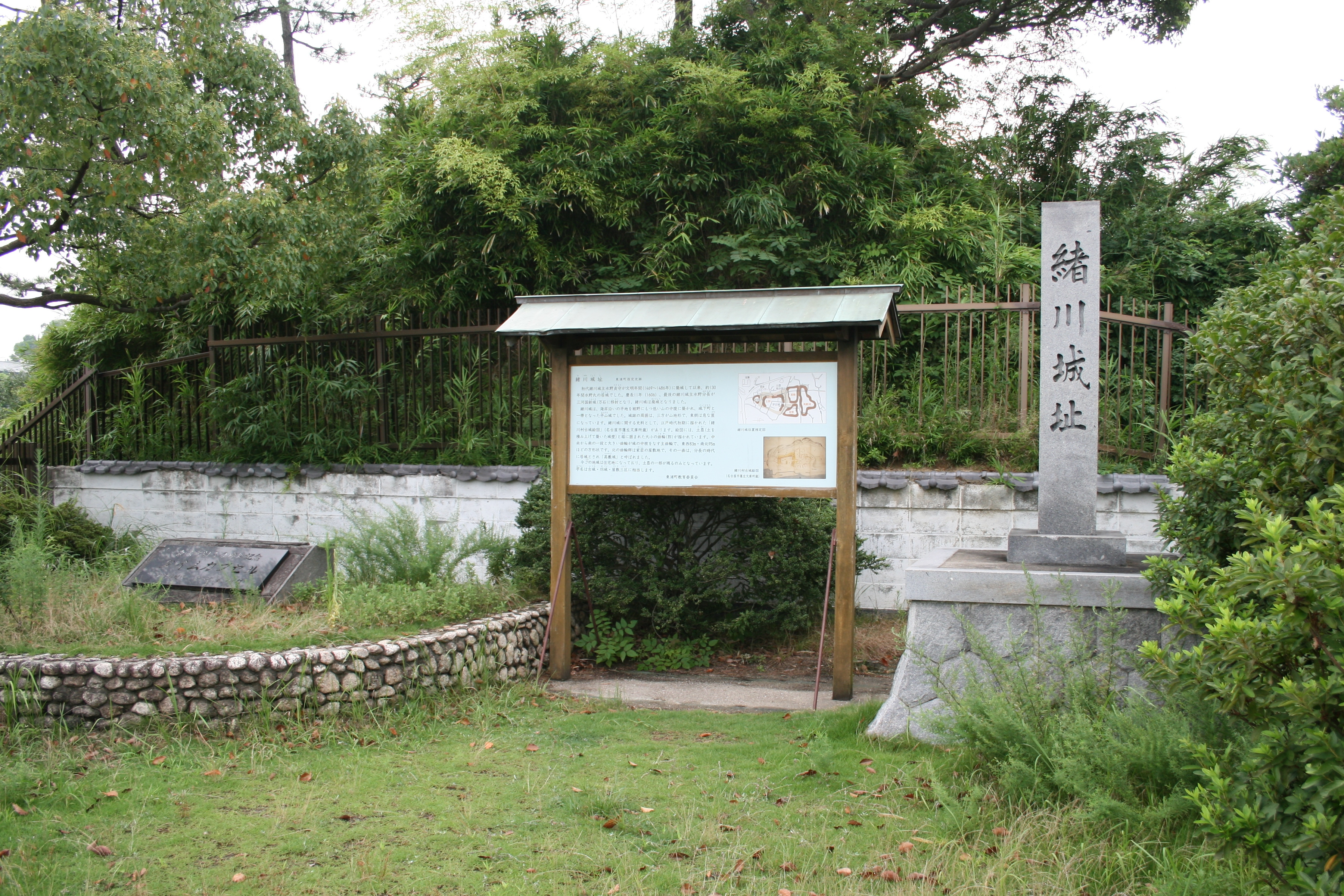
緒川城
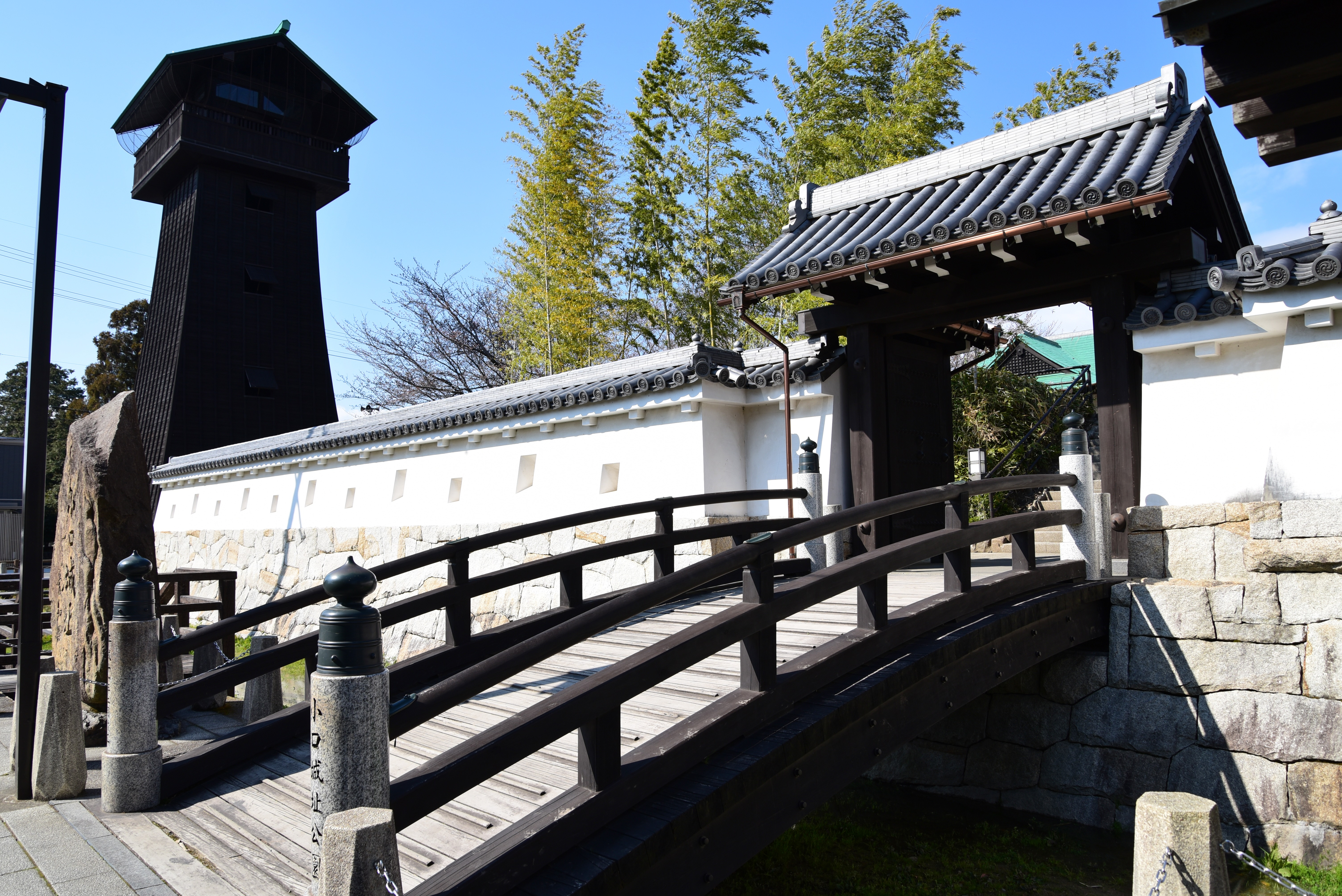
小口城
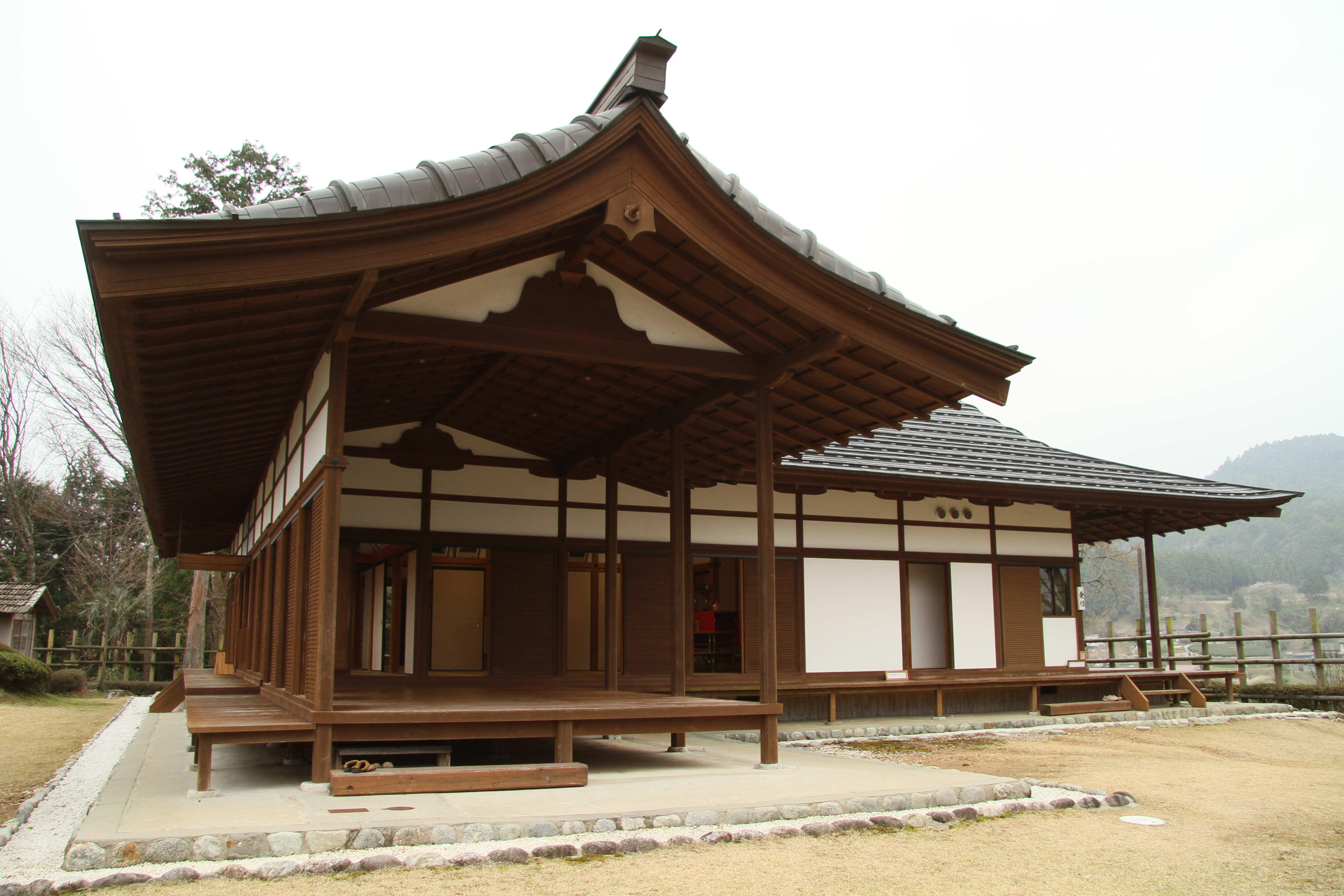
田峰城

### 神社

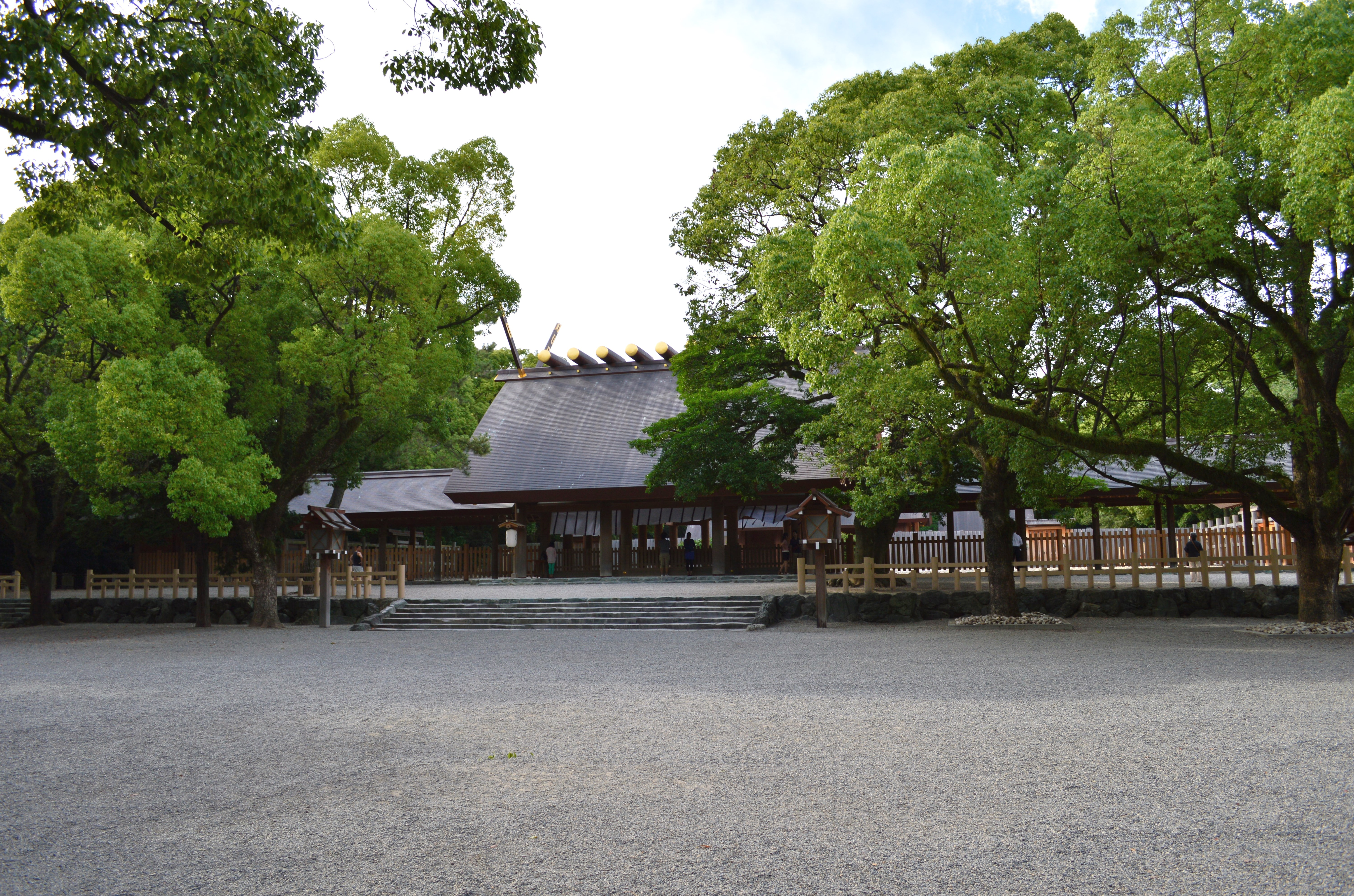
熱田神宮（名古屋市）
- 豊国神社 (名古屋市)
- 足助神社（豊田市）
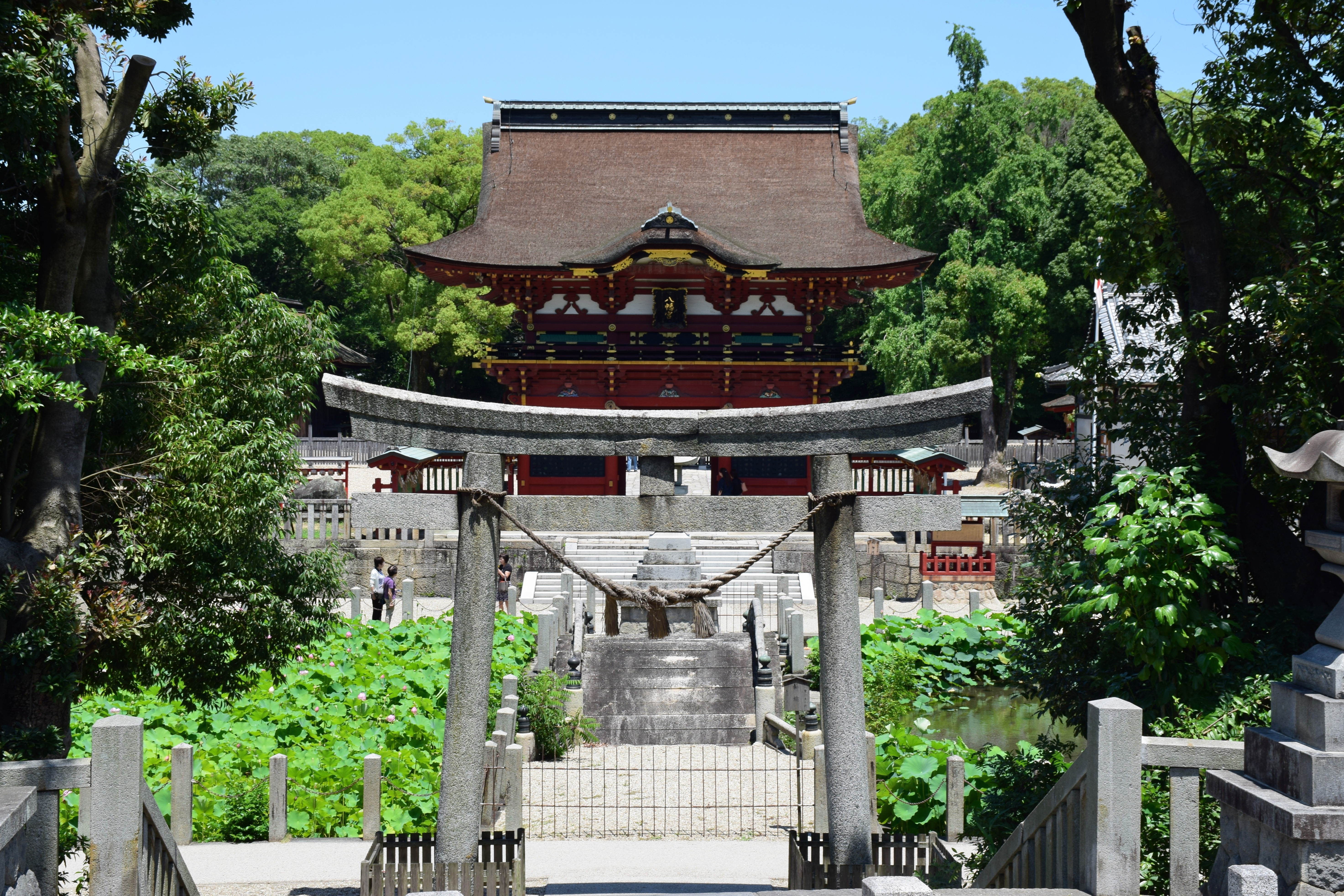
足助八幡宮（豊田市）
- 伊賀八幡宮（岡崎市）
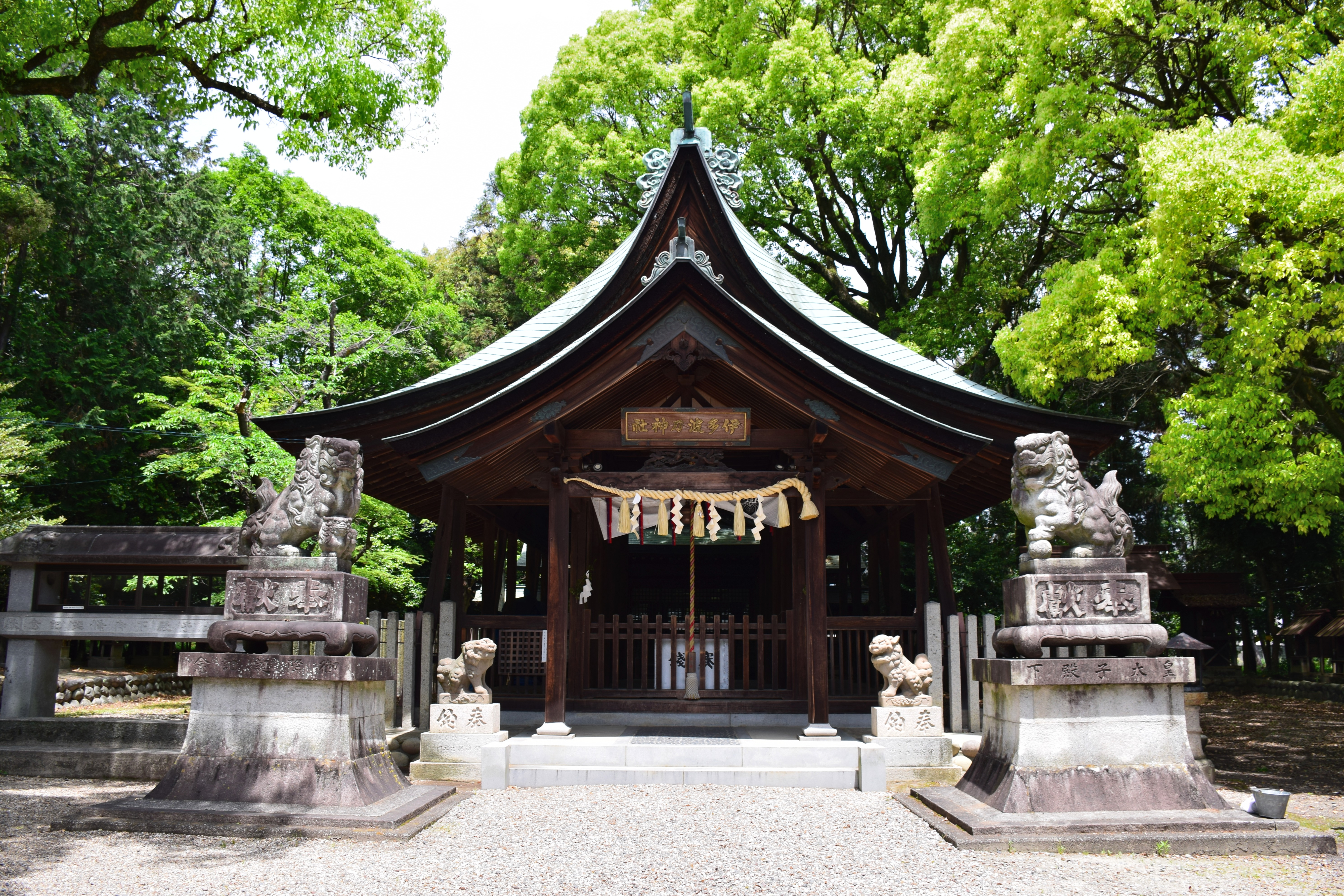
伊多波刀神社（春日井市）
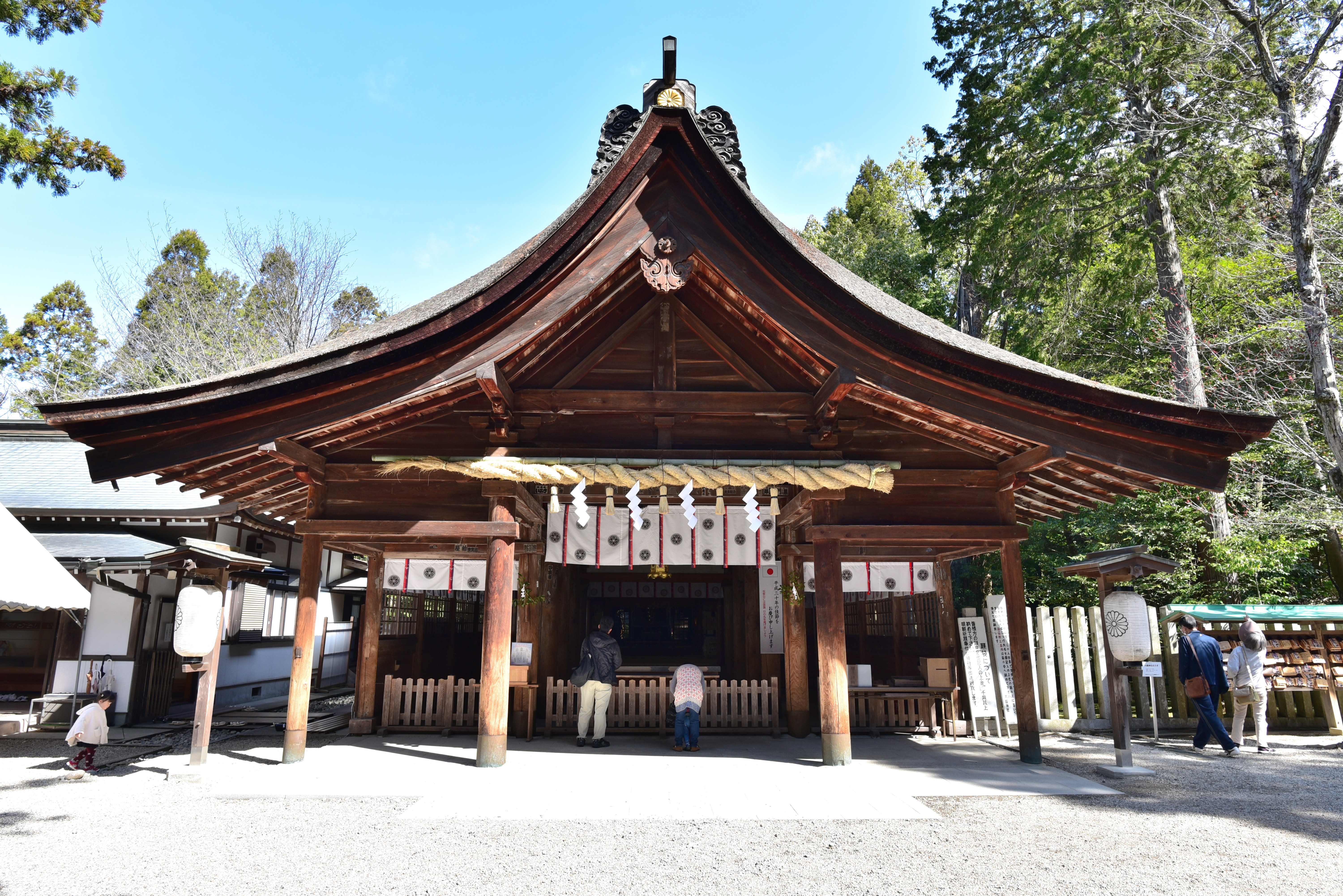
市原稲荷神社（刈谷市）
- 石刀神社（一宮市）
- 上地八幡宮（岡崎市）
- 内々神社（春日井市）
- 大縣神社（犬山市）
- 桶狭間神明社（名古屋市）
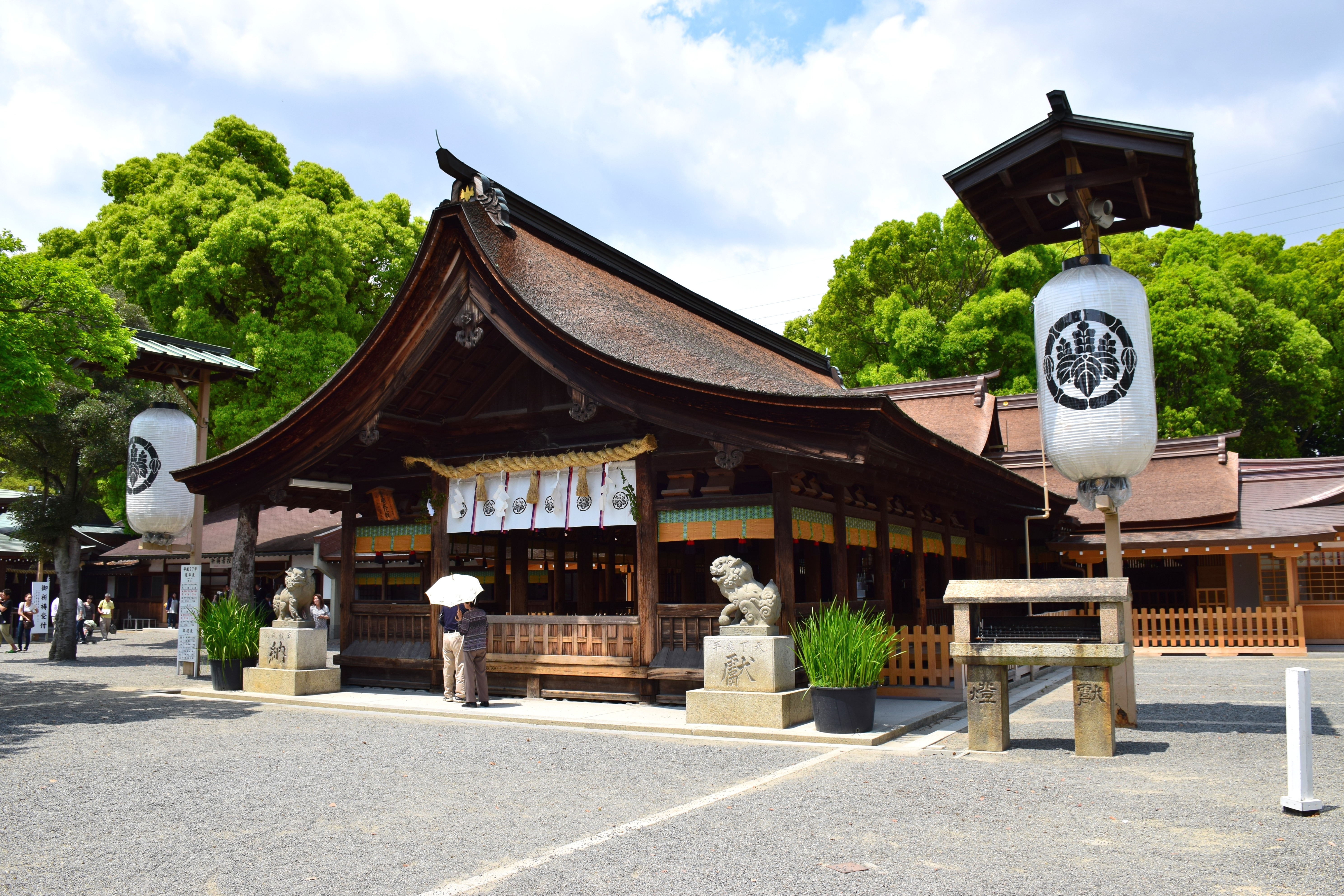
尾張大国霊神社（稲沢市）
- 尾張戸神社（名古屋市）
- 賀茂神社（豊橋市）
- 萱津神社（あま市）
- 挙母神社（豊田市）
- 猿投神社（豊田市）
- 城山八幡宮（名古屋市）
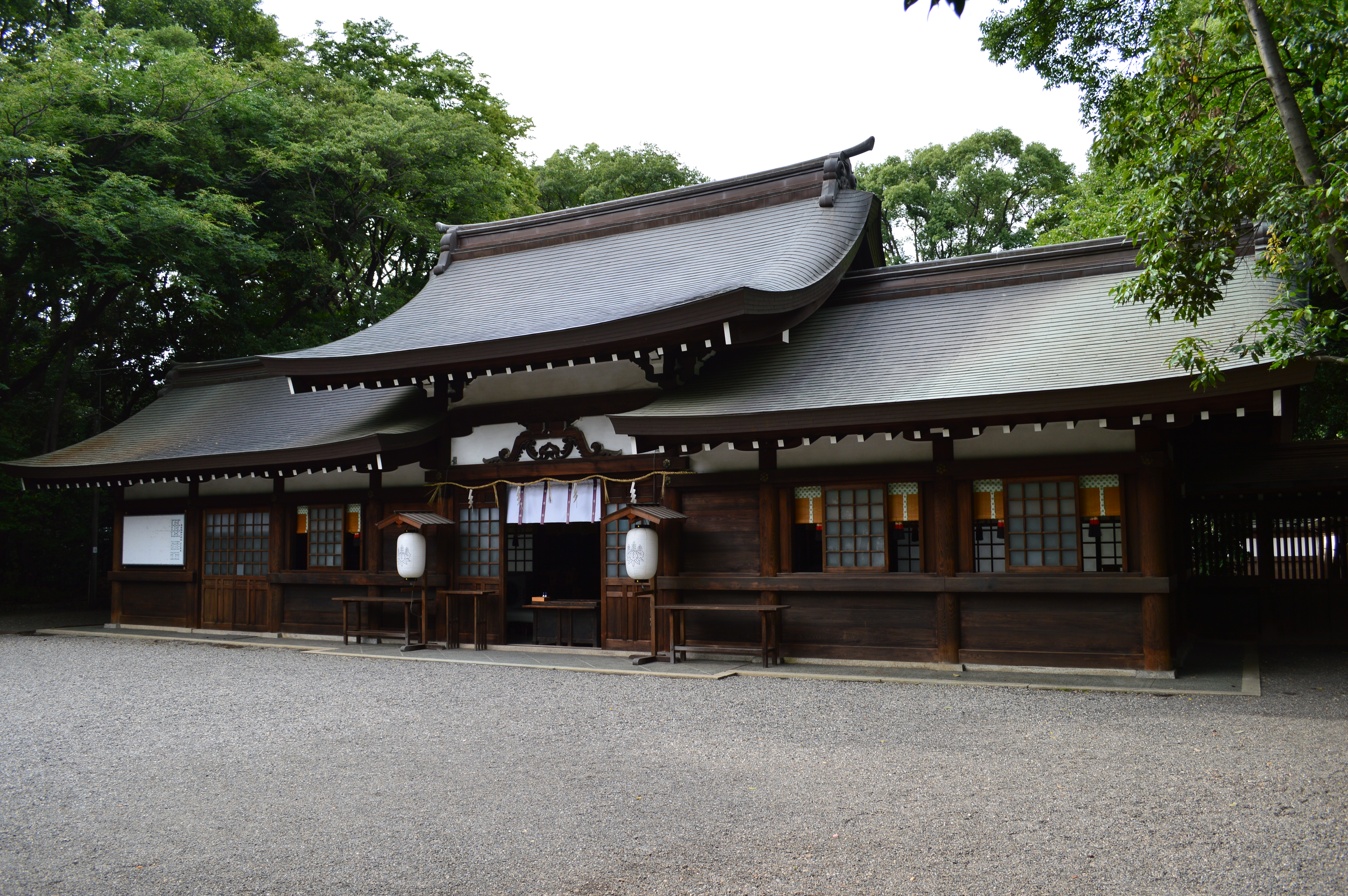
高座結御子神社（名古屋市）
- 田縣神社（小牧市）
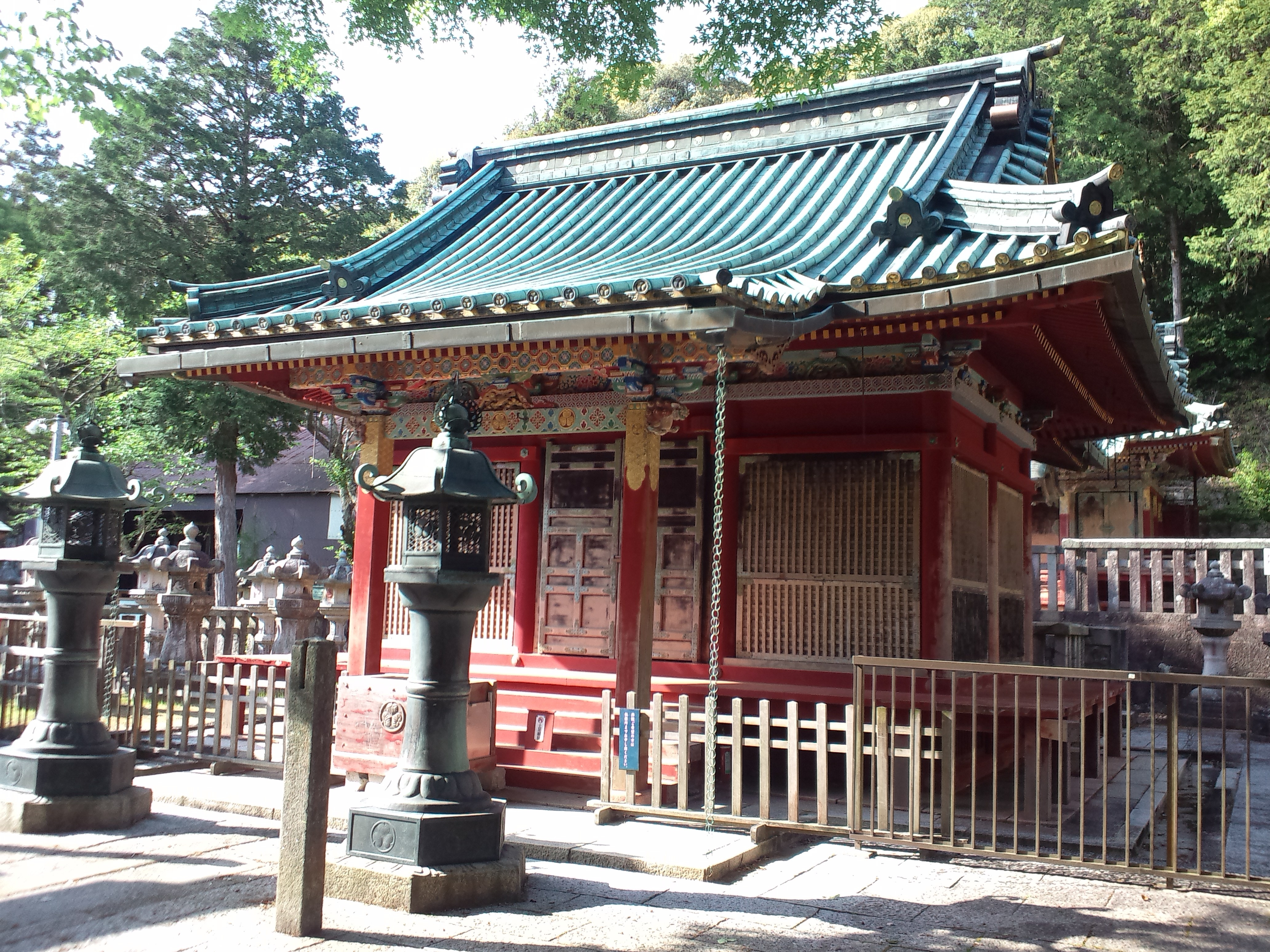
滝山東照宮（岡崎市）
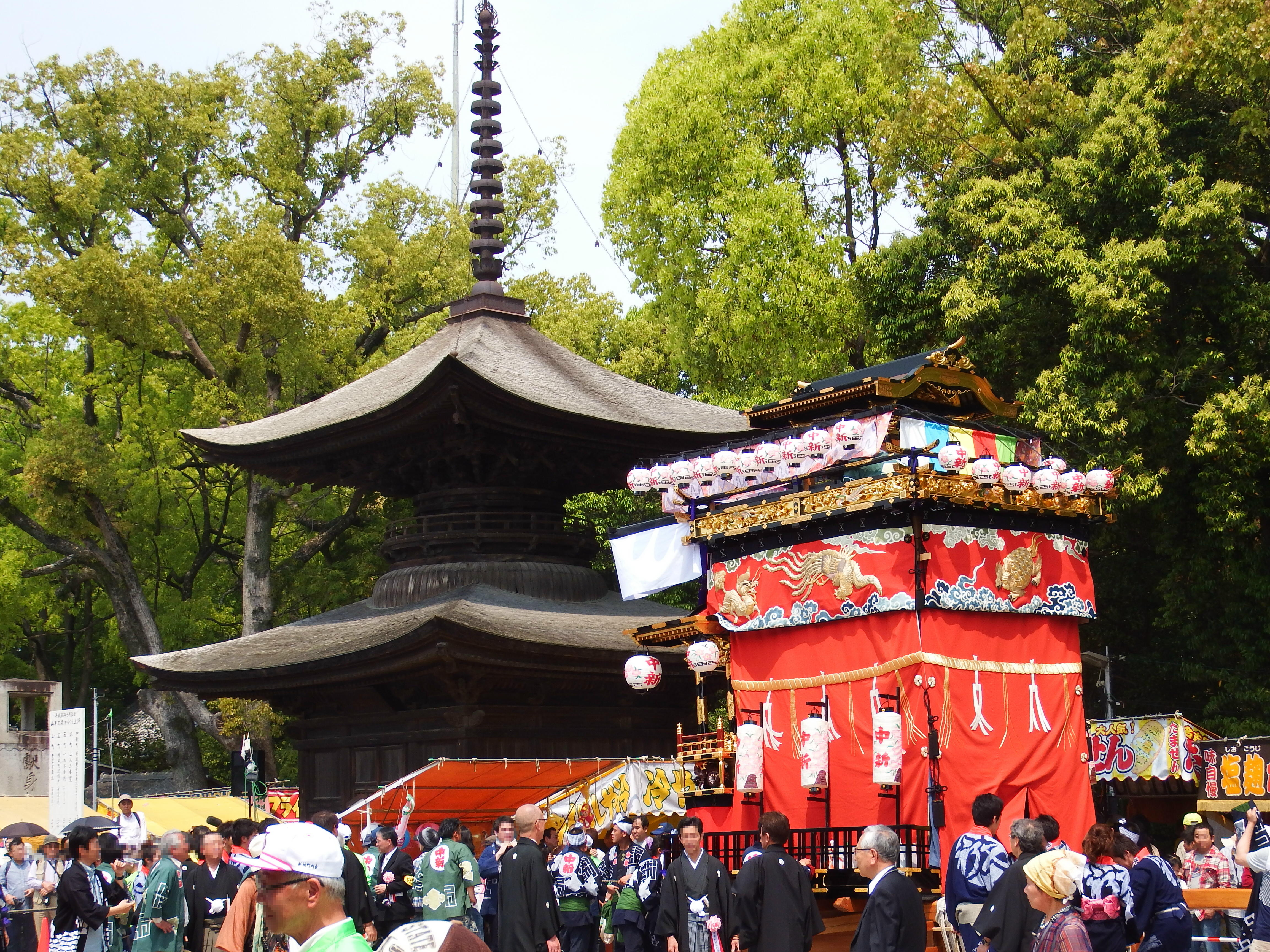
知立神社（知立市）
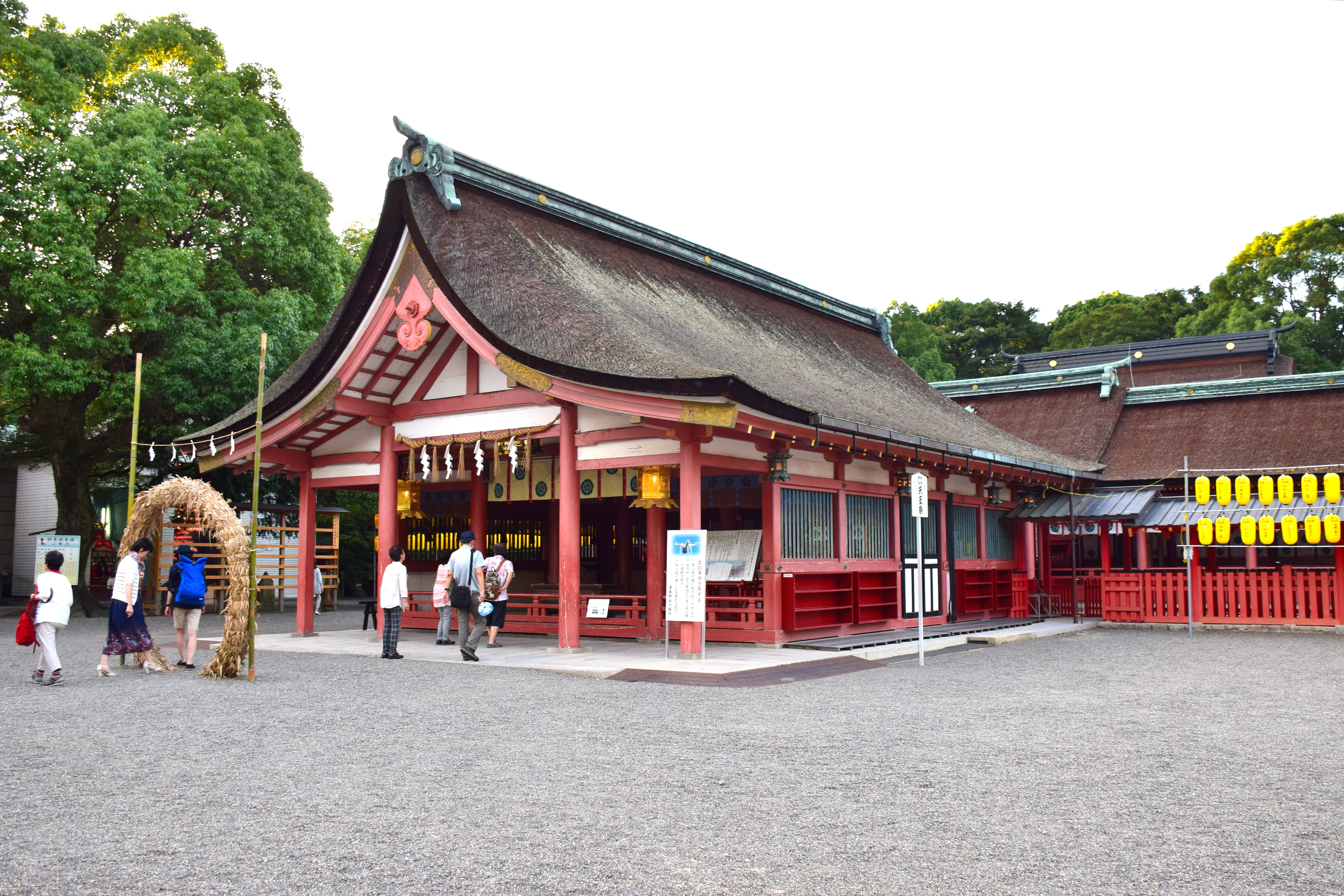
津島神社（津島市）
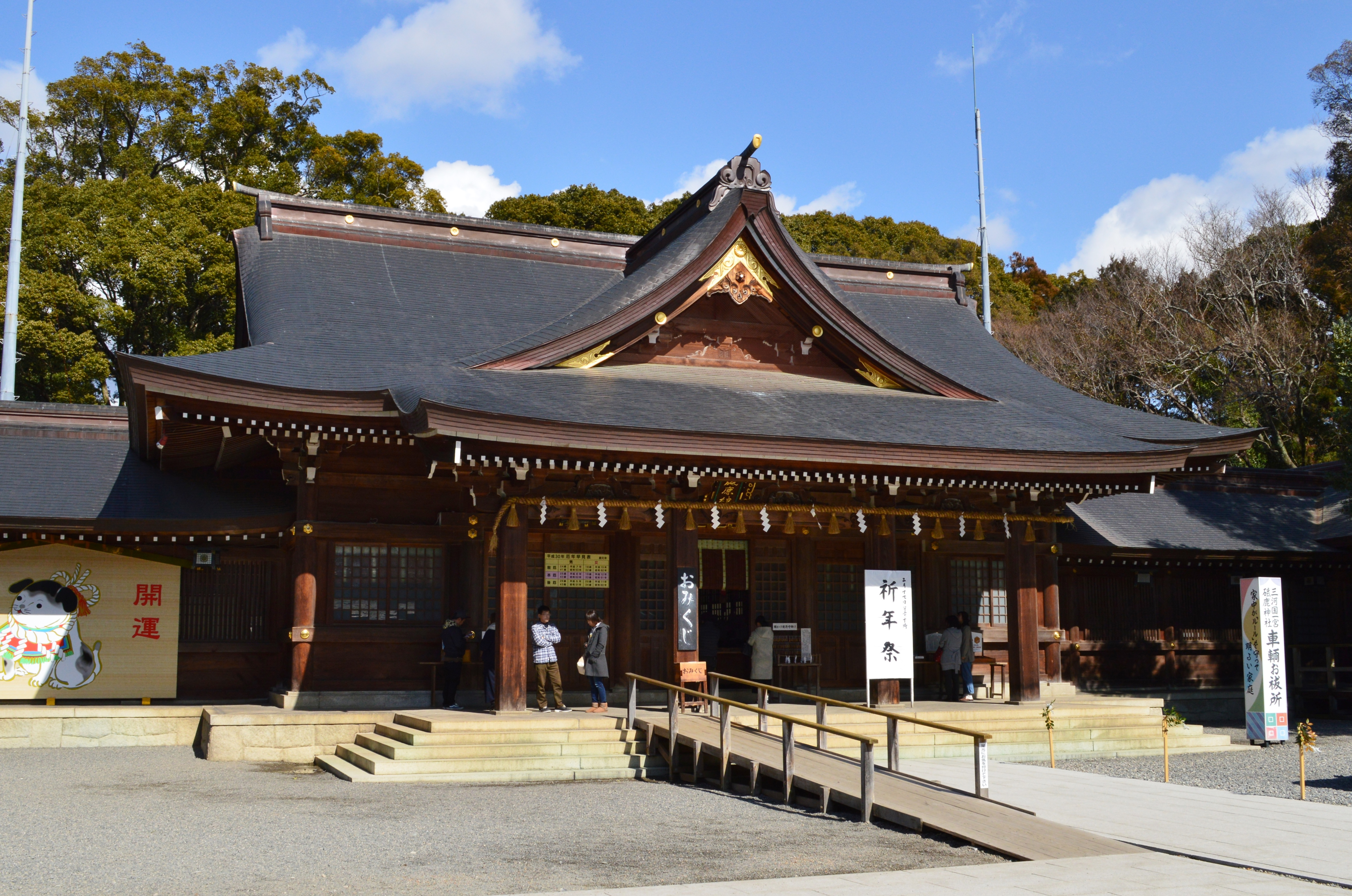
砥鹿神社（豊川市）
- 土呂八幡宮（岡崎市）
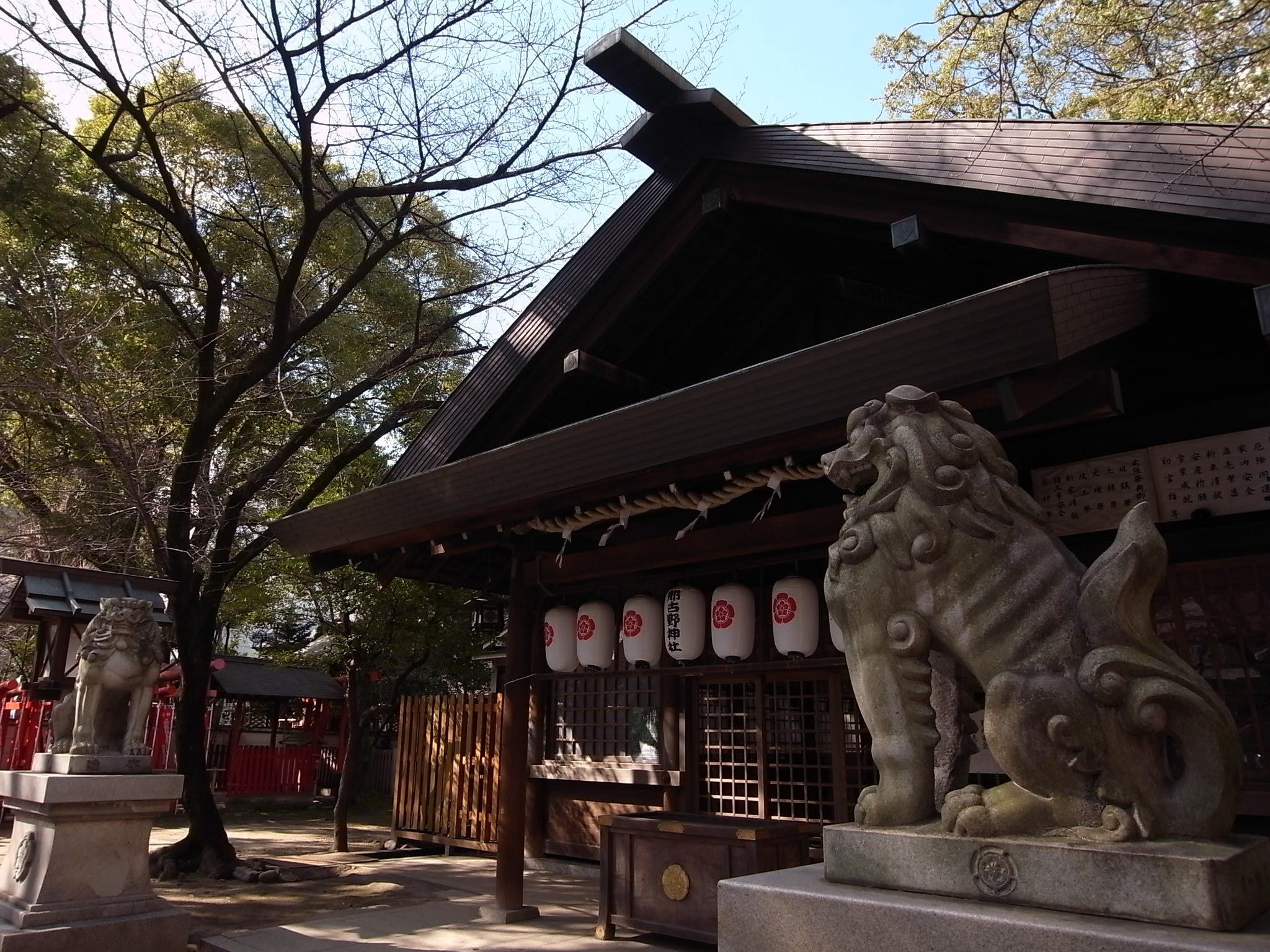
那古野神社（名古屋市）
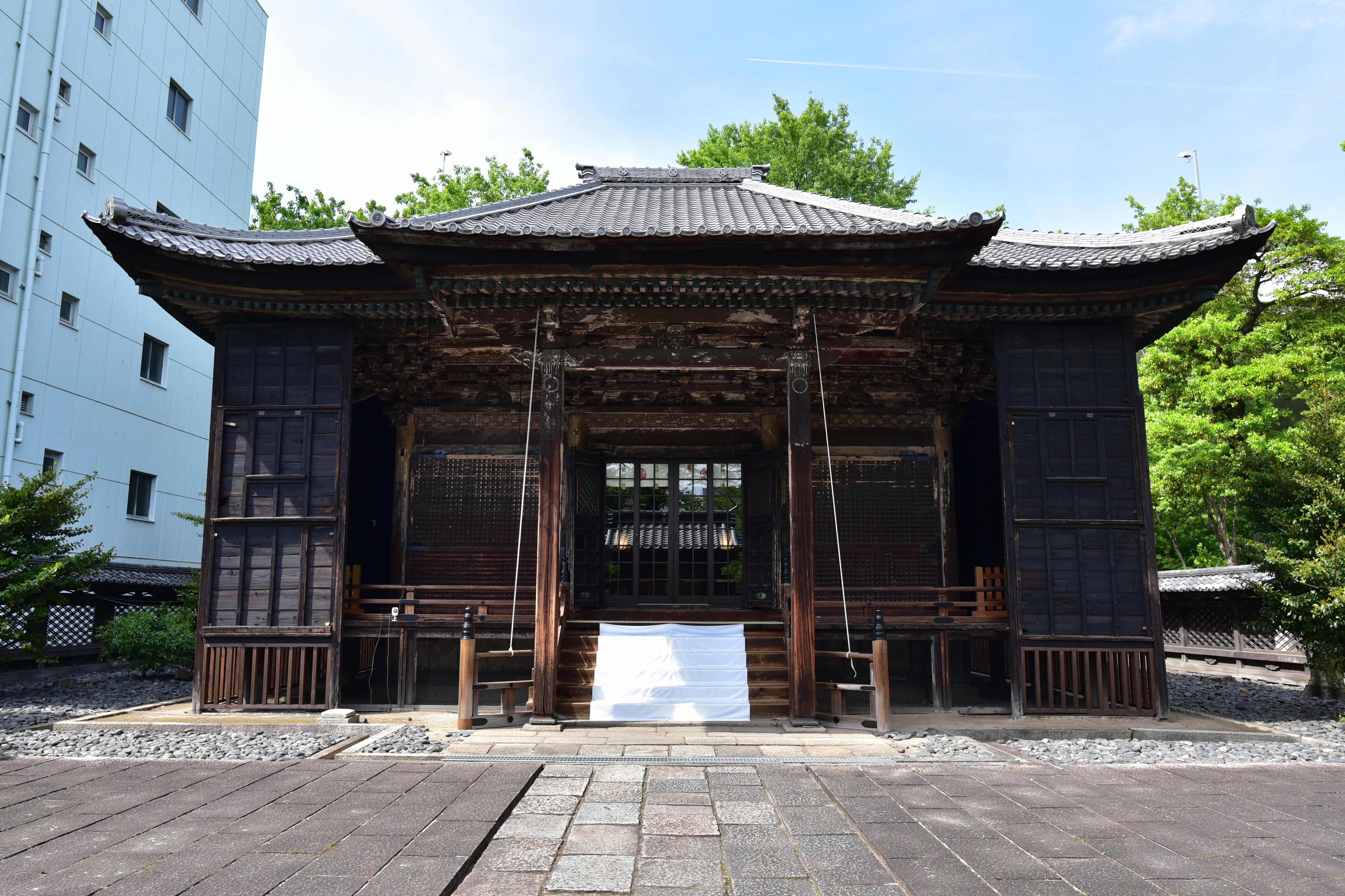
名古屋東照宮（名古屋市）
- 野田八幡宮（刈谷市）
- 氷上姉子神社（名古屋市）
- 深川神社（瀬戸市）
- 布智神社（稲沢市）
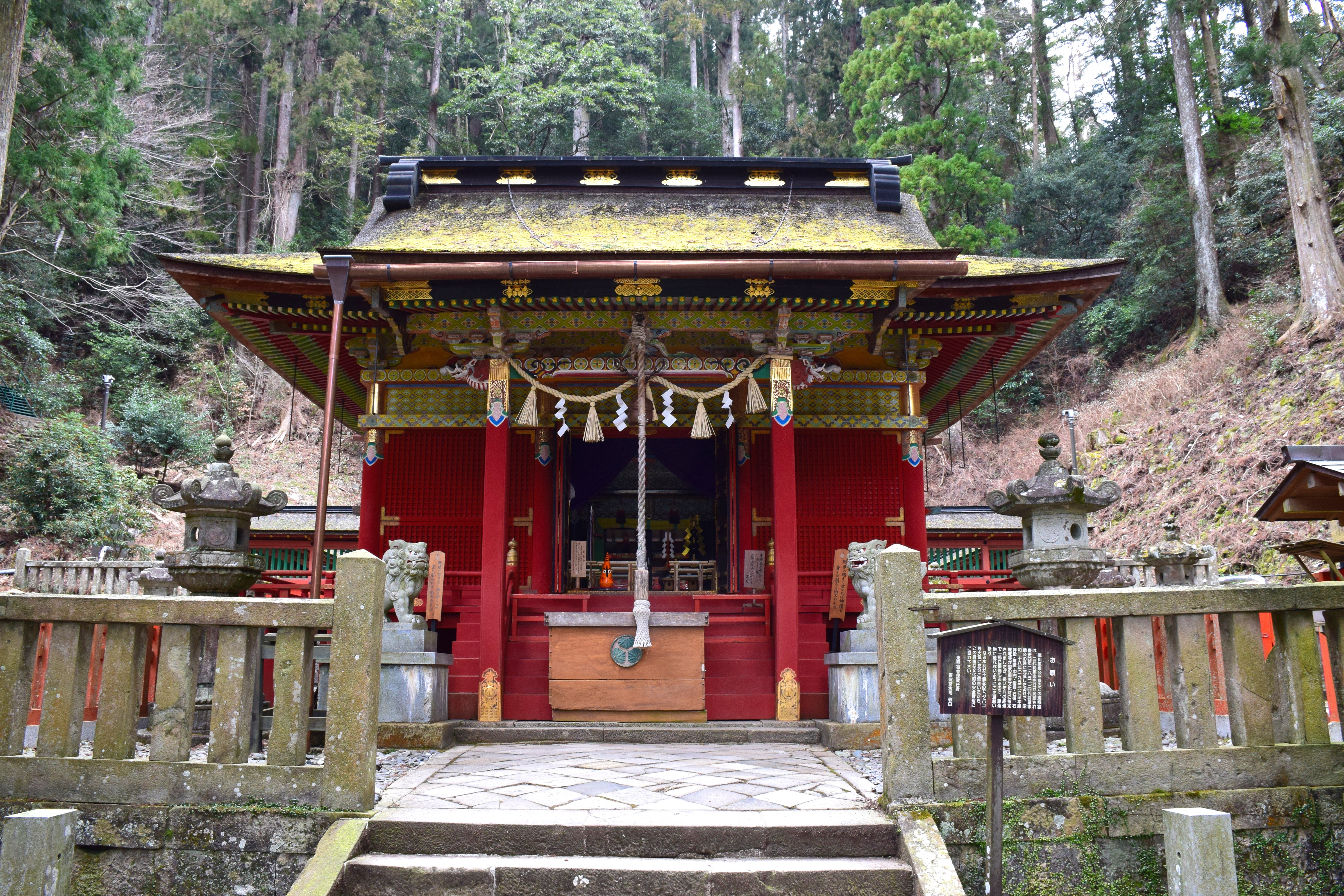
鳳来山東照宮（新城市）
- 前野天満社（江南市）
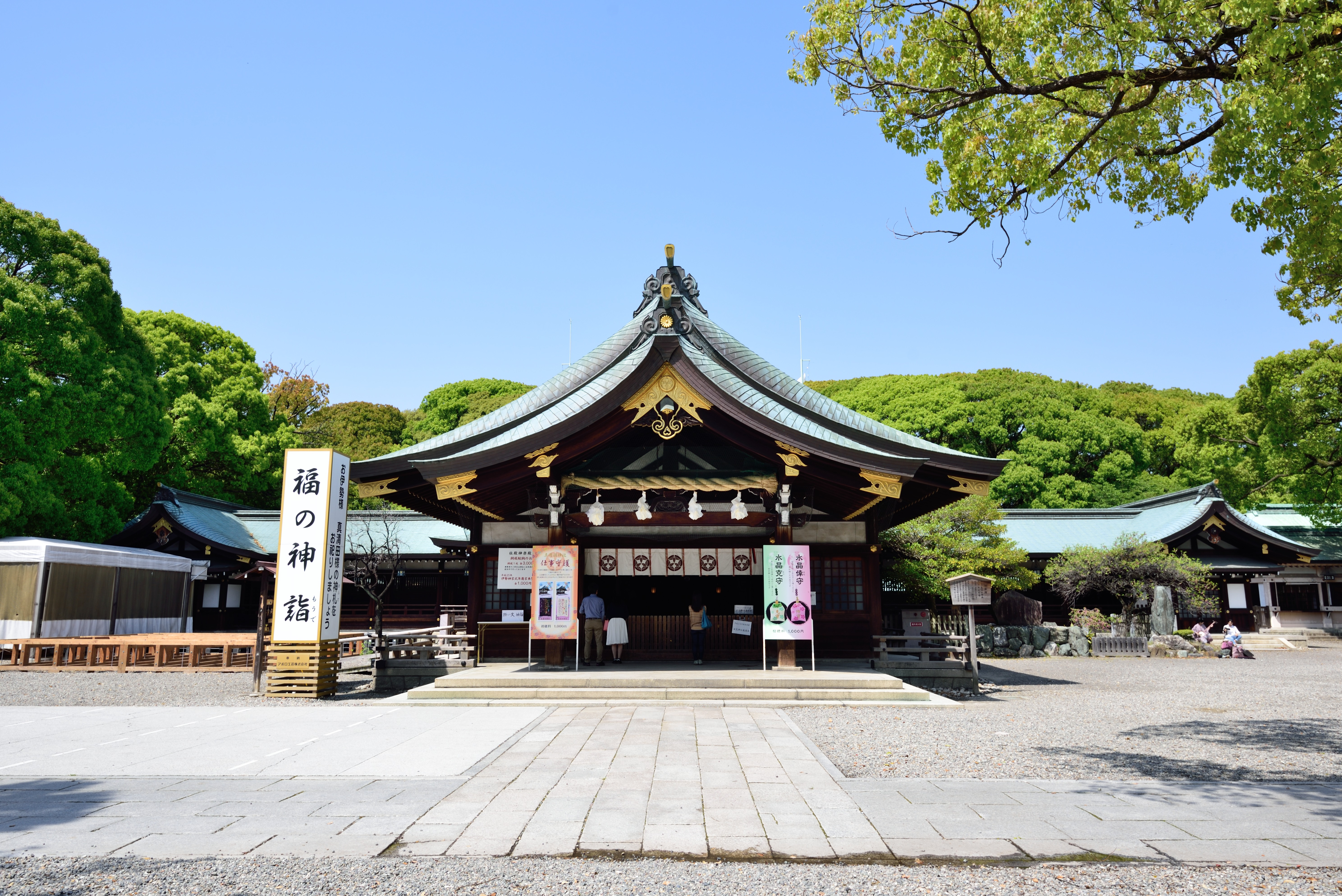
真清田神社（一宮市）
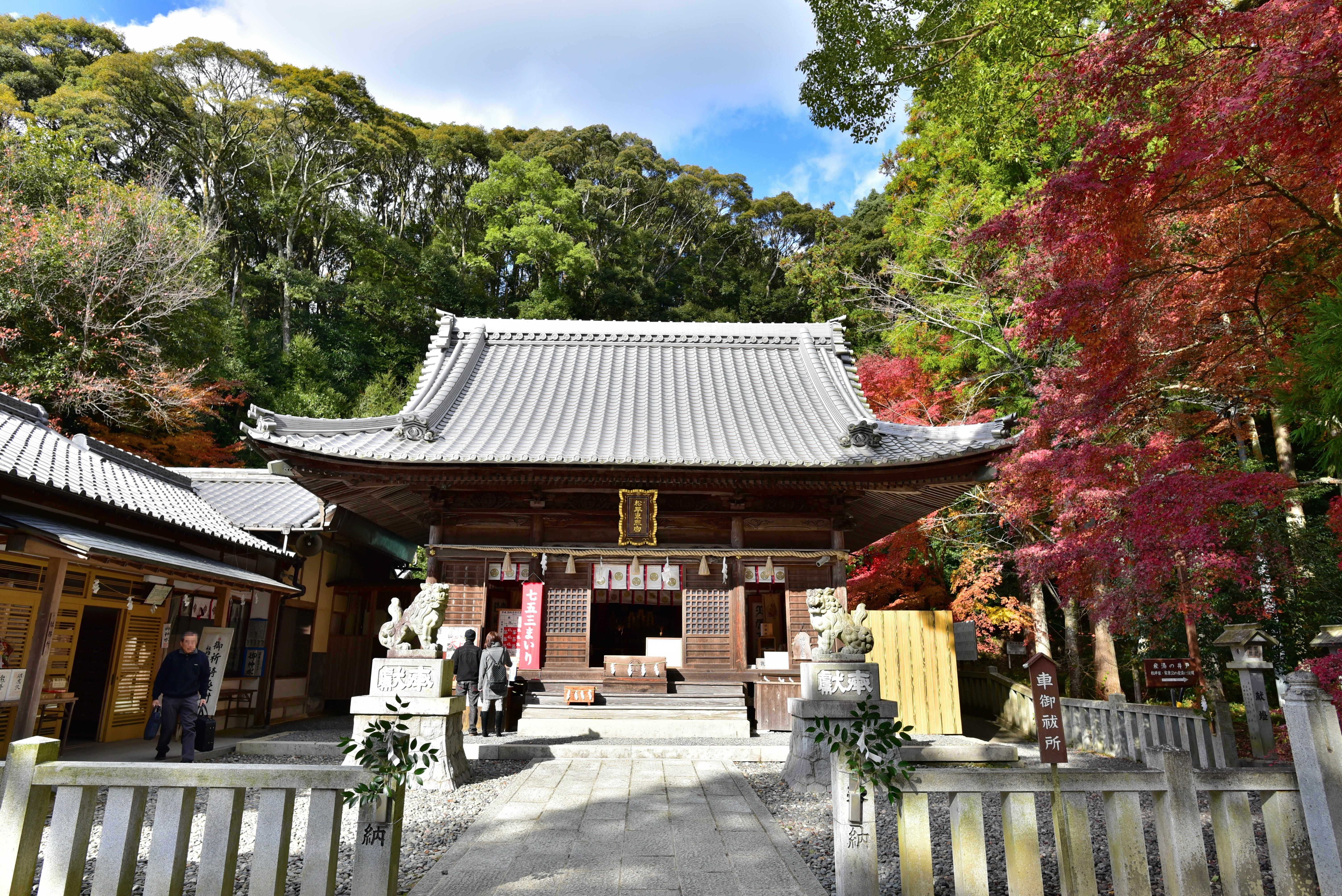
松平東照宮（豊田市）
- 宮後八幡社（江南市）
- 山中八幡宮（岡崎市）
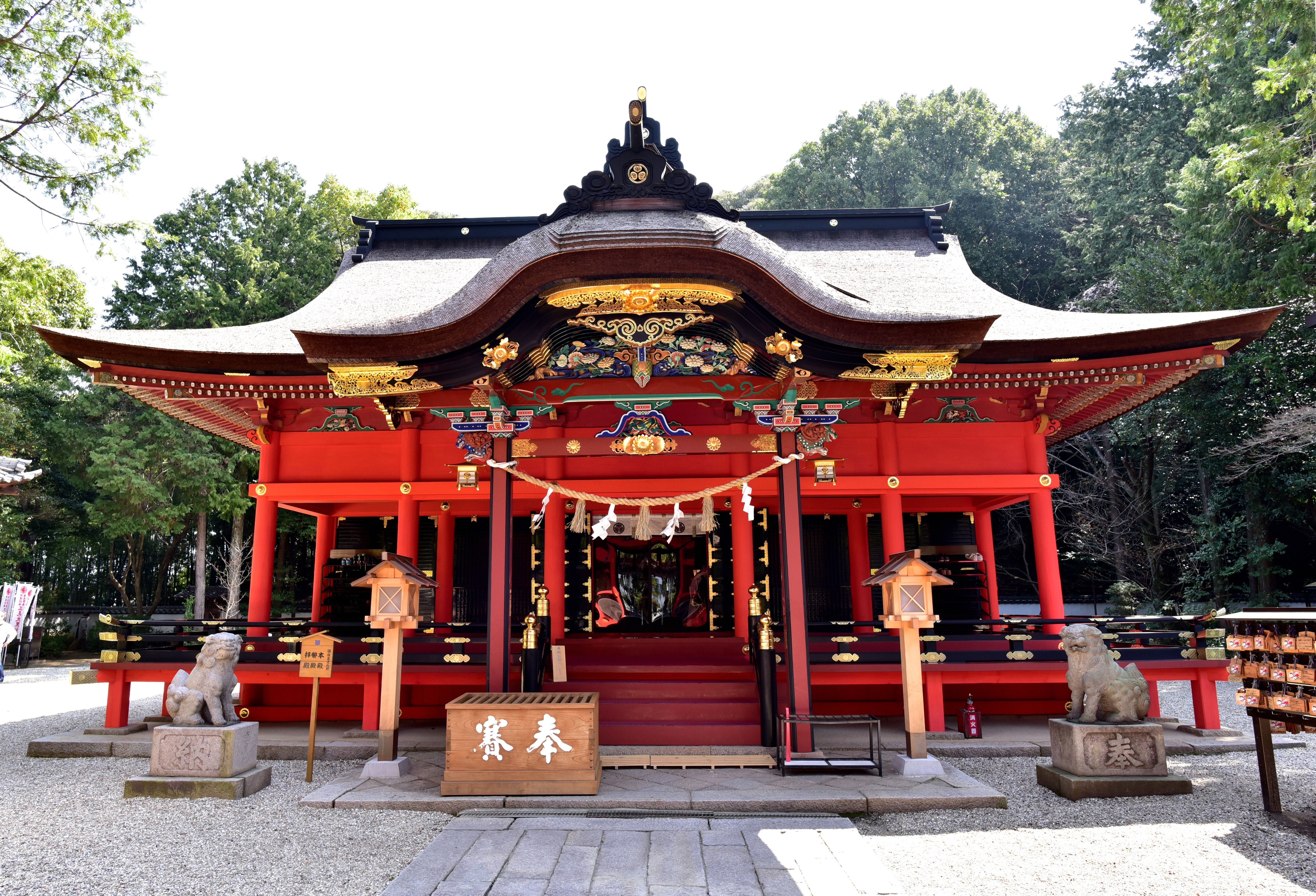
吉田神社（豊橋市）
- 六所神社（岡崎市）
- 若宮八幡宮（岡崎市）
- 若宮八幡社（名古屋市）
- 別小江神社（名古屋市）

- 熱田神宮
- 伊賀八幡宮
- 伊多波刀神社
- 大縣神社
- 尾張大国霊神社
- 高座結御子神社
- 滝山東照宮
- 知立神社
- 津島神社
- 砥鹿神社
- 那古野神社
- 名古屋東照宮
- 鳳来山東照宮
- 真清田神社
- 松平東照宮
- 六所神社

### 寺院

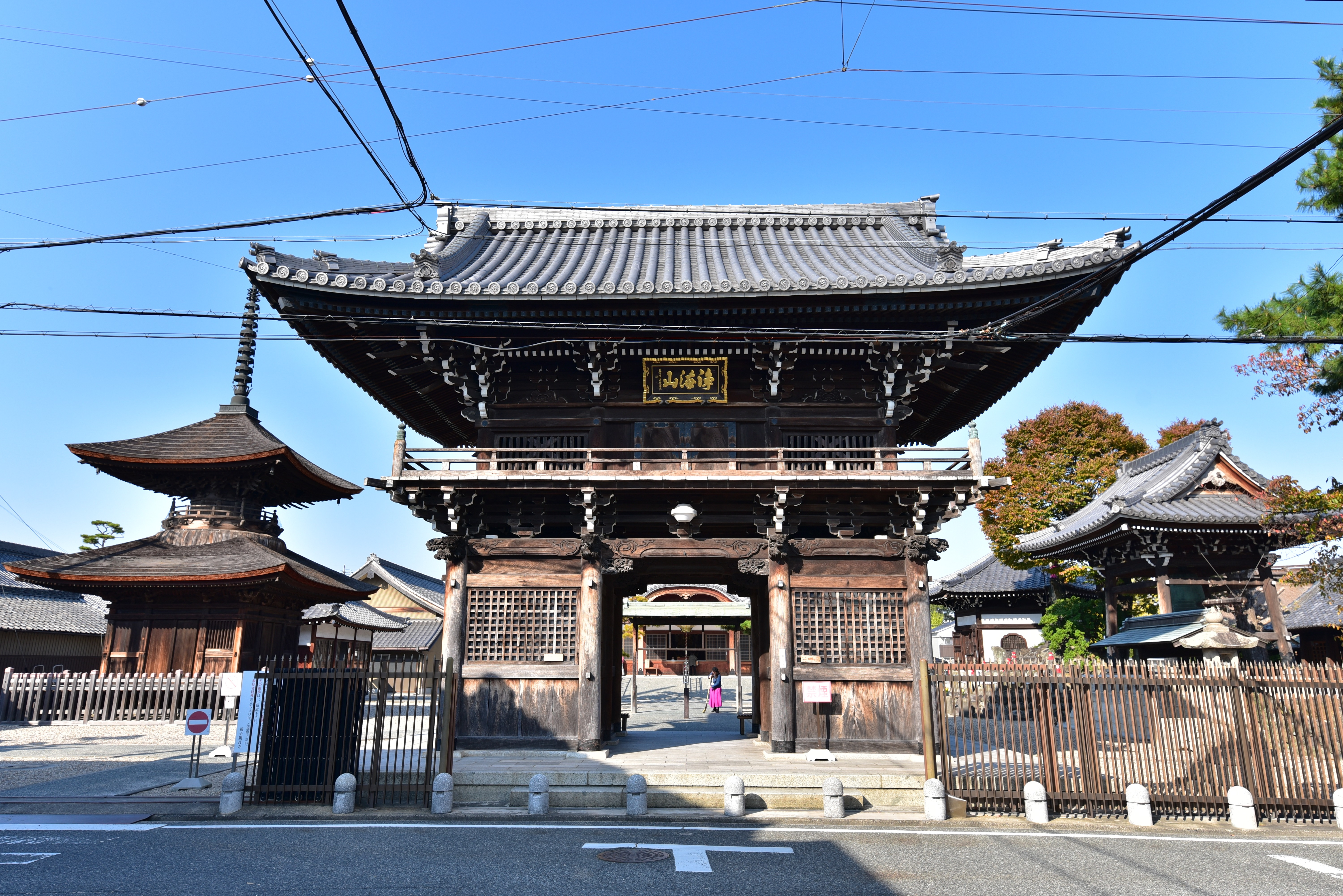
荒子観音（名古屋市）
- 安楽寺（蒲郡市）
- 雲興寺（瀬戸市）
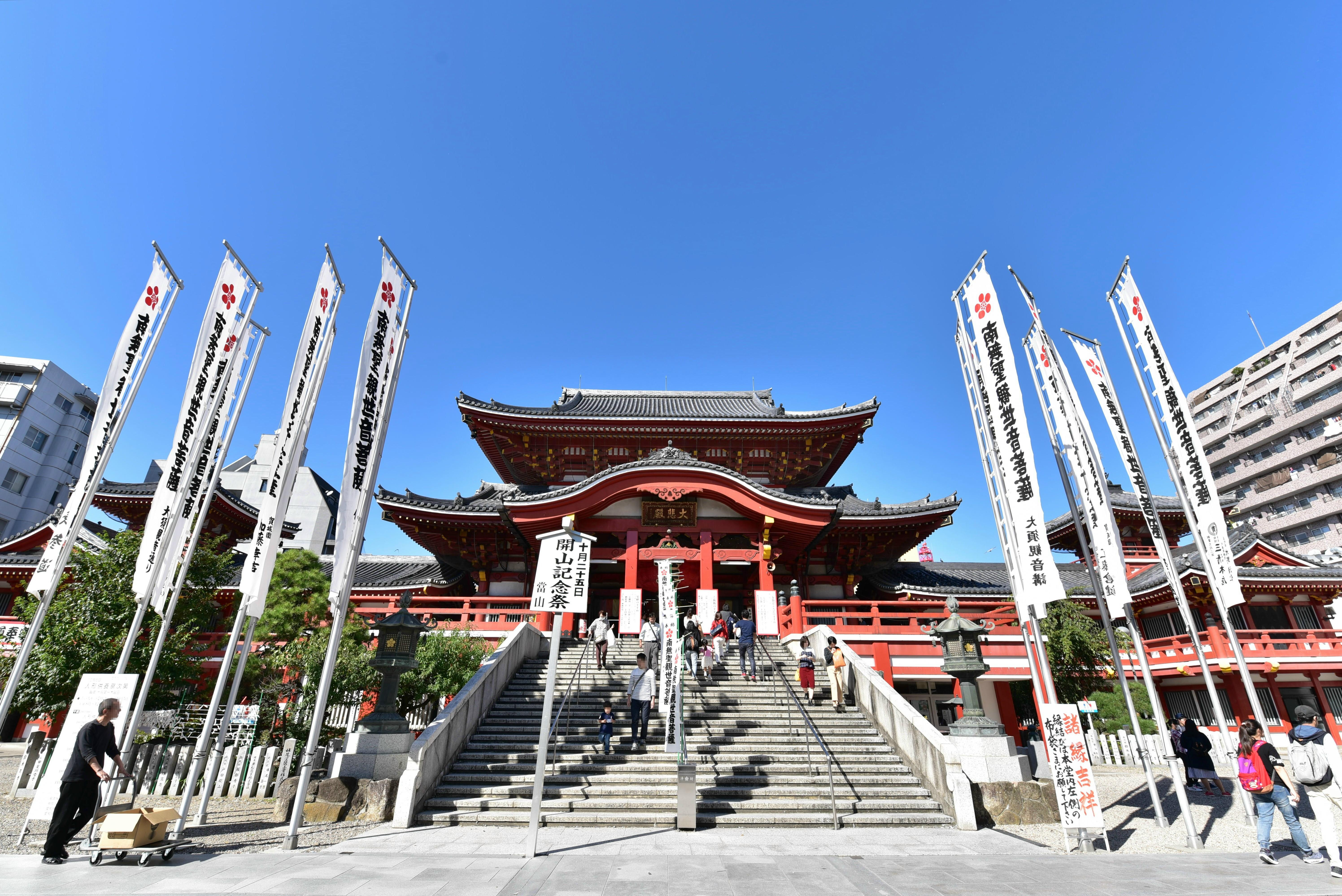
大須観音（名古屋市）
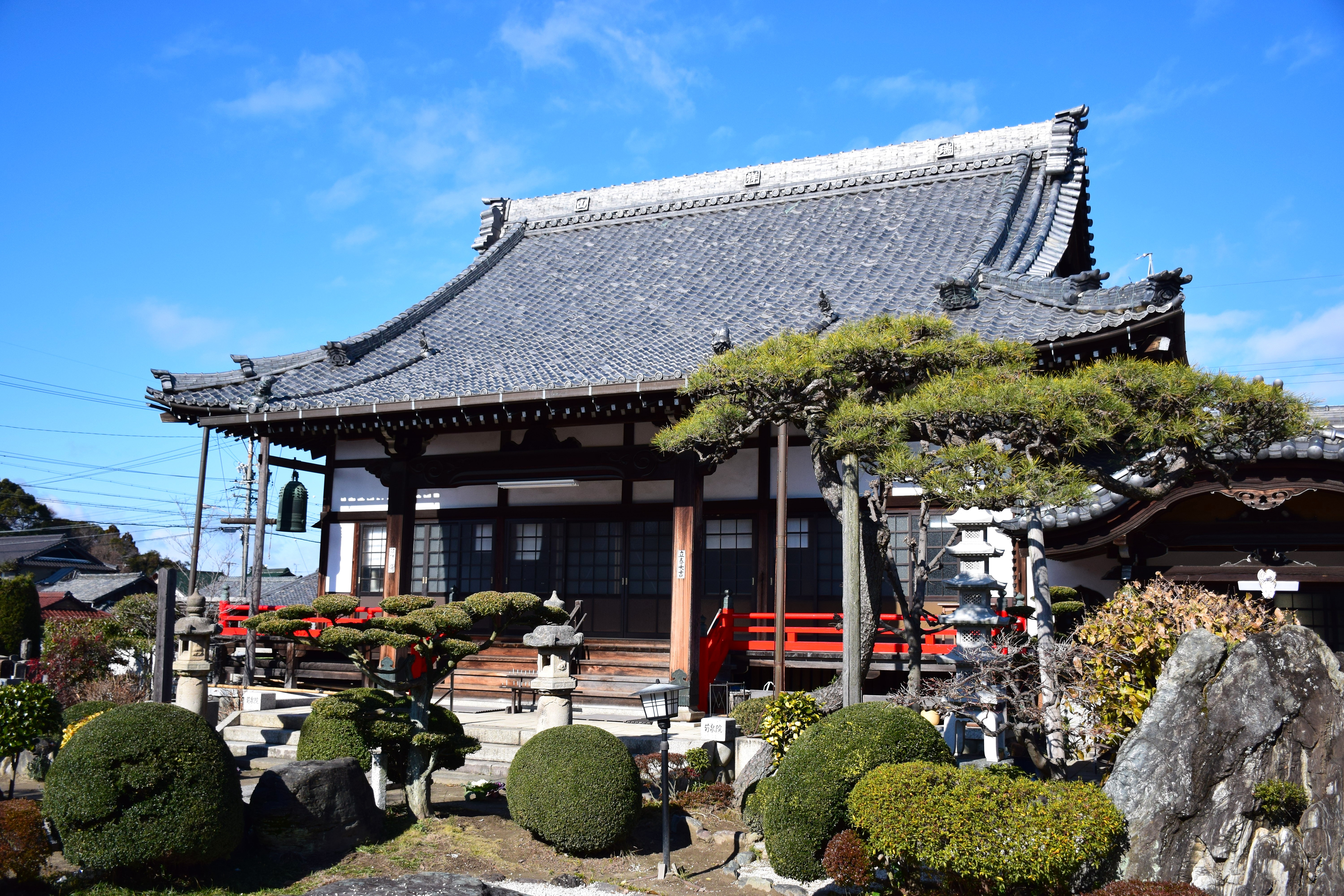
菊泉院
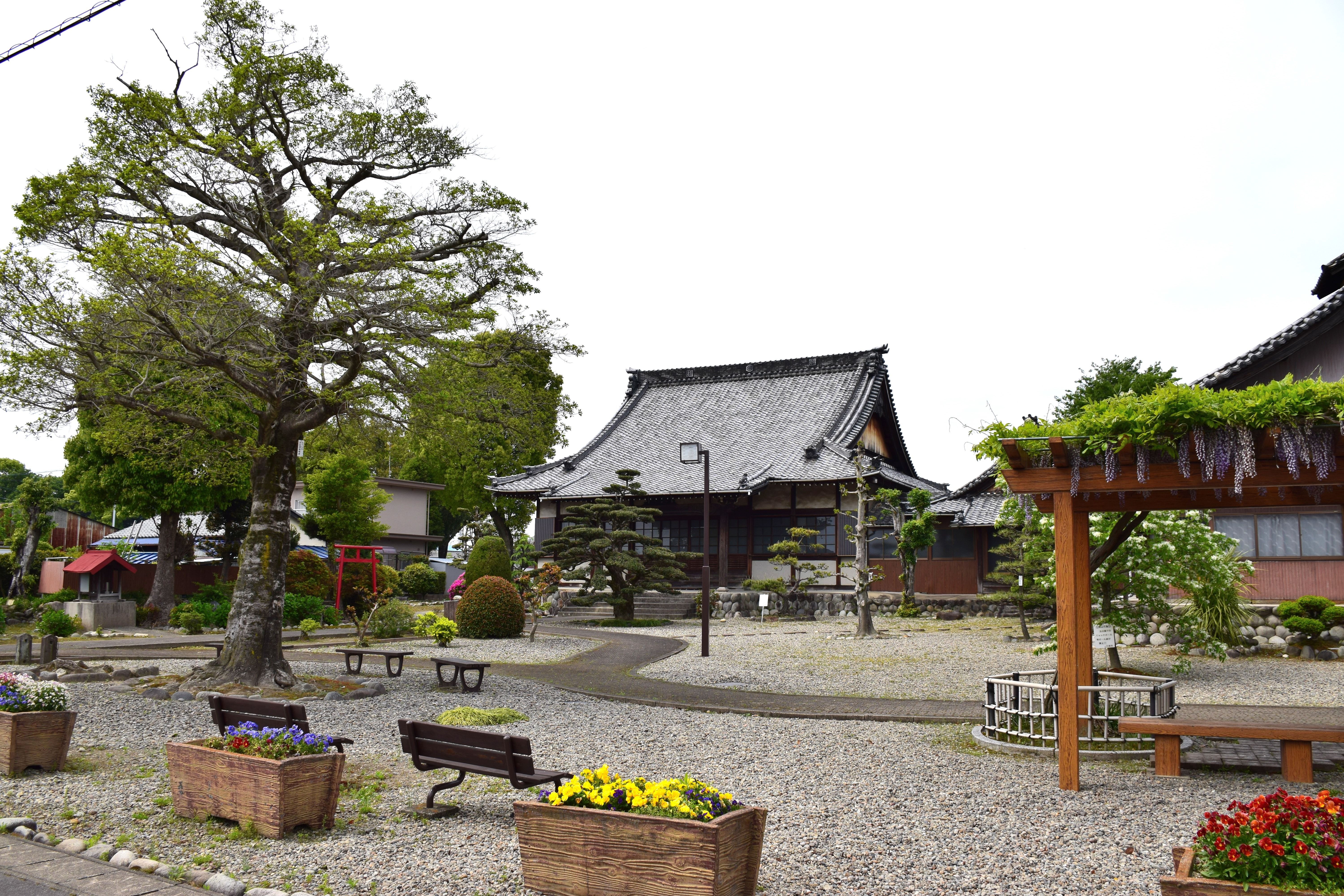
久昌寺
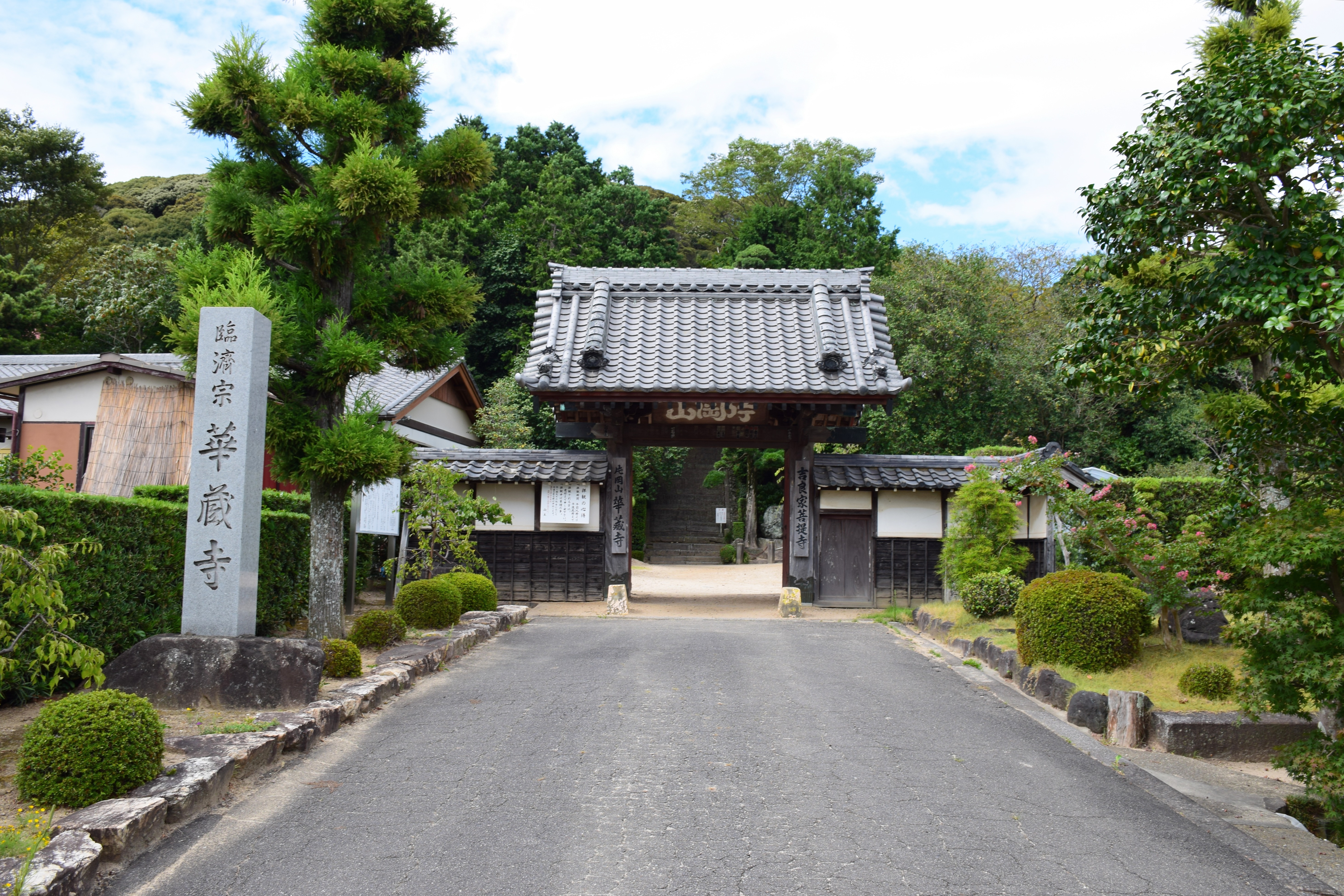
華蔵寺
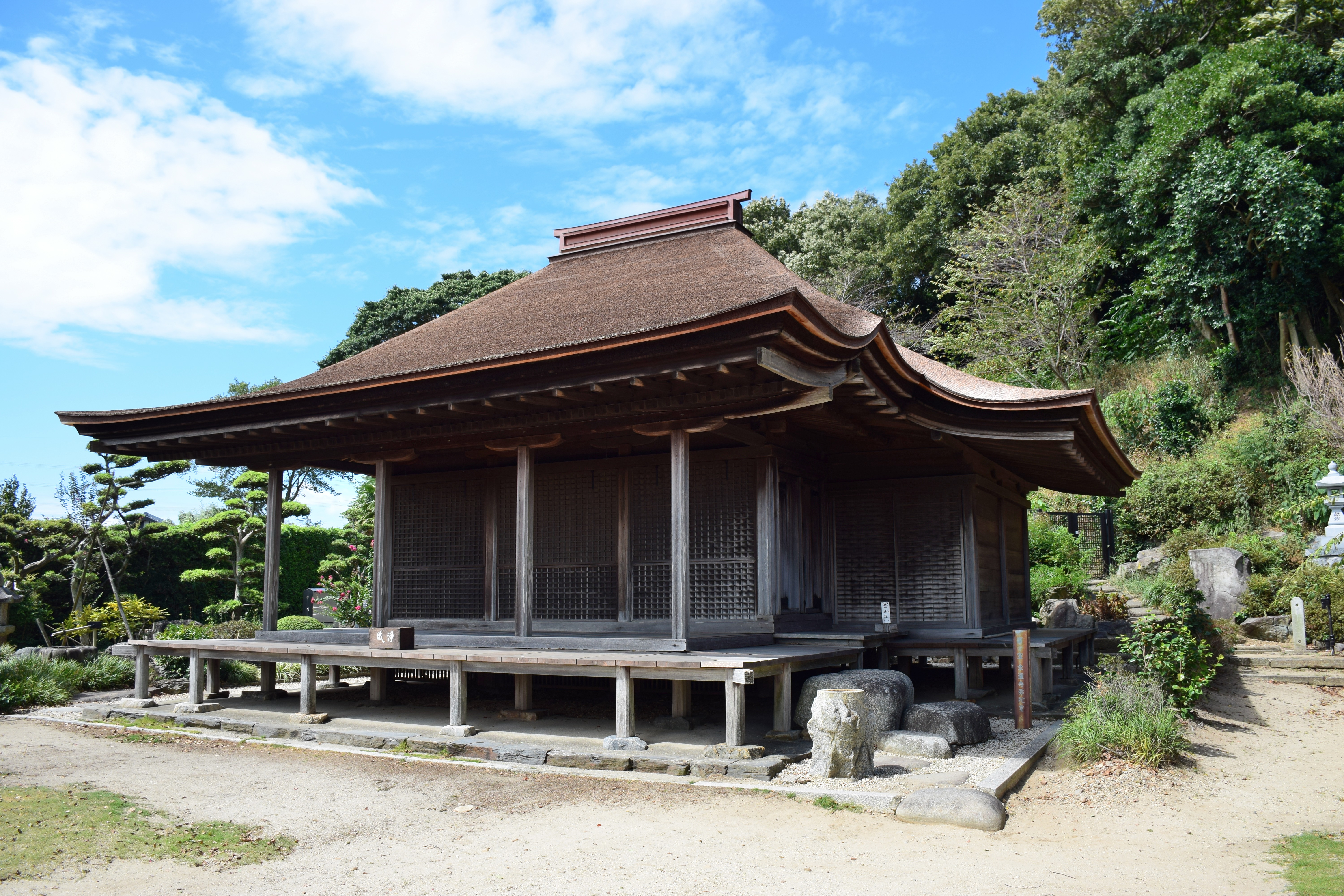
金蓮寺
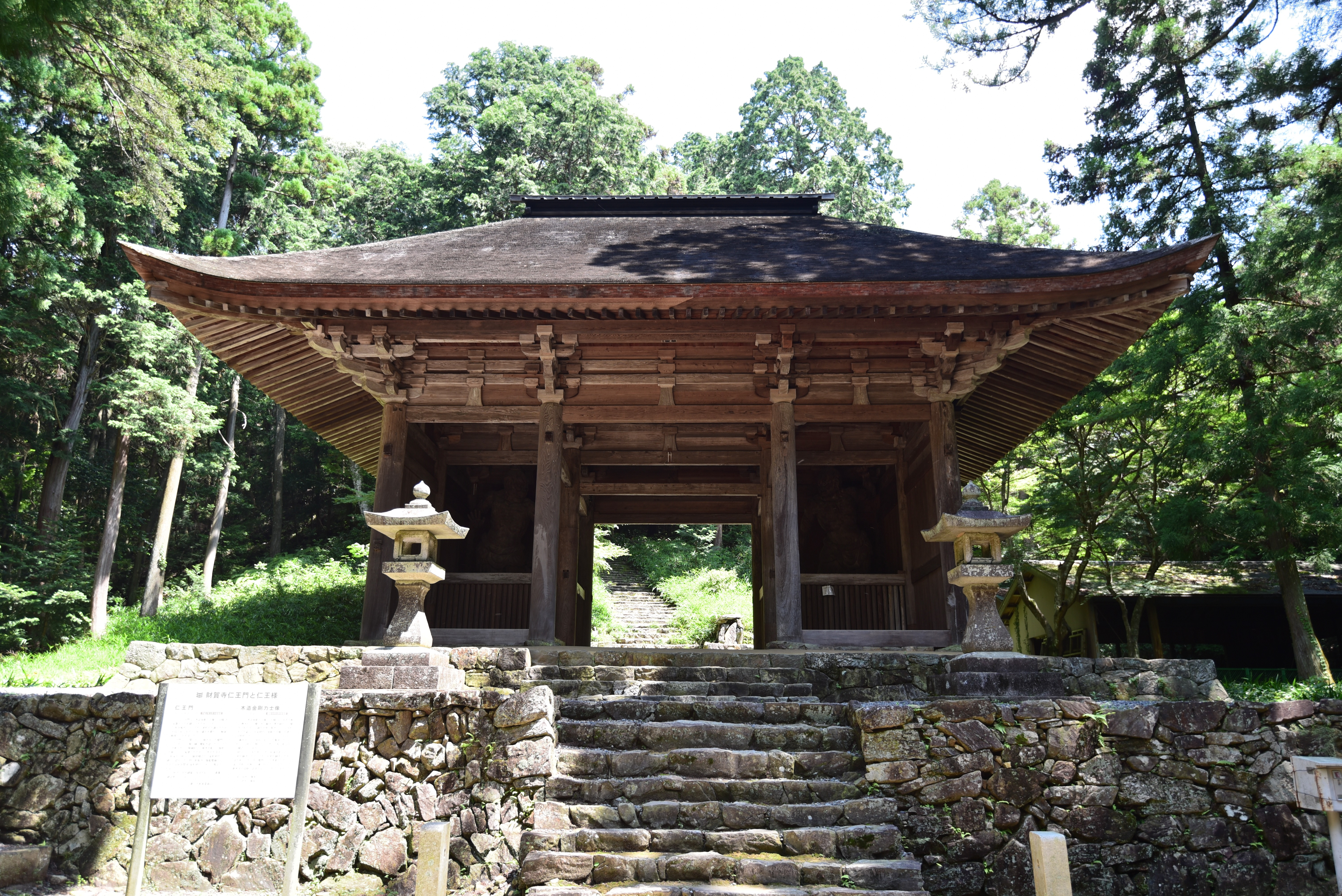
財賀寺
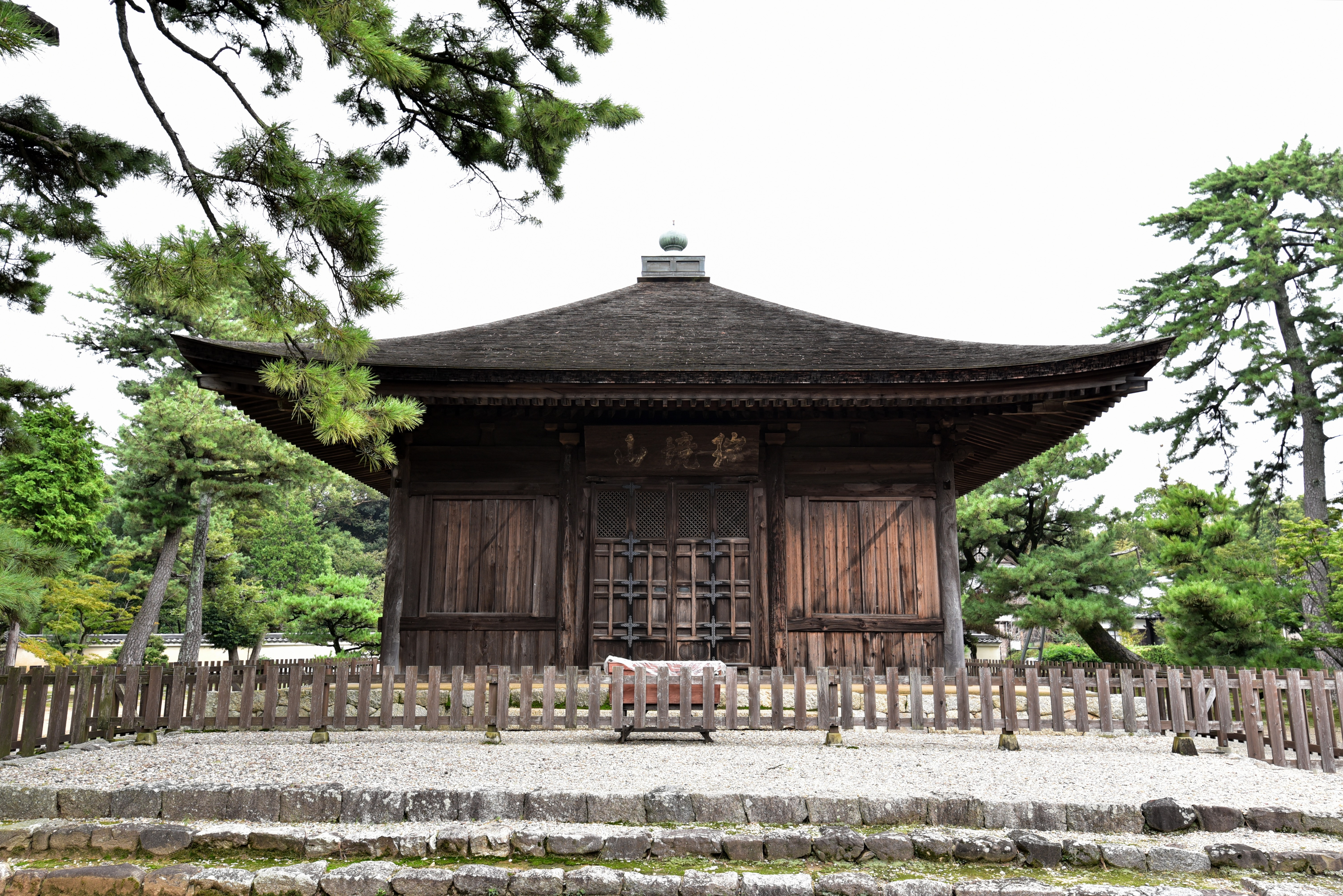
実相寺
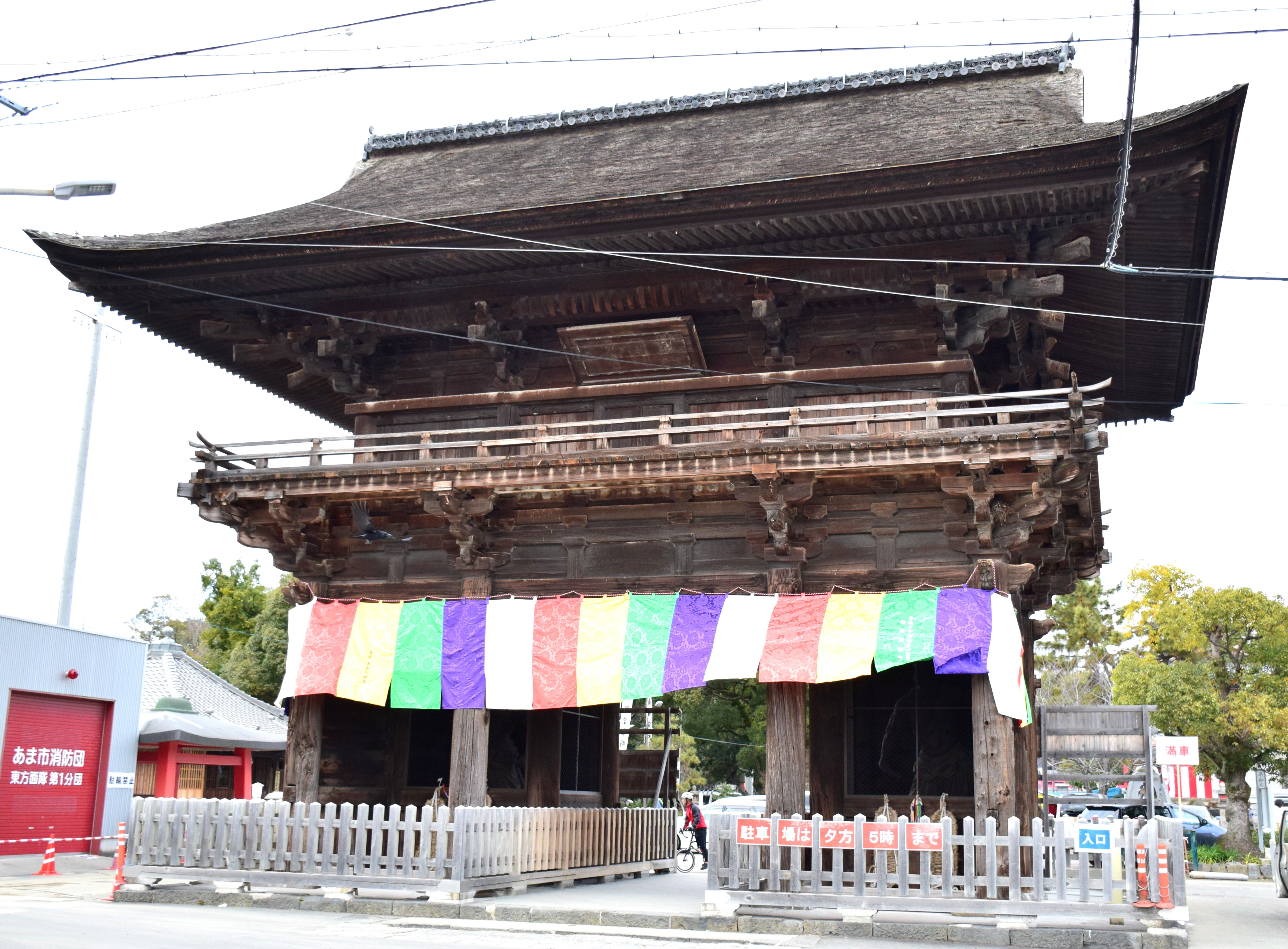
甚目寺
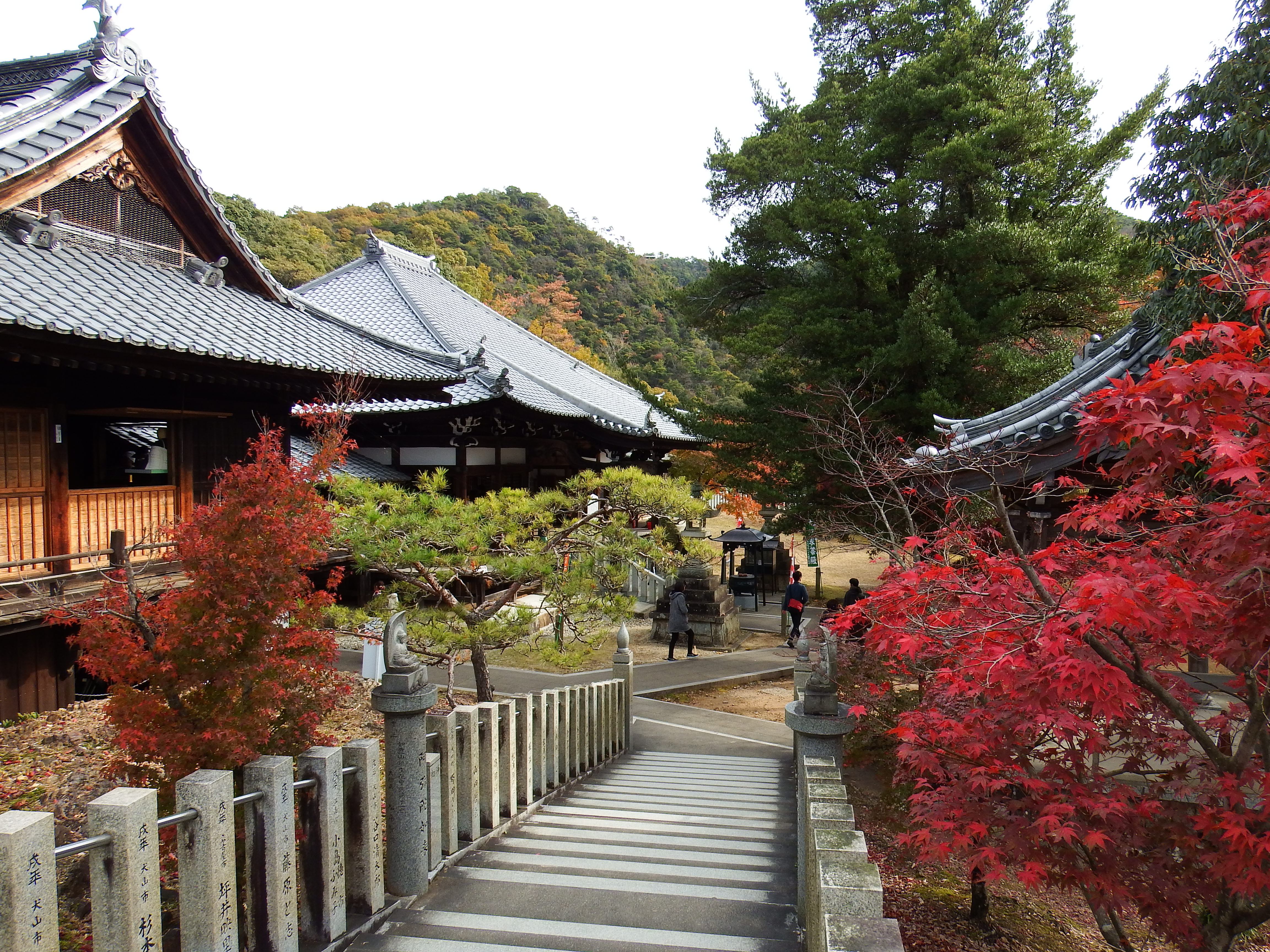
寂光院
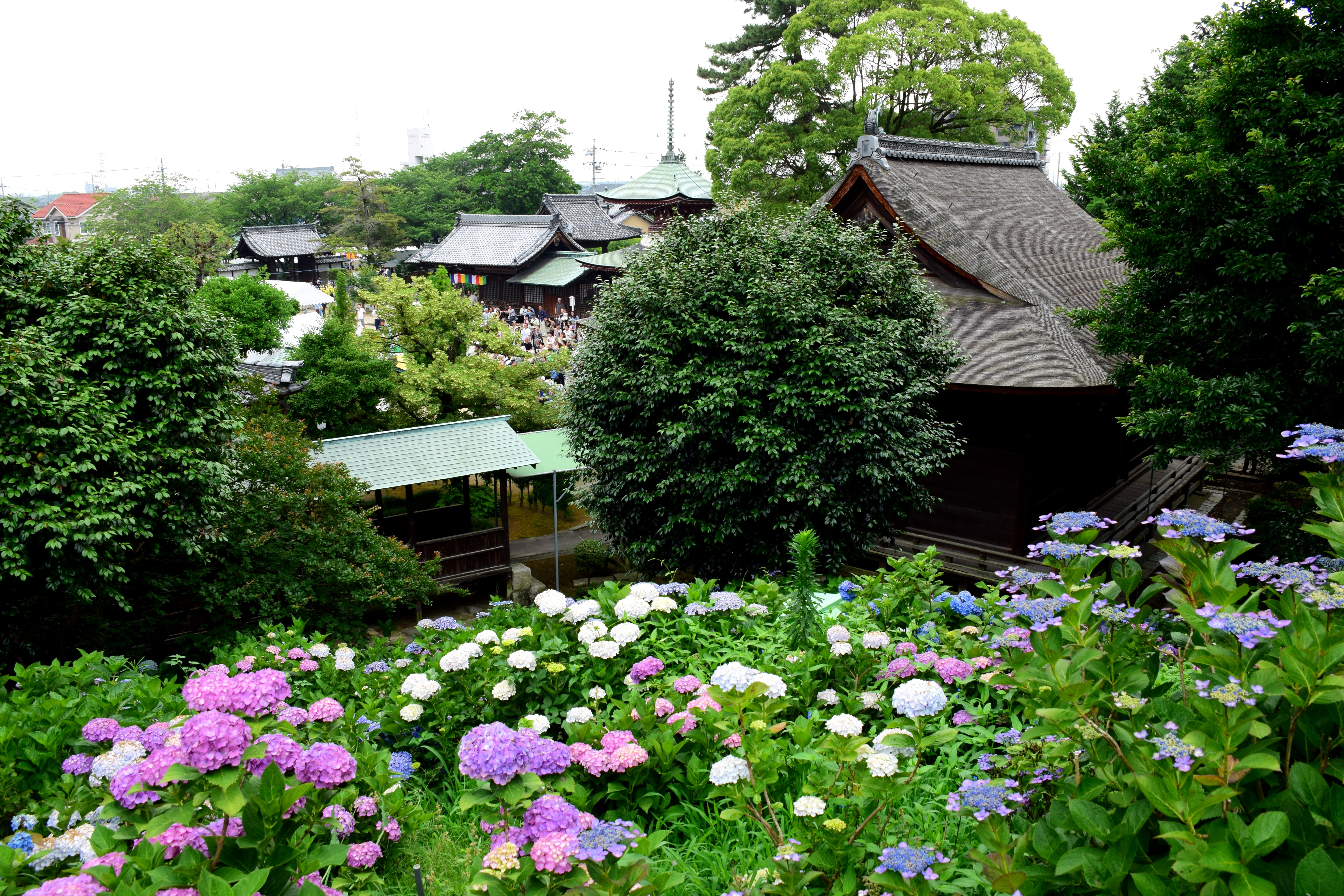
性海寺
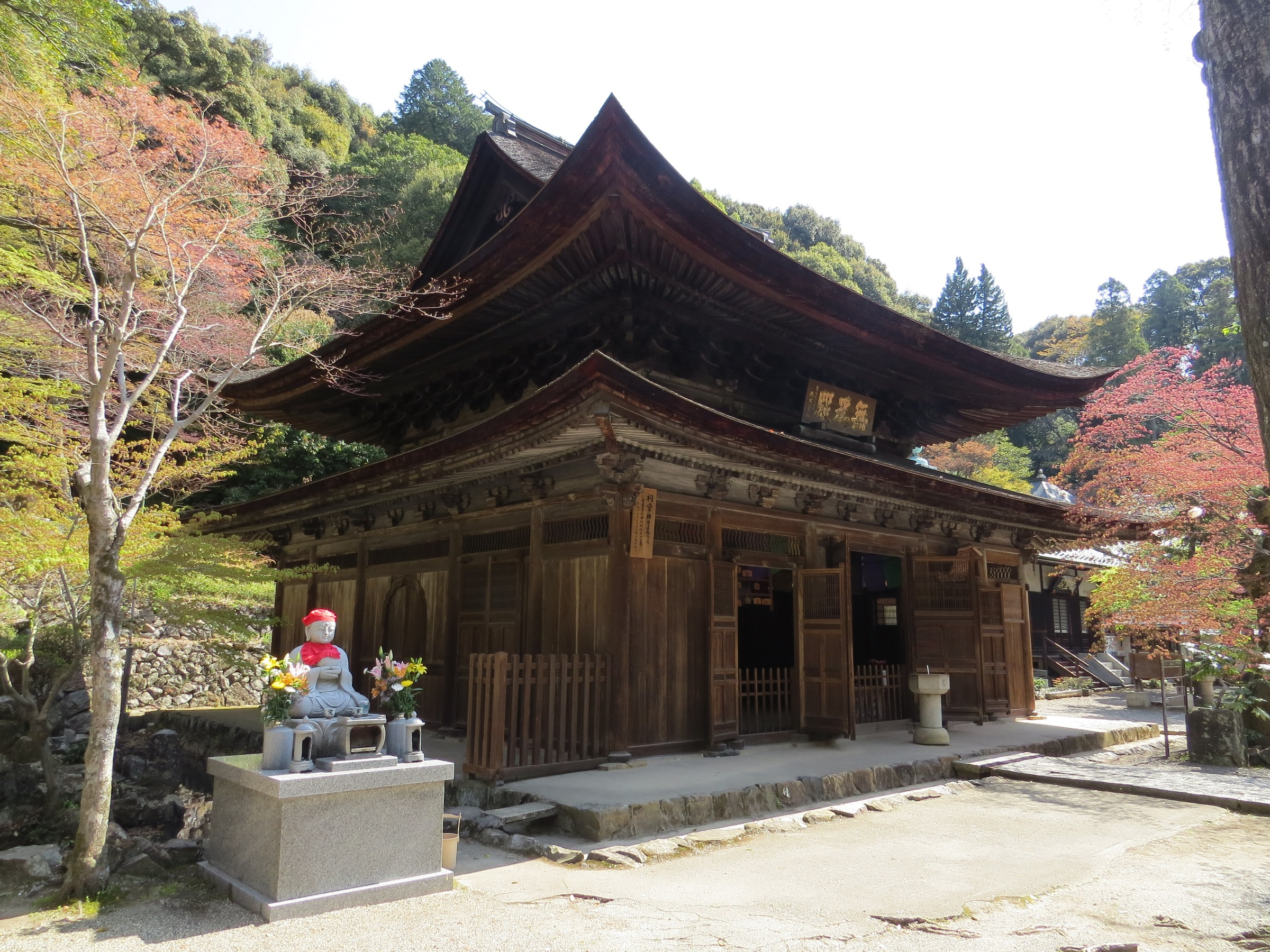
定光寺
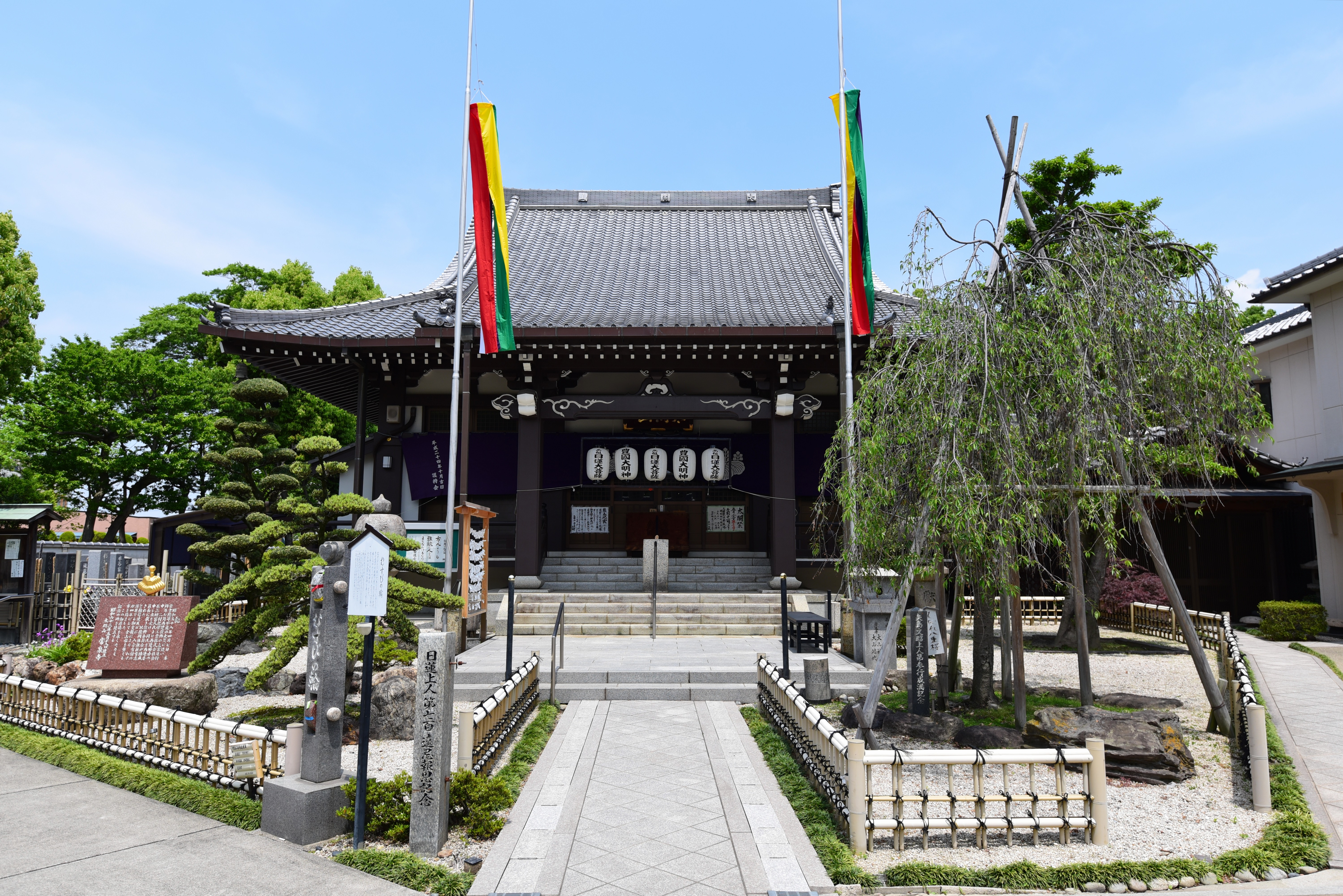
常泉寺
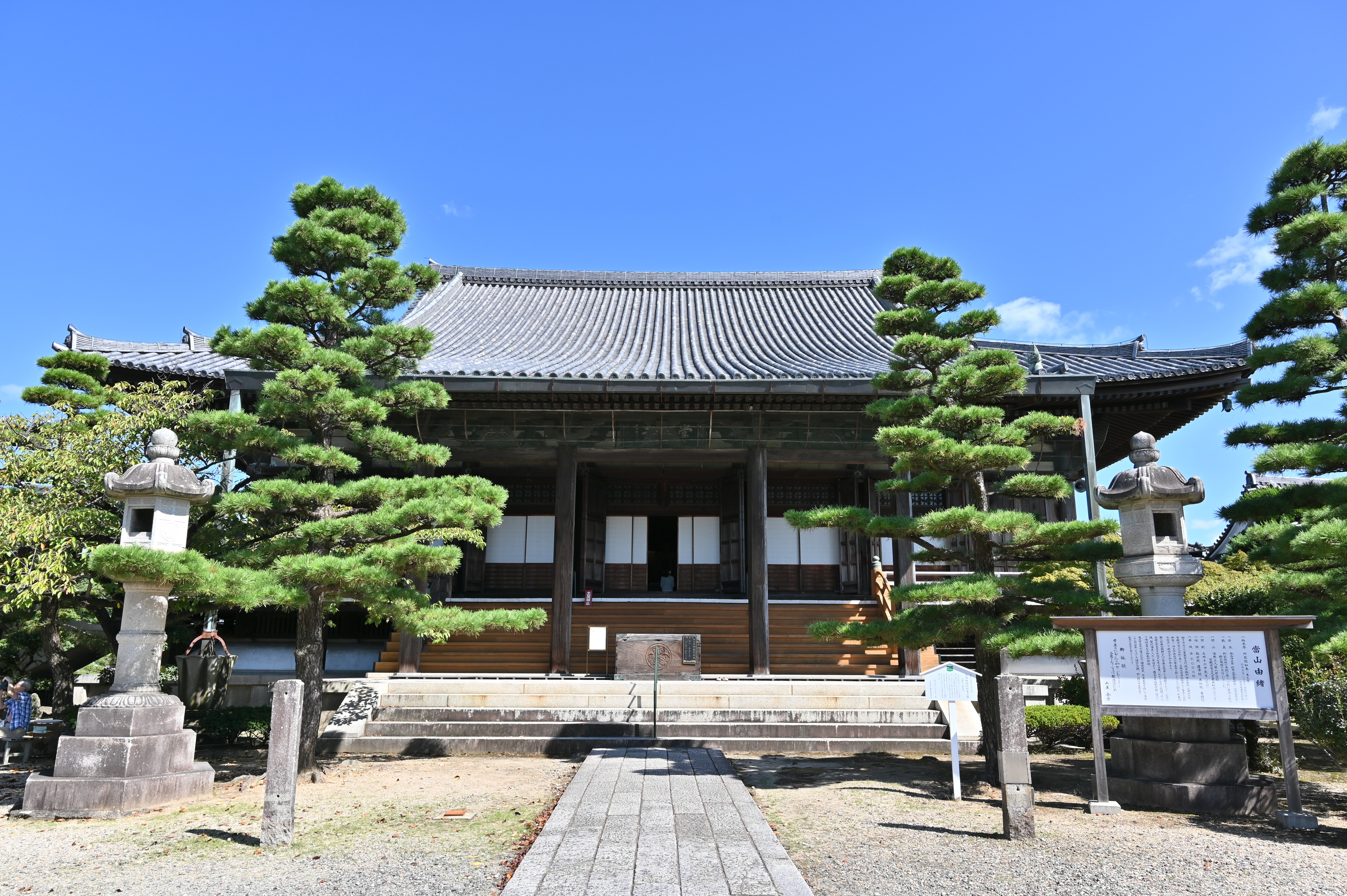
常楽寺

- 尾張国分寺（稲沢市）
- 覚王山日泰寺（名古屋市）
- 観福寺（東海市）
- 菊泉院（あま市）
- 久昌寺（江南市）
- 華蔵寺（西尾市）
- 乾坤院（東浦町）
- 建中寺（名古屋市）
- 香積寺（豊田市）
- 高田寺（北名古屋市）
- 金蓮寺（西尾市）
- 財賀寺（豊川市）
- 斉年寺（常滑市）
- 慈雲寺（知多市）
- 實成寺（あま市）
- 実相寺（西尾市）
- 甚目寺（あま市）
- 寂光院（犬山市）
- 性海寺（稲沢市）
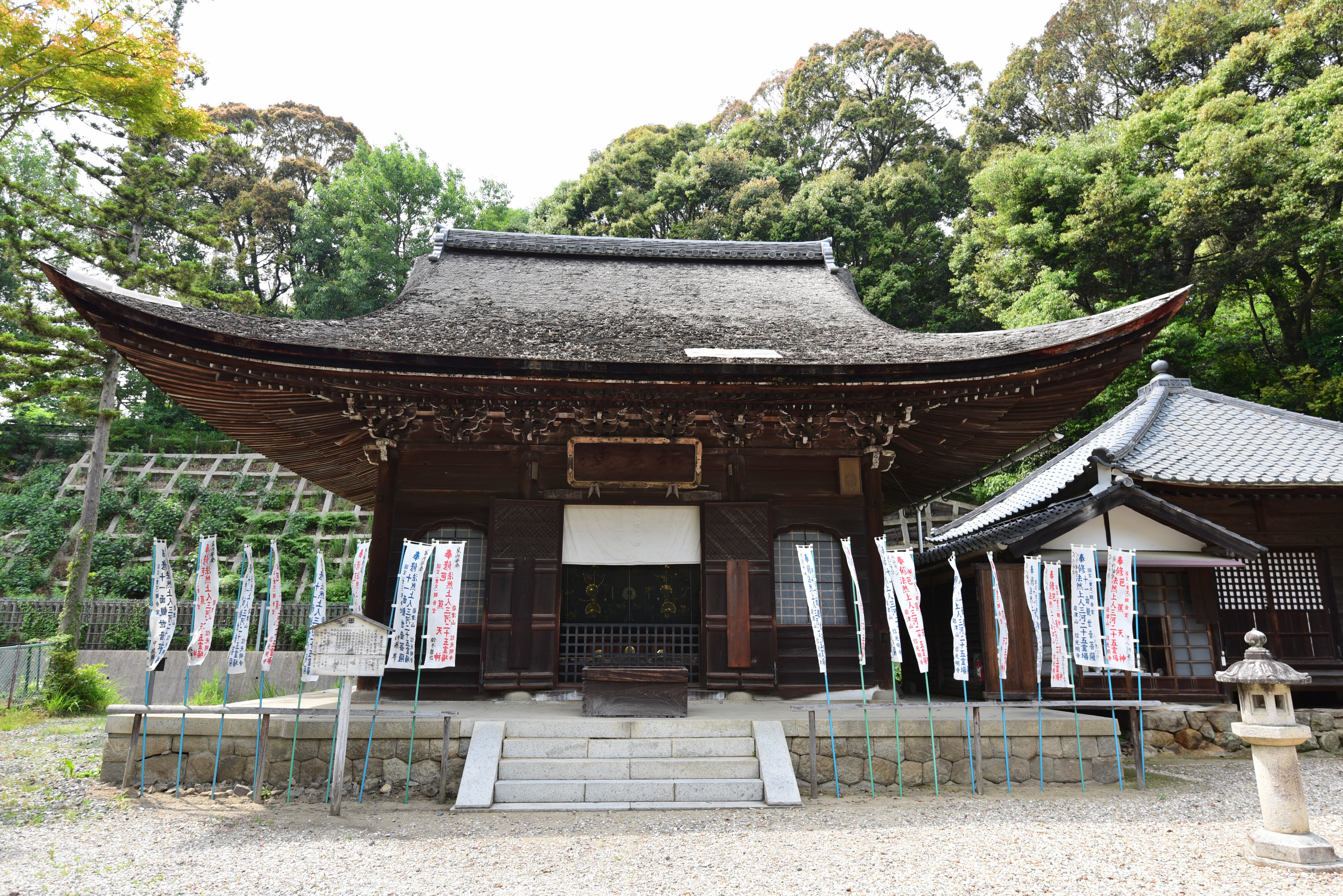
定光寺（瀬戸市）
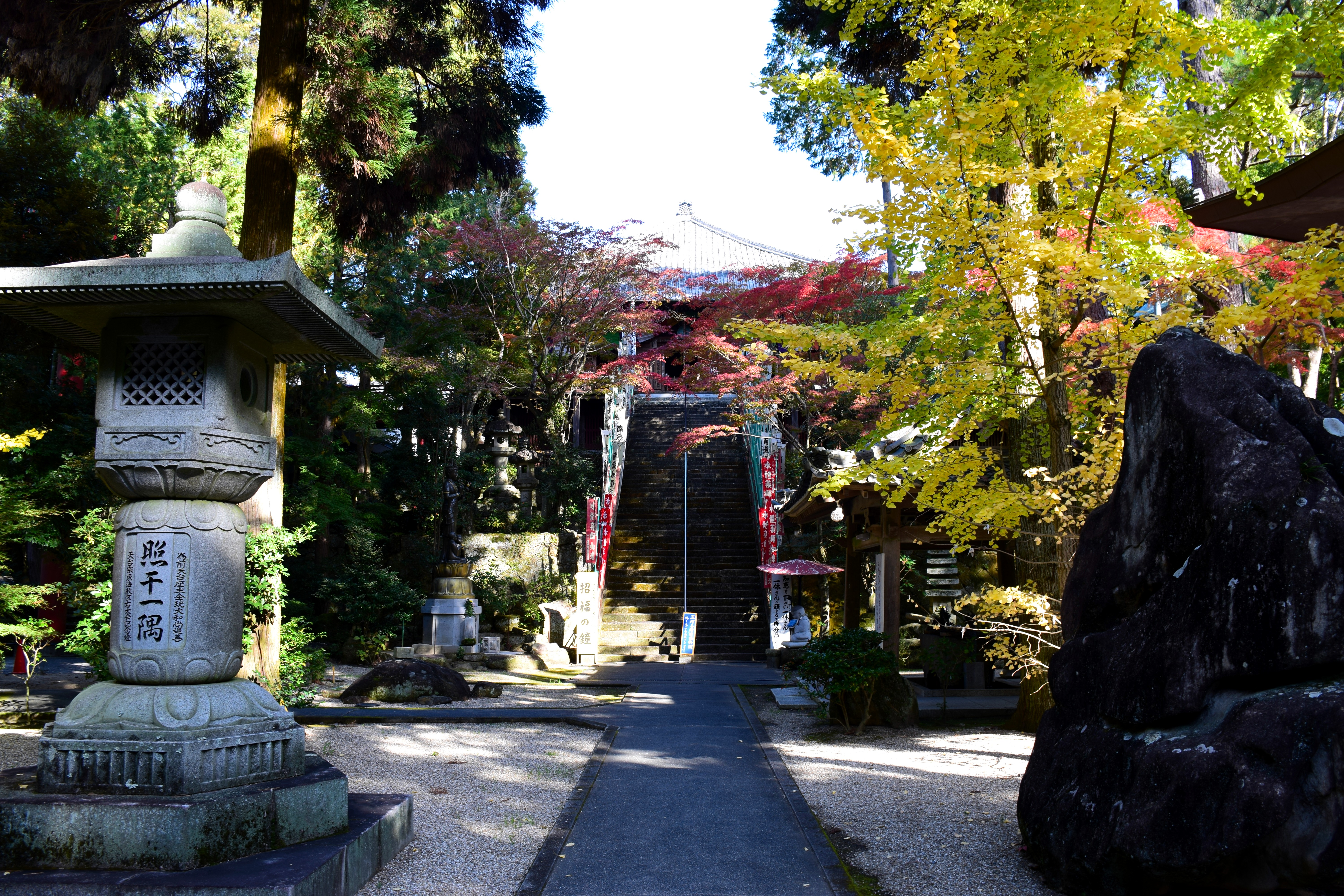
真福寺
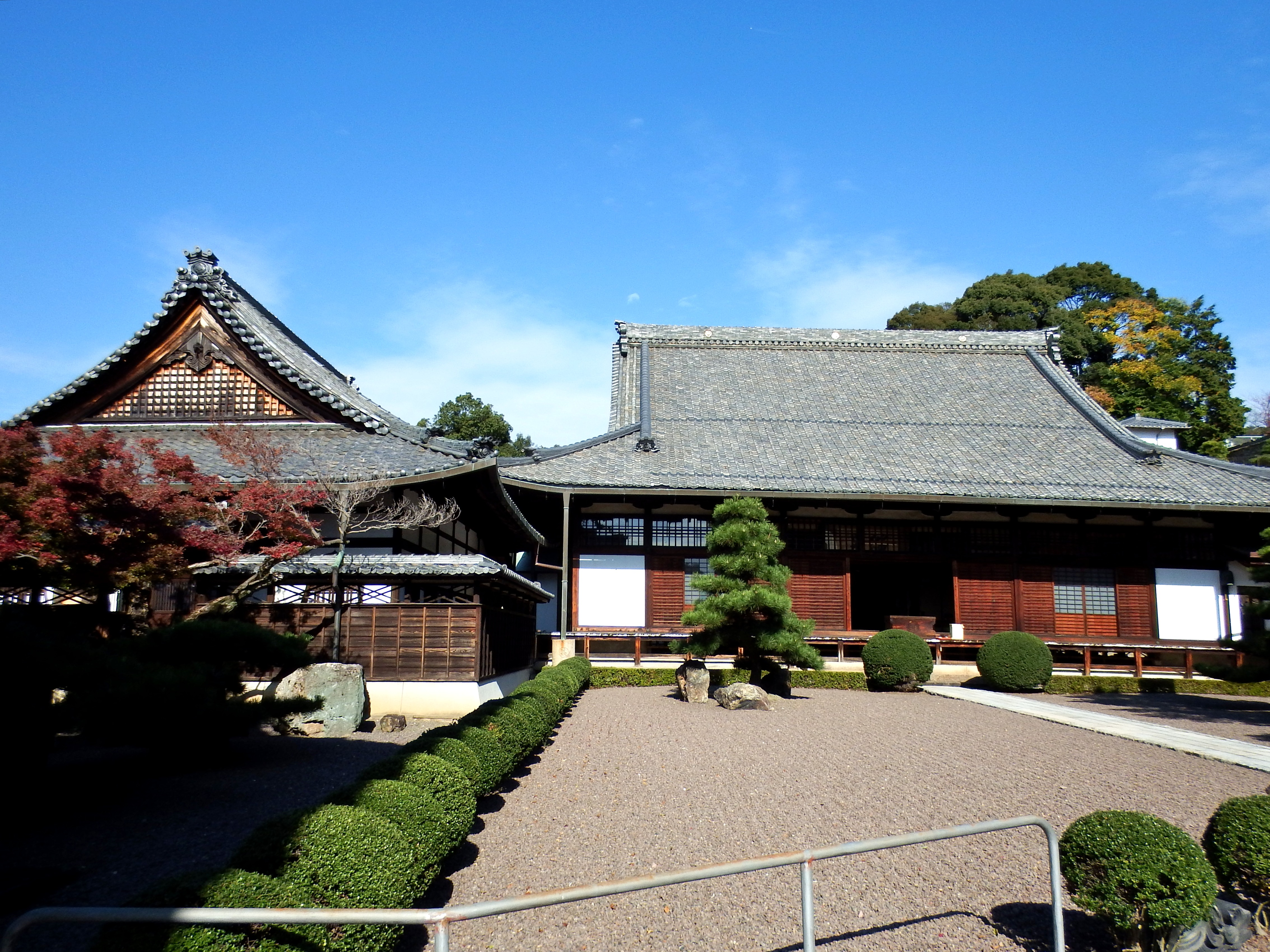
瑞泉寺
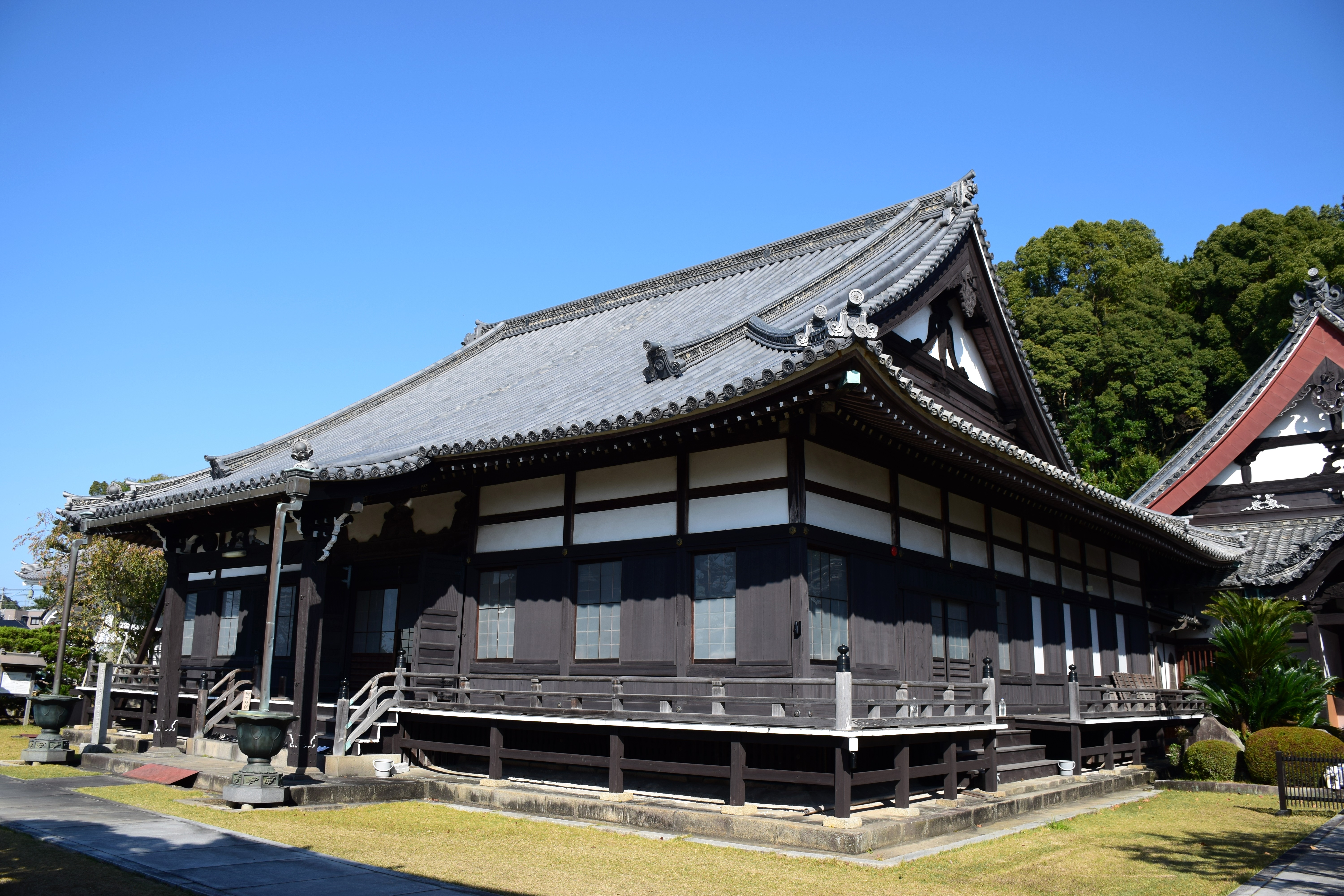
随念寺
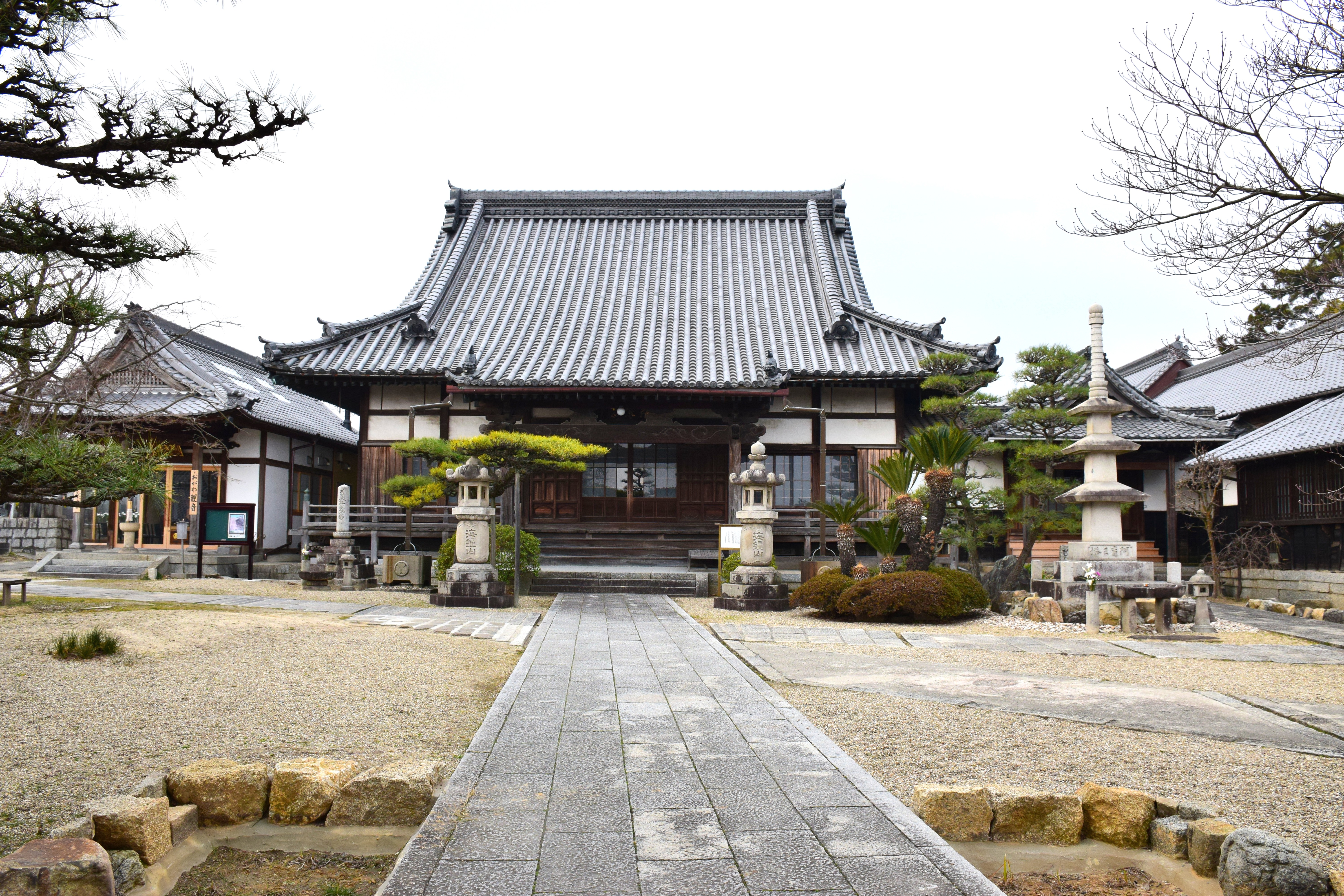
善導寺
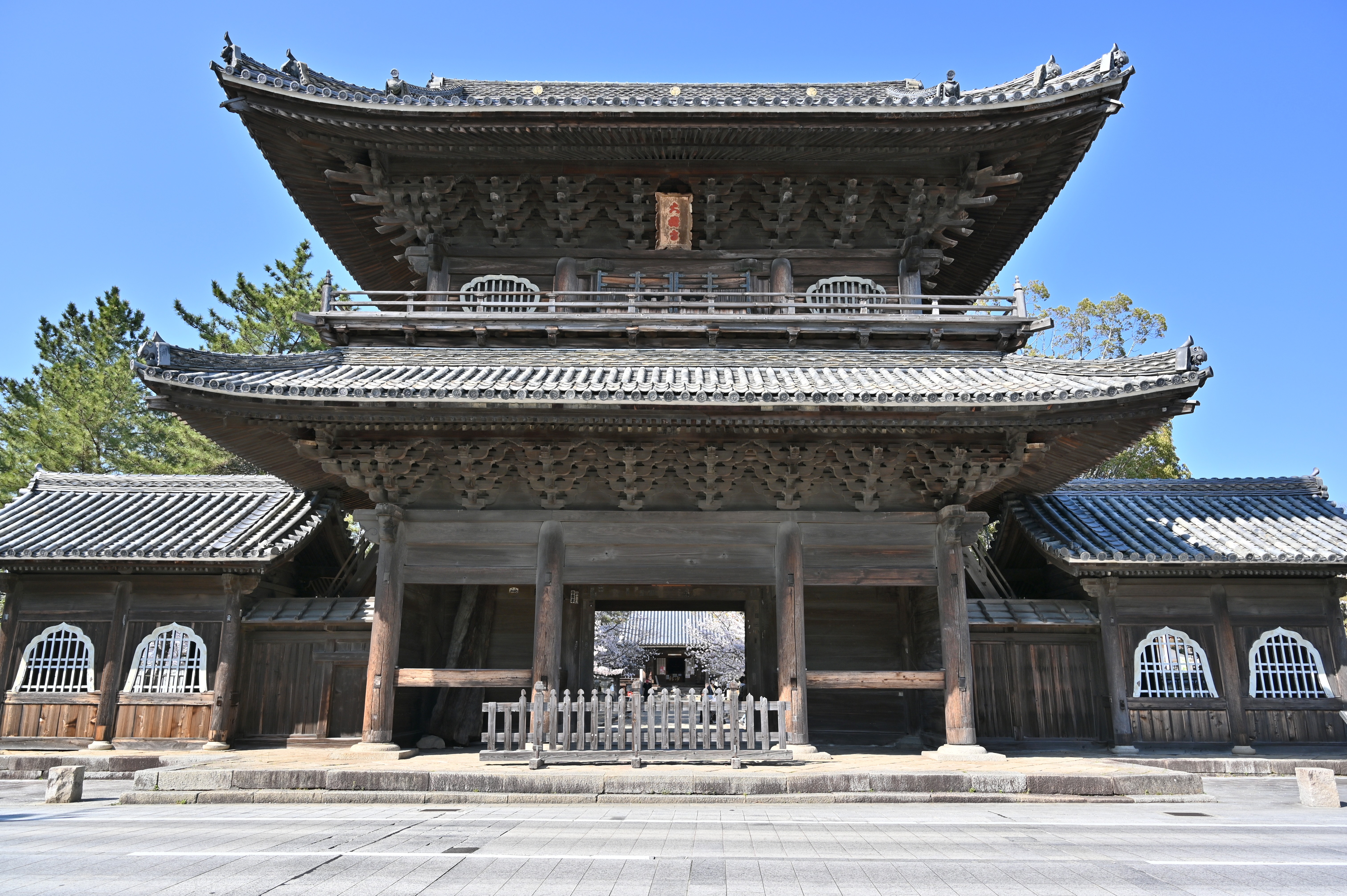
大樹寺
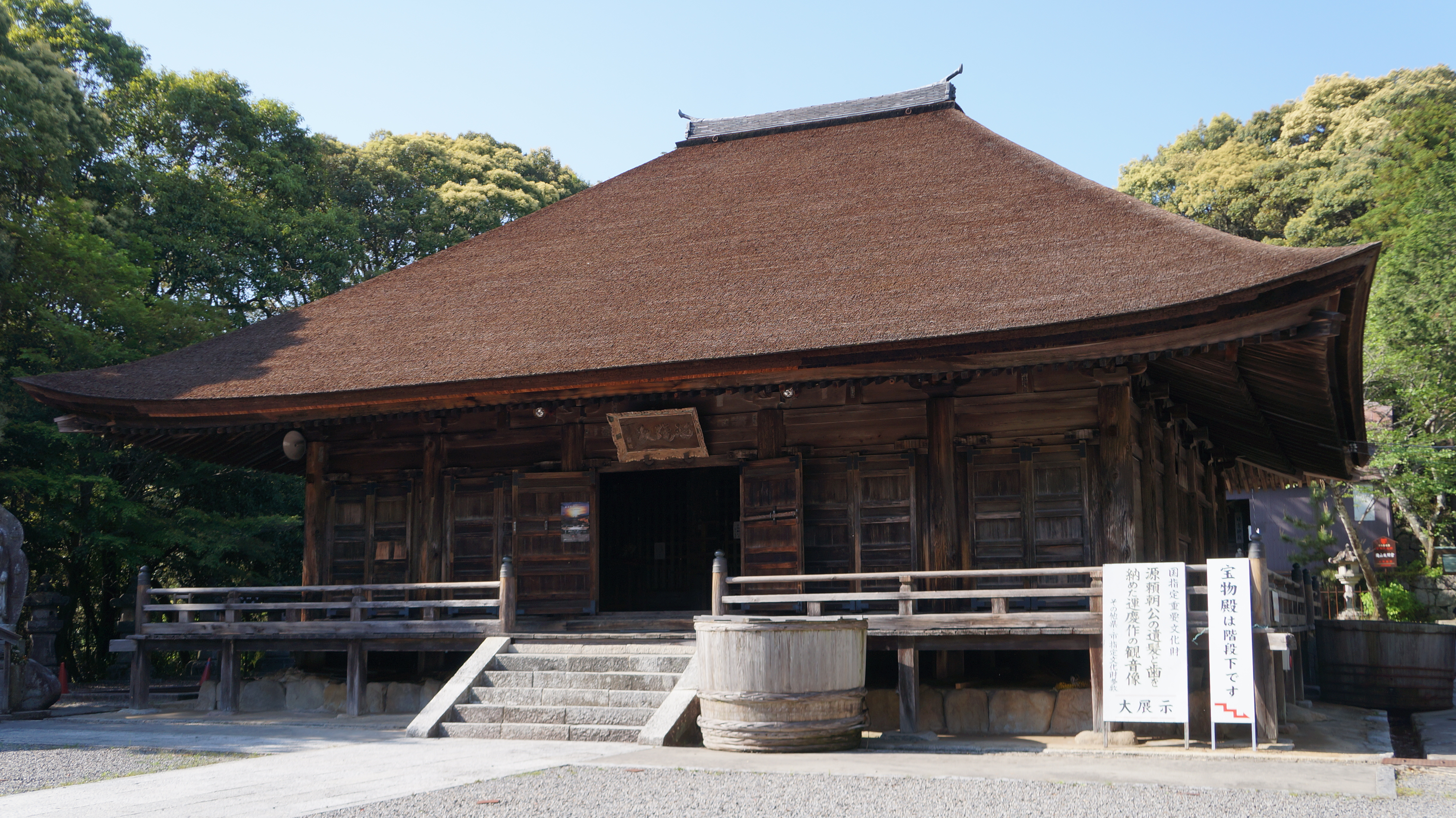
滝山寺
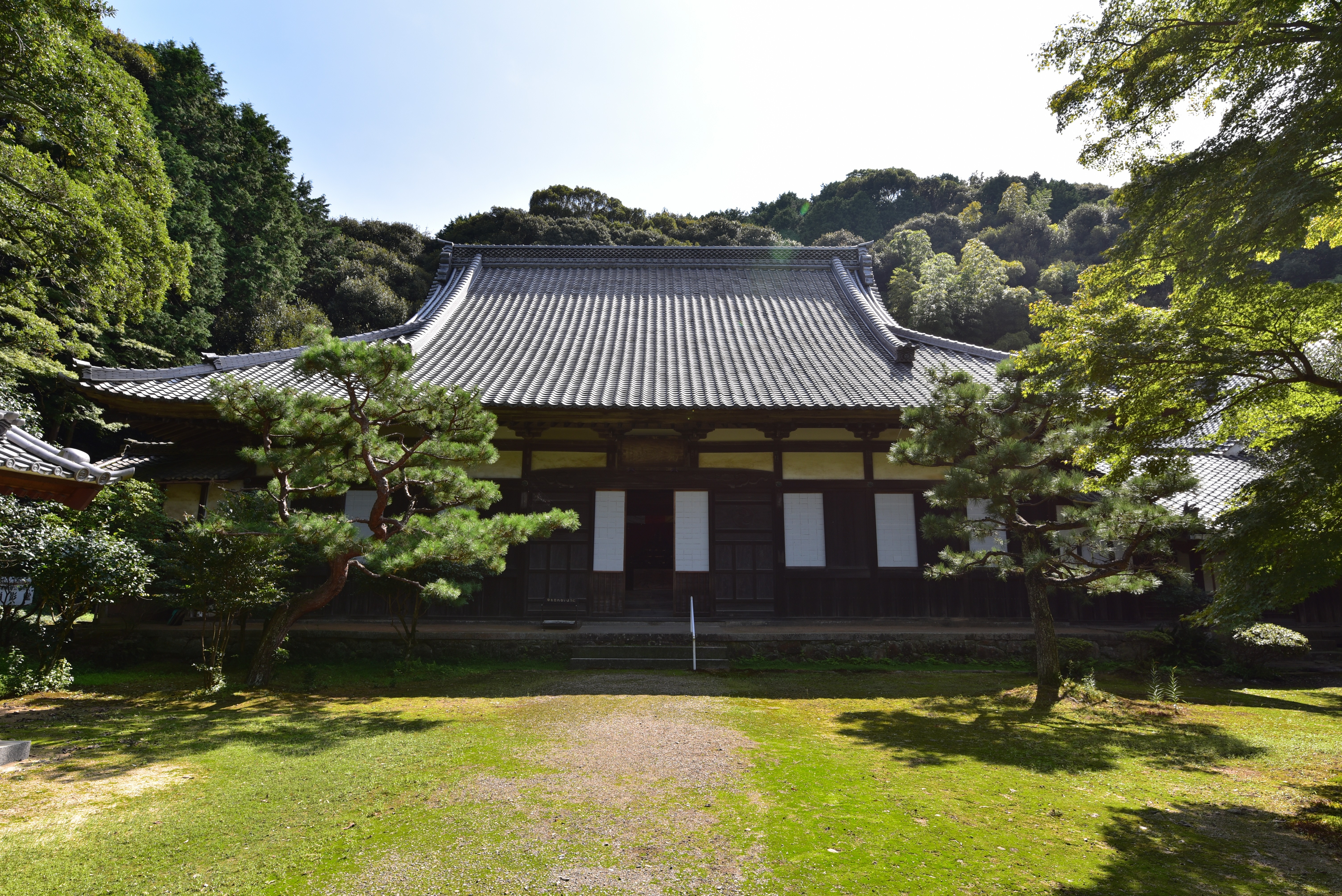
長圓寺
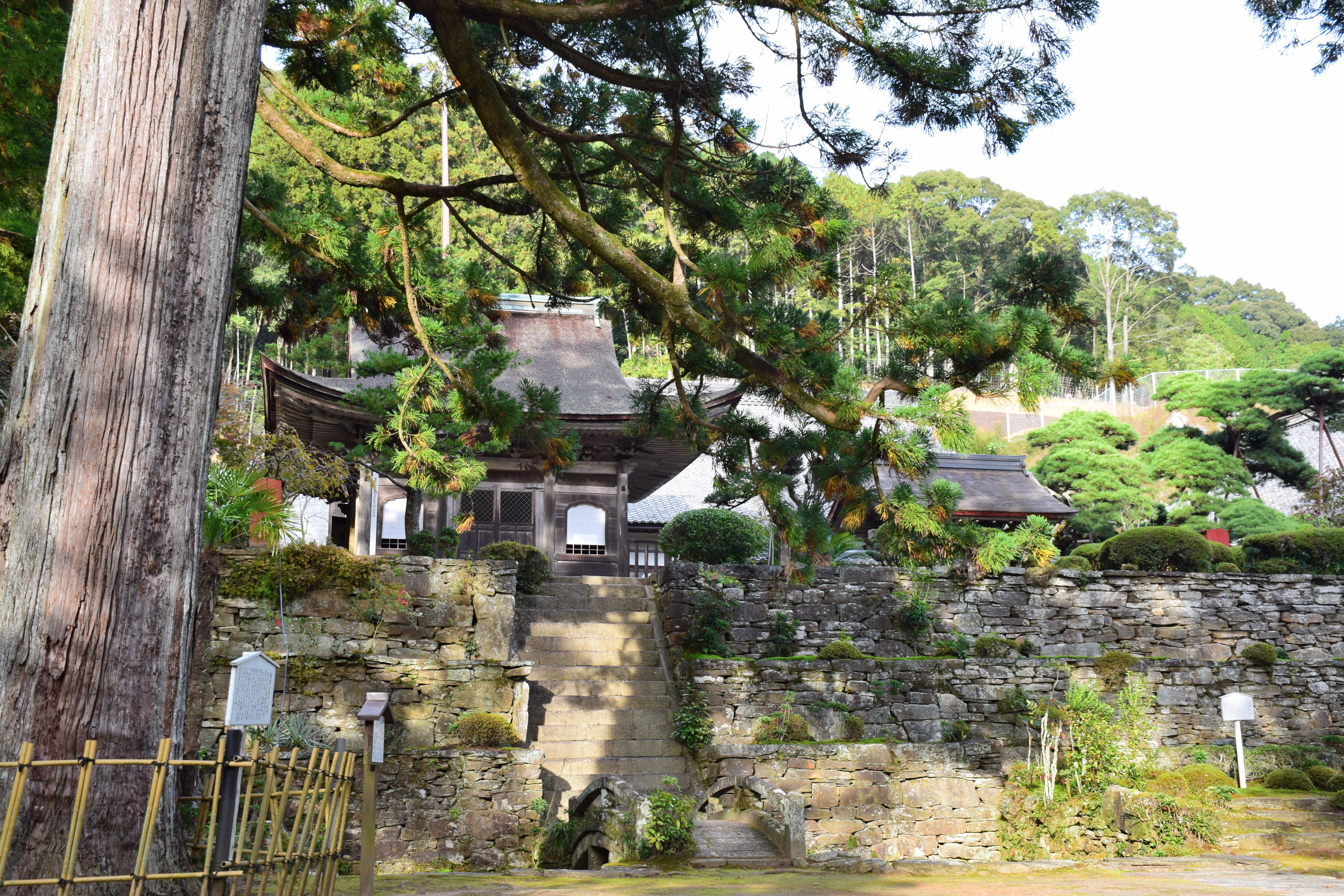
天恩寺
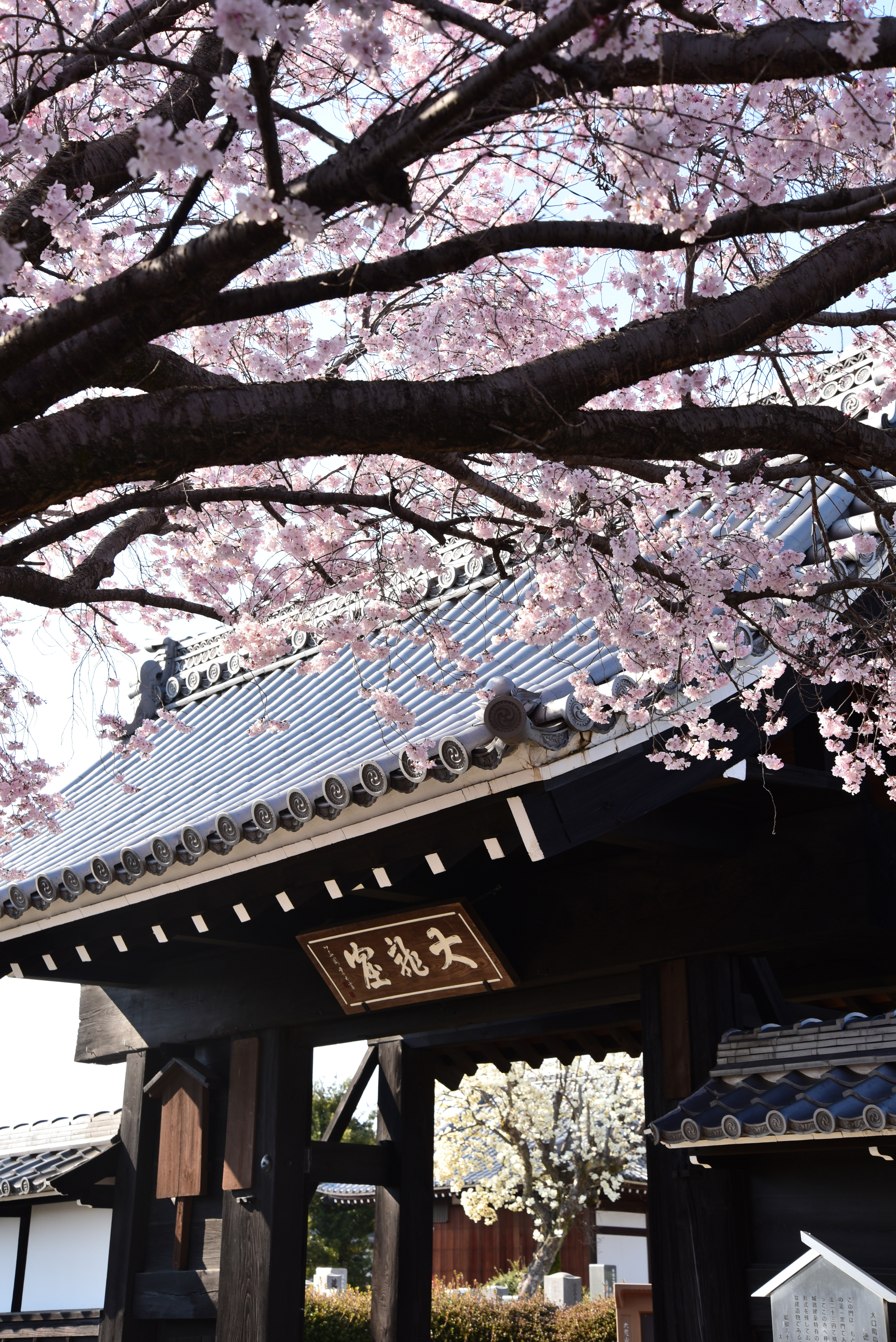
徳林寺

- 正住院（常滑市）
- 常泉寺（名古屋市）
- 常楽寺（半田市）
- 信光明寺（岡崎市）
- 真福寺（岡崎市）
- 瑞泉寺（犬山市）
- 随念寺（岡崎市）
- 善導寺（東浦町）
- 總見院（清須市）
- 曹源寺（豊明市）
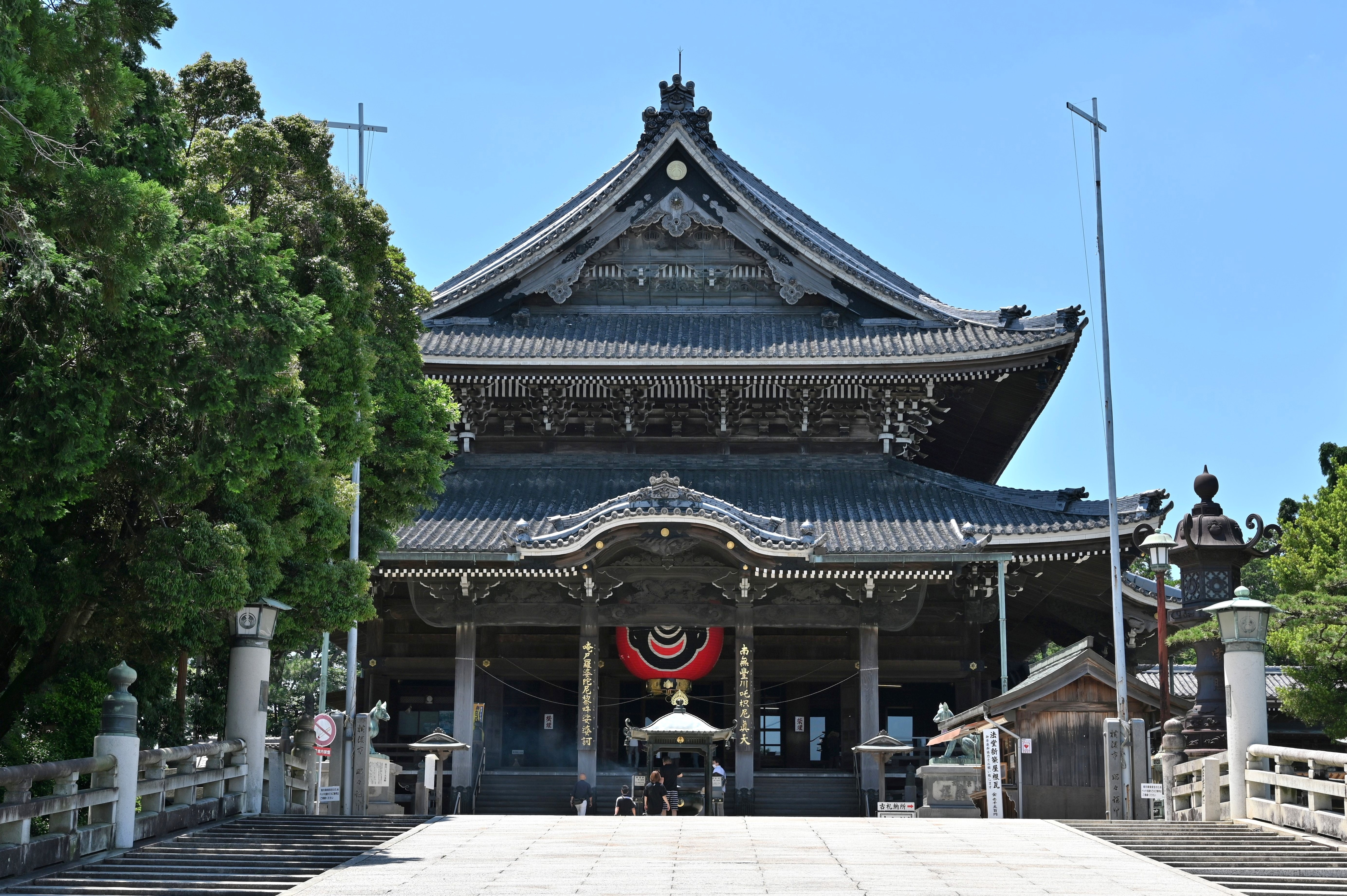
大恩寺（豊川市）
- 大樹寺（岡崎市）
- 滝山寺（岡崎市）
- 長圓寺（西尾市）
- 長光寺（稲沢市）
- 長興寺（豊田市）
- 天恩寺（岡崎市）
- 洞雲院（阿久比町）
- 徳林寺（大口町）
- 豊川稲荷（豊川市）
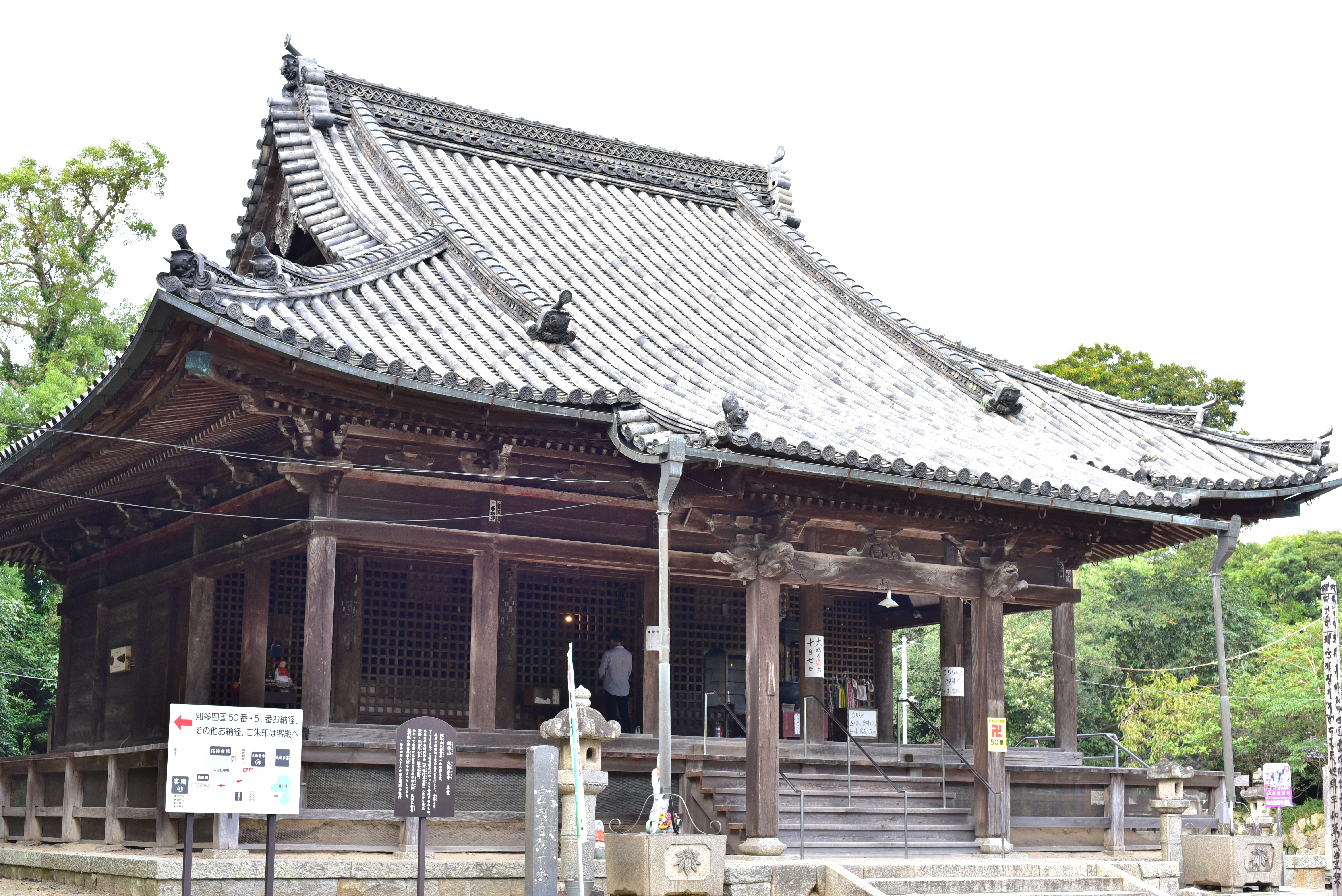
野間大坊（美浜町）
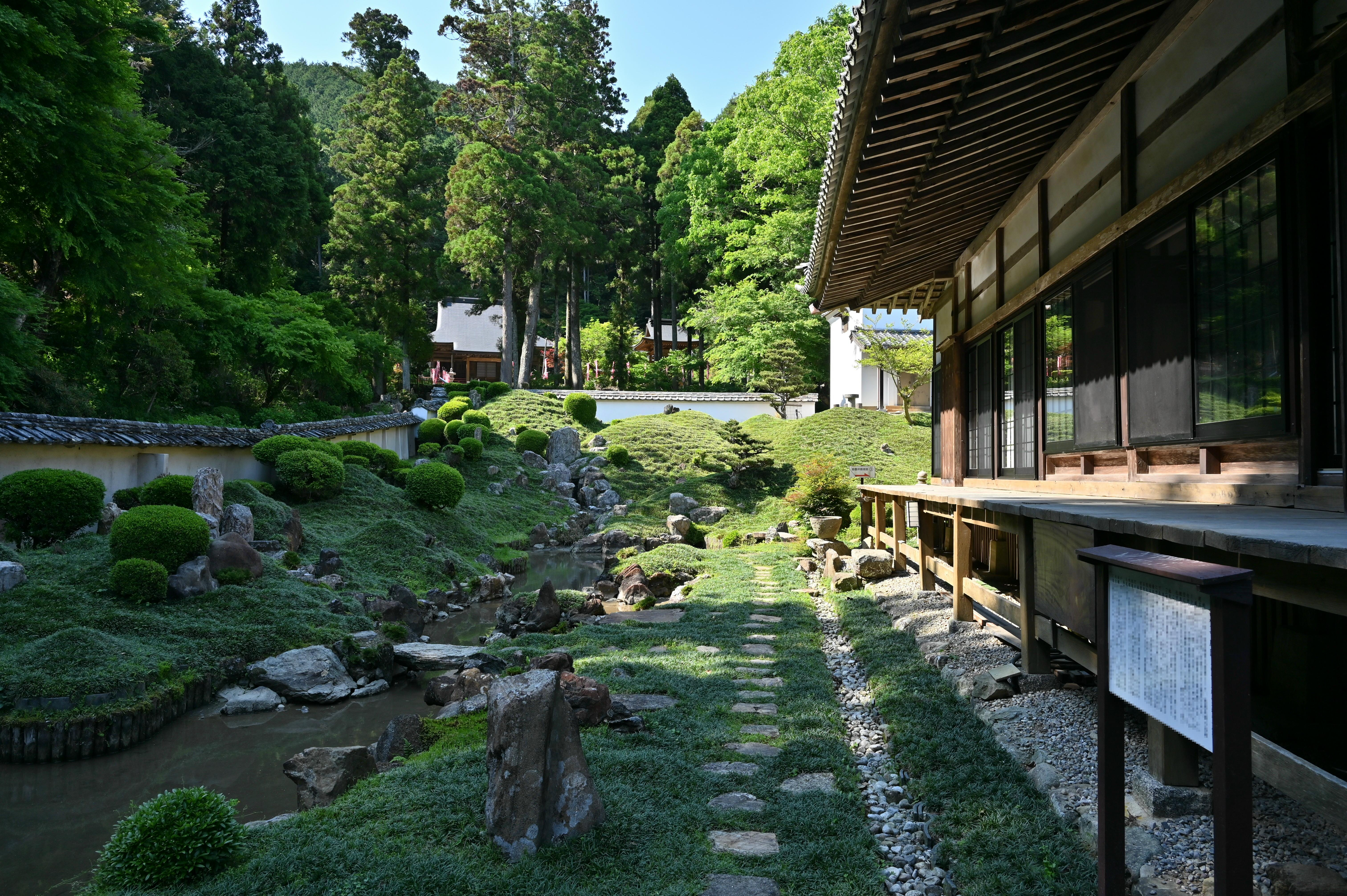
冨賀寺
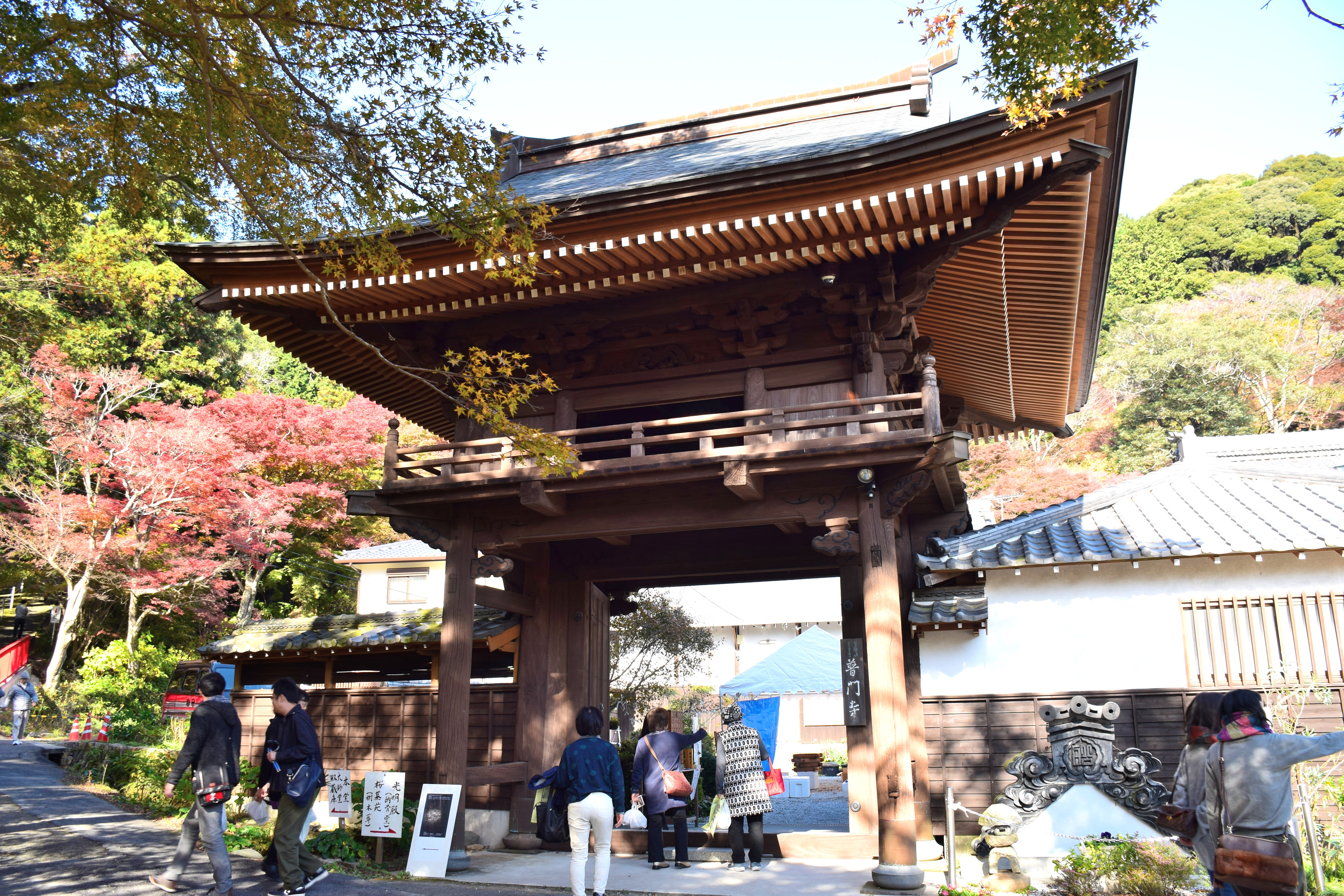
普門寺
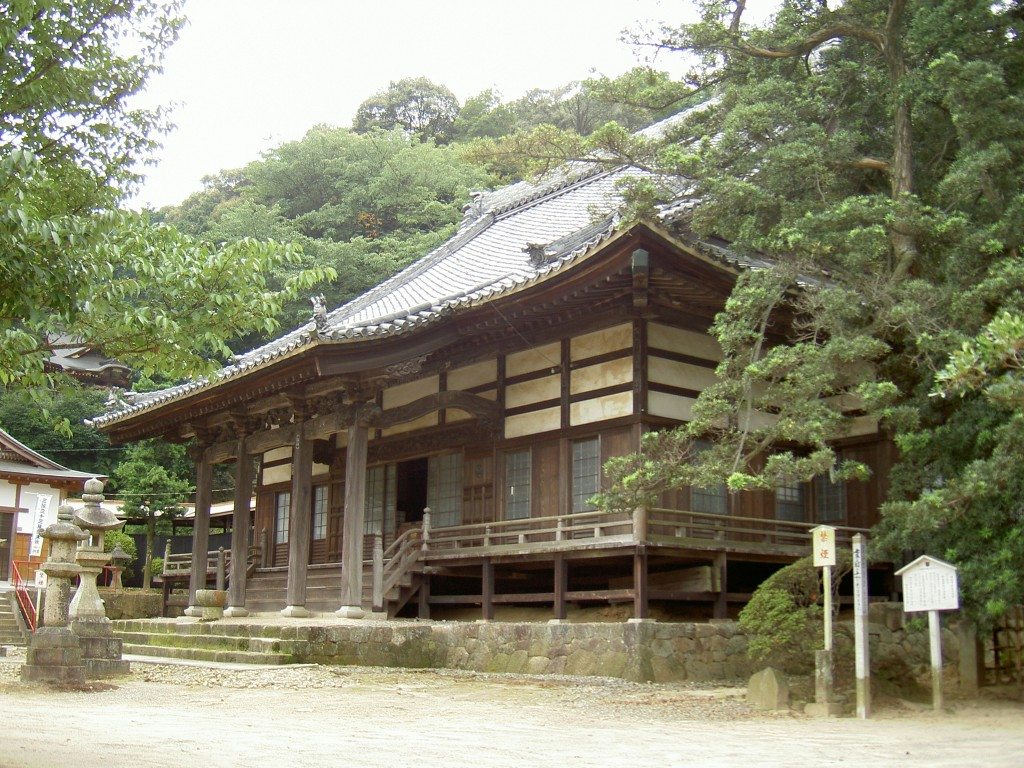
法蔵寺
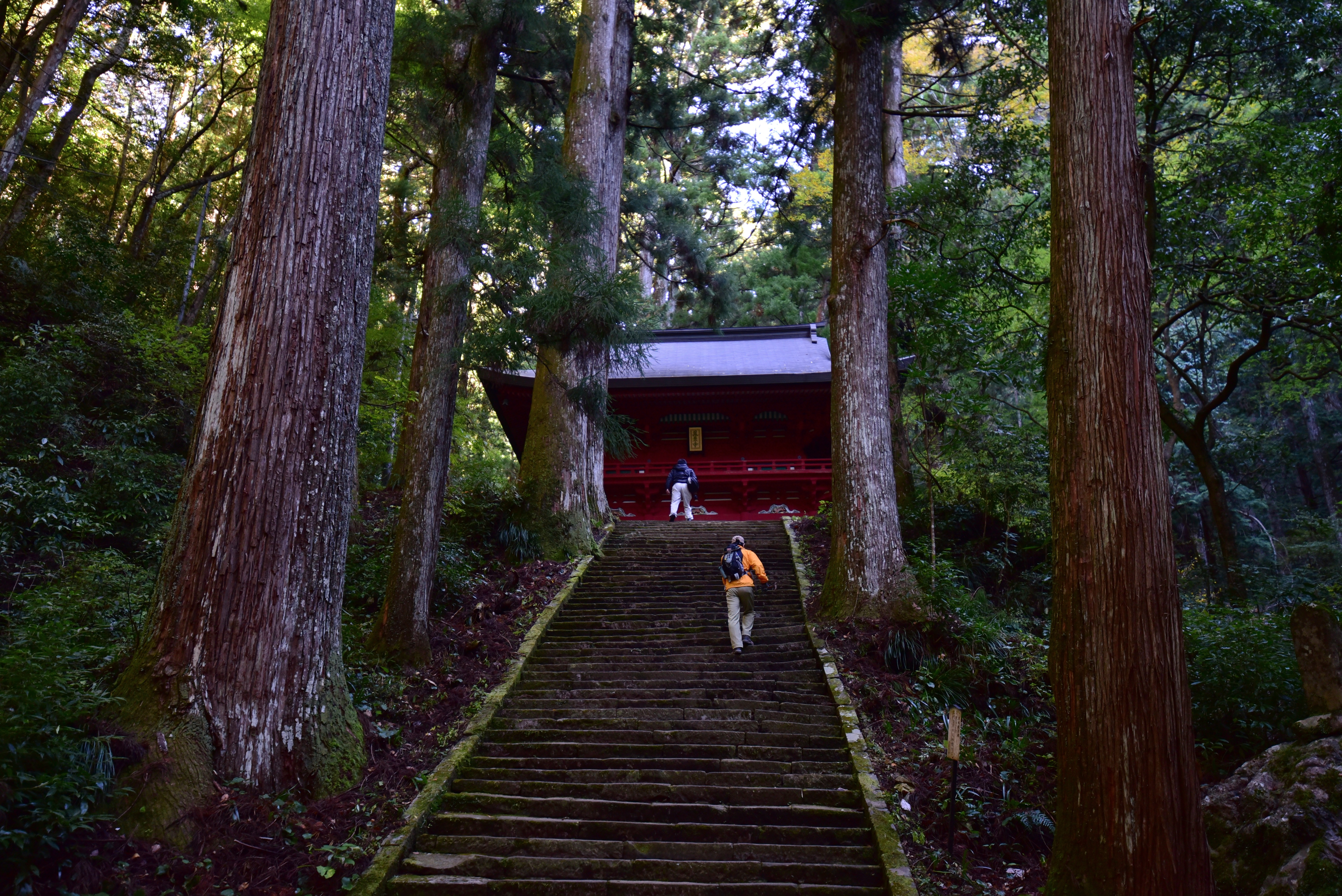
鳳来寺
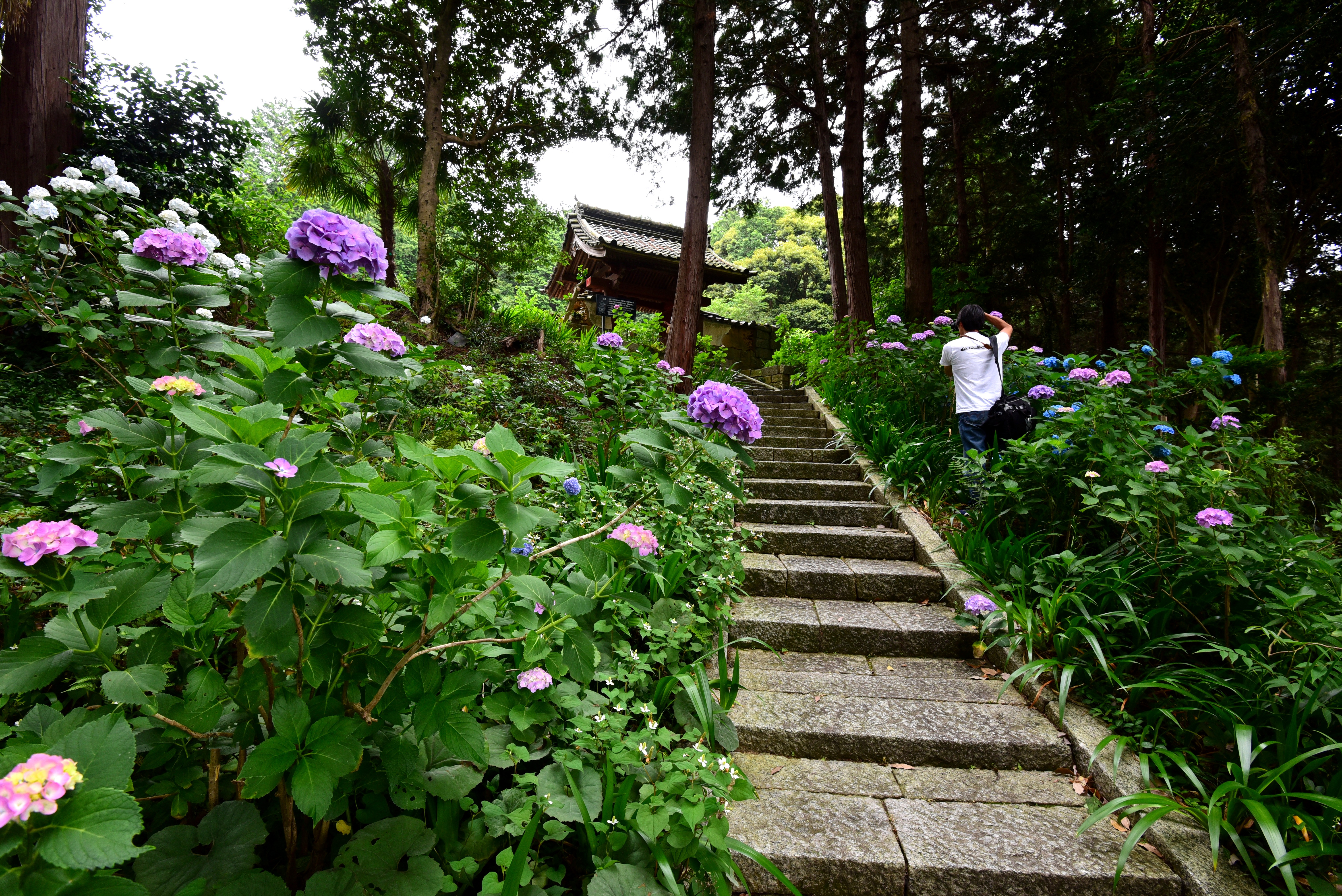
本光寺

- 冨賀寺（新城市）
- 普門寺（豊橋市）
- 法蔵寺（岡崎市）
- 鳳来寺（新城市）
- 本光寺（幸田町）
- 本證寺（安城市）
- 間々観音（小牧市）
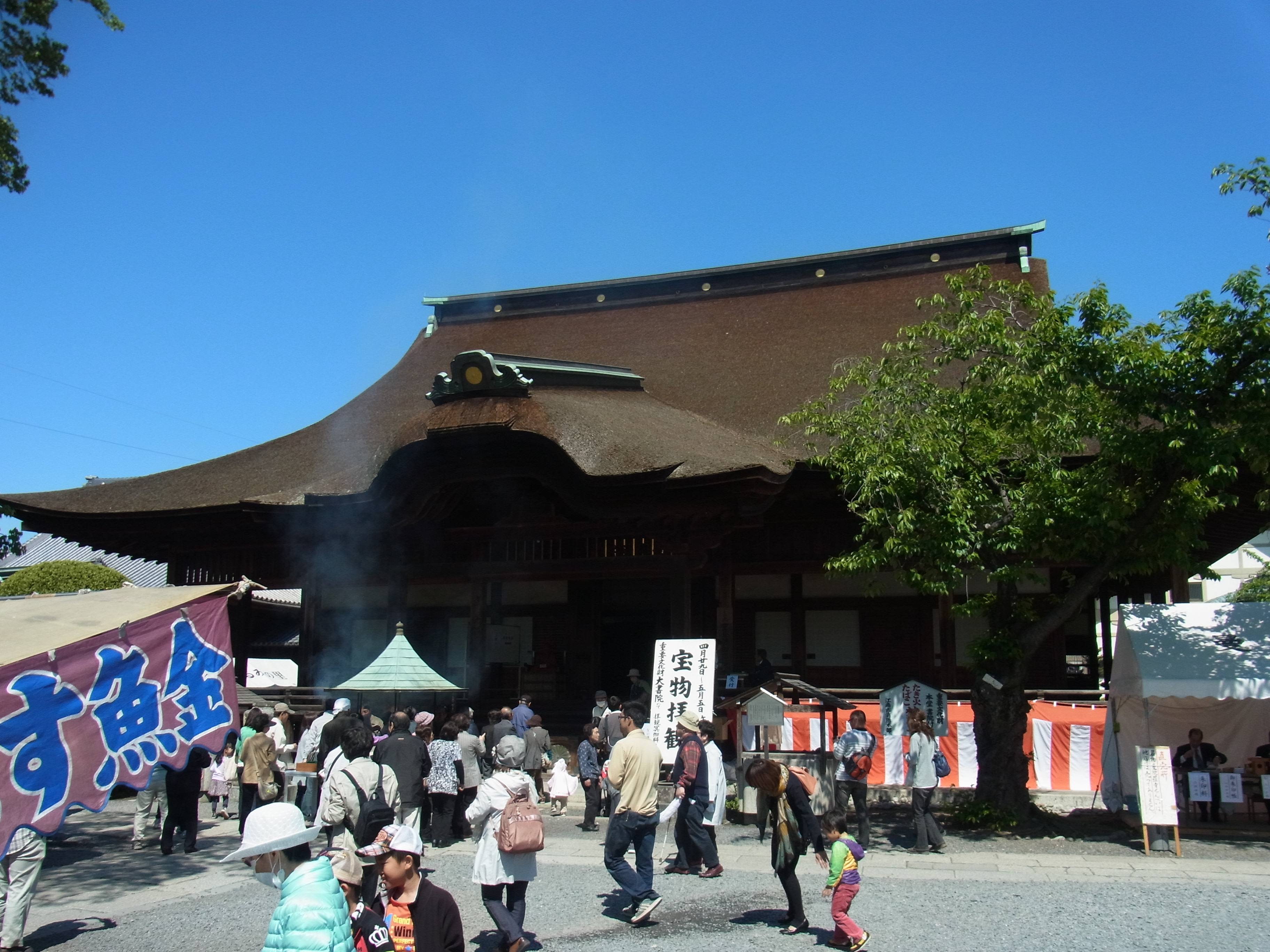
曼陀羅寺（江南市）
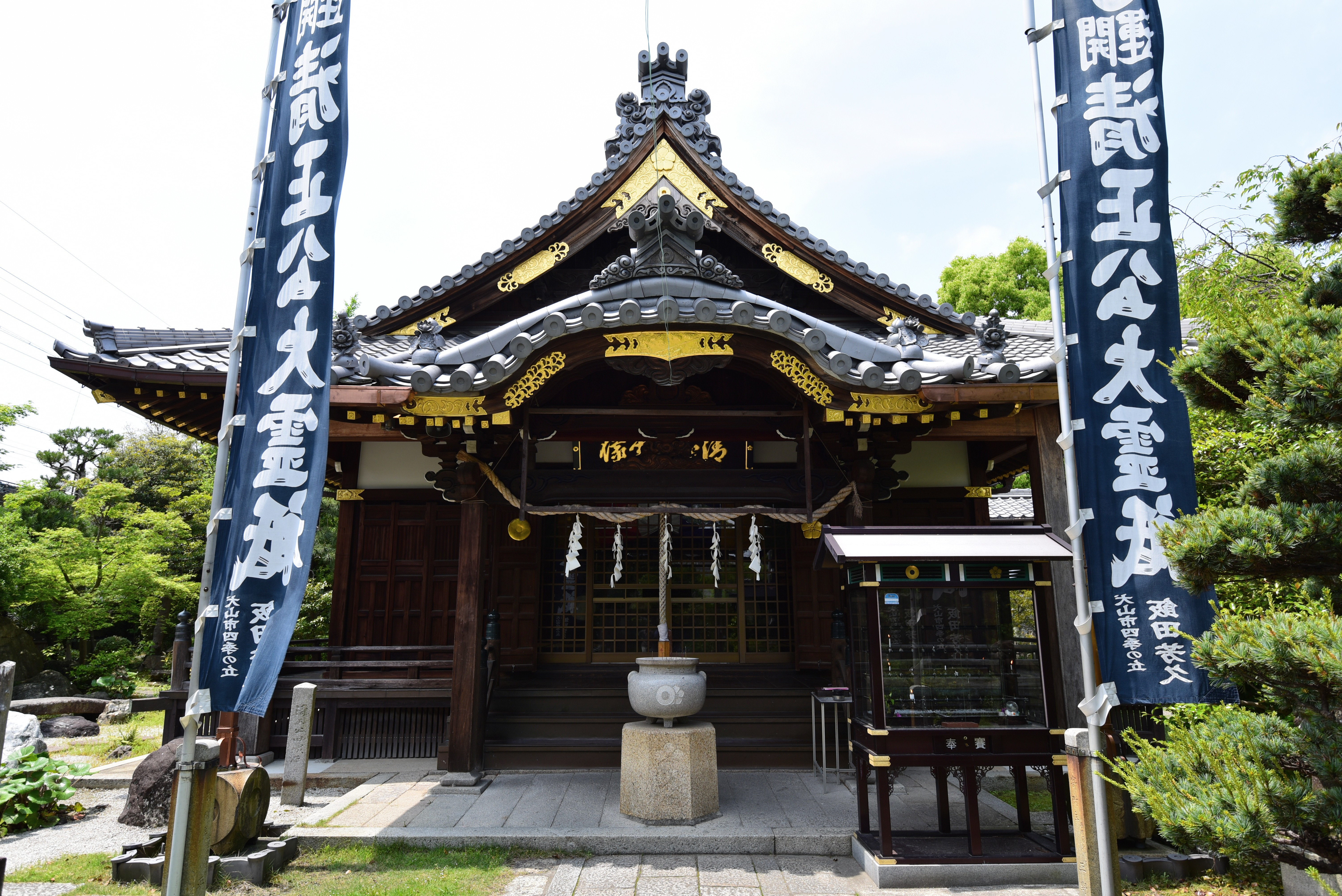
妙行寺
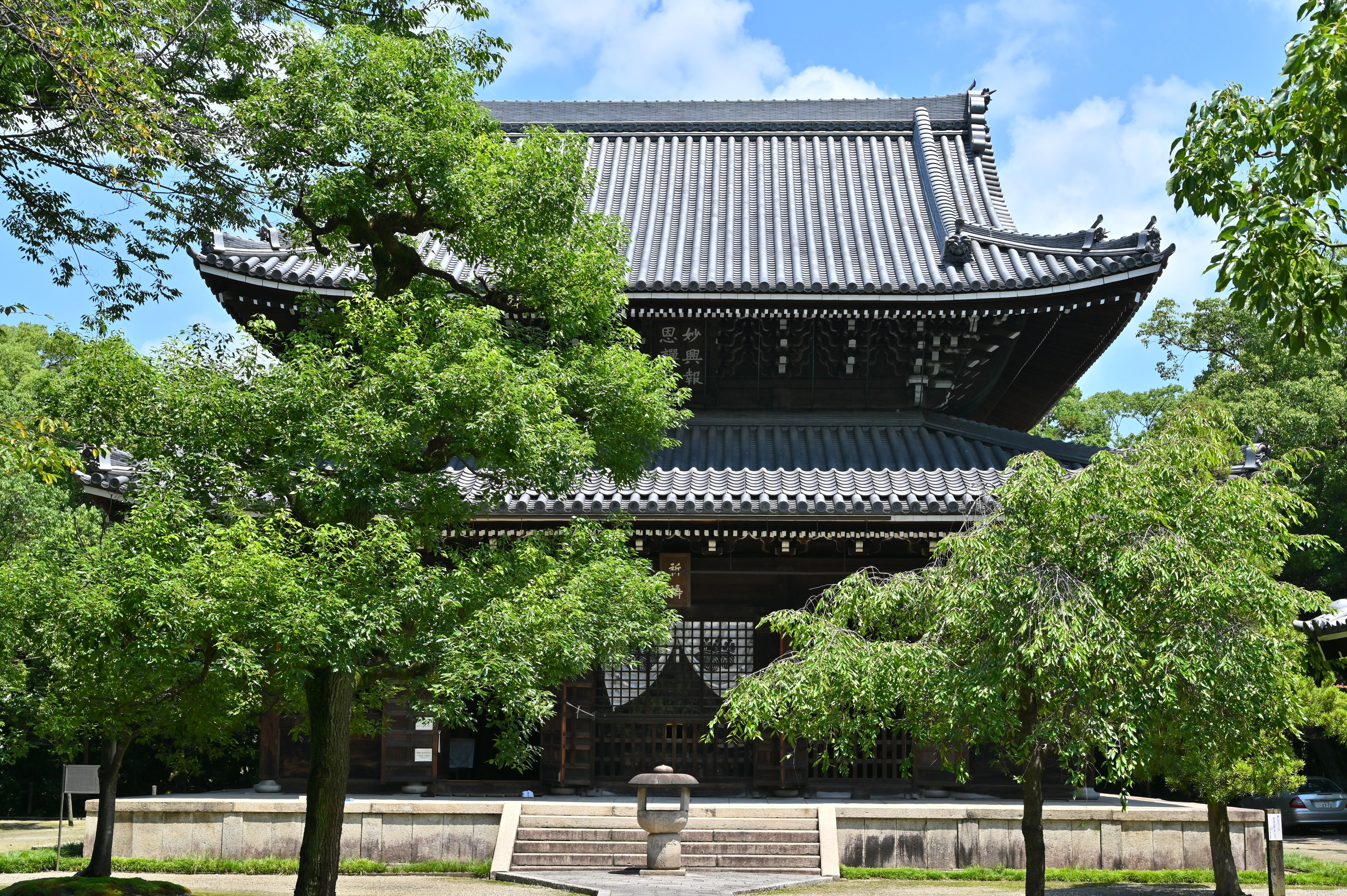
妙興寺
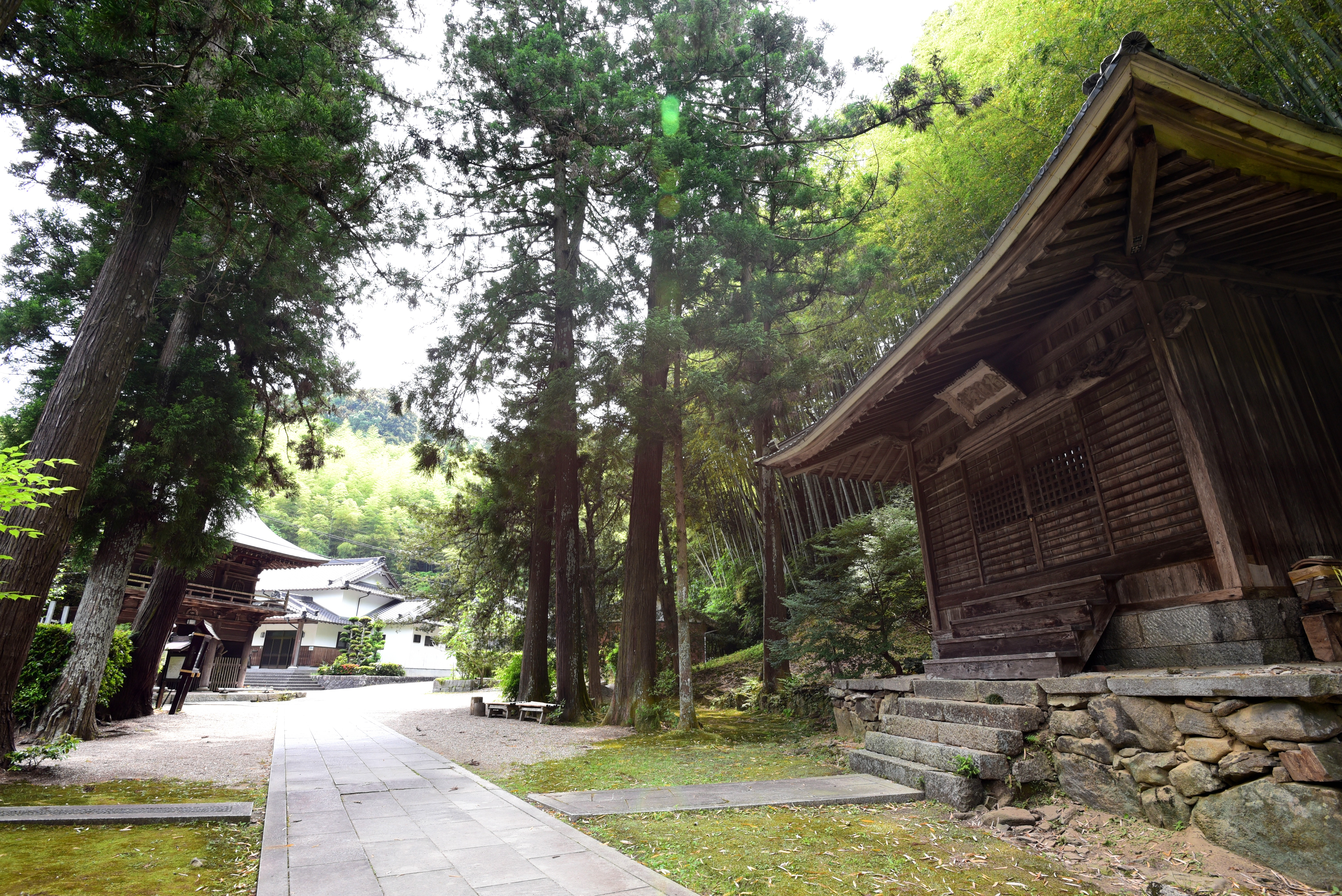
龍渓院
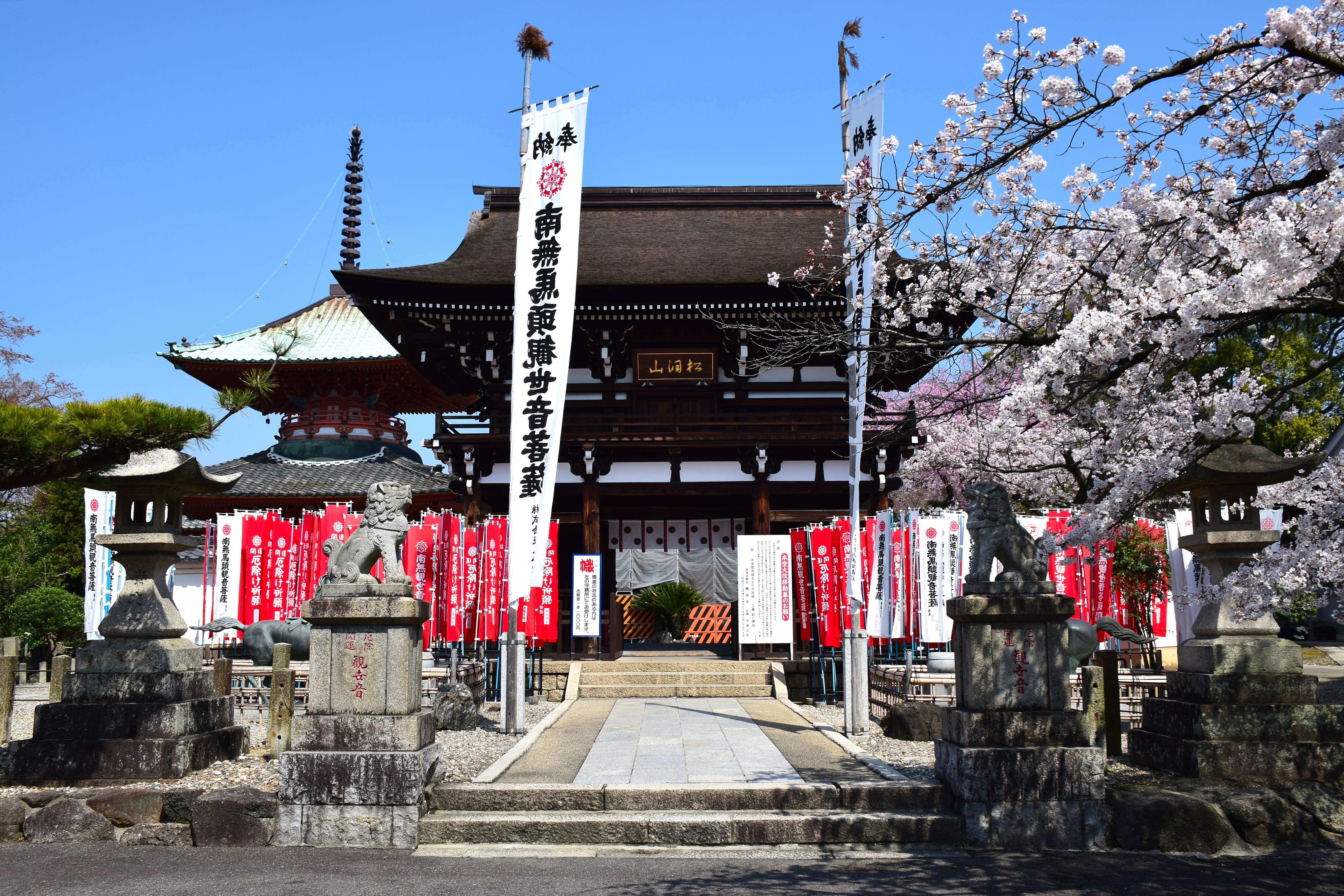
龍泉寺
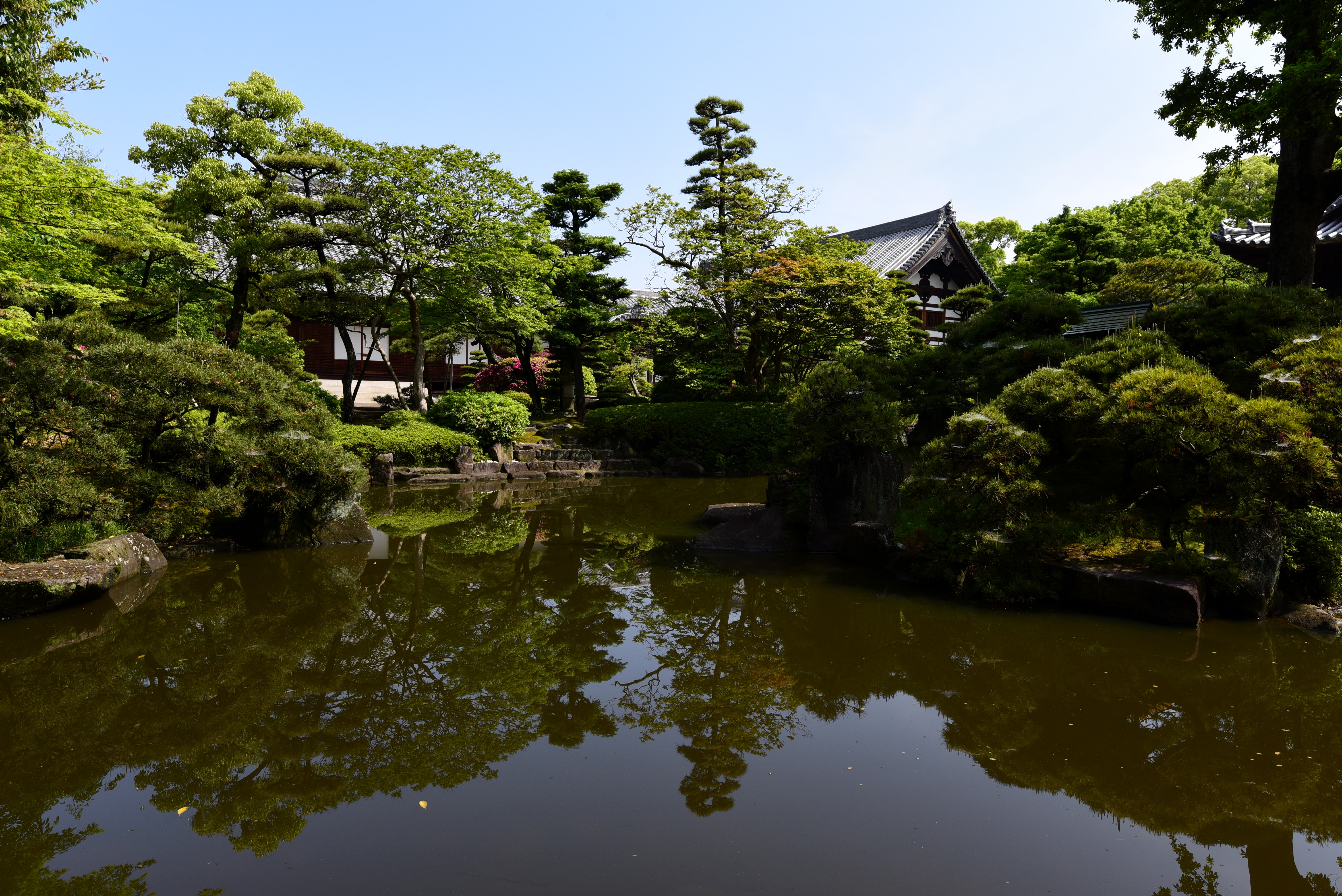
凌雲寺
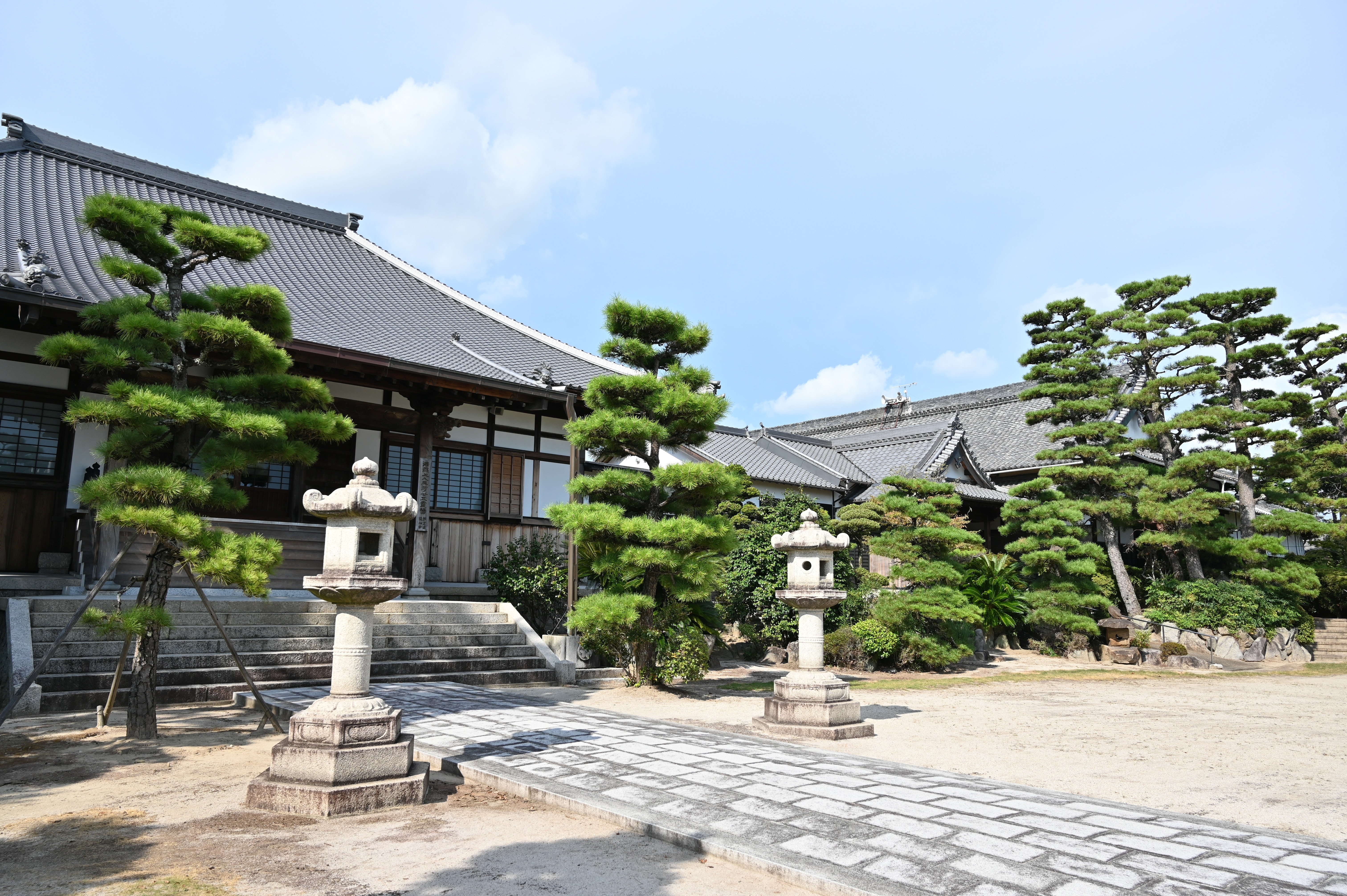
隣松寺
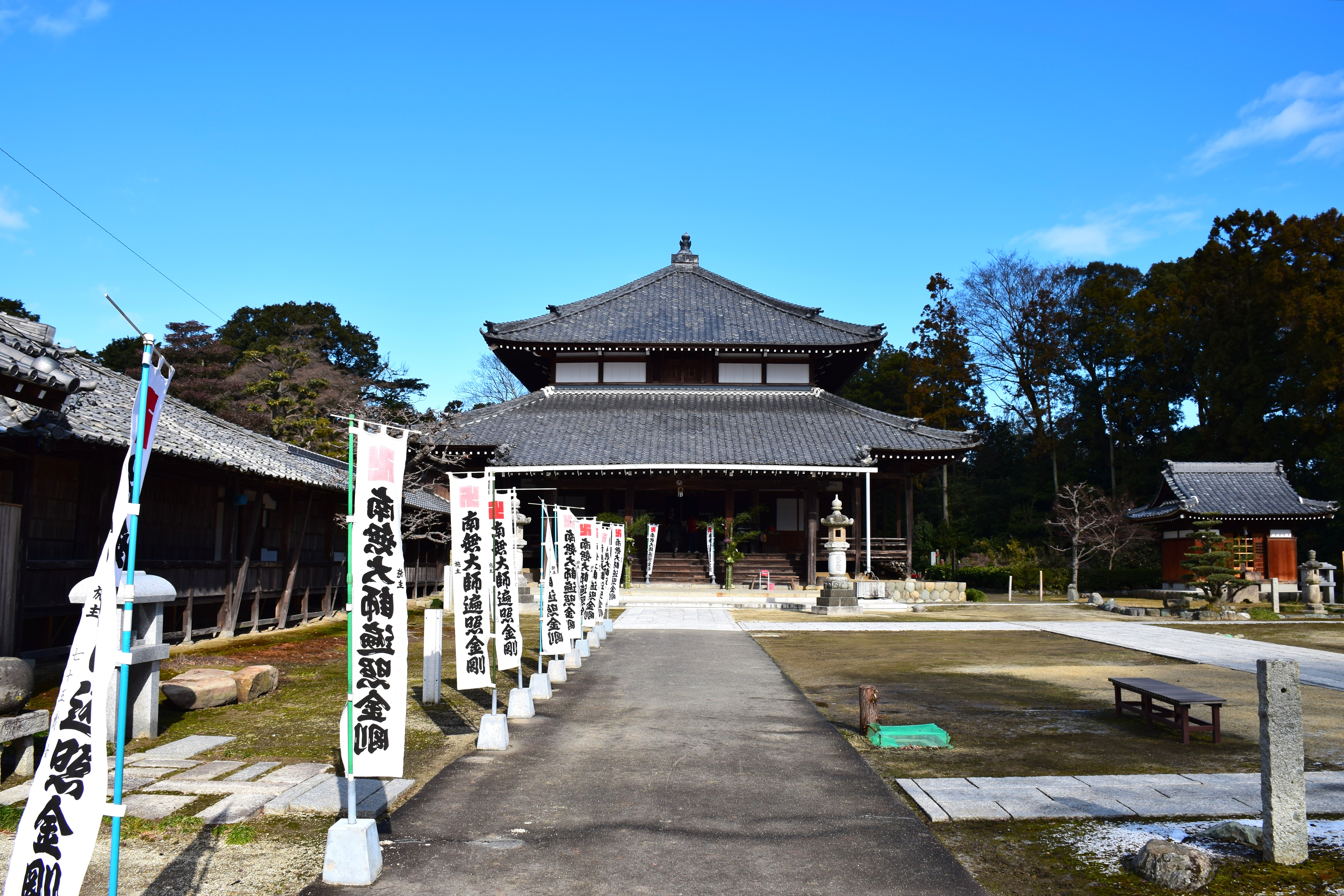
蓮華寺

- 密蔵院（春日井市）
- 妙行寺（名古屋市）
- 妙興寺（一宮市）
- 明徳寺（名古屋市）
- 無量寿寺（知立市）
- 祐福寺（東郷町）
- 影現寺（美浜町）
- 龍渓院（岡崎市）
- 龍泉寺（名古屋市）
- 笠覆寺（名古屋市）
- 凌雲寺（名古屋市）
- 楞厳寺（刈谷市）
- 隣松寺（豊田市）
- 蓮華寺（あま市）

- 荒子観音
- 大須観音
- 菊泉院
- 久昌寺
- 華蔵寺
- 金蓮寺
- 財賀寺
- 実相寺
- 甚目寺
- 寂光院
- 性海寺
- 定光寺
- 常泉寺
- 常楽寺
- 信光明寺
- 真福寺
- 瑞泉寺
- 随念寺
- 善導寺
- 大樹寺
- 滝山寺
- 長圓寺
- 天恩寺
- 徳林寺
- 豊川稲荷
- 野間大坊
- 冨賀寺
- 普門寺
- 法蔵寺
- 鳳来寺
- 本光寺
- 曼陀羅寺
- 妙行寺
- 妙興寺
- 龍渓院
- 龍泉寺
- 凌雲寺
- 隣松寺
- 蓮華寺

### 温泉
- 稲武温泉（豊田市）
- 湯吉郎 (清須市)
- 稲武夏焼温泉（豊田市）
- 小渡温泉（豊田市）
- 尾張温泉（蟹江町）
- 形原温泉（蒲郡市）
- 蒲郡温泉（蒲郡市）
- 吉良温泉（西尾市）
- 笹戸温泉（豊田市）
- めぐみの湯（大府市）
- 中京温泉（名古屋市中村区）
- 兎鹿嶋温泉（豊根村）
- 飛島温泉（飛島村）
- 西浦温泉（蒲郡市）
- 南知多温泉郷（南知多町）
- 三谷温泉（蒲郡市）
- 湯谷温泉（新城市）

### その他
- 尾張国分寺跡（稲沢市）
- 冨田一里塚（一宮市）
- 青塚古墳（犬山市）
- 東之宮古墳（犬山市）
- 大山廃寺跡（小牧市）
- 小牧山（小牧市）
- 貝殻山貝塚（清須市） - 朝日遺跡の一つ
- 大曲輪貝塚（名古屋市瑞穂区）
- 大高城跡（名古屋市緑区） 
  - 丸根砦跡
  - 鷲津砦跡
- 志段味古墳群（名古屋市守山区）
  - 白鳥塚古墳
  - 尾張戸神社古墳
  - 志段味大塚古墳
  - 東谷山白鳥古墳 - 白鳥古墳群1号墳
- 断夫山古墳（名古屋市熱田区）
- 八幡山古墳（名古屋市昭和区）
- 二子山古墳（春日井市）
- 小長曽陶器窯跡（瀬戸市）
- 長久手古戦場（長久手市）
  - 御旗山
  - 首塚
  - 色金山
- 桶狭間古戦場伝説地（豊明市）
  - 戦人塚
- 阿野一里塚（豊明市）
- 入海貝塚（知多郡東浦町）
- 舞木廃寺塔跡（豊田市）
- 松平氏遺跡（豊田市）
- 二子古墳（安城市）
- 姫小川古墳（安城市）
- 本證寺境内（安城市）
- 大平一里塚（岡崎市）
- 北野廃寺跡（岡崎市）
- 真宮遺跡（岡崎市）
- 正法寺古墳（西尾市）
- 瓜郷遺跡（豊橋市）
- 嵩山蛇穴（豊橋市）
- 馬越長火塚古墳群（豊橋市）
- 三河国分寺跡（豊川市）
- 三河国分尼寺跡（豊川市）
- 長篠城跡（新城市）
- 伊良湖東大寺瓦窯跡（田原市）
- 大アラコ古窯跡（田原市）
- 百々陶器窯跡（田原市）
- 吉胡貝塚（田原市）

## 人物

### 名誉愛知県民
愛知県名誉県民の称号を贈られた人物は以下の通り。
| 顕彰年月日                 | 氏名       | 職業・経歴など                         | 備考                           | 出身                 |
| -------------------------- | ---------- | -------------------------------------- | ------------------------------ | -------------------- |
| 1987年（昭和62年）12月21日 | 桑原幹根   | 政治家（元愛知県知事）                 |                                | 山梨県南都留郡明見村 |
| 2011年（平成23年）12月3日  | 海部俊樹   | 政治家（元内閣総理大臣）               | 戦後初の愛知県出身内閣総理大臣 | 名古屋市東区七曲町   |
| 2011年（平成23年）12月3日  | 鈴木禮治   | 政治家（元愛知県知事）                 |                                | 三重県三重郡富田町   |
| 2011年（平成23年）12月3日  | 豊田章一郎 | 実業家、技術者（トヨタ自動車名誉会長） |                                | 名古屋市白壁町       |
| 2011年（平成23年）12月3日  | 野依良治   | 化学者（理化学研究所理事長）           | ノーベル化学賞受賞（2001年）   | 兵庫県武庫郡精道村   |
| 2015年（平成27年）9月11日  | 赤﨑勇     | 半導体工学者（名城大学終身教授）       | ノーベル物理学賞受賞（2014年） | 鹿児島県川辺郡知覧村 |
| 2015年（平成27年）9月11日  | 天野浩     | 電子工学者（名古屋大学特別教授）       | ノーベル物理学賞受賞（2014年） | 静岡県浜松市         |

## 対外関係

### 姉妹自治体・提携自治体
友好自治体
| 国名           | 名称         | 年                        |
| -------------- | ------------ | ------------------------- |
| オーストラリア | ビクトリア州 | 1980年（昭和55年）5月2日  |
| 中華人民共和国 | 江蘇省       | 1980年（昭和55年）7月28日 |
| 中華人民共和国 | 広東省       | 2019年（令和元年）5月16日 |

提携自治体
| 国名                             | 名称                   | 年                         |
| -------------------------------- | ---------------------- | -------------------------- |
| タイ王国中部地方                 | バンコク都             | 2012年（平成24年）7月9日   |
| 中華人民共和国                   | 広東省                 | 2013年（平成25年）11月25日 |
| 大韓民国                         | 京畿道                 | 2015年（平成27年）11月10日 |
| アメリカ合衆国                   | テキサス州             | 2016年（平成28年）4月22日  |
| ベトナム社会主義共和国中央直轄市 | ホーチミン市           | 2016年（平成28年）9月13日  |
| アメリカ合衆国                   | ワシントン州           | 2016年（平成28年）10月18日 |
| ベルギー王国                     | ブリュッセル首都圏地域 | 2017年（平成29年）5月15日  |
| ベルギー王国                     | フランデレン地域       | 2017年（平成29年）5月15日  |
| ベルギー王国                     | ワロン地域             | 2017年（平成29年）5月15日  |
| アメリカ合衆国                   | インディアナ州         | 2017年（平成29年）9月15日  |
| アメリカ合衆国                   | ケンタッキー州         | 2017年（平成29年）10月23日 |
| フランス共和国                   | オクシタニー地域圏     | 2018年（平成30年）6月5日   |
| ブラジル連邦共和国               | サンパウロ州           | 2018年（平成30年）9月10日  |

### 経済連携
| 国名                   | 名称                           | 年                         |
| ---------------------- | ------------------------------ | -------------------------- |
| ベトナム社会主義共和国 | ベトナム計画投資省             | 2008年（平成20年）3月18日  |
| 中華人民共和国         | 江蘇省                         | 2008年（平成20年）10月31日 |
| タイ王国               | タイ工業省                     | 2014年（平成26年）9月10日  |
| インドネシア共和国     | インドネシア経済担当調整大臣府 | 2017年（平成29年）2月13日  |

### あいちフレンドシップ交流事業
2005年に開催された愛知万博で、愛知県内の市町村（名古屋市を除く）が120の万博公式参加国をそれぞれ「一市町村一国フレンドシップ事業」のフレンドシップ相手国として迎え入れた。万博後にも盛んに交流やさまざまな国際化事業など行われ、万博でのおもてなしから一歩進んだ相互理解と地域の国際化につながっている。「一市町村一国フレンドシップ事業」により高まった県民の国際交流や異文化理解への関心を原動力のひとつとして、さらなる国際化を進めている。
- アイスランド共和国
- アイルランド共和国
- アメリカ合衆国
- アルゼンチン共和国
- アンゴラ共和国
- イギリス連合王国
- インド共和国
- インドネシア共和国
- ウクライナ国
- ウズベキスタン共和国
- エチオピア連邦民主共和国
- オーストラリア連邦
- オランダ王国
- カタール国
- カナダ連邦
- カンボジア王国
- キューバ共和国
- ギリシャ共和国
- キルギス共和国
- クロアチア共和国
- サウジアラビア王国
- シンガポール共和国
- スウェーデン王国
- スペイン王国
- ソロモン諸島
- 大韓民国
- タンザニア連合共和国
- チェコ共和国
- チュニジア共和国
- デンマーク王国
- トルコ共和国
- ナイジェリア連邦共和国
- ニュージーランド王国
- ネパール連邦民主共和国
- ノルウェー王国
- バングラデシュ人民共和国
- フィジー共和国
- フィリピン共和国
- ブータン王国
- ブラジル連邦共和国
- フランス共和国
- ブルネイ・ダルサラーム国
- ベトナム社会主義共和国
- ベナン共和国
- ベルギー王国
- ポーランド共和国
- ボリビア多民族国
- マレーシア連邦
- ミクロネシア連邦
- モンゴル国
- ラオス人民民主共和国

その他
- イクレイ
持続可能性を目指す地方自治体による国際的な組織。名古屋市と豊田市も所属している。